# Развитие формы кузова легкового автомобиля
Форма автомобиля зависит от конструкции и компоновки, от применяемых материалов и технологии изготовления кузова. В свою очередь, возникновение новой формы заставляет искать новые технологические приёмы и новые материалы. На развитие формы автомобиля воздействуют социально-экономические факторы и, в силу особого качества автомобиля как предмета престижного потребления, — мода.

## История
Развитие формы кузова невозможно рассматривать в отрыве от тех факторов, которые оказывали на её формирование самое что ни на есть непосредственное влияние — развития конструкции агрегатов, их взаимного расположения (компоновки), структурных изменений рынка легковых автомобилей, и так далее.
Создатель первого в мире механического транспортного средства француз Кюньо придал своей «паровой телеге» вполне оригинальный внешний облик, напрямую не повторяющий ни один из известных на тот момент видов транспорта. Конструкция оказалась на удивление пророческой и содержала в себе многие элементы современного автомобиля — переднее расположение двигателя и передний привод, силовой агрегат, вместе с трансмиссией смонтированный на отдельном подрамнике, рулевое управление автомобильного типа, и так далее.
Между тем, большинство его последователей приняло иной подход — временно абстрагировавшись от задачи создания оригинальной компоновки и самобытного облика нового средства транспорта, они сосредоточили своё внимание на разработке пригодного для него двигателя, который устанавливали с минимальными переделками на готовое шасси — в его роли выступили давно известные и хорошо отработанные в производстве конные экипажи: новое содержание получило привычную старую форму. Скажем, Готтлиб Даймлер за основу своего первого автомобиля взял экипаж типа извозчичьей пролётки. На начальном этапе, правда, некоторое распространение имели трициклы, с единственным передним колесом и рулевым управлением велосипедного типа, однако уже довольно скоро они потеряли популярность ввиду целого ряда врождённых недостатков — в первую очередь низкой устойчивости к опрокидыванию.
К этому времени конные экипажи уже прошли через весьма длительный путь развития и достигли применительно к своему назначению высокой степени совершенства: получили предельно облегчённый, но достаточно прочный для нормальной эксплуатации кузов, мягкую рессорную подвеску, лёгкие, но прочные спицованные колёса с резиновыми шинами, колодочные тормоза, грязевые щитки — крылья, и так далее. Между тем, именно эта известная степень их совершенства в качестве гужевого транспортного средства существенно затрудняла создание на их основе рационального транспортного средства механического.

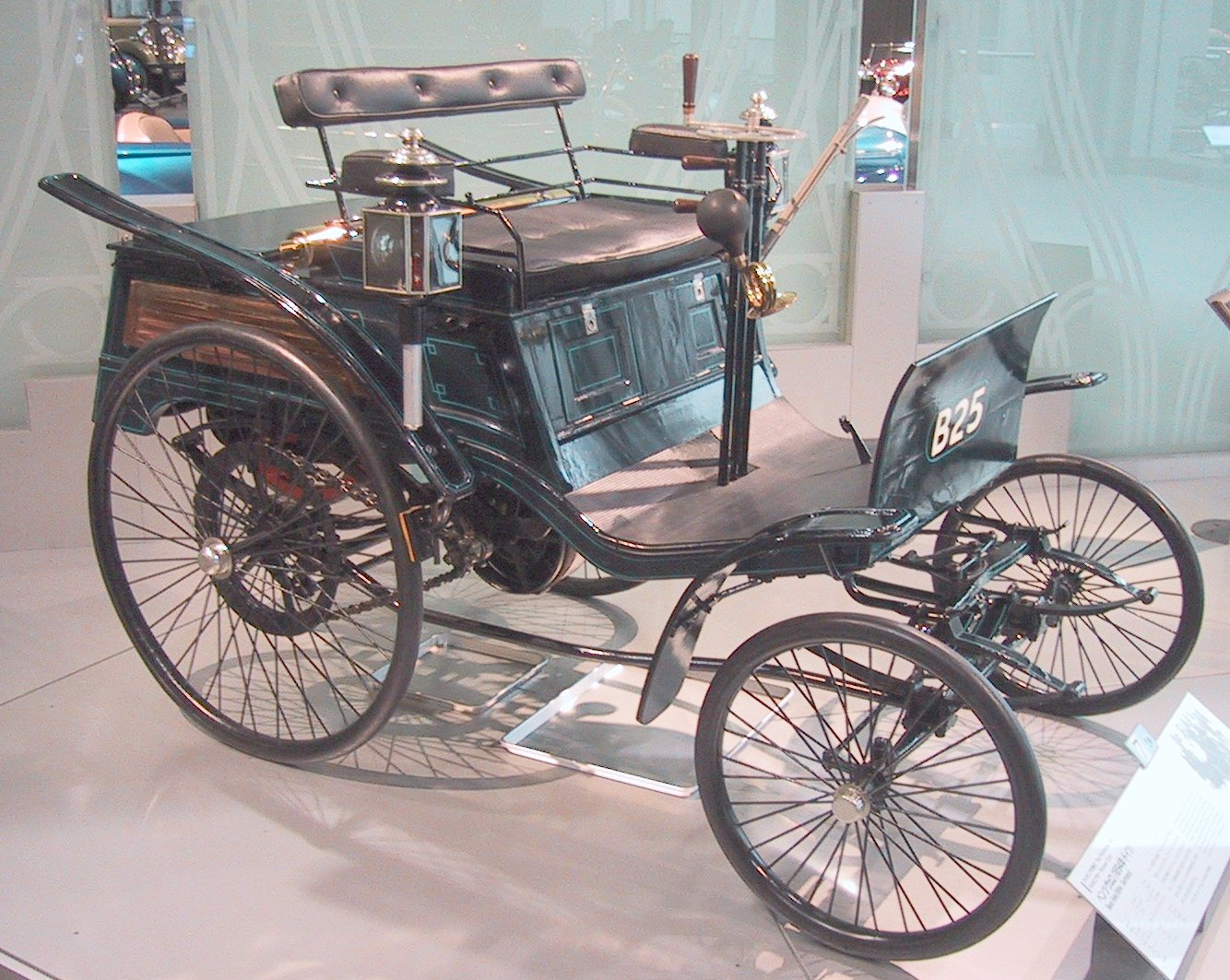
Benz Velo — один из первых автомобилей. По своей сути — двухместный конный экипаж типа дрожек с установленным под сиденьем двигателем внутреннего сгорания

Так, хотя логика требовала расположить двигатель впереди автомобиля, под неусыпным взором водителя, в те годы бывшего ещё и механиком, для него оставалось место лишь в пространстве под сиденьем — единственным в случае двухместного экипажа или задним у четырёхместного, что существенно затрудняло управление им, обслуживание и ремонт, а также приводило к высокому расположению центра тяжести, ухудшая и без того неважную устойчивость (идея тянущей за собой экипаж отдельной «механической лошади» изредка использовалась, но для автомобиля оказалась бесперспективной из-за громоздкости, сложности управления и проблем с обеспечением устойчивости и управляемости на мало-мальски высокой скорости). При этом вполне закономерным оказался привод от мотора на заднюю ось, выбор в пользу чего облегчался ещё и отсутствием в этом случае необходимости решать проблему совмещения функций управляемых и ведущих колёс — тем более что на этом этапе даже реализация первой из этих функций доставила изобретателям немало проблем.
Таким образом, если для таких видов транспорта как мотоцикл и мопед, полученных аналогичным путём — установка двигателя внутреннего сгорания на велосипед — этот путь оказался вполне рационален, то автомобиль очень быстро «вырос» из своей первоначальной формы «самобеглого экипажа».

### Ранний период

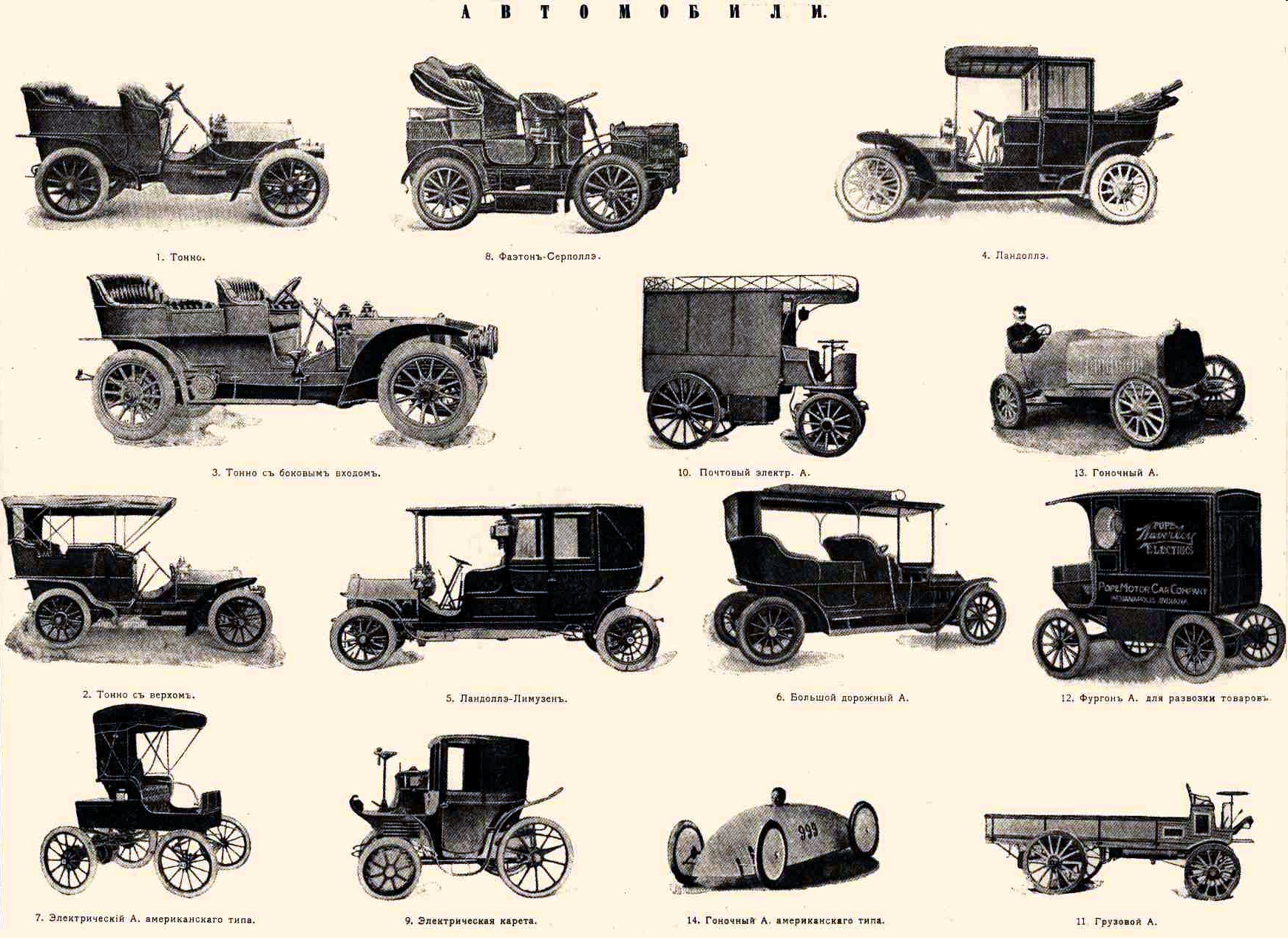
Кузова автомобилей начала XX века

Автомобили первых десятилетий XX века (с начала XX века до 1919 года) в среде коллекционеров именуют «эдвардианскими» (Edwardian) в честь эпохи английского короля Эдуарда VII (правил с 1901 по 1910), которую принято продлевать до конца Первой мировой войны (1918).
К началу XX века уже был накоплен определённый опыт в проектировании и изготовлении «безлошадных экипажей». Форма автомобиля начинает постепенно отходить от своего прототипа — конного экипажа, появляются сугубо автомобильные приёмы компоновки.
Так, появляется рама — плоский несущий каркас для крепления агрегатов, идея которого была позаимствована у железнодорожного транспорта. Появление под автомобилем идущего на всю его длину жёсткого несущего каркаса, в свою очередь, позволило более свободно компоновать агрегаты: двигатель стали помещать уже не под сиденьем, а в передней части. Это обеспечило лучшее охлаждение, облегчило управление двигателем, упростило доступ к нему — что было весьма большим преимуществом, так как в те годы бензиновые двигатели требовали обслуживания каждые несколько сотен километров. Ведущими при этом оставались исключительно задние колёса, что оказалось более выгодно с точки зрения улучшения тяговых качеств автомобиля. Для соединения расположенного впереди двигателя с ведущим задним мостом применили карданную передачу, пока ещё работающую совместно с цепью — считалось, что её наличие смягчает резкие толчки в трансмиссии. С конструктивной точки зрения такая компоновочная схема оказалась вполне рациональной: совершенствуясь, она сохранилась до наших дней и получила название «классическая компоновка».
От пассажирского салона двигатель стали отгораживать противопожарной перегородкой, что не только повысило безопасность, но и задало разделение внутреннего пространства автомобиля на два отделения — моторное и пассажирское, сразу же нашедшее отражение в его внешнем облике. Радиатор разместился впереди двигателя — для наилучшего обдува встречным потоком воздуха. Чтобы скрыть от взглядов публики неэстетичный силовой агрегат, его стали накрывать сверху металлическим ящиком с подъёмными крышками по бокам — появился капот, форму которого задала форма радиатора. Появляются фонари для освещения, пока ещё работающие на газе — ацетилене. Начинает складываться характерное «лицо» автомобиля, заданное конфигурацией декоративной облицовки радиатора и фарами, и уже на этом этапе некоторые производители стали использовать его для индивидуализации своей продукции — так, фирма Delaunay-Belleville применяла на своих автомобилях круглый радиатор и бочкообразный капот, а Renault — капот в форме утюга и вынесенный за двигатель радиатор.
Форма автомобиля становится более динамичной, он уже не выглядит как создающий впечатление неполноты конный экипаж с выпряженной из него лошадью, а имеет чётко обозначенный и художественно оформленный передок — у гужевого транспорта эту роль исполняла сама лошадь, украшенная элементами упряжи. Появляется членение на два визуальных объёма, управление соотношением между которыми позволяет задавать визуальное восприятие автомобиля. Так, у спортивных автомобилей вытянутый в длину объём моторного отделения явно доминировал над урезанным по всем направлениям пассажирским, что создавало визуальное впечатление высоких скоростных характеристик, в то время, как у автомобилей с многоместным закрытым кузовом пропорции были обратными, делая акцент на таких качествах, как вместительность и основательность. Наиболее гармоничное пропорционирование было характерно для автомобилей с четырёхместными открытыми кузовами, которые и получили в то время наибольшее распространение.

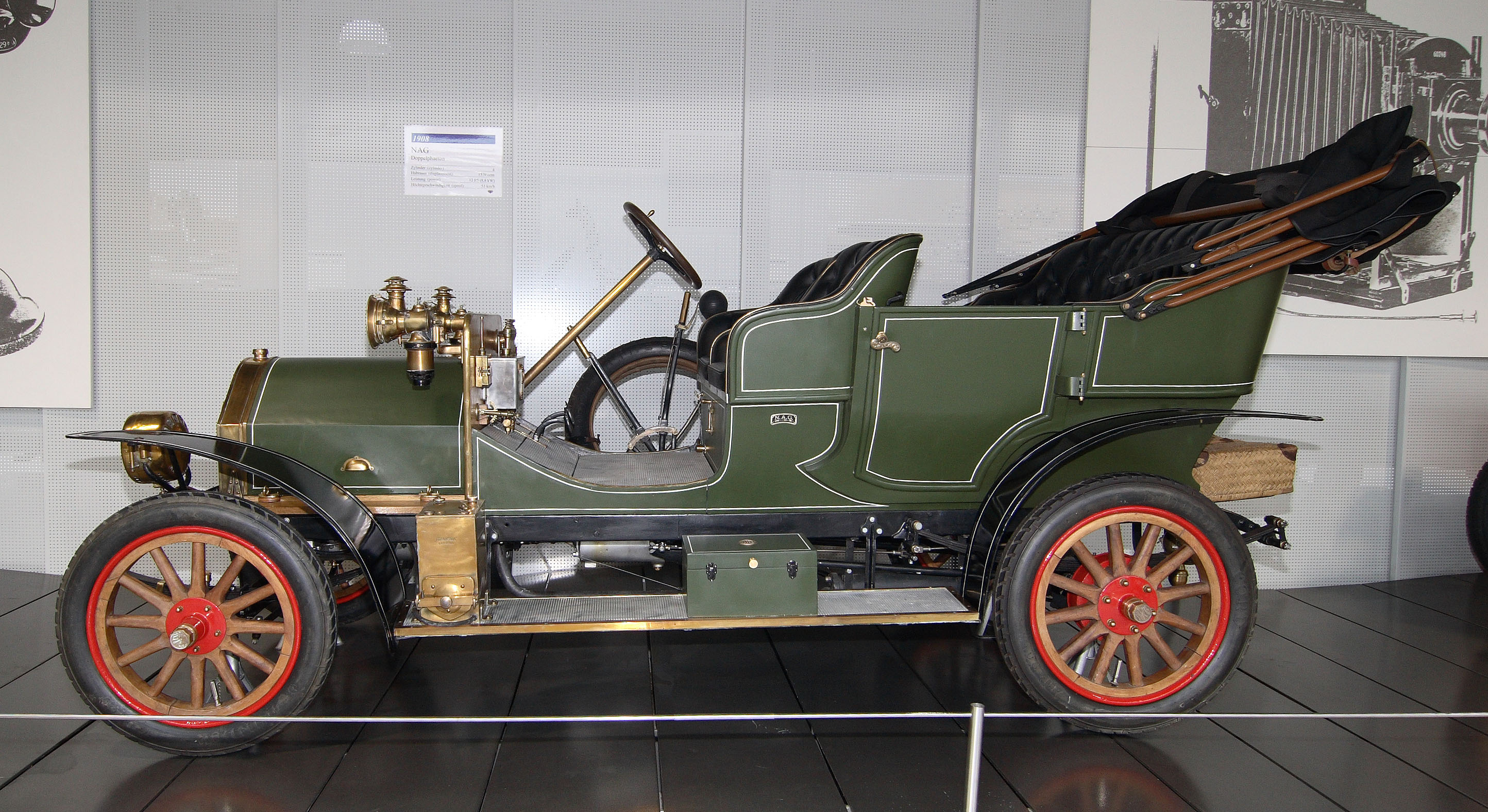
Открытый автомобиль начала XX века

Рама, состоящая из двух продольных балок — лонжеронов, соединённых между собой несколькими поперечинами — траверсами, вместе с установленными на неё двигателем, трансмиссией и ходовой частью вместе образовывали так называемое «шасси». Шасси могло передвигаться и существовать без служащего для размещения пассажиров или грузов кузова — кузов устанавливался на него как отдельный и независимый агрегат. Это позволяло на базе единого шасси создавать самые различные модификации пассажирских и даже грузовых автомобилей, заложив основы модульности. В начале XX века доходило даже до того, что к одному шасси прилагался целый комплект сменных кузовов — например, открытый «летний» и закрытый «зимний», которые состоятельные владельцы меняли согласно сезону.
Показательно, что сама идея рамного шасси была позаимствована у наиболее передового в то время вида транспорта — железнодорожного, так как конные экипажи обходились деревянным каркасом кузова из-за существенно меньших нагрузок. Заимствование достижений передовых областей техники и в дальнейшем будет оказывать огромное влияние на развитие автомобилестроения, которое, в свою очередь, со временем превратится в один из основных «двигателей» индустриальной экономики. Изначально рамы делали из твёрдого дерева, реже — круглых труб. В первое десятилетие XX века получили повсеместное распространение рамы из штампованных профилей прямоугольного сечения, на грузовиках их конструкция и до нашего времени изменилась лишь в деталях.

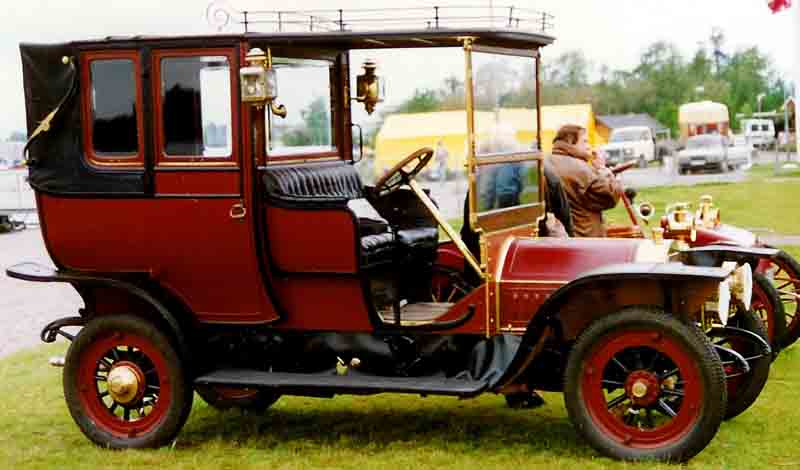
Автомобиль начала XX века с закрытым кузовом

Характерными деталями автомобилей тех лет стали: массивный угловатый капот двигателя впереди с радиатором в передней части: даже если двигатель располагался под сиденьем, радиатор и имитацию капота зачастую всё равно ставили перед передним сиденьем как декоративную деталь, под таким «капотом» порой скрывался бензобак; деревянный лакированный кузов, как правило, с простыми вырезами вместо дверей; крылья в виде почти плоских гнутых грязеотражательных щитков.

Большинство автомобилей этой эпохи было открытым; закрытые кузова были очень высокими — около двух метров, так как в них входили в полный рост, как в карету. Собственно, и по конструкции они очень напоминали карету. 

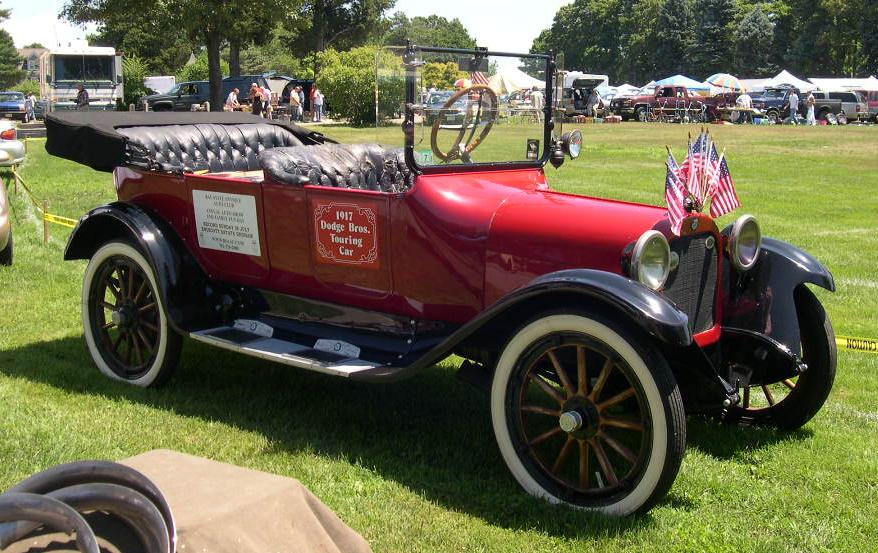
Автомобиль конца 1910-х годов

Типы кузовов различались огромным разнообразием и небывалым числом обозначений, большинство из которых не имело чёткого общепринятого значения; но в целом практически все они сводились к нескольким типам: небольшой открытый автомобиль с одним рядом сидений; большой открытый автомобиль с двумя рядами сидений; большой автомобиль с закрытыми местами задних пассажиров и открытым водительским сиденьем; большой автомобиль с похожим на карету полностью закрытым кузовом.
В конце 1910-х годов происходит композиционное объединение кузова, состоявшего до этого из множества разрозненных, никак не связанных друг с другом геометрических форм, в единое целое. Оформляется плавный переход от капота двигателя к собственно кузову, на смену вырезам в боковине окончательно приходят закрывающиеся двери. Появляется единая горизонтальная поясная линия, которая проходит по всей длине автомобиля и подчёркивает его композиционное единство. Как правило, её дополнительно акцентируют горизонтальным молдингом, который изначально был необходимой по технологическим соображениям деталью: кузова в то время обшивались сравнительно небольшими кусками листового металла — например, нижняя часть дверной панели и верхняя, окружающая рамку стекла, были отдельными деталями — а неэстетичные стыки между ними прикрывали молдингами. Высота закрытых кузовов несколько снижается — до ~1750…1850 мм, изменяется способ крепления рессор к мостам: теперь они проходили не над, а под балками мостов (в английском языке этот тип крепления мостов обозначается «андерсланг спринг», underslung spring — не путать с общим типом шасси underslung, у которого сами мосты располагались выше рамы). Вместе это делает автомобили более приземистыми, уменьшает тряску, улучшает устойчивость и управляемость, что открывает возможности для дальнейшего роста скоростей. Скорость движения автомобилей увеличивается, и необходимой деталью становится лобовое стекло, защищающее водителя и пассажиров от набегающего потока воздуха. Крылья получают более развитую форму, их начинают выполнять в виде объёмной штамповки, что улучшает внешний вид и защиту от брызг.

### Двадцатые годы и начало тридцатых

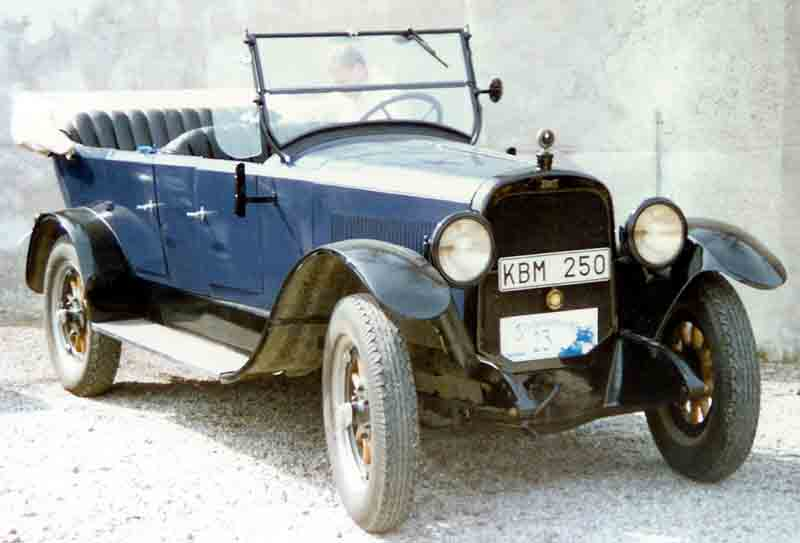
Автомобиль начала 1920-х

За этот период существенных изменений во внешнем облике автомобилей не происходило. Основное внимание уделялось совершенствованию не внешности, а конструкции и технологии изготовления. После Первой мировой войны автомобиль окончательно превратился из дорогой игрушки в необходимое средство транспорта, и основной задачей стало налаживание массового производства. Первым шагом в этом направлении стало конвейерное производство, впервые применённое в массовом масштабе на заводах Генри Форда с 1914 года. Тем не менее, долгое время сдерживающим фактором на пути повышения объёмов выпуска оставалась используемая для изготовления кузова каркасно-панельная технология, унаследованная от каретных мастеров прошлого.
Гужевой личный транспорт в городах никогда не был массовым — содержание собственной конюшни при городском доме было по карману лишь наиболее состоятельным горожанам, так что и задачи массового производства конных экипажей никогда не возникало. Все веками нарабатывавшиеся технологии в данной области были рассчитаны на производство небольшого количества экземпляров с максимальным учётом вкусов и пожеланий каждого клиента. Именно в таком виде эти технологические наработки были унаследованы кузовостроительной индустрией, выросшей напрямую из каретной. Однако, важное отличие автомобилестроения составляла его массовость, очень быстро вступившая в противоречие с отжившими своё способами производства.

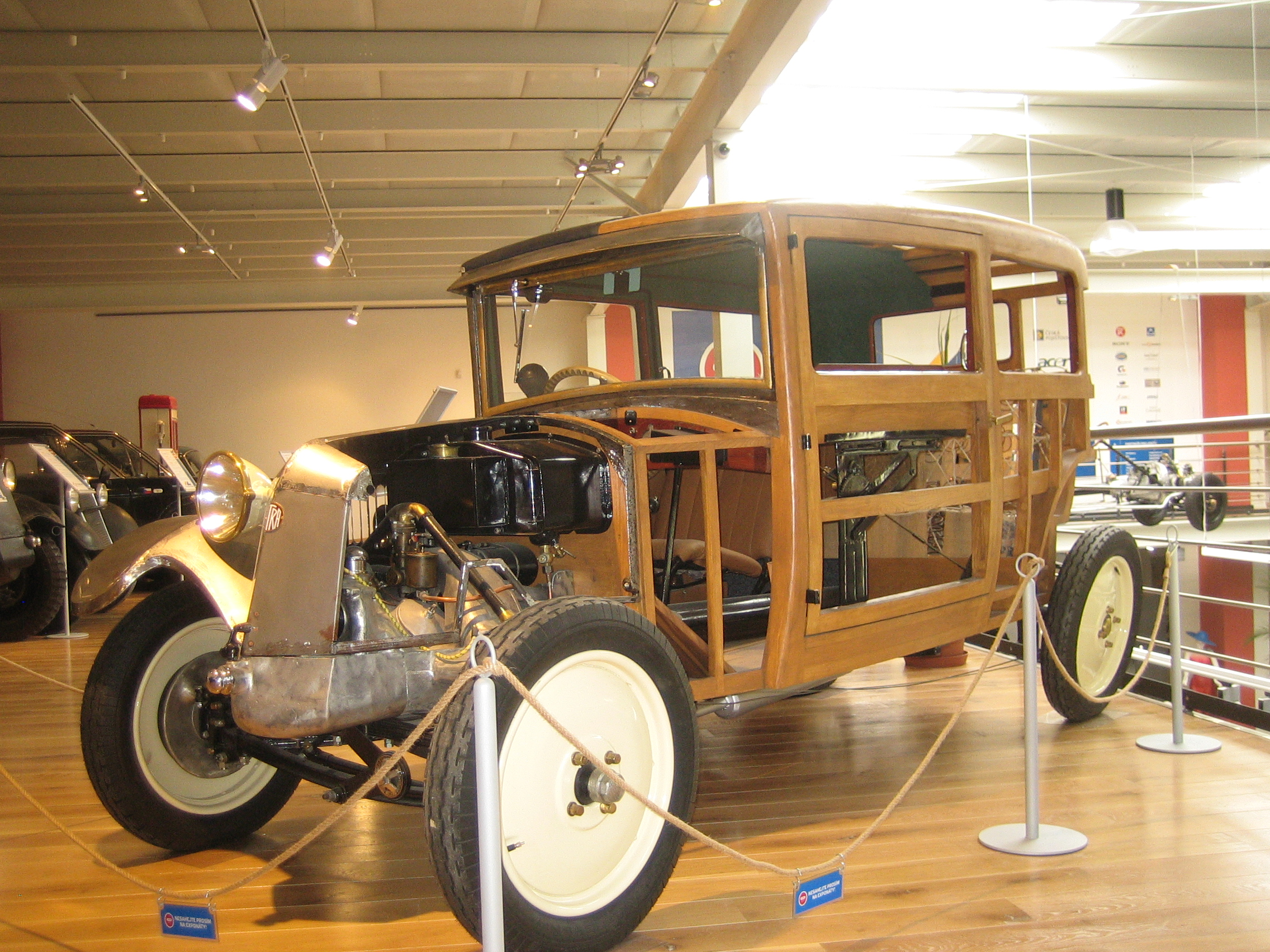
Деревянный каркас кузова автомобиля Tatra 12

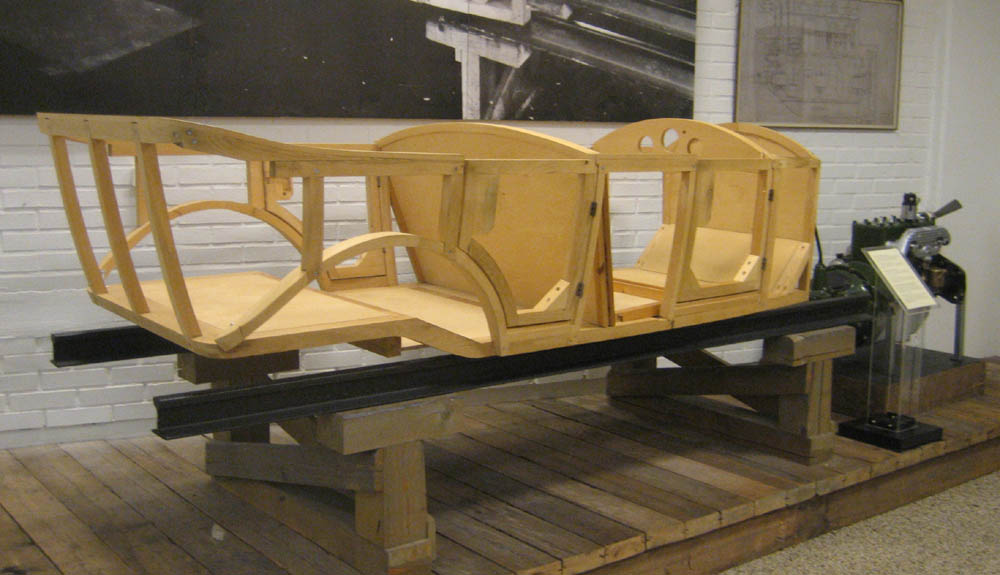
Деревянный каркас открытого четырёхдверного кузова без обшивки (Volvo ÖV 4)

Изготовление каркасно-панельного кузова начинали с каркаса из твёрдых пород дерева (бук, клён, ясень, дуб — кузовщики разных стран отдавали предпочтение различным материалам) с металлической оковкой (угольники, скобы, накладки, косынки, подкладки). Деревянные детали каркаса в небольших кузовных мастерских изготавливались при помощи ручного инструмента по лекалам, а в условиях массового производства — на фрезерно-копировальных станках, как винтовочные ложи. Тем не менее, в любом случае требовалась тщательная подгонка отдельных деталей по месту, в особенности для имевших очень сложный набор закрытых кузовов. Огромной проблемой, так и не нашедшей удовлетворительного решения на массовых автомобилях, было устранение скрипа деревянного каркаса в процессе эксплуатации — что достигалось лишь при использовании хорошо высушенного дерева подходящих пород и прецизионной подгонке отдельных деталей друг к другу, отнимавшей много времени.
Способ изготовления кузова по патенту Уэйманна (Weymann), достаточно популярный в 1920-х годах на дорогих автомобилях, представлял собой альтернативный способ обеспечения комфорта — сутью его было наличие между деревянными балками каркаса специальных пружинящих вставок, которые полностью устраняли прямой контакт между отдельными деталями и в определённых пределах позволяли им смещаться друг относительно друга. Снаружи такой кузов обшивался гибкой металлической сеткой, обтягивался плотным коленкором с подбивкой из ваты и покрывался особым образом обработанной тканью (типа дерматина), которая в некоторых случаях могла покрываться краской, становясь на вид почти неотличима от металла. Это устраняло скрип и расшатывание сочленений каркаса, такие кузова считались очень комфортабельными и были довольно популярны, хотя и имели очень небольшой срок службы.

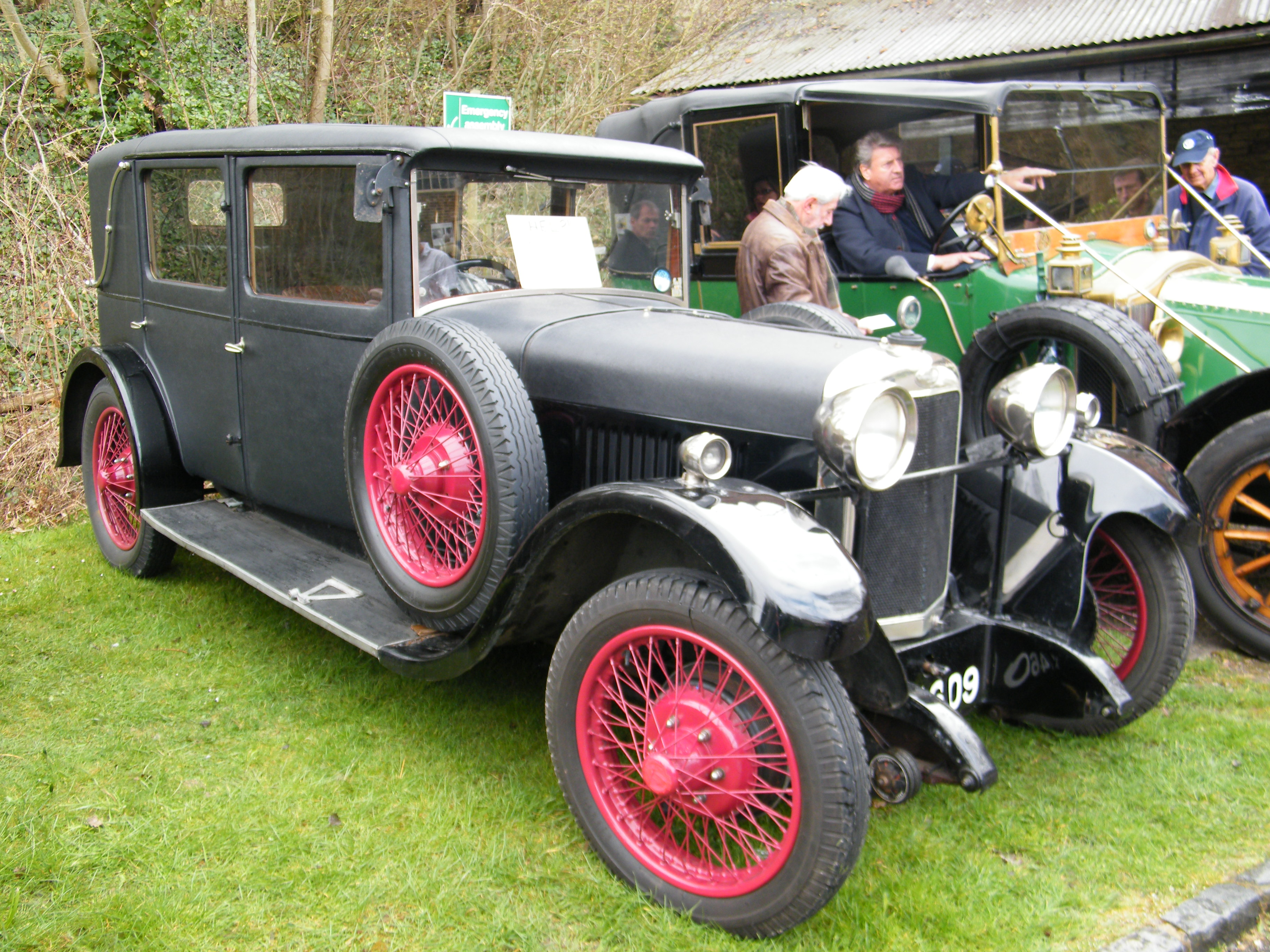
Sunbeam 16 1930 года с кузовом, изготовленными ателье Mulliner по патенту Уэйманна

Со временем в деревянный каркас стали вводить многочисленные металлические раскосы, накладные косынки и тому подобные усилители, или даже заменять отдельные его детали на металлические штамповки, но несовершенство технологии и консерватизм кузовщиков долго мешали широкому внедрению металла.
Готовый каркас начинали обшивать небольшими панелями из тонкой листовой стали или алюминия, крепящимися к нему при помощи гвоздиков и шурупов. Для дорогих малосерийных автомобилей их изготовляли вручную, выколоткой молотком на наполненной песком кожаной подушке или холодной прокаткой на гибочной машине (так называемое «английское колесо»), и подгоняли по месту непосредственно на каркасе либо на специальной болванке. Детали сложной формы, такие, как крылья, сваривались из множества частей, швы между которыми маскировали при помощи свинцово-оловянного припоя. Естественно, такой производственный процесс был исключительно трудоёмок, а каждая машина получалась штучной, индивидуальной. Иногда вместо металла каркас обшивали фанерой, обтянутой поверх натуральной или искусственной кожей с мягкой набивкой из конского волоса или ваты, игравшей также роль шумоизоляции — такие кузова считались более комфортабельными, хотя и были очень недолговечны. Крышу даже на металлических кузовах в абсолютном большинстве случаев обшивали искусственной кожей поверх панцирной сетки и набивки, так как технологии не позволяли получить из листового металла цельную панель такого размера и столь сложной формы.
В массовом производстве применялось маломощное штамповочное оборудование, позволявшее получать неглубокой вытяжкой только панели малой кривизны. Операции с крупными деталями из тонкого листового металла, весьма склонными к деформации в процессе транспортировки — такими, как задняя стенка кузова «седан» — были огромной проблемой, поэтому размеры панелей старались ограничить: например, наружная обшивка двери состояла обычно из двух отдельных панелей — нижней, от порога до поясного молдинга, и верхней, окружающей рамку дверного стекла. Другой причиной этого было то, что в процессе движения кузов испытывал ощутимые деформации, так что для предотвращения контактов между их торцами и деформации листы обшивки приходилось нашивать на деревянный каркас с зазорами, которые закрывали молдингами. Однако эстетические требования диктовали, напротив, как можно меньшее число стыков между панелями, что заставляло идти на компромисс.
Из-за сложности, нюансности и трудоёмкости изготовления каркасно-панельных кузовов большинство крупных автомобилестроителей тех лет сами их производством не занимались, вместо чего заказывали их специализированным кузовным ателье. Дорогие автомобили вообще как правило поставлялись в виде шасси с агрегатами, для которого заказчик мог заказать любой кузов на своё усмотрение — как из стандартного каталога фирмы, содержащего типовые изделия её партнёров-кузовщиков, так и совершенно произвольный. Даже «Форд» с его конвейерной сборкой автомобилей многие кузова, в особенности — закрытые, заказывал сторонним кузовным ателье. Так, кузова для седанов на шасси Ford Model A (1927—1931) поставлялись ателье Briggs и Murray. Зачастую инженеры, проектировавшие автомобиль, в создании кузова вообще не участвовали, соответственно, в восприятии возникающих при движении автомобиля сил кузов никакого участия не принимал — все они приходились на раму, которую приходилось соответственно усиливать. Это, в сочетании с крайне низкой весовой дисциплиной кузовного производства тех лет — кузовщики, не владея методикой прочностных расчётов, определённо предпочитали избыток дерева в каркасе его недостатку — приводило к жуткому переутяжелению автомобилей. Перешедший в автомобилестроение из авиации и привыкший к несколько иному подходу к весу конструкции Габриэль Вуазен жаловался, что кузовные ателье умеют только «заваливать ходовую часть машин дубовыми брёвнами и грудами идиотских железяк» (впоследствии он полностью отказался от их услуг, одним из первых производителей автомобилей перейдя на выпуск собственных кузовов).
Внешний облик и конструкция узлов автомобиля в этот период практически не меняются по сравнению с концом 1910-х годов, но агрегаты совершенствуются, а кузова становятся всё более цельными и гармоничными. Форма автомобиля, угловатая и статичная, во многом определяется его конструкцией и технологией изготовления кузова. Кузова оставались высокими, в расчёте на то, чтобы в них можно было входить не сгибаясь и не снимая шляпы.

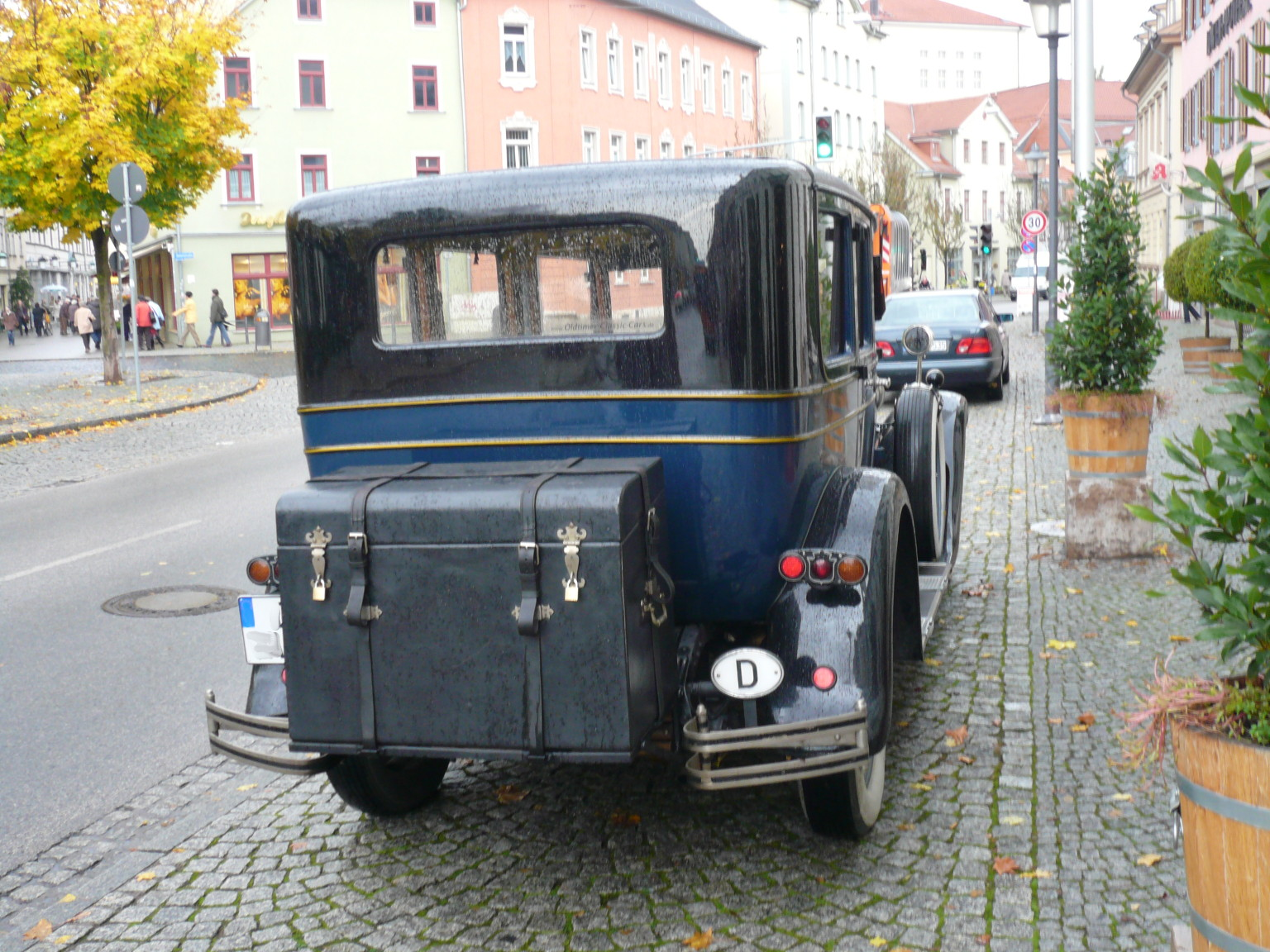
Багажник-кофр

В абсолютном большинстве случаев применялись классическая компоновка, зависимые передняя и задняя подвески. Балки заднего и переднего мостов крепились к раме при помощи листовых рессор — проходящих под ними продольных или расположенных поперечно. Чтобы понизить центр тяжести высокого, неустойчивого автомобиля, двигатель размещали низко между лонжеронами передней части рамы, в пределах базы.
Перед двигателем, непосредственно над балкой передней оси, высоко устанавливался радиатор. Высокое расположение радиатора улучшало циркуляцию охлаждающей жидкости. За двигателем ставились два ряда сидений, заднее сиденье уже над кожухами задних колёс; автомобиль получался с очень большой базой, но почти без переднего и заднего свесов. Передняя и задняя точки крепления рессор определяли длину автомобиля. Колёса стали несколько меньше, шины шире, по-прежнему применялись спицы — металлические велосипедного типа, или реже деревянные, «артиллерийского» типа. На недорогих машинах появляются штампованные диски колёс.

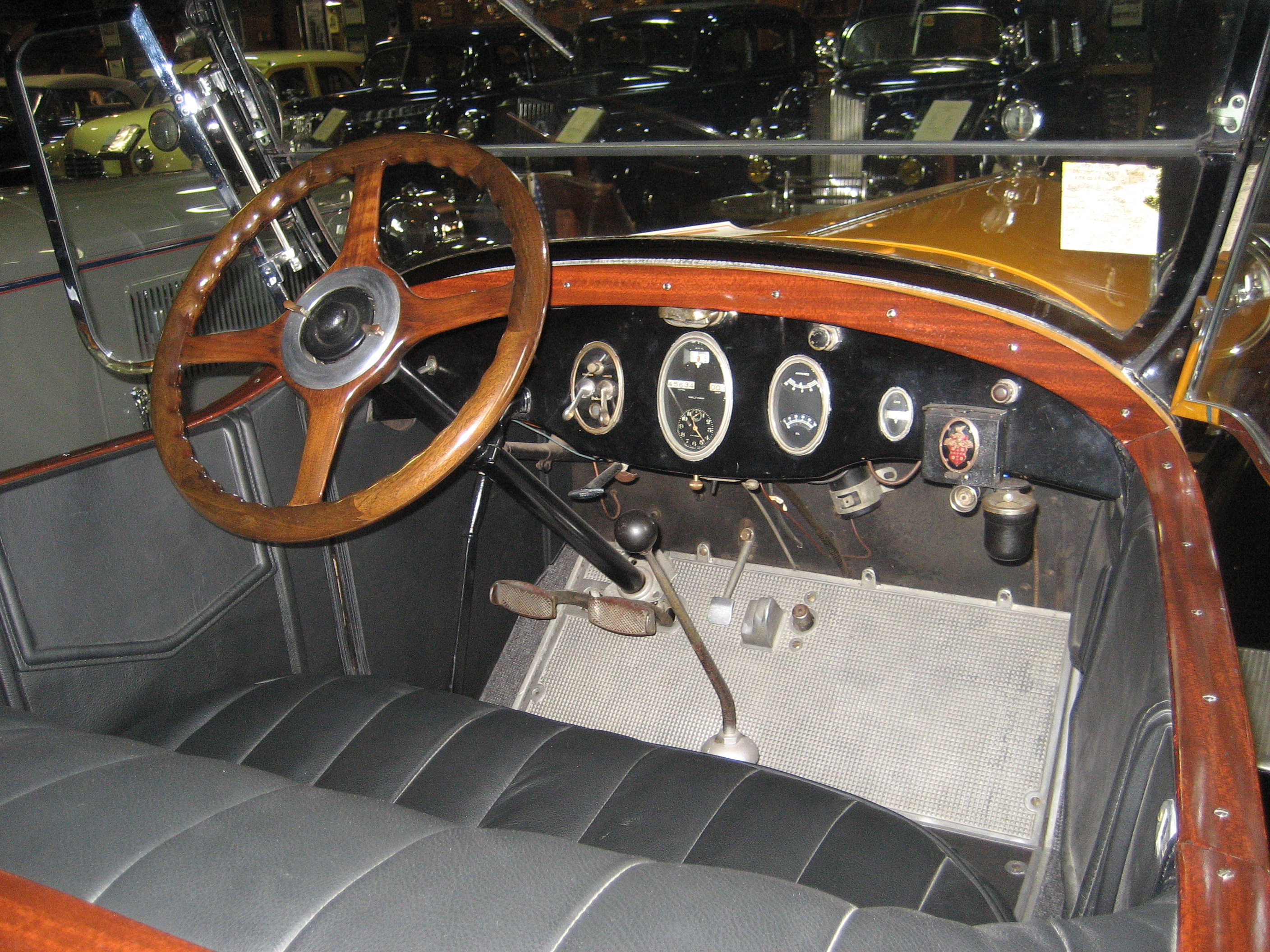
Рабочее место водителя

В облике автомобиля господствовали вертикальные линии — вертикально установленное плоское лобовое стекло, прямоугольные оконные проёмы, не скруглённые в углах, «каретная» задняя стенка кузова с маленьким окном для обзора, вертикальная в верхней части и имевшая обратный наклон в нижней. Пассажирский салон занимал всю длину шасси от щита моторного отсека до самой задней стенки кузова, так что места для багажа не оставалось. Недостаток места для багажа внутри кузова компенсировался многочисленными наружными багажниками-решётками — их располагали не только на крыше, но и на подножках или кронштейнах, крепящихся к боковинам или задней стенке кузова — к которым крепились специальные дорожные чемоданы — «кофры», композиционно никак не увязанные с кузовом. Наибольшее распространение получил чемодан-«кофр», прикреплённый к задней стенке кузова, который представлял собой вполне явный намёк на ставший впоследствии почти обязательным для седана третий визуальный объём. В русском языке багажник могли называть «чемоданом» ещё в 1940-х годах, а в английском такое словоупотребление сохраняется поныне (буквальное значение слова trunk — именно «чемодан»). Передние обособленные крылья, штампованные, но с неглубокой вытяжкой, плавно переходили в подножку, а затем в заднее крыло, отдельно от кузова.

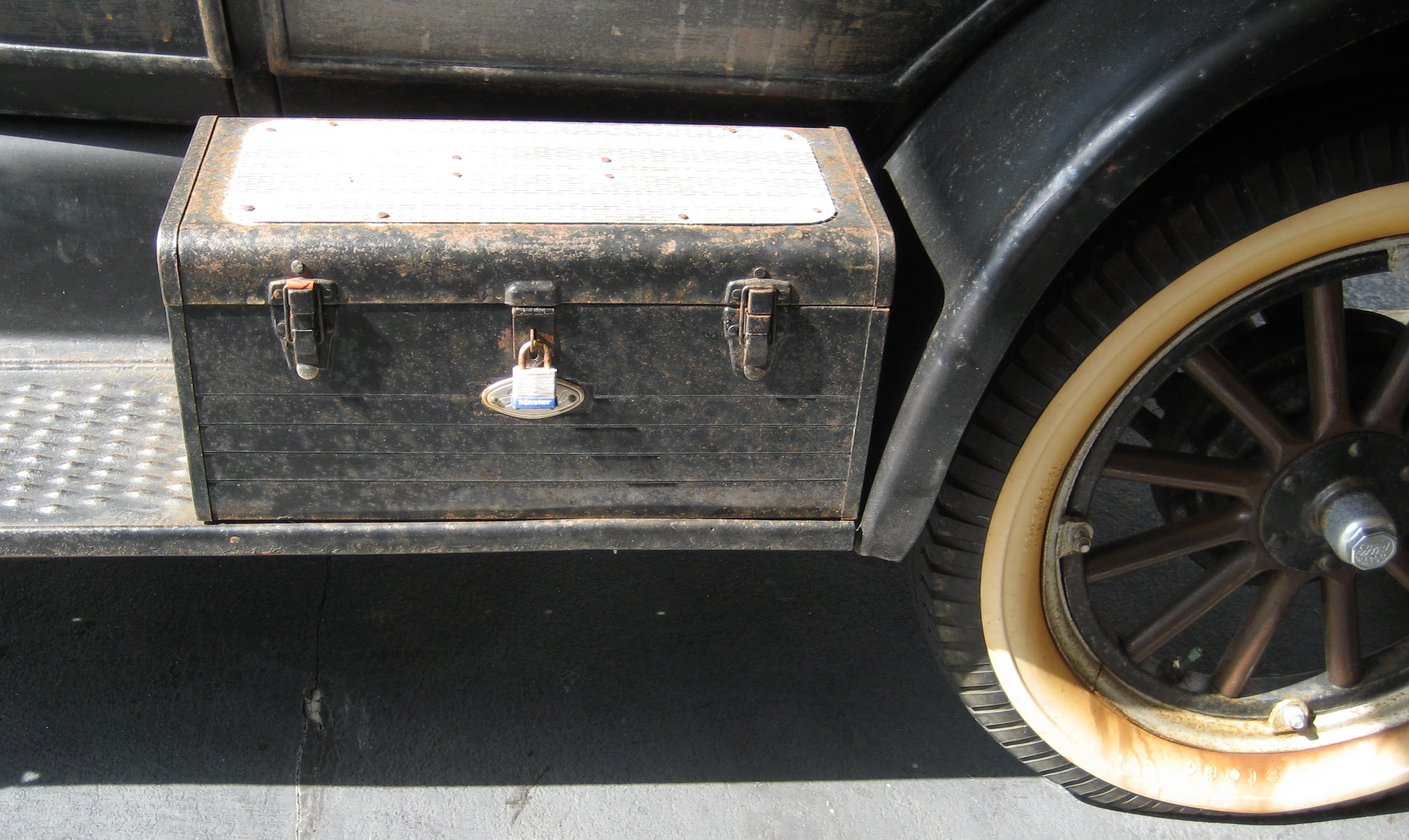
Детали конструкции: подножка, грязевой щиток, заднее крыло, ящик для инструментов

Подножка была необходима: пол кузова, установленного на раму, находился высоко над землёй. Рама оставалась достаточно высокой, и кузов по-прежнему располагался непосредственно на ней, поэтому между порогами кузова и подножкой располагались высокие грязевые щитки, прикрывающие раму и кронштейны подножек. Запасное колесо (чаще — запасные колёса, так как надёжность и долговечность шин в те годы были невелики, а на дорогах в огромных количествах встречались гвозди из лошадиных подков) крепилось открыто на переднем крыле рядом с капотом или за задней стенкой кузова.
Вторым важным шагом в направлении массовой автомобилизации стало распространение цельнометаллических закрытых кузовов, впервые применённых на автомобиле братьев Додж модели 1914 года. По сравнению с кузовом, имеющим деревянный каркас, цельнометаллический не только прочнее и легче, но и намного технологичнее, гораздо лучше адаптирован для массового производства. Изначально конструкция таких кузовов практически не отличалась по сути от устройства деревянных (каркасно-панельный кузов) — только деревянные балки каркаса были заменены на стальные штамповки аналогичной формы, однако возможность широкого применения сварки для соединения отдельных деталей резко повысила производительность труда.
Тем не менее, переход на цельнометаллическую конструкцию затянулся до начала-середины 1930-х годов. Некоторые элементы каркаса могли оставаться деревянными и в 1930-х годах, а на автомобилях высшего класса, которые в те годы строились исключительно штучно, по индивидуальным заказам, так что вопросы технологичности для них особой роли не играли, деревянные кузова продержались до середины того же десятилетия. На автобусах эта технология применялась и в послевоенные годы. Крыша кузова до середины 1930-х годов оставалась матерчатой, или как минимум имела матерчатую вставку посередине, так как технологии тех лет ещё не позволяли отштамповать из металла такие крупногабаритные панели. Кроме того, полученная на примитивном штамповочном оборудовании тех лет крыша с небольшой кривизной при движении автомобиля на высокой скорости начинала «барабанить» под воздействием потока воздуха из-за недостаточной жёсткости.

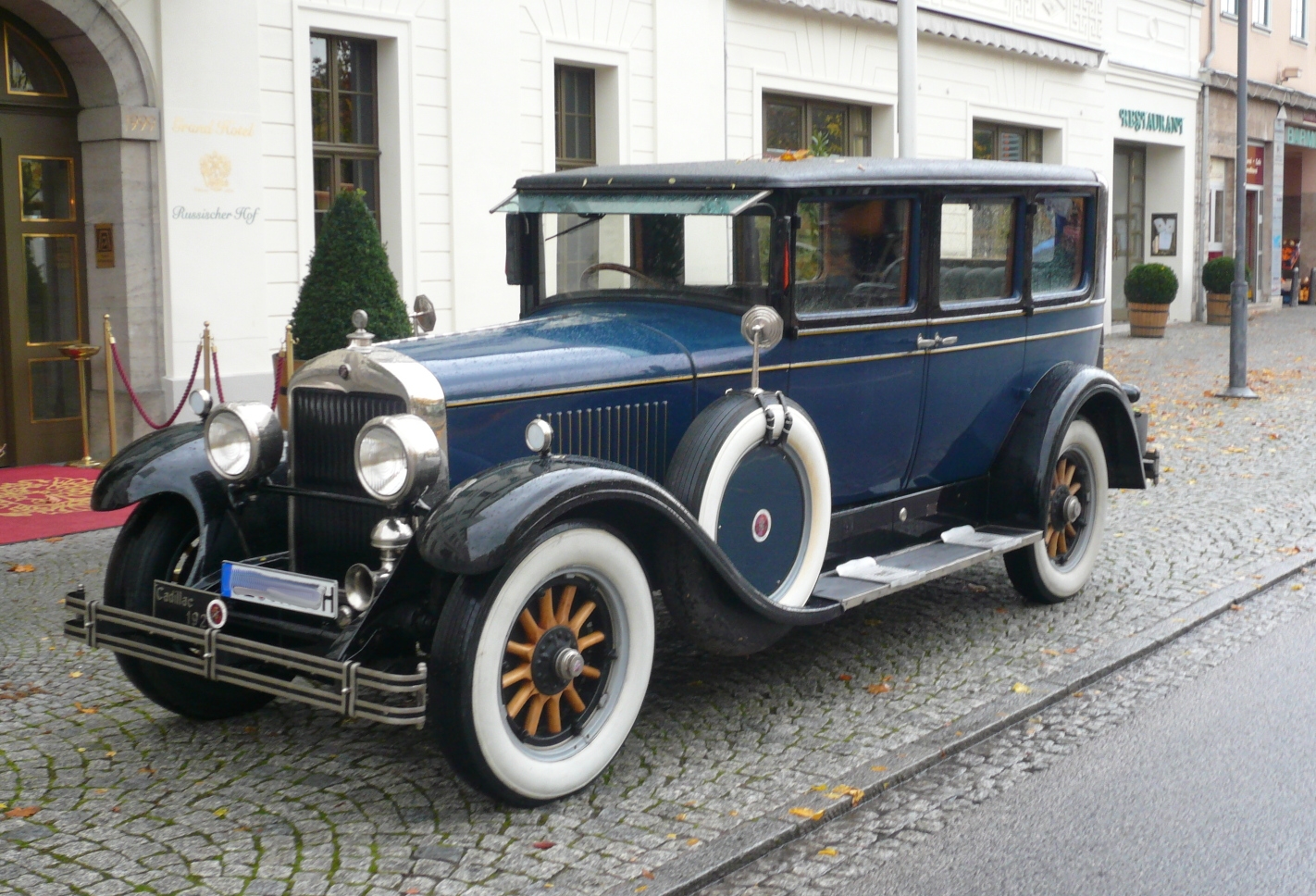
«Кадиллак» середины 1920-х с кузовом «седан»

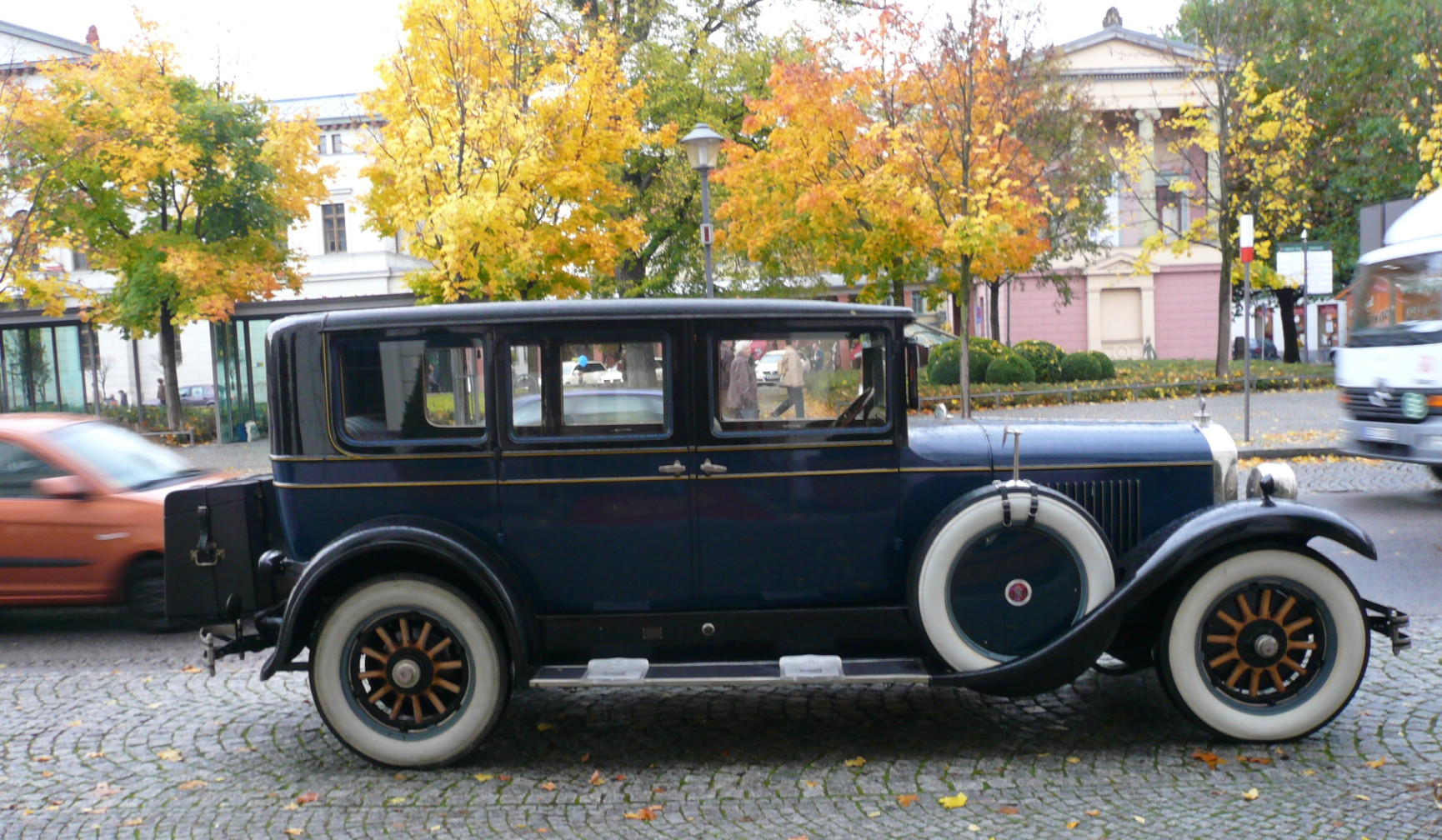

Изменение технологии производства кузовов существенно повлияло на их ассортимент. Если до конца двадцатых годов закрытые кузова были редкостью, так как их производство по старой технологии было весьма трудоёмким и шло очень медленно, а основным типом был открытый четырёхместный, четырёхдверный «туринг» — то теперь около половины выпускаемых автомобилей — это седаны, двух- и четырёхдверные, причём любопытно, что закрытые кузова, в отличие от нашего времени, оставались существенно дороже открытых. Однако выпускавшиеся по новой технологии седаны унаследовали от своих каретообразных предшественников визуально невыигрышную форму — с доминирующим пассажирским отделением, массивным и угловатым.
Переход к массовому конвейерному производству автомобилей позволил резко увеличить производительность труда, повысить его интенсивность и значительно снизить себестоимость автомобиля. На конвейере Ford собирал дешёвый стандартный легковой автомобиль единственной модели: простой по форме, угловатый, лишённый каких-либо украшений, некоторое время даже — только чёрного цвета. Благодаря конвейеру автомобиль стал доступен широкому кругу покупателей.

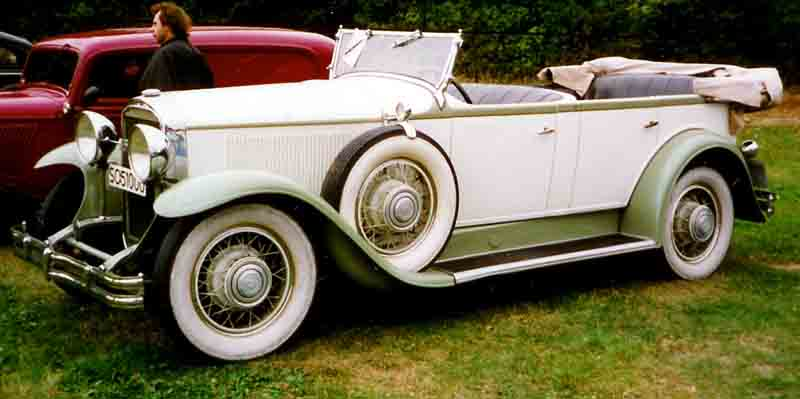
Buick модели 1931 года в кузове «фаэтон» — с опущенным верхом…

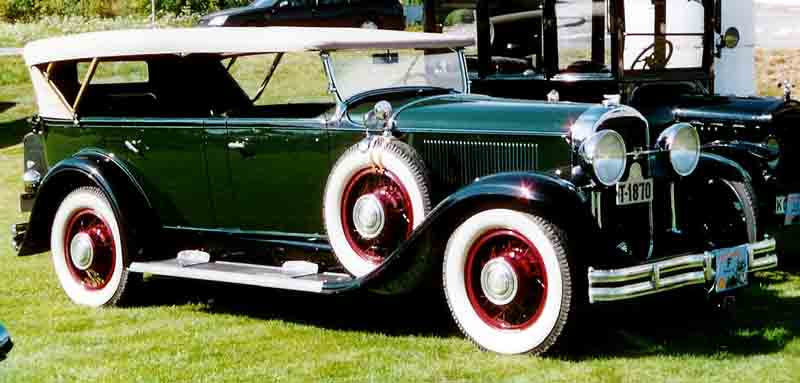
…и с поднятым.

Однако по мере возникновения и постепенного наполнения рынка автомобилей становилось ясно, что одним только улучшением технических показателей, технологии производства и снижением стоимости завоевать потребителя не удастся. Оказалось, что покупатель намного охотнее приобретает автомобили хорошо сделанные и красивые, чем просто хорошо сделанные, даже при более низкой цене. Это вызвало к жизни новую отрасль знания — автомобильный дизайн (такое словоупотребление наиболее характерно для Европы; в американском английском до недавнего времени в этом значении использовался термин «стайлинг» — styling, а под design понимались в основном технические аспекты конструирования автомобиля; в отечественной терминологии длительное время отдавалось предпочтение термину «художественное конструирование автомобилей», а дизайнер именовался художником-конструктором).

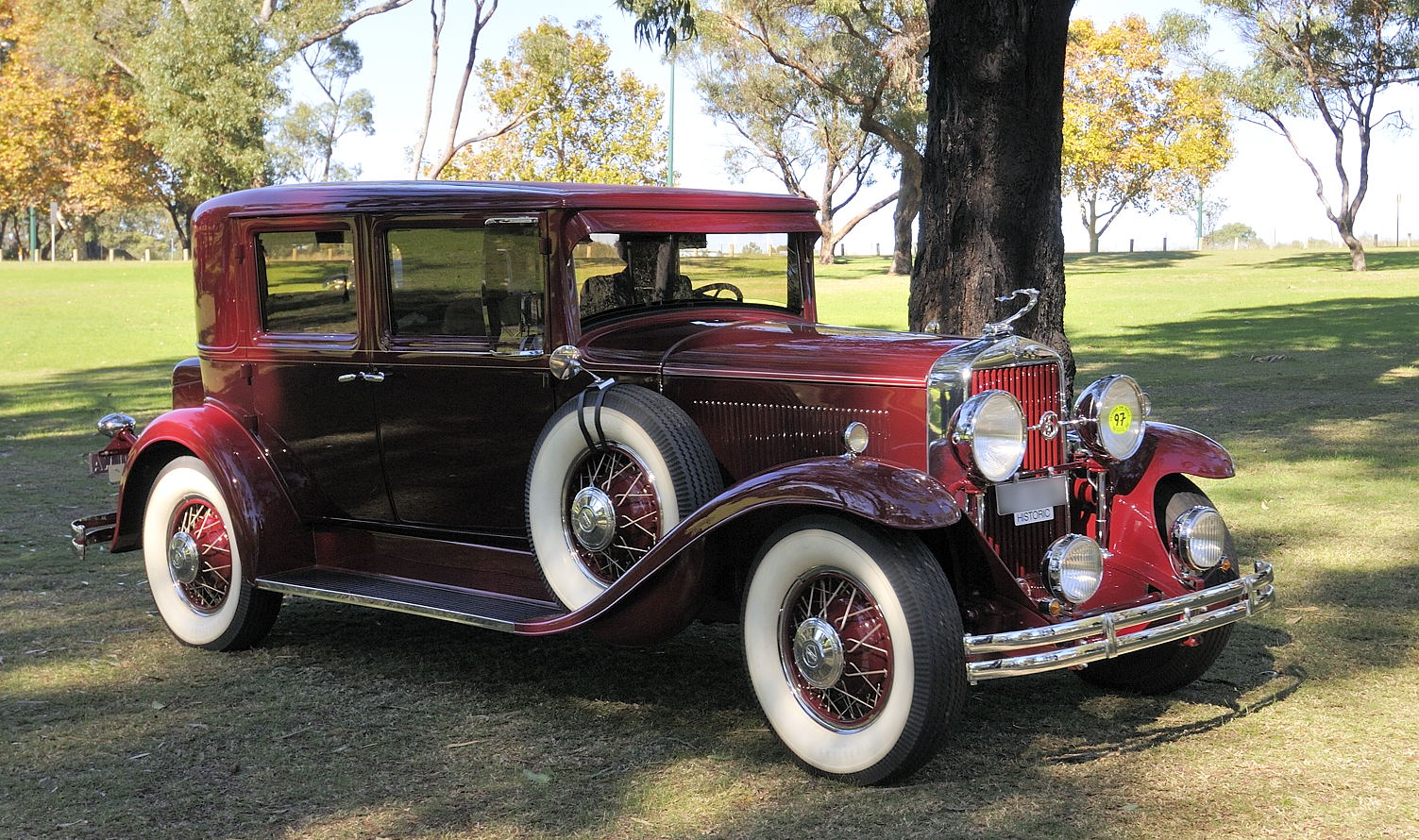
«Ля-Саль» модели 1930 года

Первым стали систематически и целенаправленно заниматься художественным конструированием автомобиля американцы.
В 1926 году концерн General Motors создал группу по художественному конструированию, названную Art and Colour Section. А уже в 1927 году была выпущена модель La Salle, спроектированная художниками-конструкторами. Её успех, как отметили современники, создал профессии дизайнера отличную рекламу. В результате со временем аналогичные подразделения создаются и в составе остальных производителей автомобилей.
В свою очередь, привлечение профессиональных дизайнеров к проектированию автомобилей повлекло за собой резкую смену подхода к этому процессу. До этого облик автомобиля создавали инженеры; форму пассажирского салона они оставляли более или менее соответствующей привычным конным экипажам, остальные же элементы кузова — капот, крылья, подножки — рассматривались по сути как набор кожухов, прикрывающих агрегаты шасси — двигатель, радиатор, колёса, подвески, и так далее. Соответственно, форма их определялась формой соответствующих агрегатов, их компоновкой, а также, не в последнюю очередь, соображениями достижения наибольшей технологичности. Разумеется, это не означает, что им не пытались придать красивую, привлекательную форму — но сам по себе такой ограниченный подход мешал дальнейшему развитию внешности автомобиля. Художники-конструкторы, напротив, стали воспринимать кузов автомобиля как единое целое, своего рода «скульптуру на колёсах», форма и архитектура которой должна определяться законами визуальной привлекательности и основными принципами дизайна, а не чисто-техническими соображениями. Внешность автомобиля «отклеилась» от конструкции его шасси, приобретя самостоятельную ценность. Ранее конструкция и технология производства диктовали форму автомобиля — теперь уже совершенствование формы автомобиля вызывает к жизни новые конструктивные решения и технологические инновации.
Такой подход существовал и задолго до того — но лишь применительно к автомобилям, выпускавшимся в единичных экземплярах по индивидуальным заказам, с подгонкой технических решений шасси и кузова под вкус конкретного клиента, часто весьма экстравагантный; американцы впервые применили его к массовому автомобилю конвейерной сборки. Главное же — мастера-кузовщики почти никогда не стремились к повышению технических и технологических качеств автомобиля за счёт улучшения формы и конструкции его кузова, ставя перед собой лишь цель его художественной проработки в соответствии со вкусом своего времени, без радикальных нововведений. В результате на свет появлялись машины порой очень привлекательные внешне, как например создававшиеся французскими и итальянскими кузовными ателье на шасси фирм Delahaye и Delage, но очень мало давшие с точки зрения развития автомобиля как объекта промышленного производства или средства транспорта. Предложенные же в эти годы революционные новшества в этой области, авторами которых как правило были инженеры — такие, как Пауль Ярай или Эдмунд Румплер — напротив, страдали отсутствием художественной проработки, что и помешало им получить массовое распространение. Лишь после применения к автомобилю дизайнерского, художественно-конструкторского, подхода, как раз и состоящего в стремлении к гармоничному сочетанию как технических, так и эстетических качеств изделия, оказалась открыта дорога к дальнейшему совершенствованию легкового автомобиля.

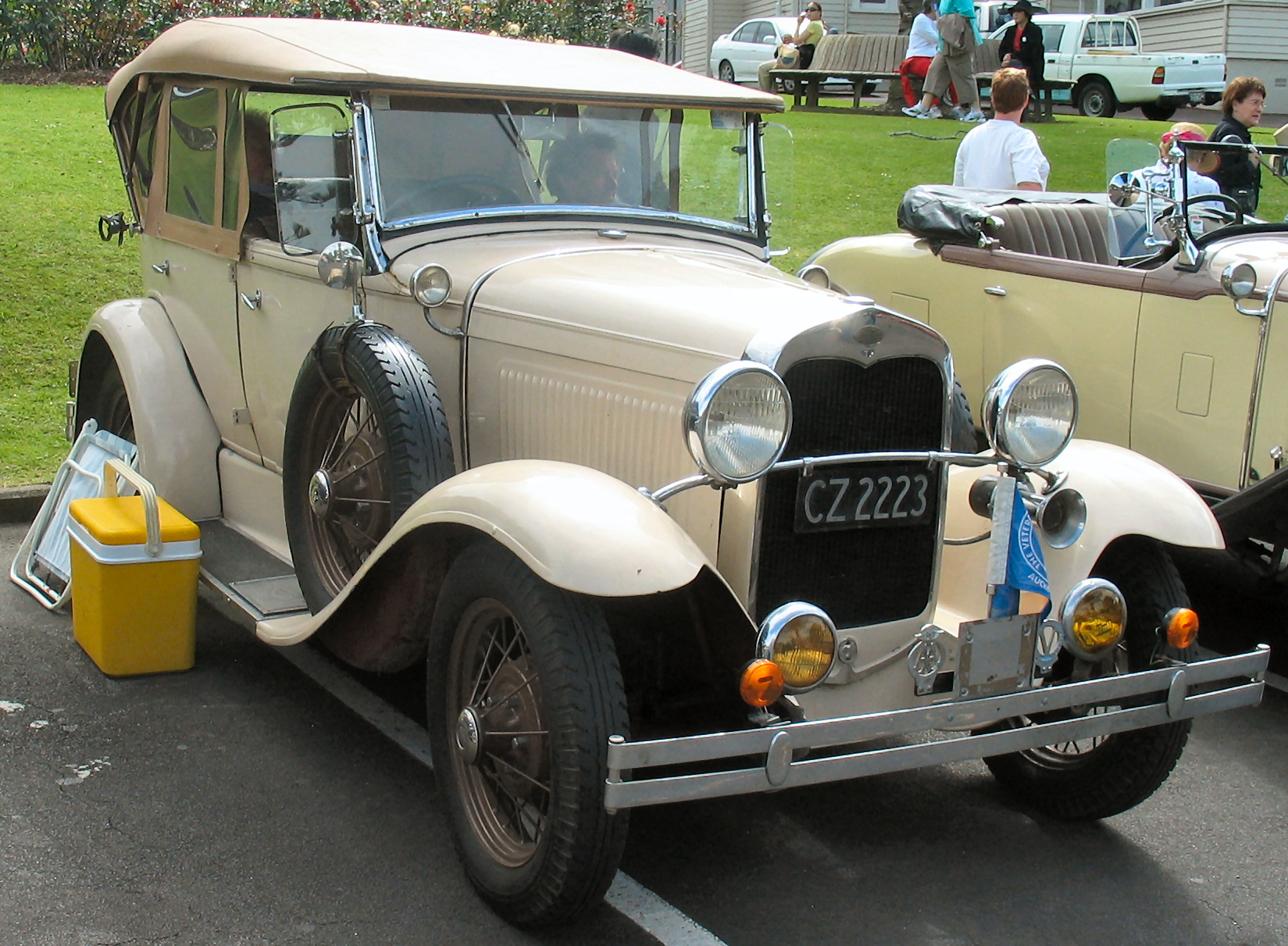
Фаэтон модели Ford A. США, 1930

В начале тридцатых американские производители переходят на ежегодный рестайлинг своих моделей — теперь внешний вид американских автомобилей претерпевал небольшие изменения с началом каждого нового модельного года (осенью предыдущего календарного), а каждые несколько лет стало принято менять кузов целиком на более современный. Это позволяло публике без труда различать автомобили прошлых лет выпуска и выпущенные в текущем модельном году, соответственно, стимулировало покупателей приобретать новые автомобили ежегодно — среди состоятельных американцев это вскоре стало правилом хорошего тона.
Изменения теперь происходили намного быстрее. Например, если Ford T продержался на конвейере в течение двух десятилетий с 1908 по 1927 всего с одним существенным изменением внешности в 1917 году, следующая модель, Ford A, выпускалась с 1927 по 1931 год. Следующая модель, Ford B, продержалась с 1932 по 1934, и каждый год в её внешность вносились ощутимые нововведения.
Правда, автомобили самого начала тридцатых годов очень мало отличались от моделей конца двадцатых — «Великая депрессия» не слишком способствовала внедрению каких либо новшеств. Однако последовавший за ней экономический кризис, напротив, вызвал резкое обострение конкурентной борьбы за стремительно сужающийся рынок, одним из важных инструментов которой стал как раз внешний вид автомобилей. Поэтому уже в 1933 году, с началом очередного цикла обновления модельных рядов, последовал очередной виток развития американского автомобильного дизайна.

### Середина и вторая половина тридцатых
Довольно резкие изменения в стиле автомобилей происходят ближе к середине тридцатых годов. В Америке основные перемены приходятся на 1933 и 1934 модельный годы, в остальном мире они произошли несколько позднее.
Это был период экономического спада в промышленно развитых странах, что способствовало значительному обострению борьбы за покупателя. Поэтому много внимания стало уделяться повышению внешней привлекательности легкового автомобиля, а также индивидуализации моделей различных марок.
В эти годы проявился фактор, оказавший решительное влияние на изменение формы автомобиля, — скорость. Автомобиль — быстроходная машина, которая при движении взаимодействует с воздушной средой, и должна поэтому подчиняться законам построения природных движущихся тел, законам аэродинамики. Обтекаемая форма способствует уменьшению затрат мощности двигателя на преодоление сопротивления воздуха, и, следовательно, снижению расхода топлива, а также повышению аэродинамической устойчивости.
В первые десятилетия развития автомобильной техники эксплуатационные скорости были не так уж велики, и происходила недооценка значения формы. Но уже в начале тридцатых годов автомобили стали делать значительно более обтекаемыми и аэродинамическими (хотя нередко — лишь визуально). В отделке кузовов и салонов автомобилей в тридцатые и сороковые годы чувствовалось сильное влияние архитектурного стиля арт-деко. Впоследствии это направление получило название «стримлайн», см. также статью об аналогичном течении в искусстве и архитектуре этого периода — Streamline Moderne.

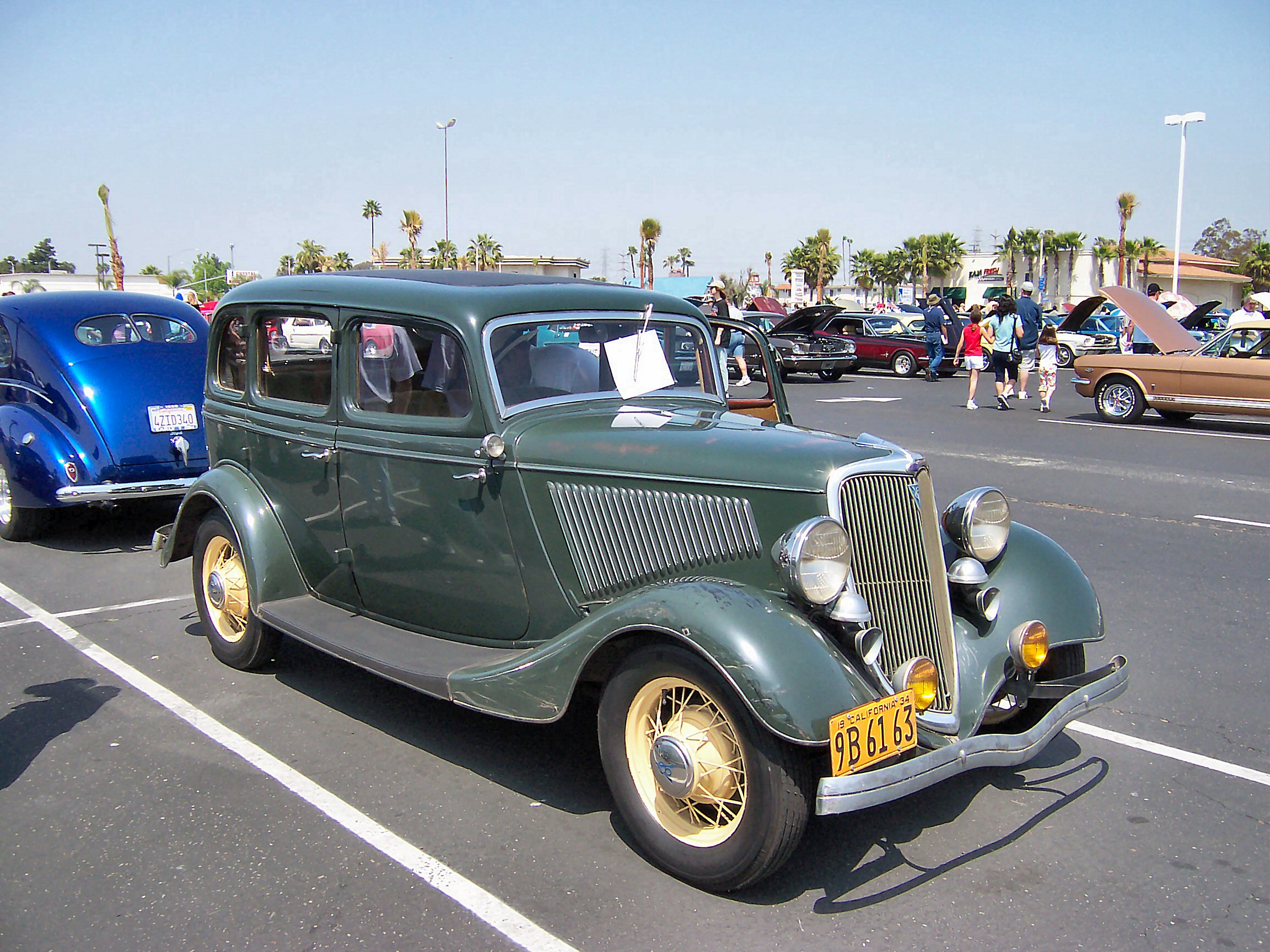
Ford модели 1933—1934 годов, послуживший прототипом для советской M-1, был типичным американским автомобилем своего времени

Форма менялась, как будто набегающий поток воздуха деформировал автомобиль. В композиции кузовов начинают доминировать наклонные линии. Лобовое стекло, пока ещё плоское, наклонилось назад. Отдельно стоящие на крыльях фары приняли каплевидную форму. Ранее угловатые формы кузова сгладились, закруглились. Заднюю стенку кузова теперь всё чаще выполняют наклонённой внутрь, в сторону пассажирского салона, в отличие от распространённых ранее кузовов, у которых она была наклонена в противоположном направлении — «по каретному». Вместо прикреплённых к задней стенке чемоданов-кофров на ней появляется «накладной» багажник, пока ещё в виде отдельного от кузова объёма и напоминающий выросший на ней горб, но уже со скруглёнными, сглаженными обводами. Остеклённую часть кузова стали делать ниже и со скруглёнными углами. Ко второй половине десятилетия вошли в моду сравнительно низкие крыши с низкими окошками-«бойницами», в противоположность высоким (почти 2 метра) «каретным» кузовам с большой площадью остекления, характерной для предшествующей эпохи, когда дизайнеры делали выбор в пользу «простора для шляпы» — хотя общая высота кузова остаётся довольно значительной, не в последнюю очередь из-за рамной конструкции с её высоко расположенными лонжеронами, и в автомобиль всё ещё входят, ступая на подножку, а не садятся.
Вместо открыто установленного радиатора, прикрытого декоративной облицовкой, начинают широко применяться вынесенные вперёд штампованные маски радиатора, задающие дизайн передка автомобиля. Форма маски радиатора становится «визитной карточкой» производителя, позволяющей быстро определить фирму, выпустившую автомобиль, поэтому её оформление стараются сделать как можно более индивидуальным и запоминающимся. Радиаторная решётка становится сначала V-образной, а немного позднее приобретает полукруглое сечение.
Изменяется способ крепления передних крыльев — теперь их прикрепляют не непосредственно к раме, а через специальные штампованные надставки — брызговики моторного отсека, благодаря чему внутренняя, обращённая к капоту, часть крыльев становится более высокой и выпуклой, формируя с капотом единый объём. Площадь самих крыльев увеличивается, их форма становится более развитой — что потребовало существенного улучшения технологии штамповки,— теперь они намного лучше закрывают второстепенные для внешности детали — раму, детали подвески; это меняет общее впечатление от автомобиля, делает его облик более цельным. Одновременно совершенствуется конструкция рамы и кузова — если раньше кузов был почти буквально «поставлен» на раму поверх её лонжеронов, то теперь его наружные пороги выполняют более низкими, они «охватывают» раму по бокам и делают ненужными боковые грязевые щитки, позволяют снизить высоту пола в салоне и всего автомобиля. Эти нововведения сделали автомобиль визуально более «гладким» и аэродинамичными.

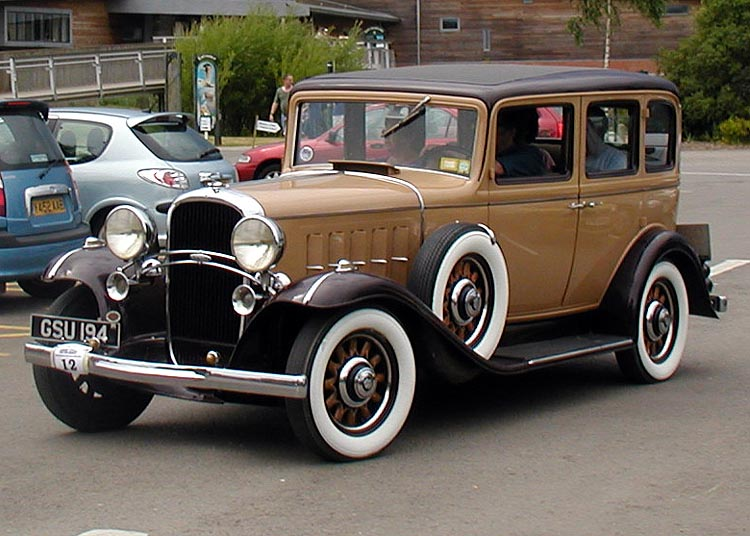
Oldsmobile 1932 модельного года с матерчатой вставкой в крышу

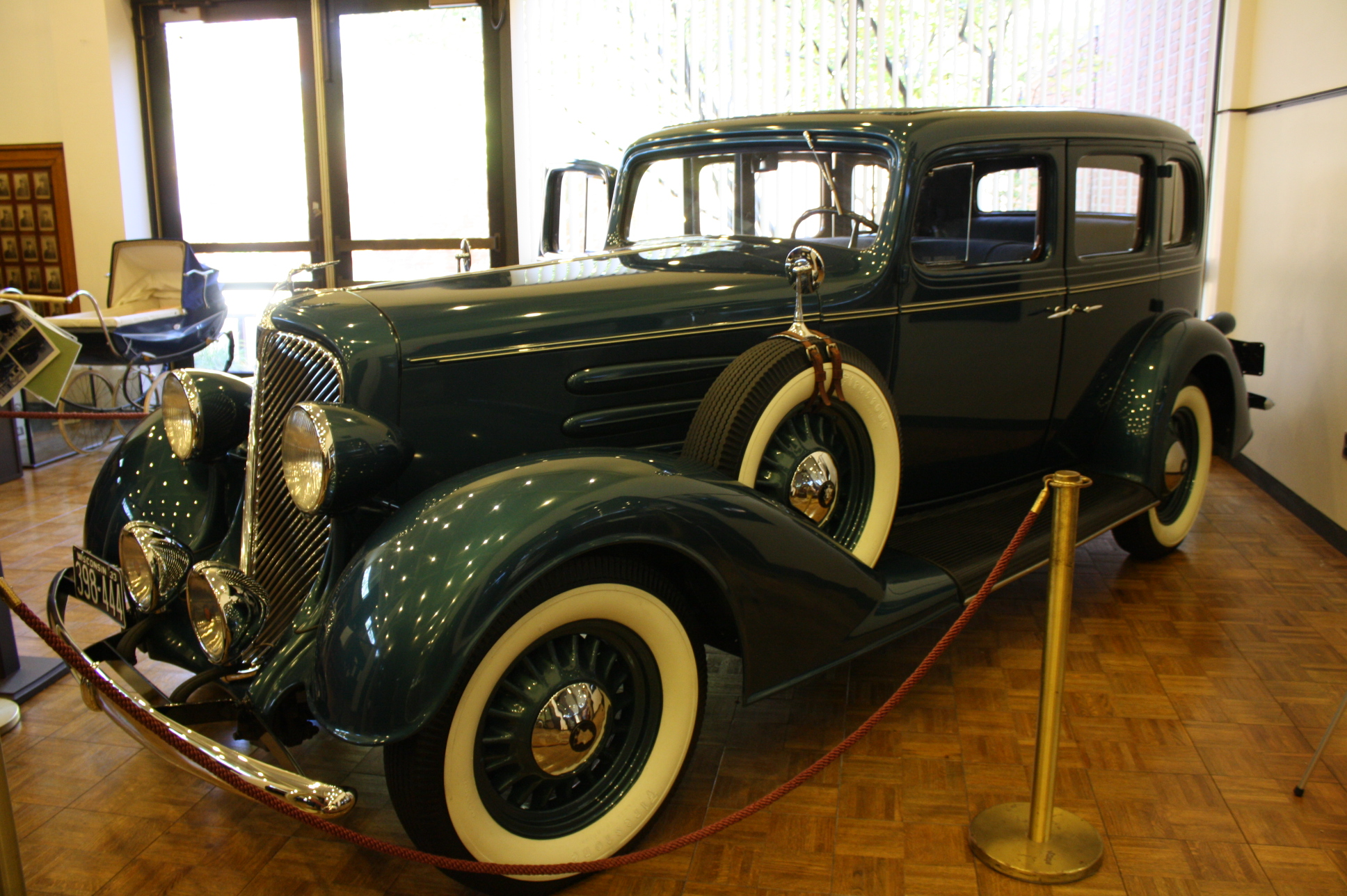
Oldsmobile 1933 модельного года с цельнометаллической штампованной крышей так называемого типа Turret Top.
Новая технология изготовления крыши оказала значительное влияние на архитектуру кузова в целом

Новая форма потребовали новой технологии производства кузова. Применяется крупнолистная штамповка и точечная сварка.

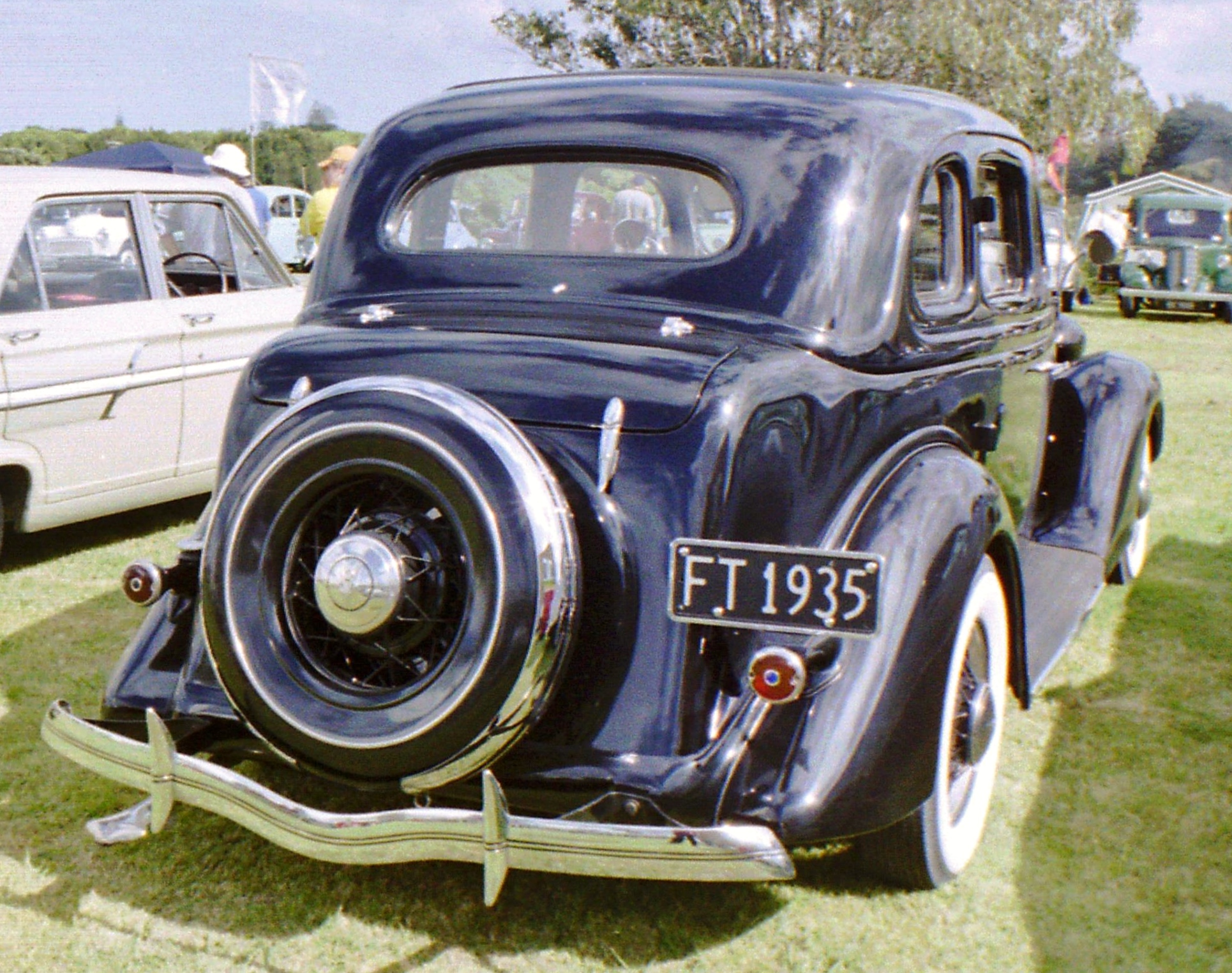
«Форд» 1935 года: цельноштампованная панель крыши и накладной багажник

В 1932 году американская Inland Steel Company первой в Америке ввела в строй прокатный стан, позволяющий получать тонкий стальной лист большой ширины. Тогда же была разработана технология штамповки с глубокой вытяжкой и налажено массовой производство разработанной специально для автомобильной индустрии стали, которая обладала достаточной для глубокой вытяжки пластичностью. Вместе эти достижения науки и техники позволили совершить революцию в производстве кузовов, и в первую очередь — перейти на цельнометаллическую панель крыши, которую для предотвращения возникновения «барабанящего» звука на высокой скорости стали выполнять выпуклой, со скруглённым периметром (Turret Top) — что также улучшило и аэродинамику автомобиля. Впервые цельнометаллическая панель крыши появилась в 1933 модельном году на автомобилях марок Oldsmobile и Willys-Overland. Улучшилась и технология производства других деталей кузова, например двери стали сваривать всего из двух панелей сложной формы — внутренней и наружной. Метод изготовления крупных кузовных деталей глубокой вытяжкой требовал большой кривизны поверхности и плавных переходов. Отсюда — скруглённая, выпуклая форма кузова автомобиля.
Эти годы стали периодом массового отказа от дерева в конструкции кузовов. Например, на «Форде» 1934 года деревянным был только боковой брус крыши. Были созданы первые серийные несущие кузова, не имеющие полноценной рамы, заменённой на отдельные подрамники в оконечностях.

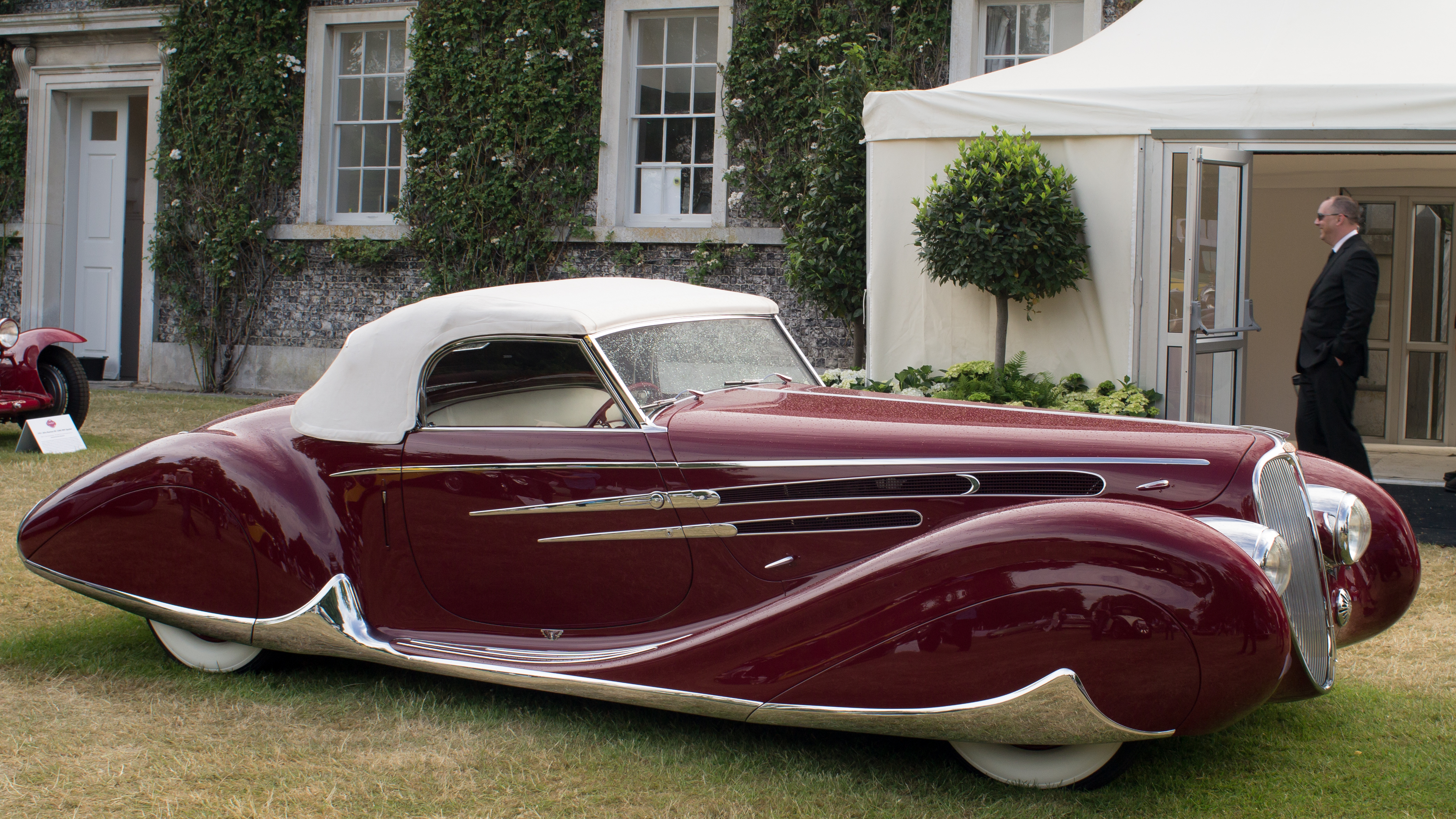
Псевдоаэродинамический кузов на шасси Delahaye Type 165. Франция, 1939 год

В Европе в это же время происходит расцвет кузовных ателье, строивших дорогие автомобили на базе заводских шасси по индивидуальным заказам. Учитывая тенденции эпохи, не удивительно, что весьма значительную часть продукции этих ателье составляли аэродинамические кузова (точнее, всё же псевдо аэродинамические — по-настоящему обтекаемыми большинство из них не были). Особенно много таких машины было создано на основе шасси французской фирмы Delahaye. В отличие от массовых американских моделей, большой роли в совершенствовании автомобиля как потребительского товара и объекта промышленного производства они не сыграли, поскольку их авторы обычно и не стремились к улучшению компоновки и повышению технического уровня, а просто работали над улучшением его внешнего вида в рамках существующей парадигмы и в соответствии с индивидуальным вкусом клиентов. Едва ли не единственным исключением может считаться продукция фирмы Avions Voisin, на которой было применено немало пионерских для своего времени компоновочных и дизайнерских решений, включая один из первых в мире «понтонных» кузовов без выступающих крыльев. Однако, по всей видимости — из-за весьма специфического фирменного стиля, большого влияния на развитие автомобилестроения «Вуазены» также не оказали.
В Италии в 1936 году кузовное ателье Carrozzeria Touring патентует разработанный Felice Bianchi Anderloni новый способ создания автомобильного кузова, который был назван «Superleggera» — «супер лёгкий» по-итальянски. Кузов типа «Superleggera» состоял из очень лёгкого, ажурного каркаса из стальных трубок и наложенных на него тонких панелей из авиационного алюминия или дуралюмина, причём они не крепились жёстко к трубкам каркаса, а лишь фиксировались на нём в нескольких точках — оконных и дверных проёмах, вырезах, отверстиях — в значительной степени сохраняя самостоятельную подвижность. Так как тонкий каркас не был способен воспринимать вес агрегатов и усилия, возникающие при движении автомобиля, кузова «супер леггера» сохраняли раму обычного для того времени типа, так что их не следует путать с несущими кузовами или пространственной рамой. Тем не менее, это был важный шаг вперёд — не только благодаря резкому облегчению по сравнению с использовавшейся до этого конструкцией с деревянным каркасом, но и благодаря тому, что таким кузовам могла быть придана очень сложная форма, ограниченная практически лишь фантазией кузовщиков. Несомненно, именно этот способ, позволявший быстро и со сравнительно небольшими вложениями получать кузова очень сложной формы сыграл огромную роль в становлении итальянского автомобильного дизайна.
Отдельные производители пошли по пути использования аэродинамических принципов ещё дальше.

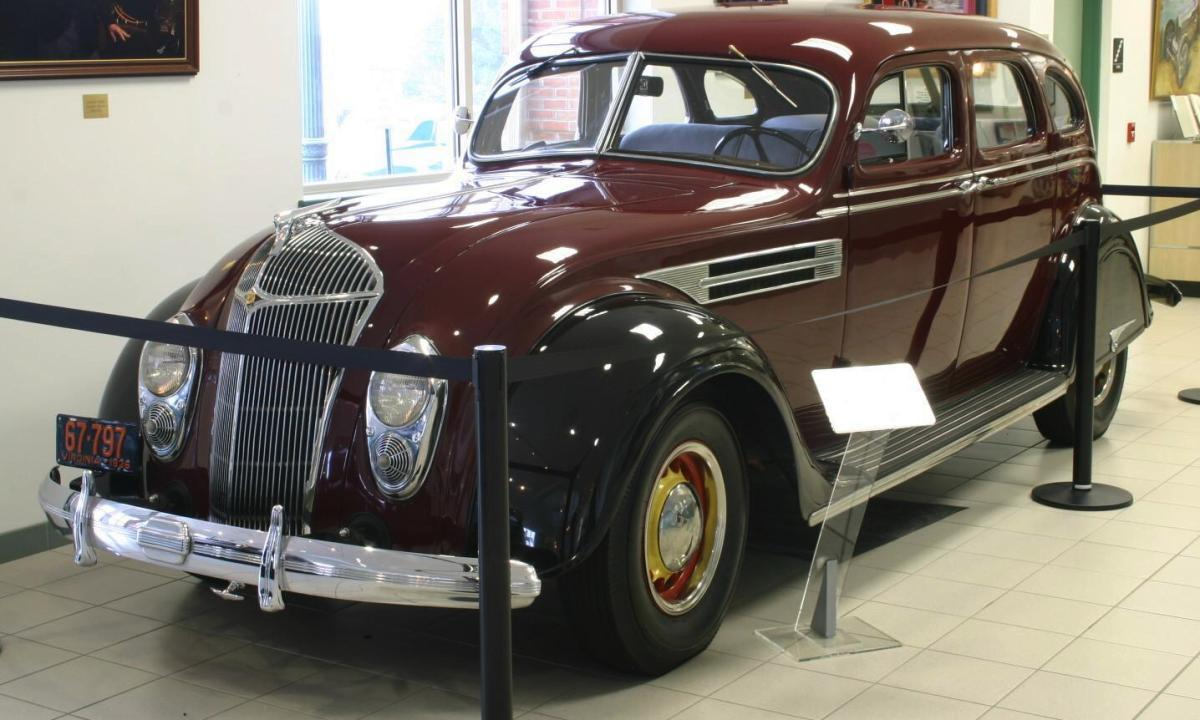
Chrysler Airflow. США, 1934—1937

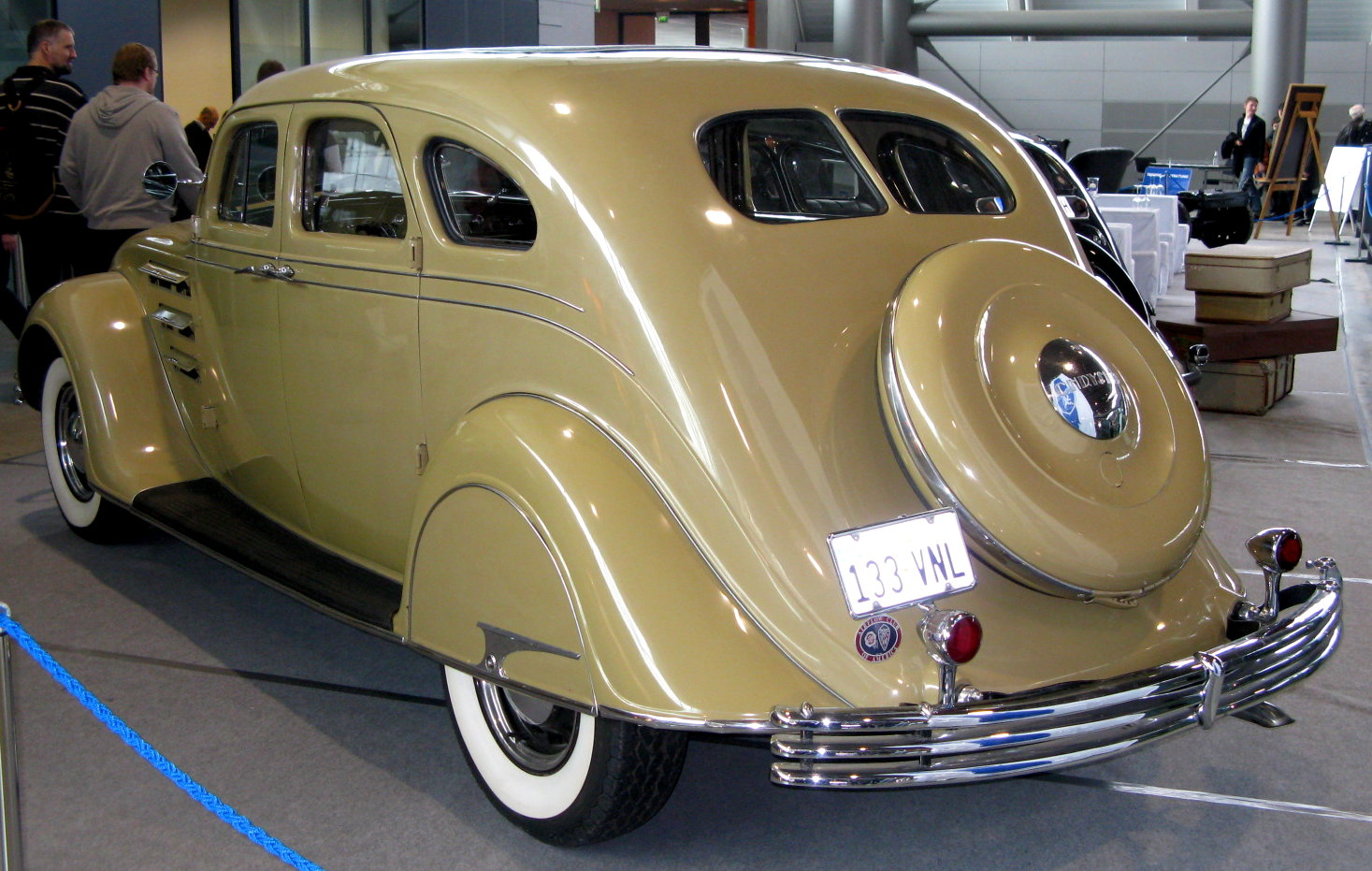

Сюда относятся автомобили линии Airflow марок Chrysler и De Soto выпуска 1934—1937 годов и подражания им, например Toyota AA 1936 года и Volvo PV 36 «Carioca». Автомобили Airflow имели уже в 1934 году многие атрибуты, которые станут общепринятыми только к концу тридцатых годов: V-образное лобовое стекло, утопленные фары, наклонную заднюю стенку кузова, закрытые задние колёсные арки и так далее. Однако, в те годы они оказались непонятны публике, и особого коммерческого успеха серия не имела. Большего успеха добилась линия моделей Airstream с гораздо более традиционным дизайном, отличавшаяся от других автомобилей в основном большей «зализанностью» обводов и псевдо обтекаемым оформлением мелких деталей — фар, их кронштейнов, поворотников и так далее.

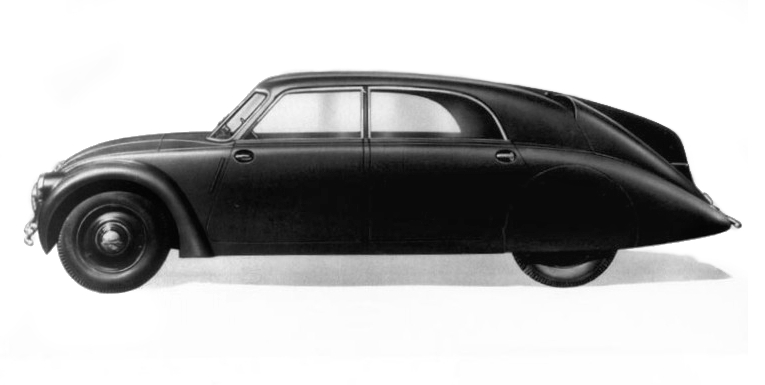
Tatra T77. Чехословакия, 1934.

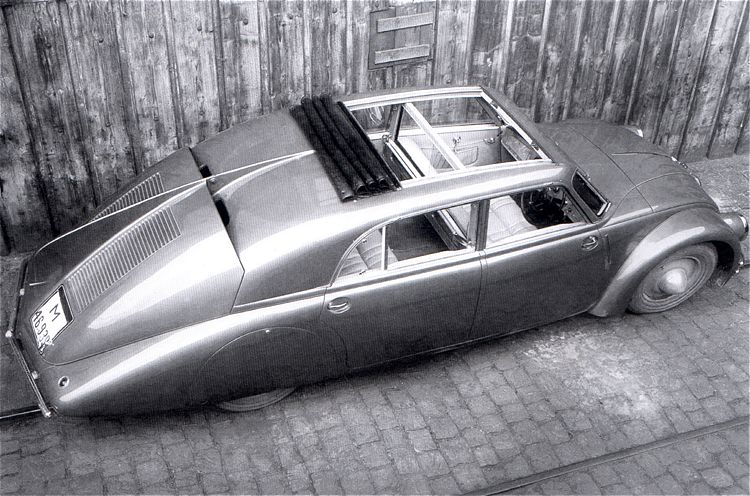
Каплевидный кузов выглядел весьма обтекаемо, но на практике снижение аэродинамического сопротивления было не радикальным, на уровне показателей обычного трёхобъёмного седана с хорошо продуманными обводами

Особенно оригинальна и удачна была форма заднемоторного автомобиля Tatra T77, выпускавшегося с 1934 по 1938, а также модернизированной «Татры» T87, выпускавшейся с 1936 по 1950 год. Для этих автомобилей были характерны каплевидная задняя часть кузова, закруглённый капот спереди (вернее, крышка багажника), панорамное лобовое стекло (составленное из трёх плоских частей), утопленные в крыльях фары, задние крылья, целиком поглощённые боковиной кузова, крыша, плавно спускающаяся к заднему буферу и имеющая в задней части киль-стабилизатор для улучшения аэродинамической устойчивости.
Длинный, сужающий хвост автомобиля, неудобный для размещения пассажиров, занял двигатель. Рама применялась хребтовая, состоявшая из прямоугольного сечения трубы, к которой спереди и сзади были приварены вилки для крепления двигателя и подвесок.
Эти решения позволили создать просторный салон, сделать машину приземистой (высота «Татры» Т77 составляла менее 1 500 мм, что было крайне мало для тех лет) и весьма обтекаемой (реалистичные значения коэффициента аэродинамического сопротивления Т77 составляют 0,34…0,36 — это близко к серийным автомобилям конца восьмидесятых годов).
Впоследствии по весьма близкой схеме были созданы многие модели заднемоторных автомобилей, в том числе будущий «Фольксваген-Жук». Однако, в целом этот вариант оформления кузова оказался «боковым ответвлением», и в дальнейшем широкого распространения всё же не получил.
С точки зрения аэродинамики кузова каплевидной формы были по сути бесперспективны для серийных автомобилей: хотя по сравнению с угловатыми кузовами массовых моделей тех лет они действительно давали ощутимый выигрыш в обтекаемости, резервов для дальнейшего её улучшения применительно к автомобилю общего назначения они не имели. Дело в том, что каплевидная форма является практически идеальной с точки зрения обтекаемости лишь при «правильных» пропорциях тела. И если для самолётного фюзеляжа их достижение было вполне реально, то в случае легкового автомобиля следование им при учёте минимально пригодной для расположения пассажиров высоты кузова потребовало бы доведения его длины до 8-9 метров, что весьма затруднительно на практике. «Мерседес-Бенц» ещё в конце тридцатых годов построил по этой схеме гоночный Mercedes-Benz T80, который при длине 8 240 мм и высоте 1 740 мм имел «правильные» пропорции капли и уникальный даже по сегодняшним меркам коэффициент аэродинамического сопротивления 0,18 — но ценой полного отсутствия практичности с точки зрения повседневной эксплуатации. При сохранении же разумной длины автомобиля с каплевидным кузовом его высоту пришлось бы снизить до столь же неприемлемой величины — менее 1 метра, как у гоночных «Звёзд» Пельтцера.
Если же «каплю» укорачивать, сохраняя характер её обводов, но не сам по себе контур идеально обтекаемого тела, подгоняя пропорции под необходимость размещения в кузове пассажиров — как это сделали создатели «Татры» и «Жука» — аэродинамическое сопротивление быстро растёт из-за появления отрывов потока воздуха с образованием вихрей вдоль всего контура крыши. И если рядом со всё ещё весьма угловатыми кузовами середины тридцатых снижение аэродинамического сопротивления за счёт применения каплевидной задней части было весьма заметно, то по сравнению с достаточно обтекаемыми трёх объёмными седанами конца тридцатых — начала сороковых годов, с характерными для них «зализанными» обводами, эффект был уже не слишком значителен — особенно если каплевидную заднюю часть соединяли с выполненной согласно требованиям моды, а не аэродинамики передней частью, к тому же в случае автомобиля «классической» компоновки отягощённой многочисленными прорезями для прохода охлаждающего воздуха, отнюдь не идущими обтекаемости на пользу. В итоге, эффект от применения каплевидного кузова оказывался в целом скорее декоративным — при этом условия размещения пассажиров и багажа в нём были ощутимо хуже, чем в кузове, имеющем более традиционную форму, что сыграло свою роль в упадке популярности каплевидных кузовов уже в первой половине пятидесятых годов.

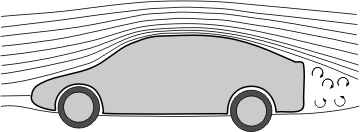
Обтекание воздухом кузова типа «каммбэк». Вызывающий увеличение аэродинамического сопротивления отрыв вихрей происходит лишь за «пятачком» плоской задней стенки, в то время как у фастбэка с каплевидной задней частью — вдоль всего контура крыши

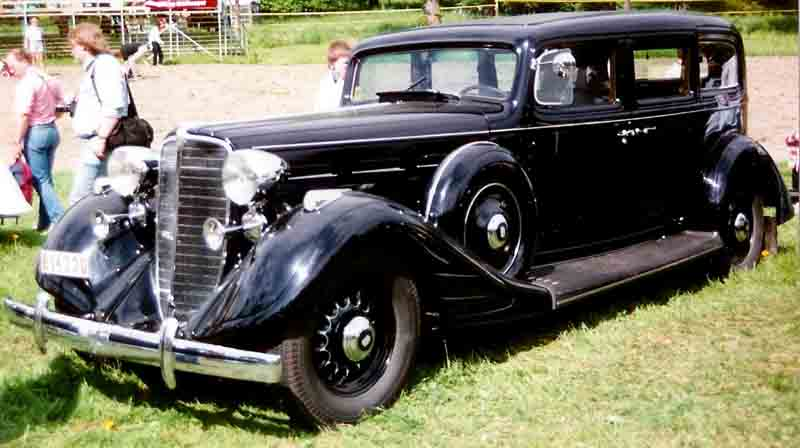
Nash «Ambassador Eight» с мощным рядным восьмицилиндровым мотором. США, 1934

В то же самое время — конец тридцатых годов — швейцарский специалист в области аэродинамики Вунибальд Камм нашёл более удачное решение — так называемый «каммбэк». У такого кузова линия крыши в точности повторяет форму каплевидного идеально обтекаемого тела — девятиметровой капли — но сужающаяся задняя часть этой капли как бы «отрезана» (см. рисунок). Оказалось, что, несмотря на возникновение зоны турбулентности за «обрубком» хвоста, обтекание такого кузова, в отличие от короткого каплевидного, остаётся в целом упорядоченным, ламинарным. Камму удалось добиться коэффициента аэродинамического сопротивления порядка 0,23 при сохранении разумных габаритов автомобиля — кроме того, найденная им форма оказалась весьма совершенна с точки зрения размещения пассажиров и грузов. Впоследствии также выяснилось, что автомобиль такой формы более безопасен на высокой скорости за счёт возникновения дополнительной аэродинамической силы, «прижимающей» его к дороге и повышающей устойчивость. Однако полученный на её основе автомобиль оказался, мягко говоря, настолько непривычен для тогдашней публики, что последователей у него не было ещё очень долгое время. Массовое распространения такая форма кузова получила лишь в наши дни, когда подобные кузова имеют очень многие небольшие хетчбэки, например, Toyota Prius (коэффициента аэродинамического сопротивления 0,25). Каплевидные же кузова практически исчезли к середине пятидесятых годов, будучи окончательно вытеснены трехобъёмными седанами, оказавшимися более «понятными» публике с точки зрения внешнего вида.
В тридцатых годах публика уже «распробовала» потенциал автомобиля в качестве средства передвижения на высокой скорости, а дорожное хозяйство в развитых странах стало позволять реализовывать этот потенциал на практике, в результате чего в эти годы пережили один из первых пиков популярности мощные, быстроходные автомобили, пока ещё — в качестве дорогостоящей, малодоступной широким массам автомобилистов диковинки. Так как возможности повышения удельной (литровой) мощности моторов в те годы, при отсутствии в широком доступе высокооктановых бензинов и примитивных смазочных маслах, были весьма ограничены (даже двигатели Duesenberg с четырьмя клапанами на цилиндр и приводным нагнетателем с 1 литра рабочего объёма выдавали лишь чуть более 45 л. с. — сравнимо с аналогичными показателями моторов «классических» ВАЗов), мощные двигатели тех лет имели очень большой рабочий объём — вплоть до 10…11 литров — и соответствующие габариты. Как правило они были либо рядными — до 8 цилиндров в один ряд, либо построенными по схеме V12 или V16, что обуславливало в первую очередь очень большой габарит по длине. Поэтому капоты мощных автомобилей получались тоже очень длинными. Возникла мода на автомобили с длинным капотом. Даже если на автомобиль ставился короткий двигатель с посредственными характеристиками — всё равно его капот делали длинным, чтобы подчеркнуть динамические качества. Впоследствии эти пропорции были хорошо забыты, ввиду появления и последовательного развития идеи выступающего из задней стенки кузова багажника будучи вытеснены более гармоничным соотношением между длиной переднего и заднего свесов. Возродились они на массовых автомобилях лишь в середине шестидесятых годов, что совершенно не случайно наложилось на очередной пик «гонки лошадиных сил».
В середине тридцатых появилась на массовых моделях, а в конце тридцатых — начале сороковых годов получила широкое распространение независимая подвеска передних колёс. Наряду с непосредственным эффектом в виде резкого повышения комфортабельности и улучшения управляемости, это новшество оказало глубокое влияние на компоновку легковых автомобилей, позволив сделать её значительно более совершенной (см. иллюстрацию).
Двигатель удалось продвинуть вперёд и расположить более низко, над неподвижной поперечиной передней подвески. Соответственно, сдвинулась вперёд и решётка радиатора — теперь она выступала за кромки передних крыльев, в результате чего передняя часть автомобиля стала более цельной и гармоничной.

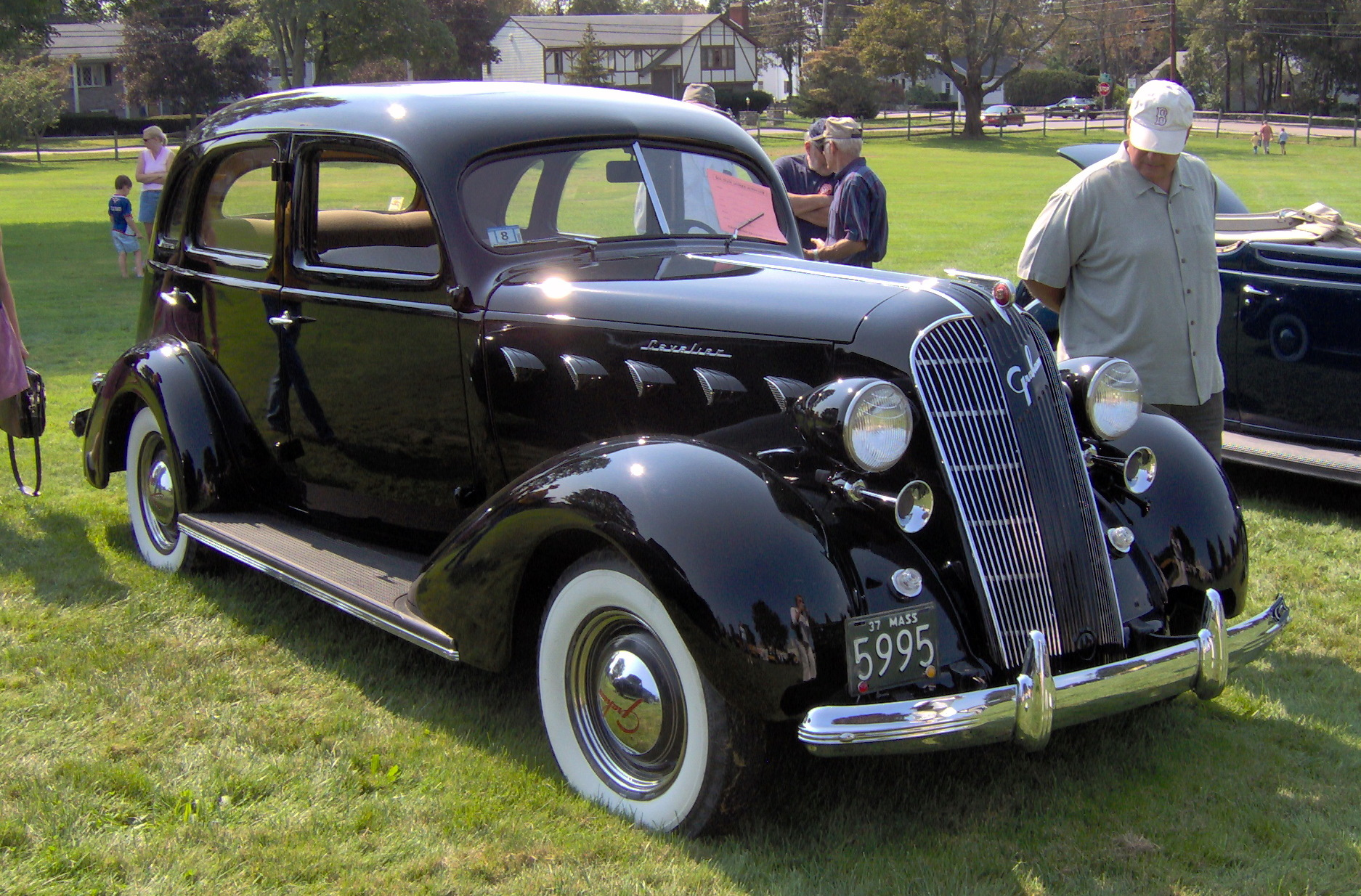
Пример стилистики автомобилей второй половины 1930-х годов

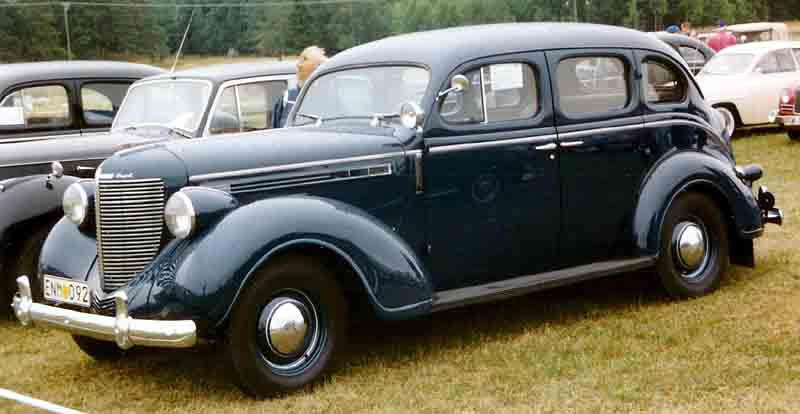
Автомобиль конца 1930-х годов

Сиденья в салоне тоже продвинулись вперёд и расположились в более комфортабельной зоне в пределах базы, в результате чего за спинкой заднего сиденья появилась место для багажа — впервые появляется интегрированный в кузов настоящий багажник. Улучшились пропорции автомобиля, кузова стали ниже, так как задний ряд сидений теперь располагался не над задним мостом, как до этого, а перед ним, что дало возможность существенно понизить подушку заднего дивана. Переднее сиденье также стало ниже, так как пол в салоне существенно опустился. Складывается характерная именно для легковых автомобилей низкая посадка водителя и пассажиров, в противоположность характерной для грузовиков и автобусов высокой посадке. Запасное колесо помещают теперь в багажник. Размеры колёс автомобиля опять уменьшились (в среднем до 16…17"), диски практически на всех автомобилях стали применять стальные штампованные. Получают всё большее распространение V-образные лобовые стёкла вместо прежних плоских. Бампера получают более развитую и проработанную форму, из прямоугольных становятся изогнутыми, появляются заходящие на боковину «уши» и от двух до четырёх массивные «клыков». Кузова легковых автомобилей окончательно становятся цельнометаллическими, без деревянных деталей. Ещё одна характерная тенденция — постепенное вымирание классических двухместных купе и значительное снижение количества открытых кузовов. Некоторые типы открытых автомобилей, например родстеры и особенно фаэтоны, к концу 30-х годов вообще практически перестают производиться массовыми сериями.

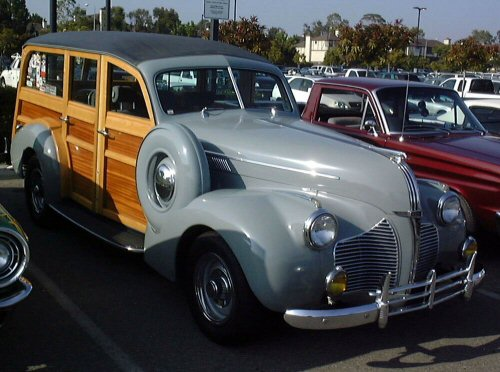
Типичный довоенный универсал в стилистике Woodie

Именно в эти годы появляются и быстро получают распространение первые настоящие универсалы в современном смысле этого слова. Однако, в отличие от остальных автомобилей, их выполняют исключительно с деревянными кузовами, причём дерево не окрашивают, а покрывают лаком, делая его натуральную текстуру дополнительным декоративным элементом (стиль «Вуди», Woodie). Несмотря на обусловленную такой технологией высокую цену, по отделке интерьера они ввиду своей утилитарности часто были намного примитивнее обычных легковых автомобилей, и в этом были ближе скорее к автобусам. Позднее в этой стилистике изредка выполняют и другие кузова — седаны, фастбэки, даже купе и кабриолеты, но обычно это была уже деревянная отделка, а сам кузов был всё же преимущественно металлическим (например Chrysler в сороковых годах выпускал целую линию дорогих автомобилей Town & Country с полу-деревянными кузовами в стиле Woodie, включавшую полный модельный ряд — седан, универсал, кабриолет и даже купе-хардтоп).

### Последние предвоенные автомобили

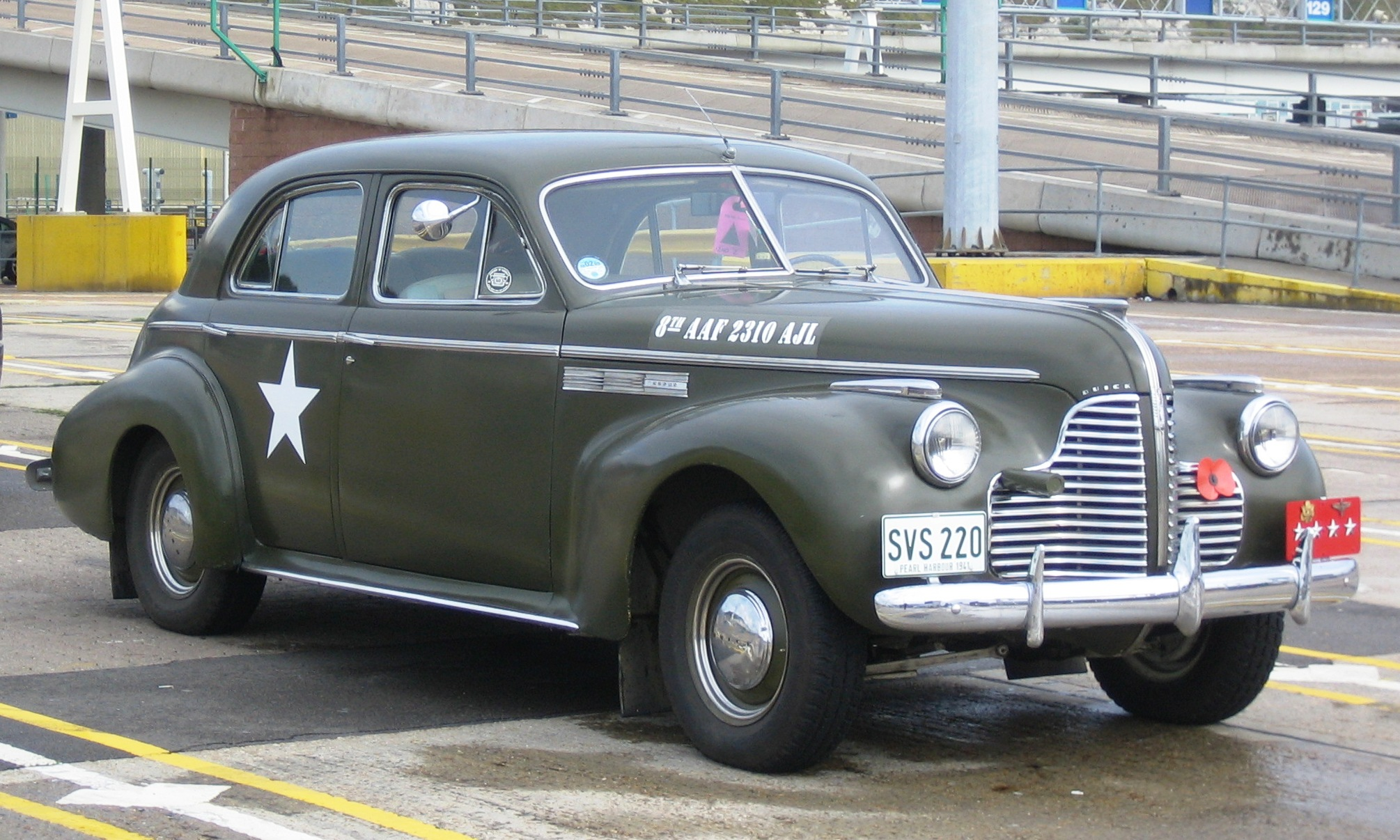
Типичный американский автомобиль в стилистике начала 1940-х годов

Форма кузова у американских автомобилей выпуска 1940—1942 модельных годов (последнее довоенное поколение) получила своё дальнейшее развитие. В моду окончательно входят «лепные», «дутые» формы.
Кузова приобретают более обобщённую форму, становятся более цельными. Отдельные объёмы начинают сливаться друг с другом, переходы между ними сглаживаются, исчезает мелкая деталировка. Маска радиатора сливается с передними крыльями, формируя единую переднюю панель кузова. Передние крылья — вытянутые, напоминающие тело плавного обтекания, плотно прижаты к боковине и сливаются с ней в зоне передней двери (так называемые «чемоданные» крылья). Капот — обычно аллигаторного типа, открывающийся вверх-назад — плавно переходит в кузов. Облицовка радиатора превратилась в широкую решётку на передней панели кузова. На новых автомобилях ширина кузова превосходит его высоту, что отражается в переходе к горизонтальному рисунку решётки радиатора, составленному из мелких деталей. Крыша скруглённой формы плавно переходит в заднюю панель и заканчивается скруглённым, выпуклым багажником.

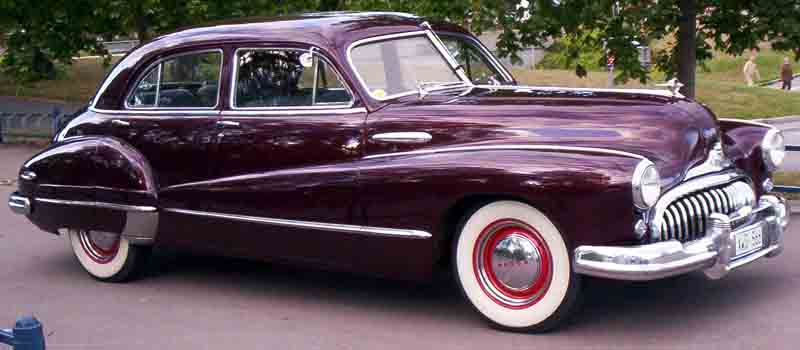
«Buick» сумел в конце 1941 года запустить в серию модель Roadmaster в ультрасовременной для того времени стилистике «сквозного крыла», но из-за начавшейся войны сделать их успели совсем немного. Основная часть выпуска этого автомобиля пришлась уже на послевоенные годы

Наиболее передовые модели оформляют по схеме «сквозное крыло» — объёмы передних крыльев на этих машинах были очень длинными, заходили на боковину и соединялись с задними. Наибольшего распространения эта стилистика получит уже в послевоенные годы, и особенно её полюбили автостроители Великобритании.
Фары исчезают как самостоятельный элемент формы кузова, объединяясь с другими объёмами кузова, однако разные дизайнеры решали эту задачу различными способами — порой даже на продукции одной фирмы могло встречаться совершенно различное расположение фар. Например, на довоенных Opel Kadett и Opel Admiral фары располагались по бокам от капота в особых наплывах, а на модели Opel Kapitan — на передних крыльях сверху-спереди. На последней модели рассеиватели фар имели форму скруглённого шестиугольника, на других автомобилях конца тридцатых они могли иметь форму эллипса или иную отличную от круглой. На некоторых моделях появляются прозрачные обтекатели перед фарами, на других — сами фары делают убирающимися в крылья, например, на автомобилях марки DeSoto. У автомобиля Adler 2,5 Liter фары эллиптической формы располагались прямо на капоте двигателя, по бокам от решётки радиатора, а на Horch 930 S Stromlinie — тоже по бокам от решётки, но очень низко, почти сразу над бампером. У Mercedes-Benz 540 Kompressor с аэродинамическим кузовом фары располагались на передних крыльях спереди, также очень низко.
Улучшается технология производства кузовов, что тут же сказывается на их визуальном качестве. На кузовных панелях становится меньше лишних стыков и сварных швов, петли дверей и крышки багажника становятся из внешних скрытыми, открывающийся набок капот из двух половин заменяется цельным аллигаторным.
Именно в эти годы появился трёх объёмный силуэт кузова «седан», характерный для него по сегодняшний день. С ними конкурировали фастбэки с каплевидной задней частью. Небольшая подножка прикрывается нижней частью двери, на некоторых моделях подножка отсутствует.

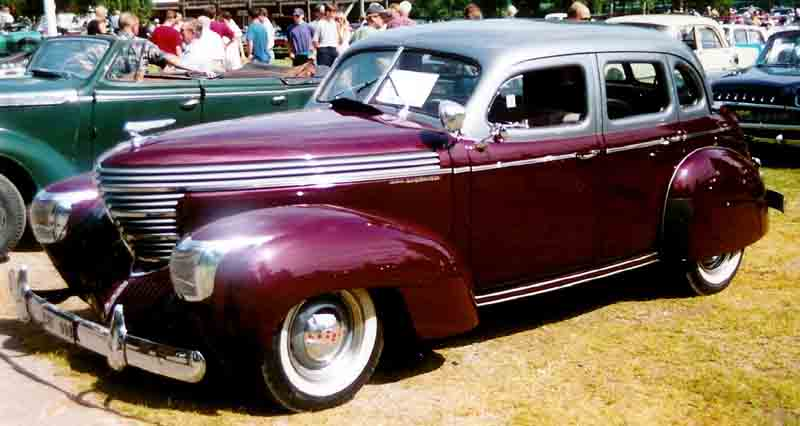
Чрезвычайно эклектичное оформление передка автомобиля фирмы Graham-Paige рубежа тридцатых и сороковых годов XX века

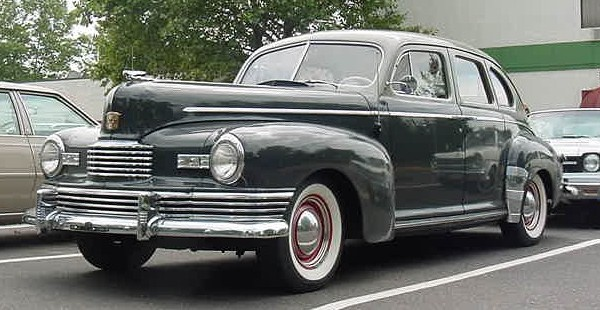
Последний довоенный автомобиль марки Nash. США, 1941

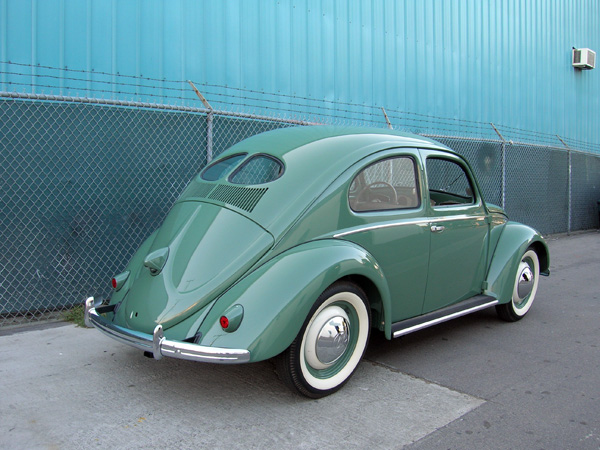
KdF-11/ Volkswagen 1200 — «Жук»

Дизайн американских автомобилей этой эпохи зачастую отличался экстравагантностью и даже эклектичностью. Особенно это касается продукции «независимых» производителей, не поглощённых тройкой крупнейших автостроителей в составе GM, Ford и Chrysler — таких, как Nash, Studebaker, Graham-Paige, и других.
Помимо внешнего вида, изменяются и салоны. Улучшается их отделка, появляются регулируемые по длине передние диваны, подлокотники. Начиная с конца тридцатых в США начинается переход от напольного рычага переключения передач к расположенному на рулевой колонке, более удобному и дающему свободно разместиться на переднем сиденье втроём.
В отличие от Америки, автомобилисты которой в то время в основной массе уже могли позволить себе достаточно крупную и комфортабельную машину, в Европе в то же самое время шёл активный поиск концепции «народной малолитражки» — небольшого, но приемлемого в качестве семейного транспорта недорогого автомобиля, адаптированного для массового производства.
На автомобильной выставке в Берлине 1939 года был впервые показан сконструированный австрийцем Фердинандом Порше небольшой заднемоторный автомобиль KdF непривычной обтекаемой формы, предназначенный для массового производства. Круглая крыша круто падает к заднему буферу, крышка багажника — такой же скруглённой формы; фары утоплены в крыльях; плоское лобовое стекло; сильно скруглённые, небольшие оконные проёмы. До войны KdF так и не добрался до массового производства — подписавшиеся на него немецкие рабочие вместо автомобиля получили повестку в армию, где, впрочем, некоторые из них всё же получили возможность отчасти осуществить свою автомобильную мечту за рулём его военной модификации — «кюбельвагена». Зато после разгрома Германии автомобиль, получив название Volkswagen 1200, стал выпускаться в огромных количествах, побив все рекорды долголетия и став одним из символов «немецкого экономического чуда». За свою форму автомобиль получил название «жук». Впрочем, многие из принятых на нём конструктивных и дизайнерских решений воспроизводили использованные на продукции бывшего работодателя Порше, чехословацкого концерна «Рихтгофен» — Tatra 97. Начало производства этой модели Гитлер после оккупации Чехословакии посчитал необходимым не допустить.
Совершенно иным путём пошли к той же самой цели французы. Создавая прототип будущего Citroen 2CV, инженер Анри Лефевр установил крошечный двухцилиндровый мотор мотоциклетного типа спереди и использовал привод на переднюю ось, что, в отличие от «Жука», позволило получить в задней части кузова достаточно вместительный багажный отсек — важнейшая характеристика с точки зрения типичного покупателя 2CV, французского фермера. К этому добавлялись оригинальное шасси с независимой подвеской всех колёс и утилитарный до примитивности, предельно облегчённый кузов с несущим основанием, сваренный в основном из стальных панелей одинарной кривизны. Хотя похожая на божью коровку машинка и не отличалась проходимостью или добротностью «Жука», она была вполне пригодна для перемещения по сравнительно хорошим дорогам и завоевала у себя на родине огромную популярность, существенно обогнав «Жук» по длительности выпуска в Европе.

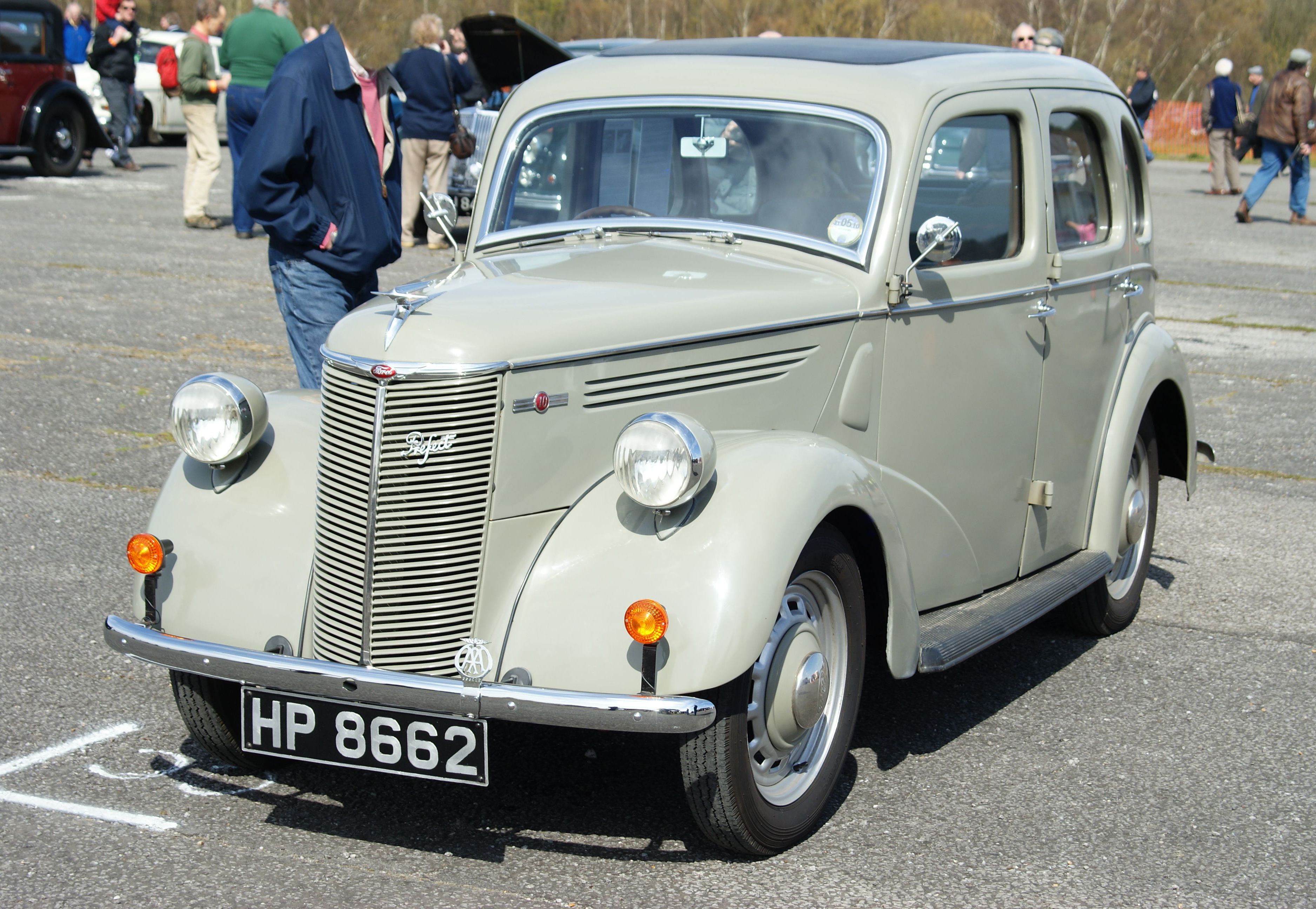
Ford Prefect — пример английского подхода к концепции «народного автомобиля»

В те же годы работал над «народным автомобилем» автопром Великобритании, но, верные традиционному консерватизму, англичане избрали классическую компоновку и проверенные, даже архаичные технические решения: «близнецы» Ford Anglia (двухдверный) и Ford Prefect (четырёхдверный), в своё время бывшие одними из самых дешёвых автомобилей в мире, представляли собой достаточно старомодно выглядящие, очень простые по конструкции — во многом в духе Ford Model A — и в производстве машины. Об успешности этих автомобилей красноречиво говорит уже тот факт, что их конструкция была положена в основу советского довоенного проекта «народного автомобиля» завода КИМ.

### Первое послевоенное поколение
После Второй мировой войны у некоторых производителей появились автомобили с принципиально отличным от довоенного дизайном. В Европе первыми такими моделями стали советская «Победа» М-20 (1946 год) и английский Standard Vanguard (1947), в Америке — Kaiser-Frazer (1946). У этих автомобилей вместо отдельных объёмов передних и задних крыльев появляется единый объём с гладкой боковиной — понтон. Это позволило не только достичь принципиально иного стилистического решения кузова в целом, но и расширить салон, не увеличивая общей ширины автомобиля, существенно улучшить обтекаемость и, вместе с тем, удешевить производство. Проектировали такие машины и раньше, но на конвейеры они попали лишь в первые послевоенные годы.

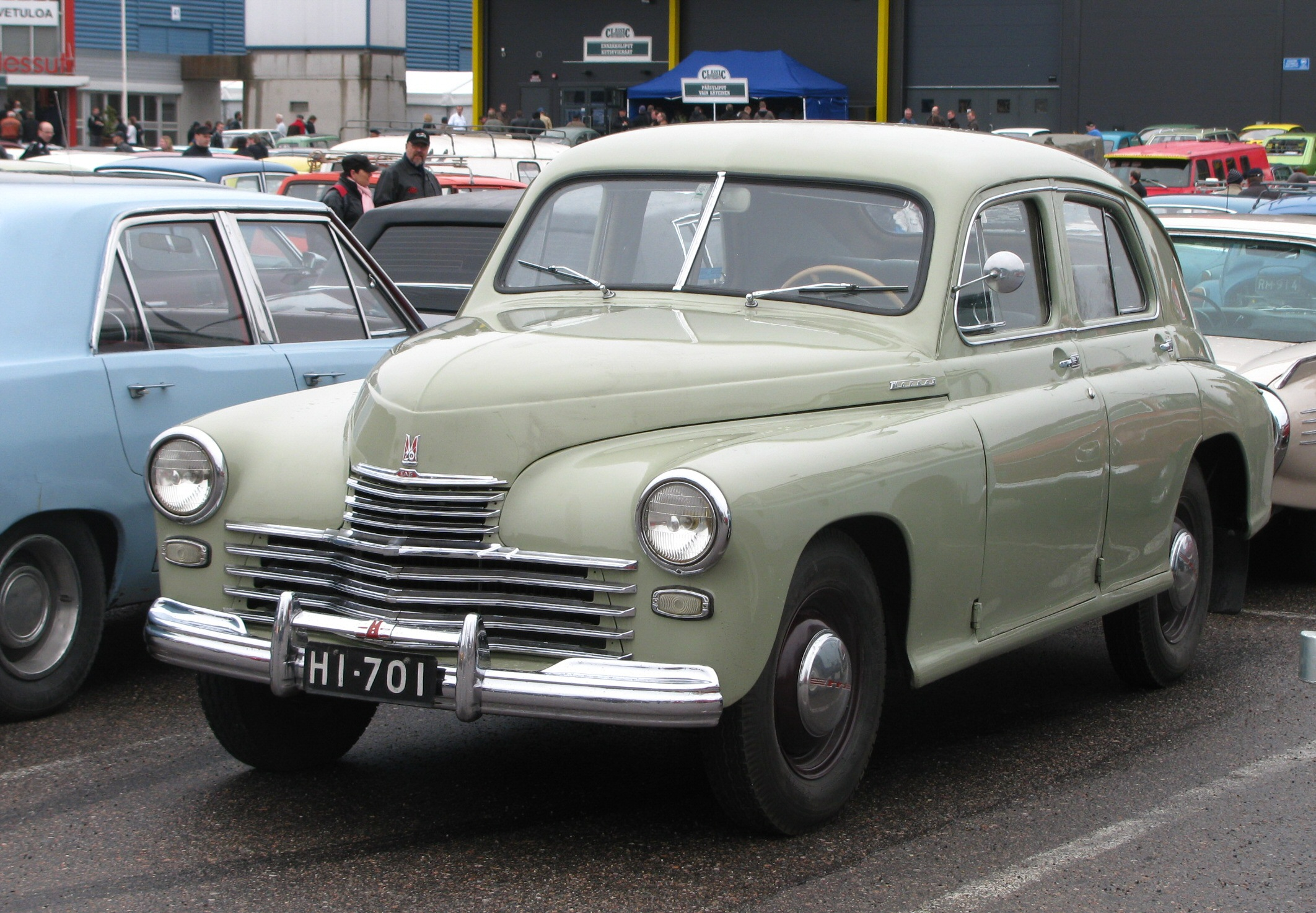
«Победа» — одна из первых машин послевоенного поколения с очень свежим для своего времени (1946 год) дизайном

Одним из первых представителей этого направления в дизайне была советская «Победа» М-20. Форма её кузова была лаконична и действительно оригинальна. Пол кузова был значительно опущен и входить в машину стало удобнее, благодаря чему исчезли за ненадобностью подножки — это позволило расширить кузов, не увеличивая ширины машины. Фары утоплены в крыльях — собственно, крыльев в привычном понимании уже не было, поскольку передние и задние крылья слились с нижними частями дверей в единый объём, плавно сужающийся к заднему концу автомобиля. На автомобиле применена независимая подвеска передних колёс, короткий двигатель продвинут вперёд и расположился над поперечным элементам передней подвески, заднее сиденье удалось разместить в пределах базы перед кожухами задних колёс — получилось сиденье с шириной, достаточной для свободной посадки трёх человек, несмотря на сравнительно компактные габариты автомобиля. Улучшились пропорции автомобиля, кузов стал ещё ниже (1600 мм), размер колёс уменьшился до 16". Имела такая компоновка и свои недостатки — скажем, уменьшение высоты пола и кузова вообще привело к появлению на полу тоннеля для карданного вала, который на автомобилях 30-х годов по большей части отсутствовал. Но с этим мирились ввиду наличия у новой компоновки более существенных преимуществ.
Максимальное поперечное сечение сдвинулось вперёд и стало располагаться посередине (у большинства автомобилей прежних выпусков максимальное поперечное сечение находилось в задней части кузова, в зоне трёхместного заднего сиденья, которое размещалось над кожухами задних колёс). Плавный скат крыши, гладкие боковины, лишённые каких-либо украшений, удачные пропорции несущего кузова сделали автомобиль обтекаемым. Между тем, при всех её преимуществах, далеко не все производители поспешили переходить на понтонную стилистику.

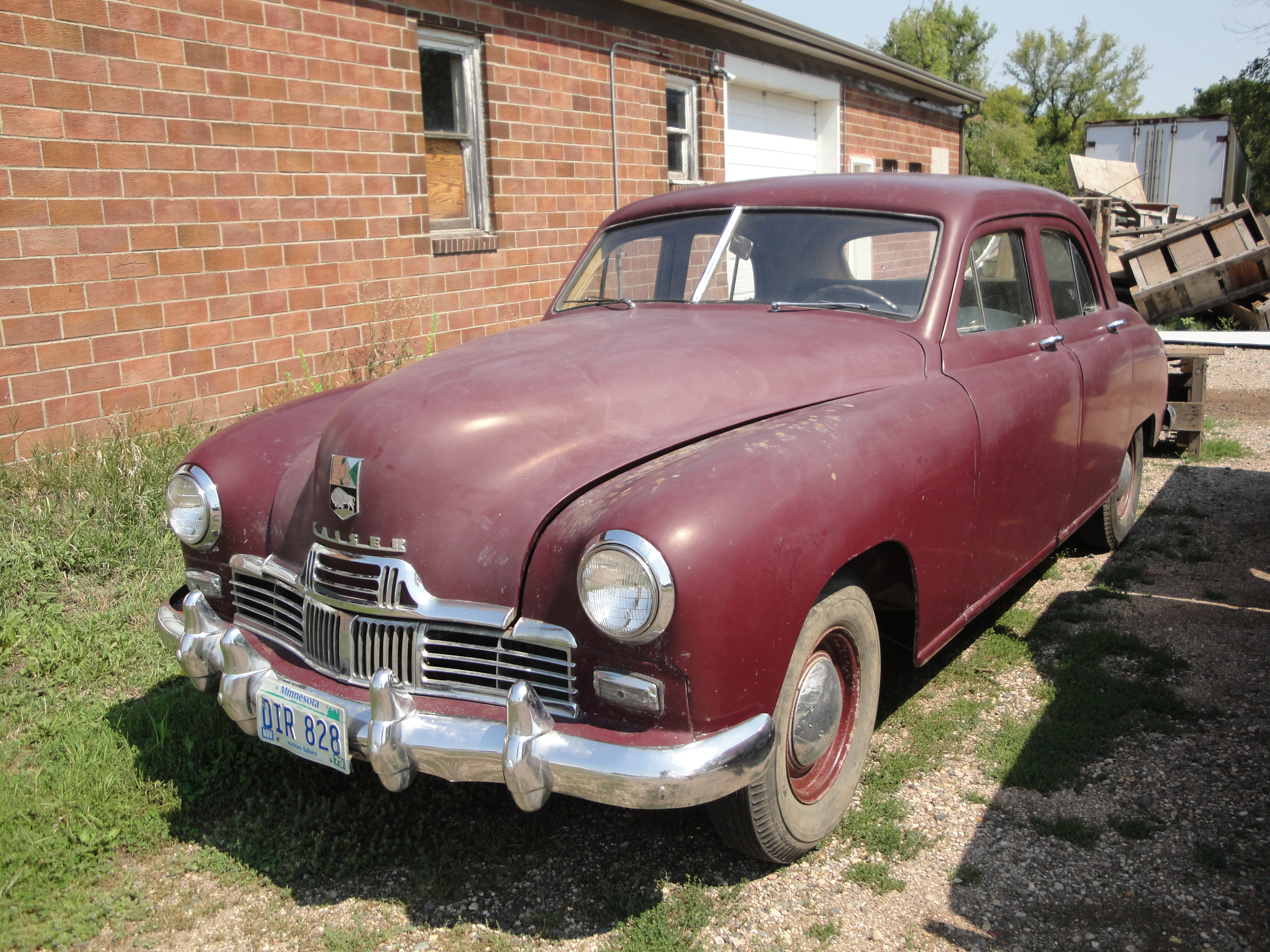
Понтонный кузов большого «Кайзера» моделей 1946—1949 годов был современен, но не особо привлекателен из-за длинной, монотонной боковины

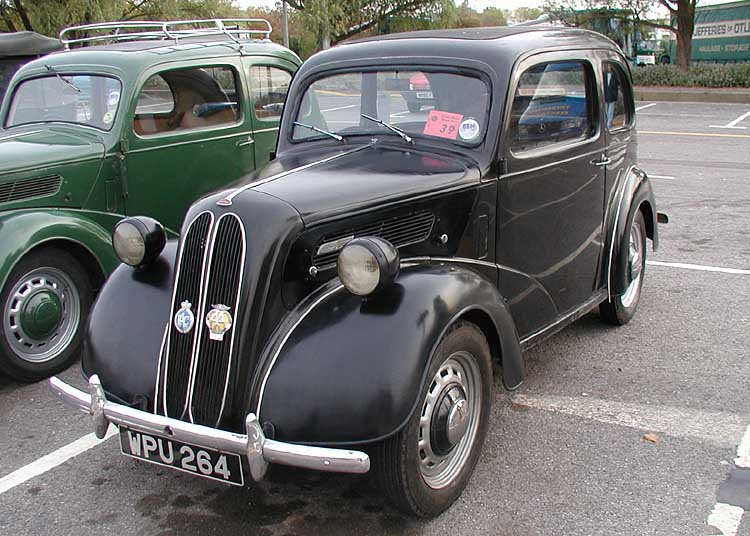
Ford Anglia образца 1953 года. В разорённой Европе в большинстве стран после войны был возобновлён выпуск довоенных моделей

В разорённой войной Европе большинство предприятий просто не имело денег на разработку и освоение в производстве новых автомобилей, поэтому с конвейеров, наряду с относительно немногочисленными новыми моделями, продолжали сходить и модернизированные старые, довоенные. Собственно, это хорошо можно проиллюстрировать на примере модельного ряда советского автопрома тех лет, где с современной «Победой» соседствовал довоенной разработки «Москвич-400». Такая стилистическая «пестрота» модельных рядов вообще была характерна для этого переходного периода, и закончилась она лишь в пятидесятых годах.

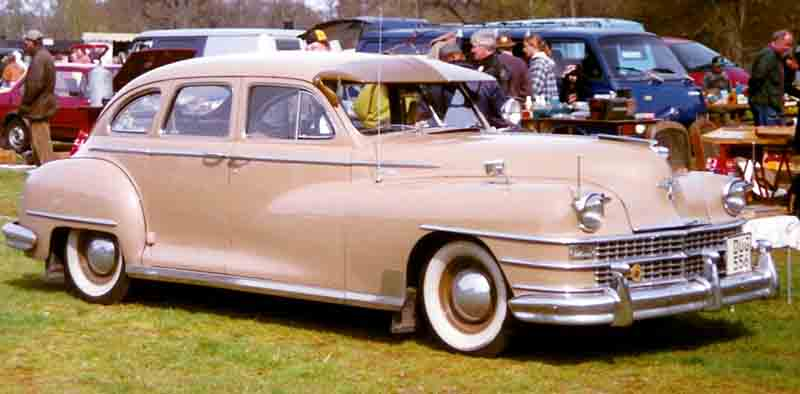
В США первые послевоенные автомобили 1946, 1947 и, отчасти, 1948 модельных годов также в основной своей массе представляли собой немного обновлённые довоенные модели

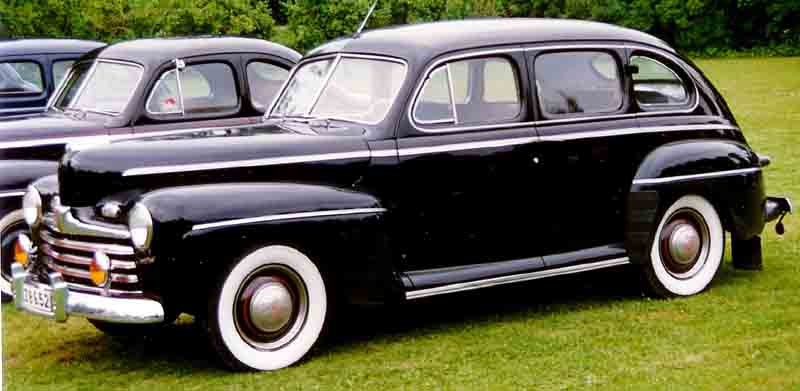

В США ситуация сложилась обратная европейской, но примерно с тем же результатом. В годы войны американские автомобилестроители вынужденно прекратили выпуск легковушек, зато получали огромные прибыли от производства военной продукции, щедро оплачиваемой государством, в результате чего пришли к середине сороковых с неплохим финансовым «жирком». Между тем, вкладывать накопленные активы в немедленное освоение новых моделей они не спешили, потому что изголодавшиеся за военные годы покупатели спешили приобрести любые новые автомобили и создали на рынке ажиотажный спрос, который нужно было удовлетворить без промедления на освоение принципиально новых моделей.
В результате, несмотря на то, что за предвоенные и военные годы практически все основные американские автомобильные фирмы разработали линейки перспективных автомобилей с современными понтонными кузовами, в 1946 модельном году абсолютное большинство из них возобновило выпуск своих последних довоенных моделей 1942 модельного года, пошедших в серию осенью 1941 календарного. Если отличия и были, то преимущественно косметического характера: изменялись декоративные детали, облицовки радиатора изменялись в сторону уменьшения количества элементов и увеличения их размеров, незначительно увеличивали мощность двигателей, и так далее.
Исключение составлял, пожалуй, лишь появившийся на рынке «новый игрок» — корпорация Kaiser-Frazer, которая уже летом 1946 года (практически одновременно с началом выпуска «Победы») поставила на конвейер ультрасовременный для того времени автомобиль в понтонной стилистике, похожий на «Победу», но намного более крупный и с трёхобъёмным кузовом. Однако, несмотря на передовую стилистику и немалые преимущества с практической точки зрения (например, «Кайзер» имел по тем временам самый широкий в своём классе салон), этот автомобиль хоть и пользовался определённой популярностью, но стандартом американского автомобильного дизайна своих лет так и не стал. Причина была в том, что ранние понтонные кузова, при всех своих технических и практических преимуществах, были не особо привлекательны внешне из-за длинной, монотонной боковины, особенно в сравнении со «сквозным крылом», характерным для послевоенных «Бьюиков». Внешность же автомобиля в те годы играла первостепенную роль для американского покупателя.
Кандидат искусствоведения Н. Розанов в своей статье сравнивает влияние дизайна этих автомобилей на публику таким образом:
Так или иначе этот дизайнерский ход выглядел очень эффектным, особенно когда рядом с Buick оказывалась такая модель, как Kaiser с абсолютно ровной и плоской боковиной новомодного кузова типа «понтон». Если, глядя на Kaiser, американцы зевали, то Buick служил своеобразным устройством по выработке адреналина.
На автомобилях класса «Победы» из-за меньших размеров этот эффект был намного менее заметен, поэтому в Европе понтонные кузова получили намного бо́льшее распространение. Кроме того, европейские производители зачастую просто не имели технологической возможности использовать такие стилистические решения, как то же самое «сквозное крыло», так как это требовало сложной и дорогой штамповки с глубокой вытяжкой.

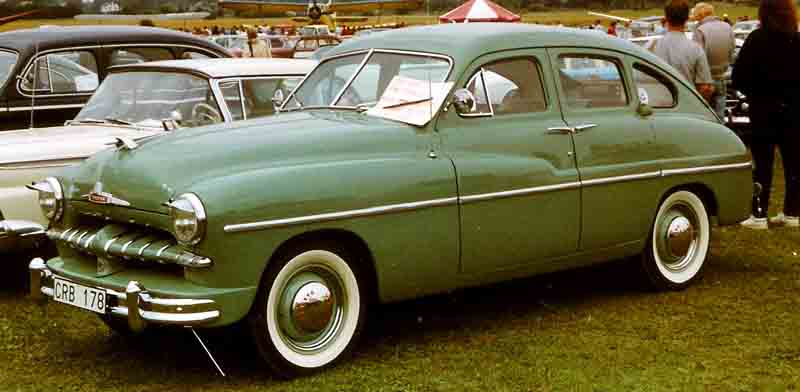
Европейский Ford Vedette 1948 года был разработан в Америке и очень напоминал американские модели Mercury и Lincoln, но — уменьшенные и с упрощённым дизайном

В Великобритании среди производителей дорогих автомобилей, а в особенности — кузовных ателье, вроде H. J. Mulliner или Park Ward, в то же самое время формируется свой, очень характерный и более нигде не прижившийся, стиль — так называемое «лезвие бритвы», Razor’s Edge. Для него было характерно сочетание глубоко консервативных элементов дизайна, характерных для довоенных Rolls-Royce и Bently, и современных веяний, вроде понтонной боковины или кузова «фастбэк». Типичными примерами могут послужить такие модели, как Triumph Mayflower (1949—1953) и Triumph Renown (1946—1954), Austin Princess (1947—1968), Rolls-Royce Silver Wraith (1946—1959) или Bentley R Type (1952—1955).

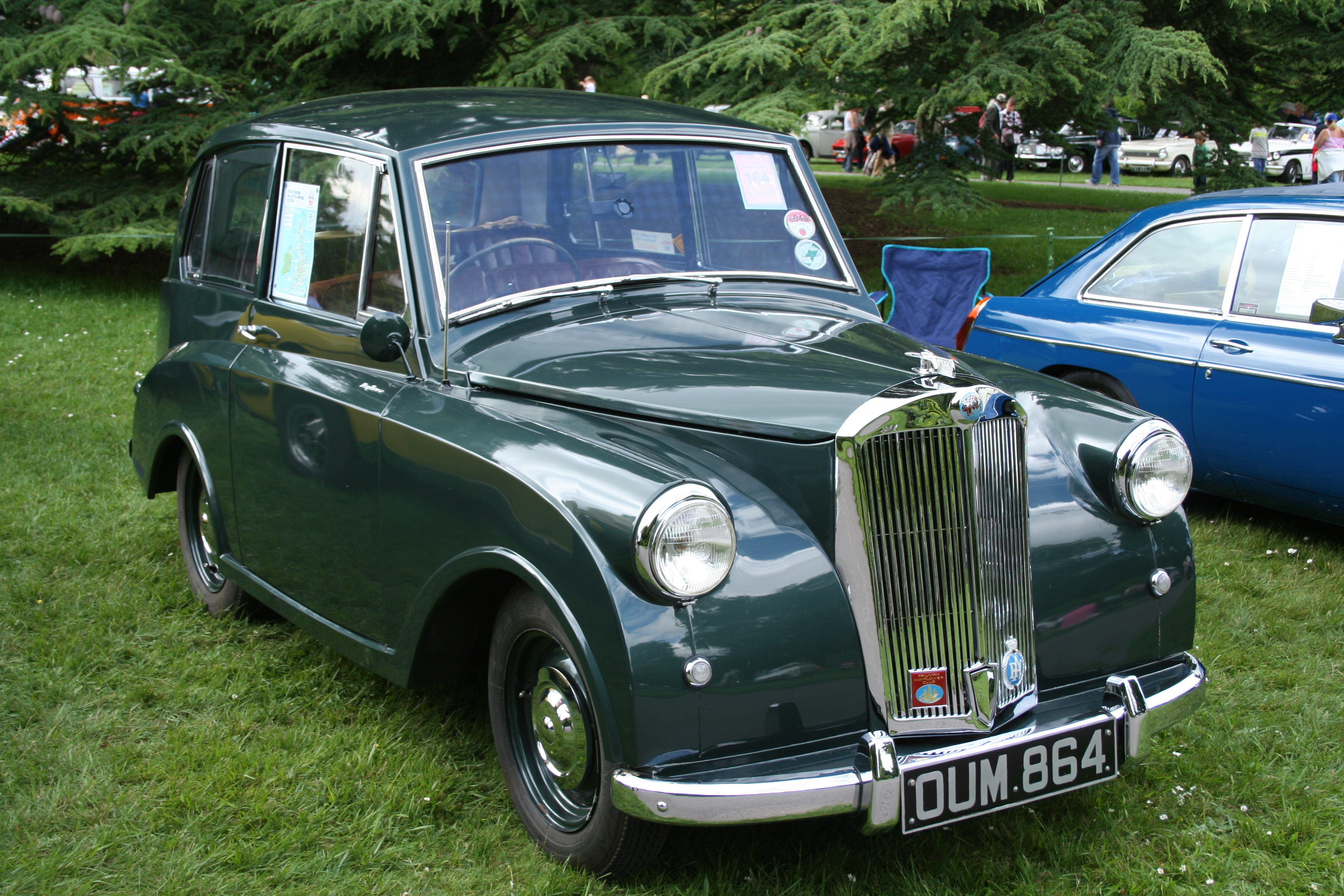
Triumph Mayflower — типичный пример стиля «лезвия бритвы» — Razor’s Edge — характерного для дорогих британских автомобилей рубежа сороковых и пятидесятых годов XX века

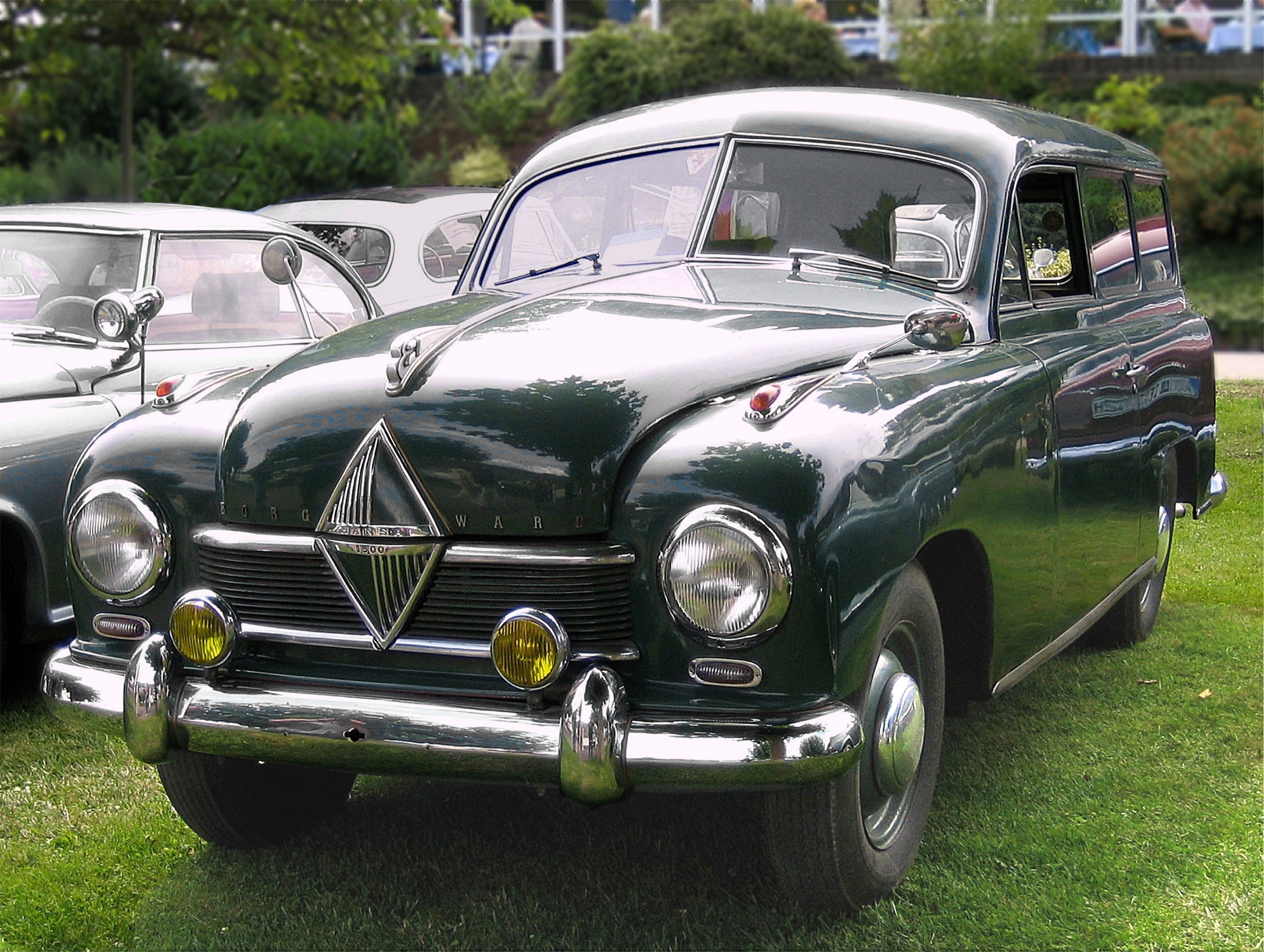
Borgward Hansa 1500 выпуска 1952 года. Обращают на себя внимание две характерные приметы послевоенного этапа в развитии автомобилестроения — «понтон» и цельнометаллический кузов типа «универсал»

Как и следует из названия, кузова в стиле «лезвия бритвы» имели острые грани и почти плоские панели, чем резко отличались от основной массы автомобилей своего времени с их «лепными» формами. Многие из автомобилей-представителей этого стиля имели кузова ручной работы, поставлявшиеся кузовными ателье, зачастую — с архаичным деревянным каркасом, что отчасти и определяло выбор более простых для штучного производства рубленых форм. В то время этот стиль не обратил на себя широкого международного внимания, оставаясь сугубо локальным британским явлением, однако впоследствии, во второй половине семидесятых, некоторые его черты, вроде элегантной игры граней или «накладного» багажника, были использованы американскими производителями дорогих автомобилей — впрочем, без особого успеха.

### Конец сороковых — начало пятидесятых
Это исключительно важный, этапный период в развитии легковых автомобилей. Именно в конце сороковых — начале пятидесятых годов возникла и утвердилась архитектура автомобильного кузова, в общих чертах сохраняющаяся и сегодня, появились и получили распространение многие из стилистических и технических решений, используемых в автомобилестроении вплоть до наших дней. По сути, именно этот отрезок времени играет роль своего рода «водораздела» между двумя названными в определённой степени условно, но кардинально различающимися между собой категориями — «довоенными» и «послевоенными» автомобилями.
После Второй мировой войны, давшей толчок бурному развитию всех отраслей техники, прогресс в автомобилестроении значительно ускорился, поэтому новые модели, формы и технические решения появлялись в это время с доселе невиданной быстротой. Желая забыть о годах тяжёлой войны, люди приветствовали всё новое и необычное, поэтому в автомобилестроении весь конец сороковых и все пятидесятые годы стали периодом непрерывного поиска новых решений, форм, материалов и технологий.
К 1948—1949 годам и в Европе, и в США на конвейеры в массовом порядке стали вставать автомобили, целиком и «с нуля» разработанные уже в послевоенные годы. В большинстве своём эти автомобили конца сороковых представляли собой вариации на тему всё той же, хорошо знакомой по «Победе» и её аналогам, понтонной стилистики.
В Европе понтонные кузова с гладкой боковиной в эти годы уже доминировали на вновь разработанных моделях.

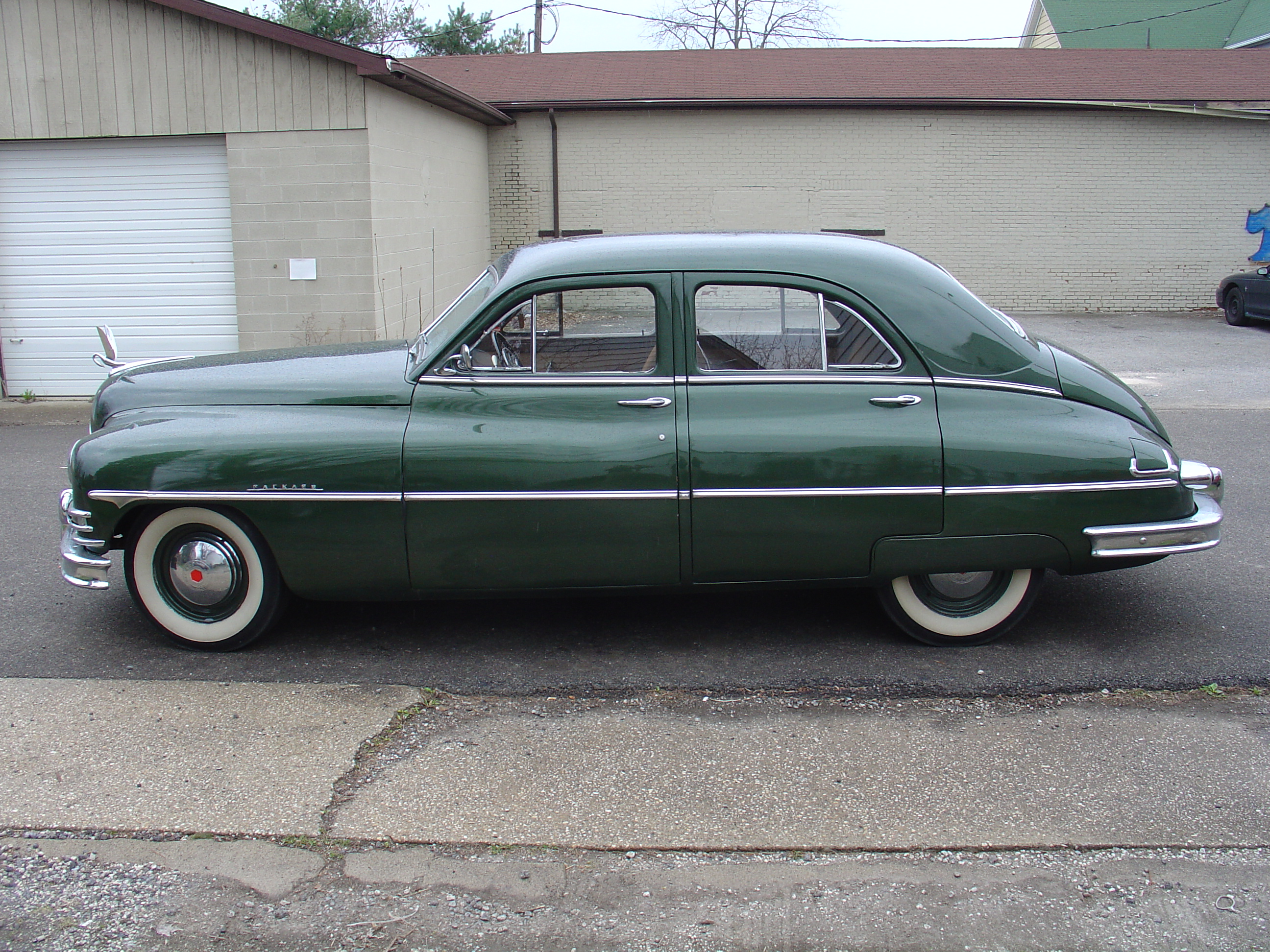
Фирма Packard на моделях 1948—1950 годов попыталась использовать понтонную стилистику с гладкой боковиной, но на столь длинном кузове такое решение смотрелось невыигрышно

Некоторые американские фирмы тоже применили такие же гладкие боковины на кузовах своих больших автомобилей (Kaiser-Frazer, Hudson, Packard, Mercury, Lincoln), однако многие дизайнеры вполне справедливо опасались излишнего однообразия очень длинной, и при этом высокой, гладкой боковины, что было как раз характерно для уже упоминавшихся «Кайзера» и «Пакарда», который злые языки прозвали «перевёрнутой ванной» и «беременной слонихой». Монотонность боковины они стали «смягчать» различными выштамповками, молдингами, бутафорскими воздухозаборниками; рисовать на гладкой боковине при помощи выштамповок крылья, которые уже давно исчезли как самостоятельный элемент формы (этот приём вновь широко начал использоваться на автомобилях 2010-х годов, у которых из-за изменения пропорций кузова также возникла проблема излишне массивно выглядящей боковины, которую стали визуально разбивать за счёт подчёркнутого рельефа).

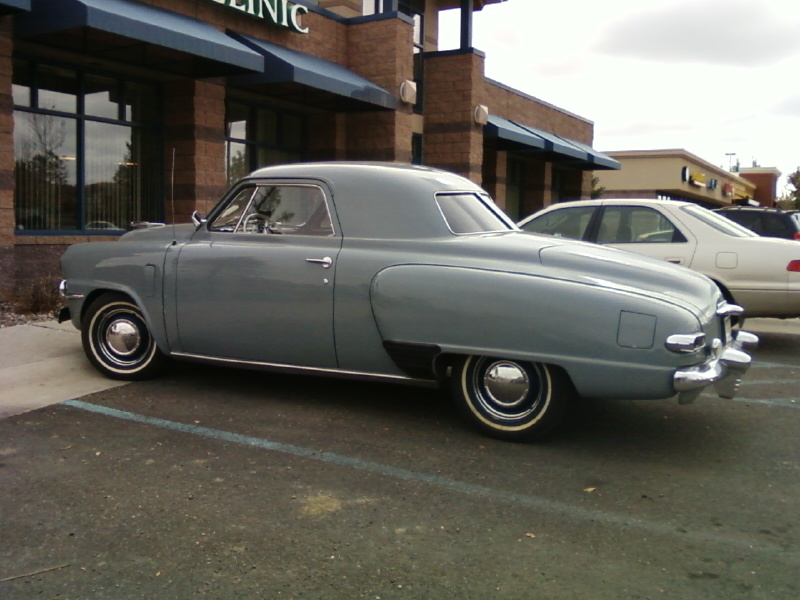
Studebaker рубежа 40-х и 50-х годов XX века с получившими впоследствии широчайшее распространении «закрылками»

 Наиболее распространён был приём, изобретённый в 1947 модельном году фирмой Studebaker, и быстро подхваченный остальными производителями, когда боковая поверхность понтона выполнялась не гладкой, а рельефной, разделённой на два объёма — плавно сужающийся по мере приближения к заднему свесу передний и выступающий на манер отдельных задних крыльев так называемый «закрылок», начинающийся на задней двери (в случае четырёхдверного кузова). Так как нижняя передняя часть «закрылка» постоянно подвергалась «пескоструйной обработке» потоком песка и камней, летящим с дороги, её неизменно прикрывали нержавеющим, алюминиевым, хромированным, или, на недорогих моделях, резиновым щитком. В этой стилистике было выполнено большинство американских автомобилей 1949 модельного года и начала пятидесятых годов, а также некоторое число европейских моделей, в частности, советский «ЗИМ». В рудиментарной форме же «закрылки» присутствуют и на «Волге» ГАЗ-21, «Москвичах» 402—403 и многих других автомобилях середины и второй половины 1950-х, некоторые из которых продолжали сходить с конвейера и в следующем десятилетии.

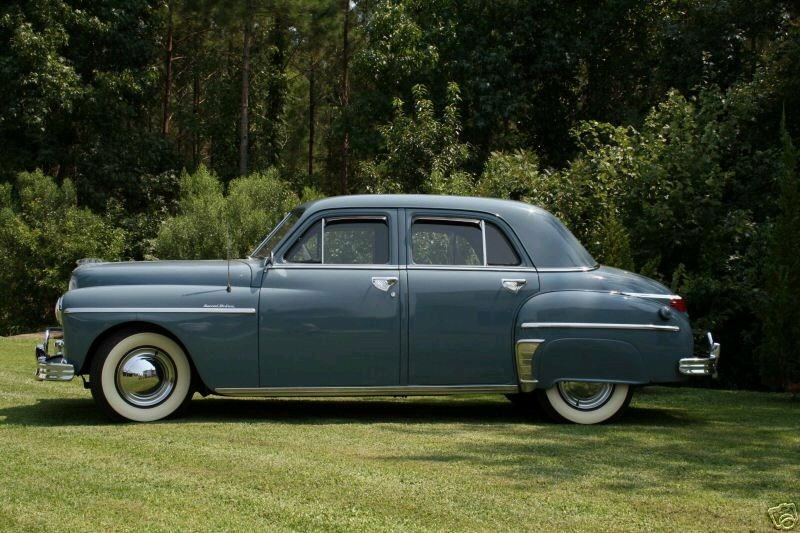
«Плимут», как и все модели Chrysler Corporation, сохранял в начале пятидесятых отдельные передние и задние крылья, как бы «нарисованные» выштамповками на поверхности уже по сути почти понтонной боковины

Вместе с тем, некоторые производители продолжали сохранять на своих моделях отдельные объёмы крыльев, хотя бы и как чисто декоративный элемент на уже по сути ставшей понтонной боковине, до середины пятидесятых годов, например из американских автомобилей этим отличались все модели марок, принадлежащих Chrysler Corporation, отдельные объёмы передних крыльев на которых были продлены назад и как бы «размазаны» по поверхности передних дверей, но до задних крыльев не доходили и общей линии с ними всё же не образовывали (см. рис. слева).

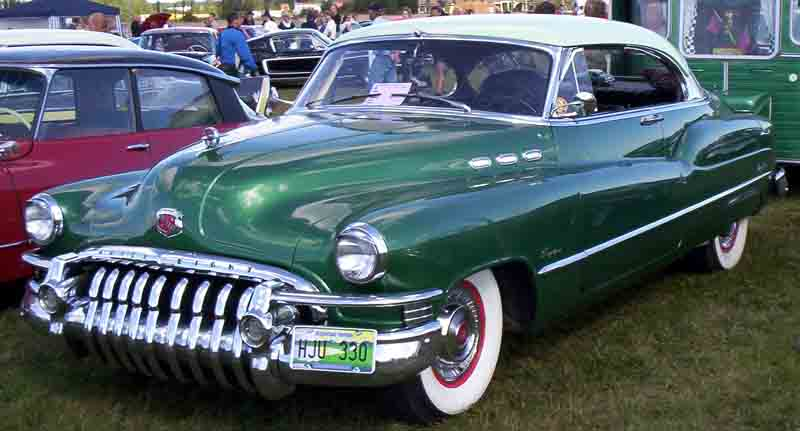
На рубеже сороковых и пятидесятых годов XX века в Америке появился новый тип кузова — хардтоп, гибрид между купе и кабриолетом

Фары на послевоенных автомобилях изначально пытались размещать самым различным образом, как это было на последних предвоенных моделях. Однако фары, расположенные по бокам от капота, ограничивали размеры проёма, через который осуществлялся доступ к двигателю, а также требовали более сложной и менее технологичной формы самого капота. Расположенные спереди на передних крыльях фары из-за близости к земле плохо освещали дорогу, а кроме того — часто страдали от летящих с неё камней. «Студебекер» на некоторых своих концептах 1940-х годов применил спаренные по две фары, расположенные на передней панели кузова за прозрачными щитками вместе с поворотниками, но распространения такая оптика получила лишь десятилетия спустя.
В ходе проработки элементов дизайна будущих «Кадиллаков» рубежа 1940-х — 1950-х годов рассматривалось два варианта оформления фары: с расположением в верхней части переднего крыла с обычным круглым ободком, либо в его передней части за убирающимся сервоприводом непрозрачным щитком. Выбран был сделан в пользу первого, чем, с учётом степени влияния продукции GM в те годы, по сути был задан стиль автомобилей на десятилетие вперёд.
В конечном итоге победил единственный вариант — расположение фары на передних крыльях сверху-спереди, как можно выше над поверхностью дороги. Оно оказалось не только наиболее рациональным, но и эстетически привлекательным, создавало основу для дальнейшего развития дизайна. Кое-где такое высокое расположение фар было даже закреплено законодательно (например, в американском штате Калифорния), что вынуждало переносить фары на экспортных версиях автомобилей, выпущенных для рынка США (например, на Morris Minor, у которого фары размещались низко на передней панели кузова фары в ранней версии для английского рынка и высоко на передних крыльях — в экспортной).
На исходе сороковых годов окончательно формируется стандартный для последующего десятилетия набор типов кузовов. Основным типом является трёхобъёмный седан — двух- или четырёхдверный. Крыши таких автомобилей становятся купольными, с очень сильно скруглёнными обводами.
«Победообразные» фастбэки с покатой задней частью кузова переживают пик популярности в конце 1940-х, когда они имелись в модельном ряду практически каждого североамериканского производителя, но уже в начале следующего десятилетия быстро выходят из моды; к середине 1950-х годов в США их уже не выпускают, в Европе остаются лишь редкие модели со старыми кузовами, после очередного рестайлинга заменяемого на обычный трёхобъёмный седан.
По сути исчезают двухместные купе с одним рядом сидений на базе стандартных моделей — новые пяти-шестиместные купе имеют два ряда сидений, и от двухдверного седана отличаются как правило только более пологой формой крыши над задним диваном, придающей им более динамичный силуэт. К середине десятилетия делать их прекращают; единственным настоящим купе второй половины пятидесятых в США был двухместный Ford Thunderbird, бывший сугубо нишевой моделью, да и тот продержался на конвейере в этом виде лишь три модельных года.
Универсалы в начале 1950-х окончательно становятся легковыми грузопассажирскими автомобилями с соответствующим уровнем комфорта и отделки; красивые, но крайне непрактичные деревянные кузова практически исчезают — их место занимают цельнометаллические на базе обычных седанов, иногда по привычке всё ещё оснащаемые деревянной или имитирующей дерево пластиковой декоративной отделкой. Пик популярности этого типа кузова придётся на конец 1950-х годов, когда в США будут делать очень много больших «полноразмерных» универсалов с самими различными вариантами оформления.
Ассортимент открытых кузовов сводится фактически к единственному варианту — двухдверному кабриолету на базе купе. Фаэтонов и родстеров больше не делают (впрочем, их почти не делали и в последние довоенные годы). Последним родстером на базе массовой модели в США стал Dodge Wayfarer модели 1949 года.
Межу тем, в США в самом конце 40-х годов появляется новый тип кузова, который в следующем десятилетии завоюет в Америке огромную популярность — хардтоп. От купе он унаследовал комфортабельный закрытый салон и две двери, а от кабриолета — отсутствие центральных стоек крыши и механику убирающихся вместе со своими облегчёнными рамками боковых стёкол, которые в полностью опущенном положении открывали широкий проём, облегчавший вентиляцию и улучшавший внешность автомобиля, придавая ему большое сходство с кабриолетом с поднятым верхом.

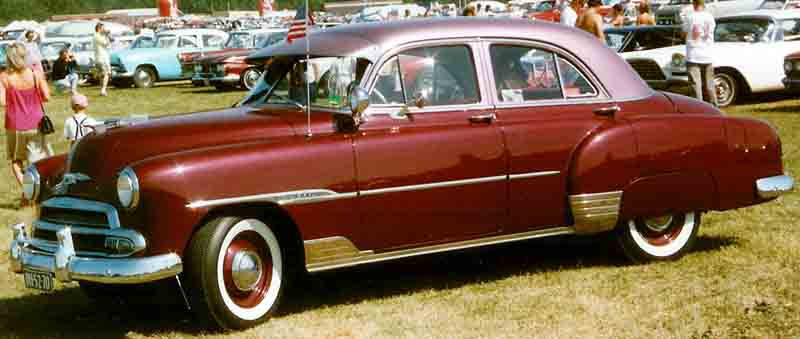
Типичный пример стайлинга американского автомобиля начала 1950-х

Пятидесятые годы — очень важный этап в истории автостроения. Во многом, именно в это десятилетие сформировался привычный облик автомобиля, общая концепция которого «дожила» до нашего времени.
До этого момента эволюция формы кузова серийных автомобилей в целом сводилась к уменьшению количества визуальных объёмов, их слиянию друг с другом. Сначала изначально отдельные, не связанные друг с другом объёмы облицовки радиатора, капота, пассажирского салона и багажника объединились в единый обтекаемый трёхобъёмный кузов.
Затем крылья и подножки стали сливаться между собой и интегрировались в кузов, пока не превратились в монолитный понтон, но при этом ещё оставалась «ступенька» между понтоном и остеклением кабины, напоминающая об эпохе отдельных крыльев — сам понтон как бы и был единым «передне-задним» крылом, не интегрированным в боковину кузова.
Наконец, к началу пятидесятых годов дизайнеры, стремясь к дальнейшей интеграции кузова автомобиля, позволяющей создать его более цельный и динамичный облик, стали «доводить» понтон до высоты линии остекления, в результате чего он также слился с кузовом, «утонув» в его боковине. За счёт этого улучшаются пропорции кузова, высота оконных проёмов увеличивается, что заметно улучшило обзорность, в сочетании с повсеместным уменьшением размерности шин с 16 до 14—15 дюймов это делает автомобили этой эпохи визуально ощутимо приземистее по сравнению с предшественниками. Первыми автомобилями с такой формой кузова были «Хадсон» модели 1948 года и «Форд» 1949 модельного года, за свой необычный вид прозванный «обувной коробкой» (Shoebox Ford). Тем не менее, в первой половине-середине пятидесятых эта тенденция распространяется повсеместно, и с 1955 модельного года в США становится господствующей, примеру начинает следовать и Европа.

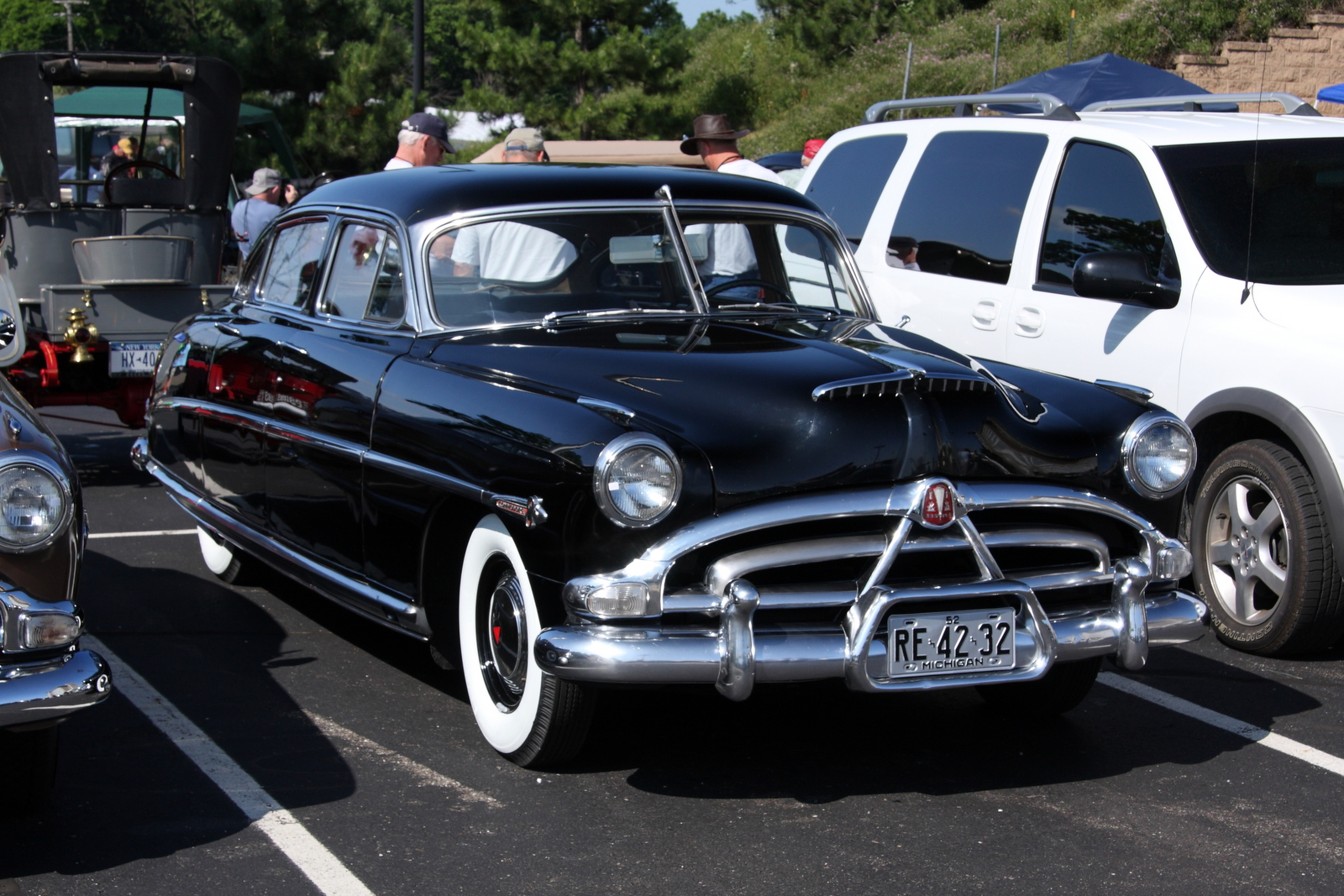
Форма кузова «Хадсона» 1948—1954 годов — понтон объединён с боковиной кузова

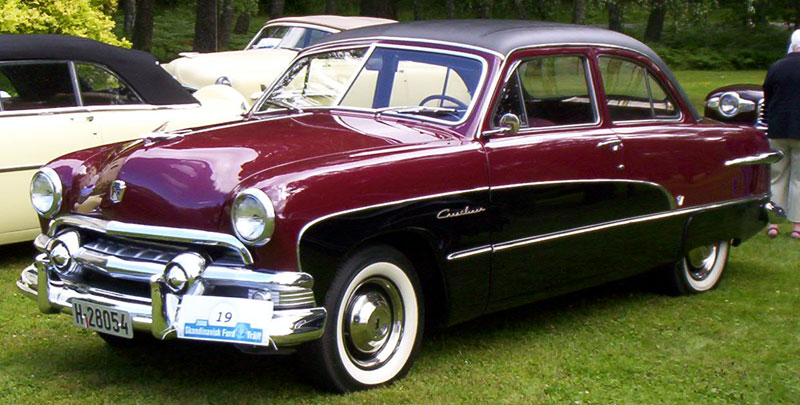
Линейка «Фордов» 1949—1951 модельных годов — один из первых примеров кузова с гладкой боковиной без каких-либо рудиментов крыльев или понтона. Несмотря на все стилистические изменения, общие черты подобной формы кузова, с чётким разделением на широкое «основание» и отделённую от него более узкую остеклённую «надстройку», с некоторыми вариациями и в наши дни легко угадываются в большинстве автомобилей

С этого времени изменения формы автомобилей носят по сути преимущественно косметический характер — будут меняться пропорции, изменяться детали оформления, округлость обводов будет сменяться угловатостью и наоборот, будут увеличиваться или уменьшаться высота, меняться пропорции и оформление, но сама базовая форма останется в целом неизменной.

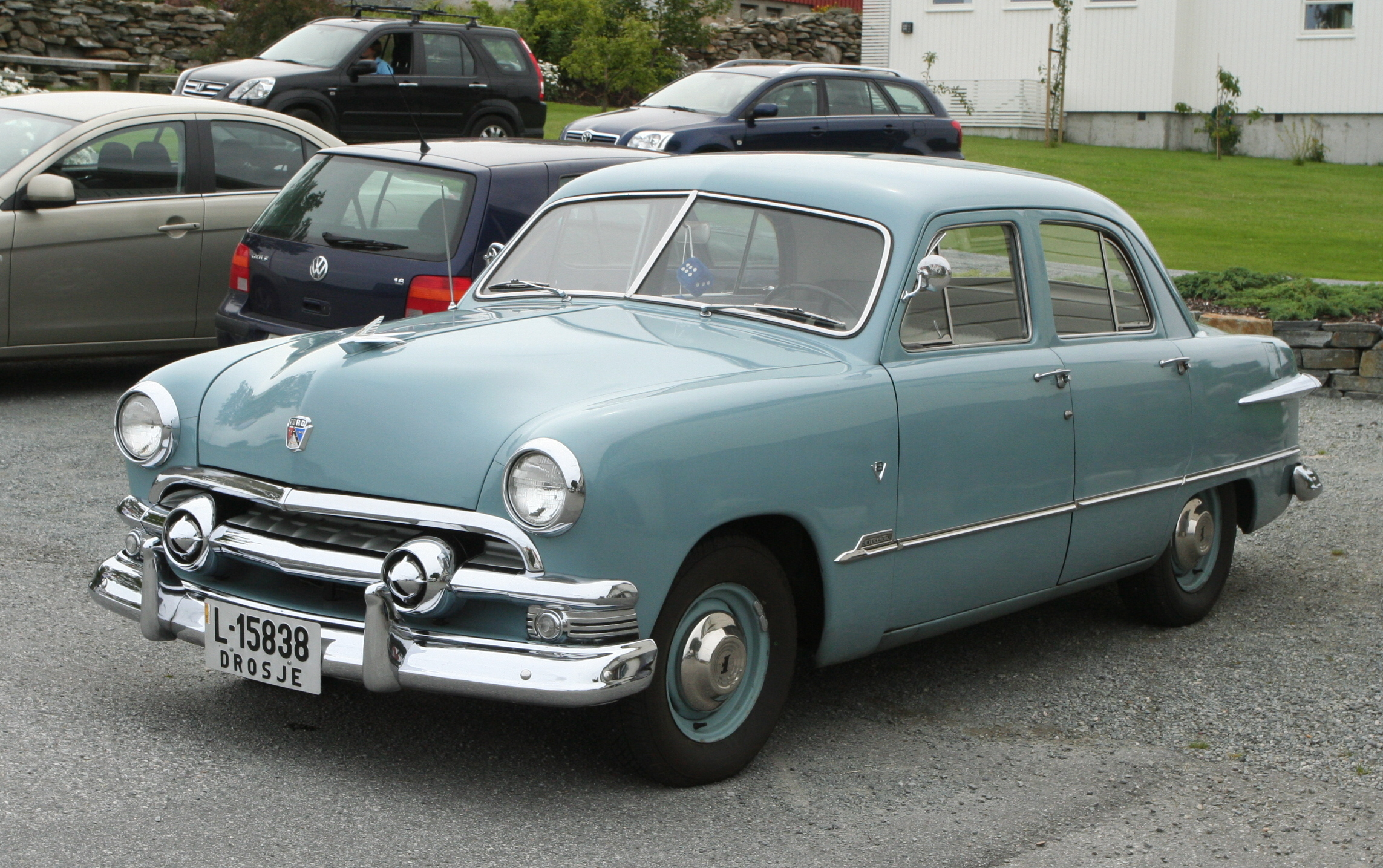

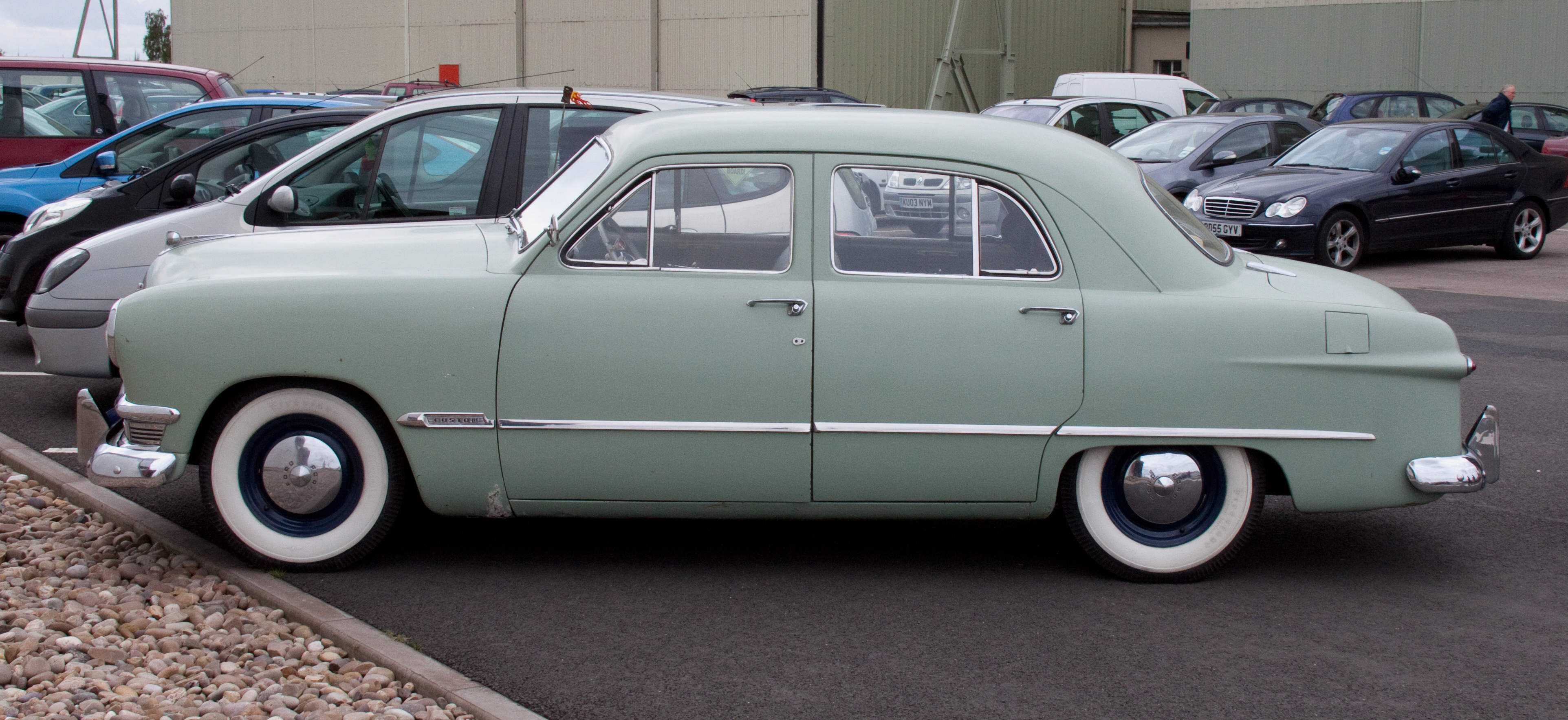

Уже в самом начале пятидесятых годов эта предельно функциональная, но привлекательная внешне форма кузова получила повсеместное распространение. Сам принцип формообразования по сравнению с последними послевоенными моделями при этом не изменился — кузов по-прежнему выглядел так, как если бы он был вылеплен из куска пластичного материала; но при этом число визуальных объёмов уменьшилось до абсолютного минимума: кузов теперь делился на широкую и массивную монолитную нижнюю часть, «основание» или «корпус», внутри которого располагались агрегаты шасси, пассажиры и их багаж — и отделённую единой горизонтальной линией, нередко подчёркнутой молдингом, более узкую остеклённую «надстройку» (на сленге дизайнеров — «фонарь» или «теплица», greenhouse), увенчанную крышей. Боковая поверхность «основания» была плоской, хотя и могла быть украшена декоративными выштамповками и орнаментами.
Так как двигатели автомобилей тех лет оставались высокими и располагались достаточно высоко с целью обеспечения приемлемого дорожного просвета, капот моторного отсека делали выпуклым посередине, а края старались, напротив, опустить пониже, чтобы улучшить обзорность с места водителя. Такую же форму стали придавать и крышке багажника, скрывающей перевозимый автомобилем груз. Фары и задние фонари располагались по углам «основания», очерчивая его габариты, причём их старались установить как можно выше — так лучше освещение дороги и заметнее сигналы, кроме того, высоко расположенные элементы оптики и вмещающие их наплывы на кузове позволяли водителю лучше чувствовать габариты автомобиля.
Важной особенностью периода становится то, что абсолютное большинство нововведений в области дизайна и конструкции машин имеет североамериканское происхождение. Европейские автомобили обычно приблизительно повторяли американские, но в уменьшенном масштабе и с опозданием на несколько лет. Это объясняется разницей в состоянии экономики по разные стороны Атлантики.

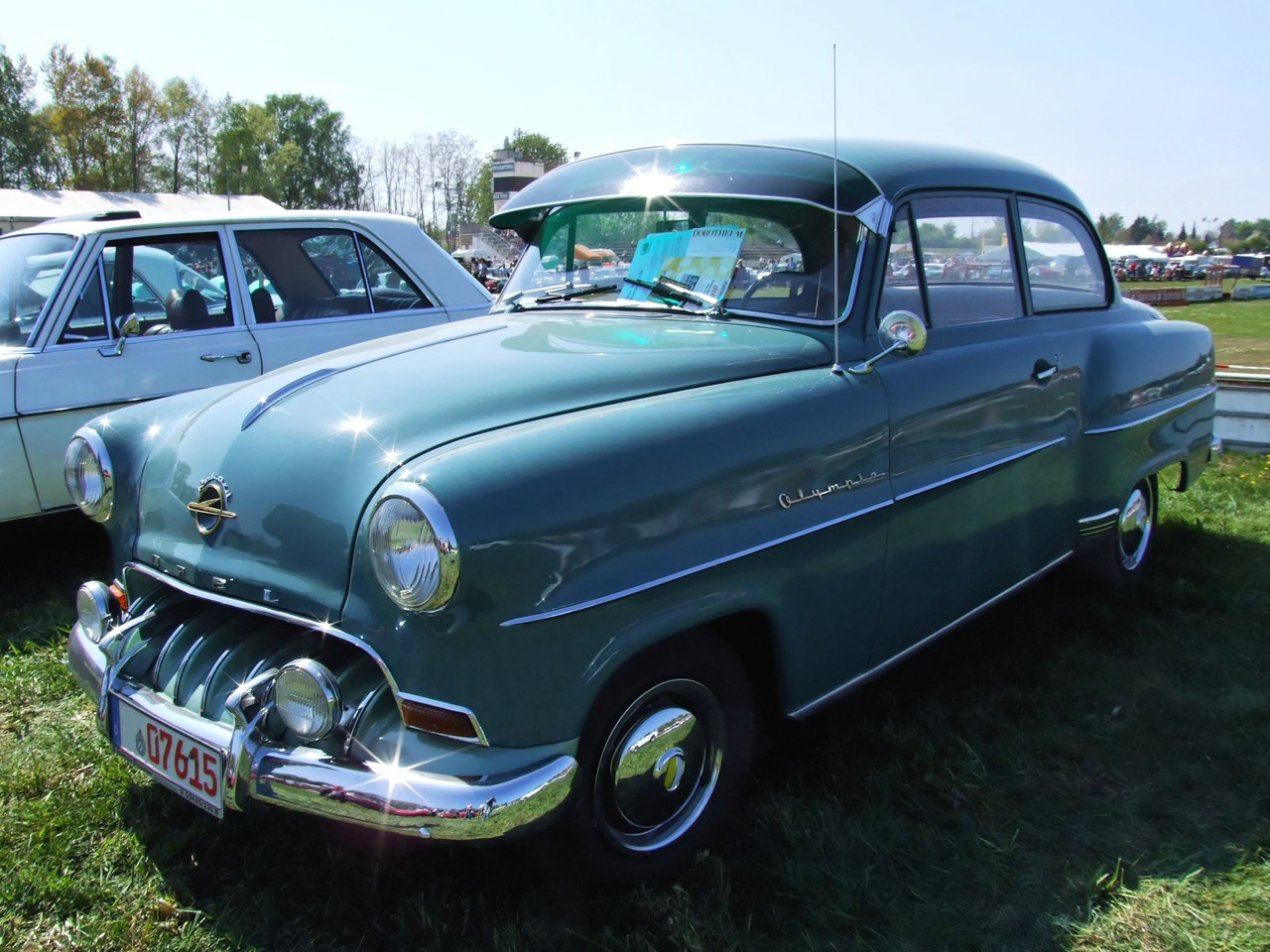
Европейские автомобили этой эпохи зачастую напоминали уменьшенные варианты появившихся на несколько лет раньше американских

В США после войны начался экономический бум, американская автомобильная промышленность достигла очень высокого уровня производства уже в первые послевоенные годы, и ближе к середине десятилетия (точнее, в 1953 году) появились признаки насыщения внутреннего рынка. Большинство производителей переключилось на трёхлетний цикл обновления модельного ряда. То есть, за три года разрабатывалась и ставилась на конвейер совершенно новая модель. При этом каждый год в порядке рестайлинга вносились существенные изменения в облик и конструкцию существующей модели.
Хорошей целью считалось такое положение вещей, когда автомобиль стареет морально намного раньше, чем изнашивается физически, то есть, американские автомобильные концерны прибегли к обсолесценции (от англ. «obsolete» — «устаревший»). Смысл обсолесценции заключается в искусственно вызываемом и заранее планируемом старении изделия. Цель — поддержание потребительского спроса на высоком уровне путём форсирования смены модельного ряда, и, фактически, навязывание покупателю желания поскорее избавиться от старого автомобиля и приобрести новый. Именно в этом виделся выход из сложившейся ситуации: стимулировать спрос, вызвав ускоренное моральное устаревание. Это открыло также путь к дальнейшему снижению стоимости автомобилей, так как в таких условиях долговечность более не играла большой роли, и заложенный в конструкцию запас прочности стало возможным значительно сократить, применить более дешёвые и менее ресурсо- и трудоёмкие технологии.
Второй причиной этого были характерные для американских производителей автомобилей очень большие, порядка миллионов в год, масштабы выпуска, что приводило к ускоренной амортизации задействованного производственного оборудования и оснастки. Например штамповочная форма для кузовной панели обычно предельно изнашивается за 2—3 миллиона циклов, что в американской практике массового производства легковых автомобилей нередко соответствовало всего лишь нескольким модельным годам.
Европа, ещё только оправлявшаяся от войны, угнаться за такими темпами и масштабами выпуска не могла, и часто просто старалась следовать в кильватере стремительно менявшейся американской автомоды. В первую половину десятилетия изменения в сложившемся к концу сороковых годов облике автомобиля были преимущественно косметическими. Модели различных производителей в эту эпоху были зачастую очень похожи друг на друга и использовали однотипные приёмы дизайна.
Автомобиль окончательно приобрёл характерный ступенчатый силуэт с абсолютно чётко выделяющимся третьим объёмом, популярные в предыдущее десятилетие двухобъёмные фастбэки дальнейшего развития не получают и становятся редкостью. Багажник постепенно увеличивал длину, пока к середине десятилетия практически не сравнялся по длине с капотом.
Оставшиеся от отдельных задних крыльев «закрылки» постепенно уменьшаются, и со временем превращаются в небольшие выштамповки над задними колёсными арками, как на «Волге» ГАЗ-21 и «Москвиче-402», или хромированные декоративные накладки. Капот, в сороковые годы узкий и возвышающийся над линией крыльев, становится шире, «разглаживается» и постепенно исчезает как самостоятельный элемент формы, объединяясь с передними крыльями.
С самого начала пятидесятых годов в США начинают появляться так называемые «автомобили-мечты», Dream Cars — экспериментальные воплощения наиболее передовых идей в области техники и дизайна. Как правило это были большие родстеры или двухместные купе, крайне непрактичные, но очень привлекательные для публики. Характерной чертой эпохи было то, что практически все они были не макетами, а действительно полноценными автомобилями, пригодными для перемещения по дорогам общего пользования. Первый из «дрим-каров», Le Sabre, его создатель Харли Эрла даже использовал для повседневной езды. Особенно много «автомобилей мечты» выдала в эти годы General Motors — для их демонстрации была организована гастролирующая по всей стране выставка Motorama, в течение всего десятилетия собиравшая огромное количество публики и послужившая компании отличной рекламой. Многие идеи, заложенные в «дрим-кары», впоследствии попадали на конвейеры.

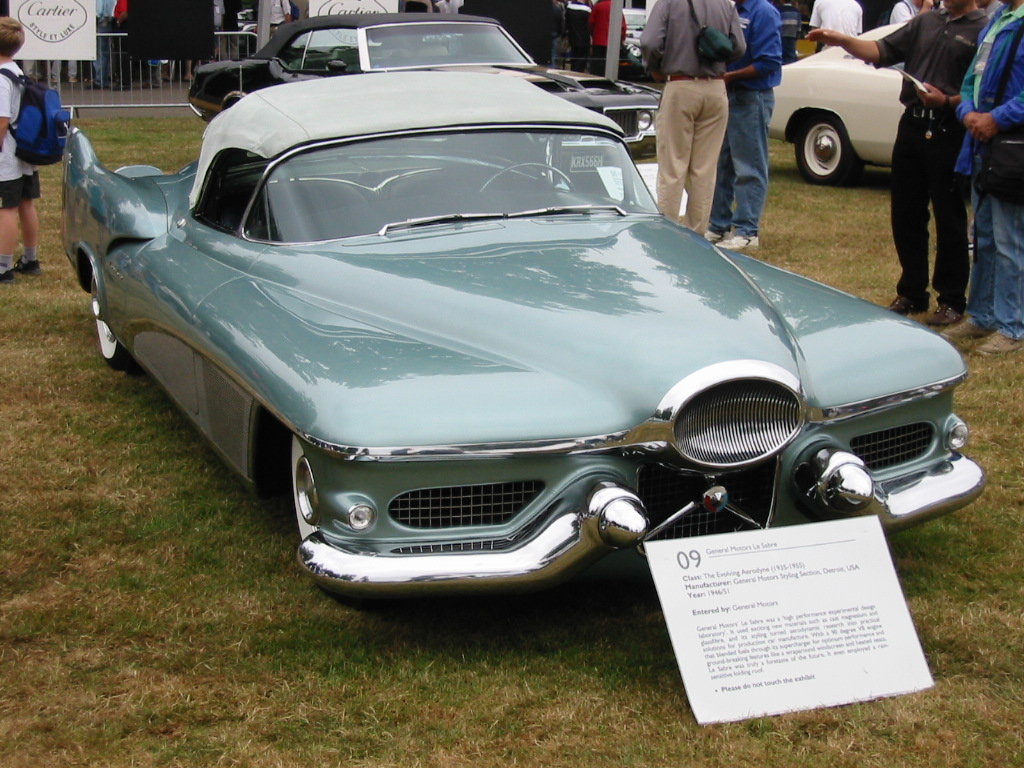
Концепт-кар Харли Эрла Le Sabre, появившийся на свет в 1951 году, стал прототипом множества стилистических решений на протяжении всех пятидесятых годов, по сути, задав всё дальнейшее направление американского автодизайна

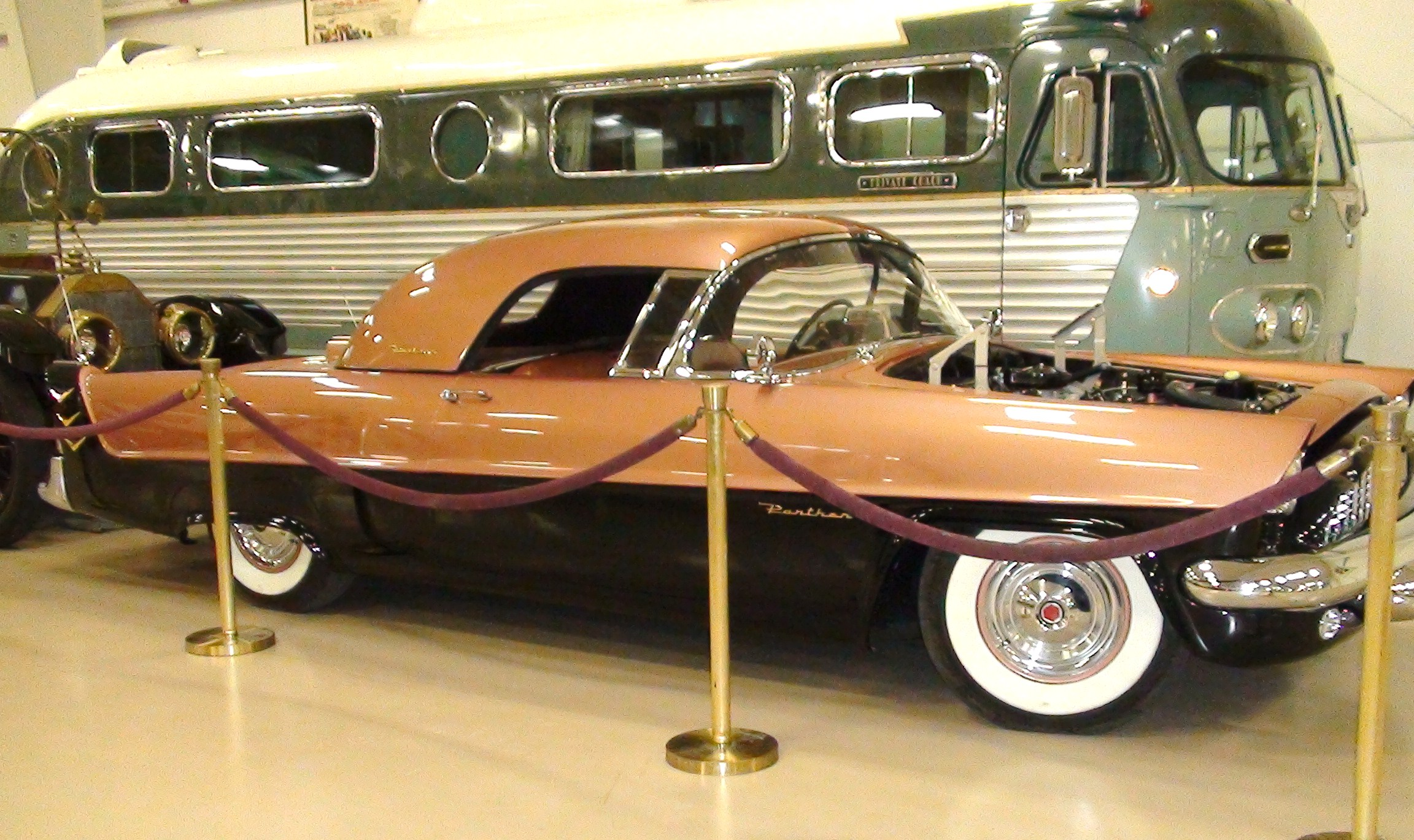
Packard Panther (1954)
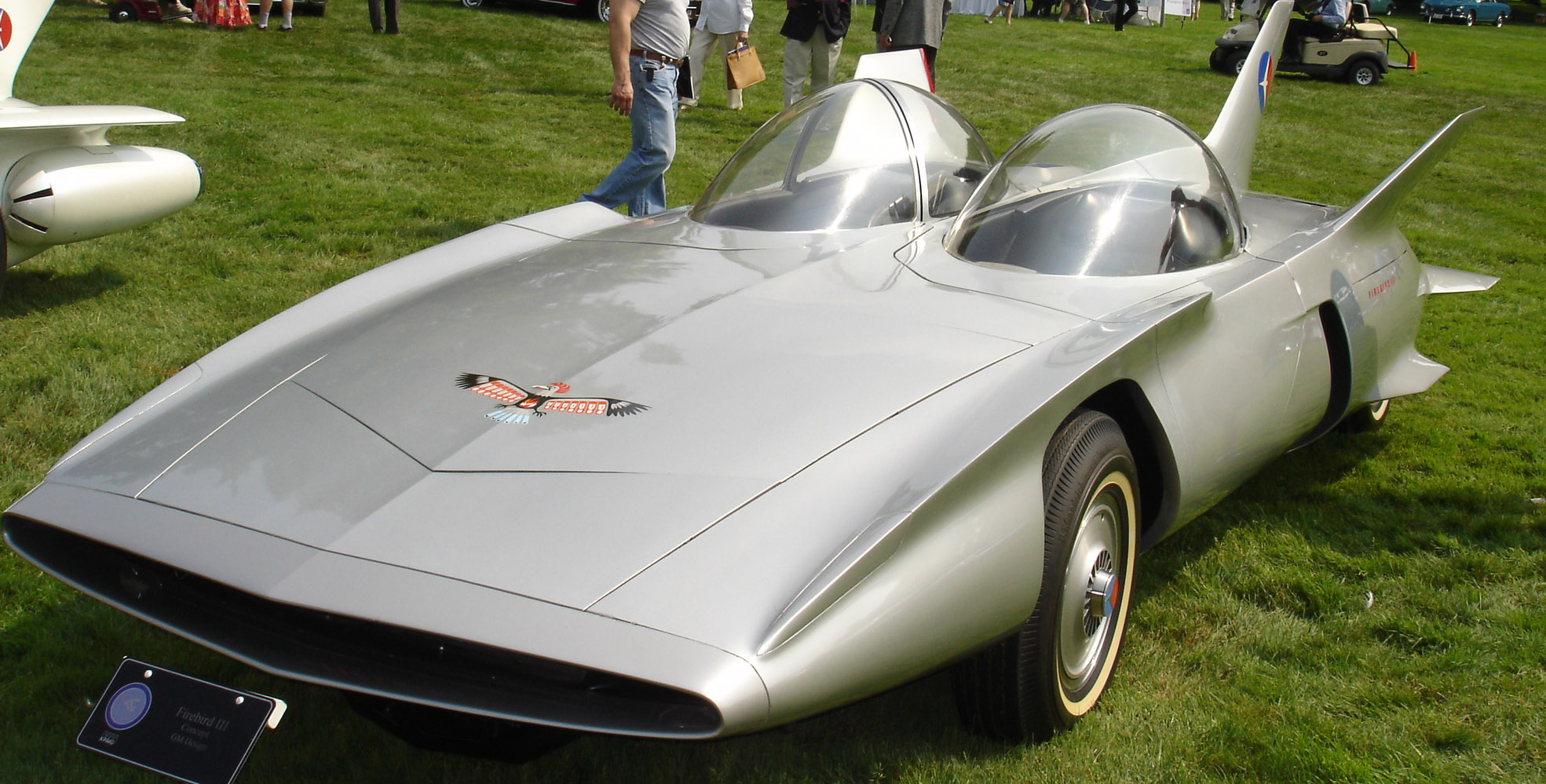
GM Firebird III (1958)
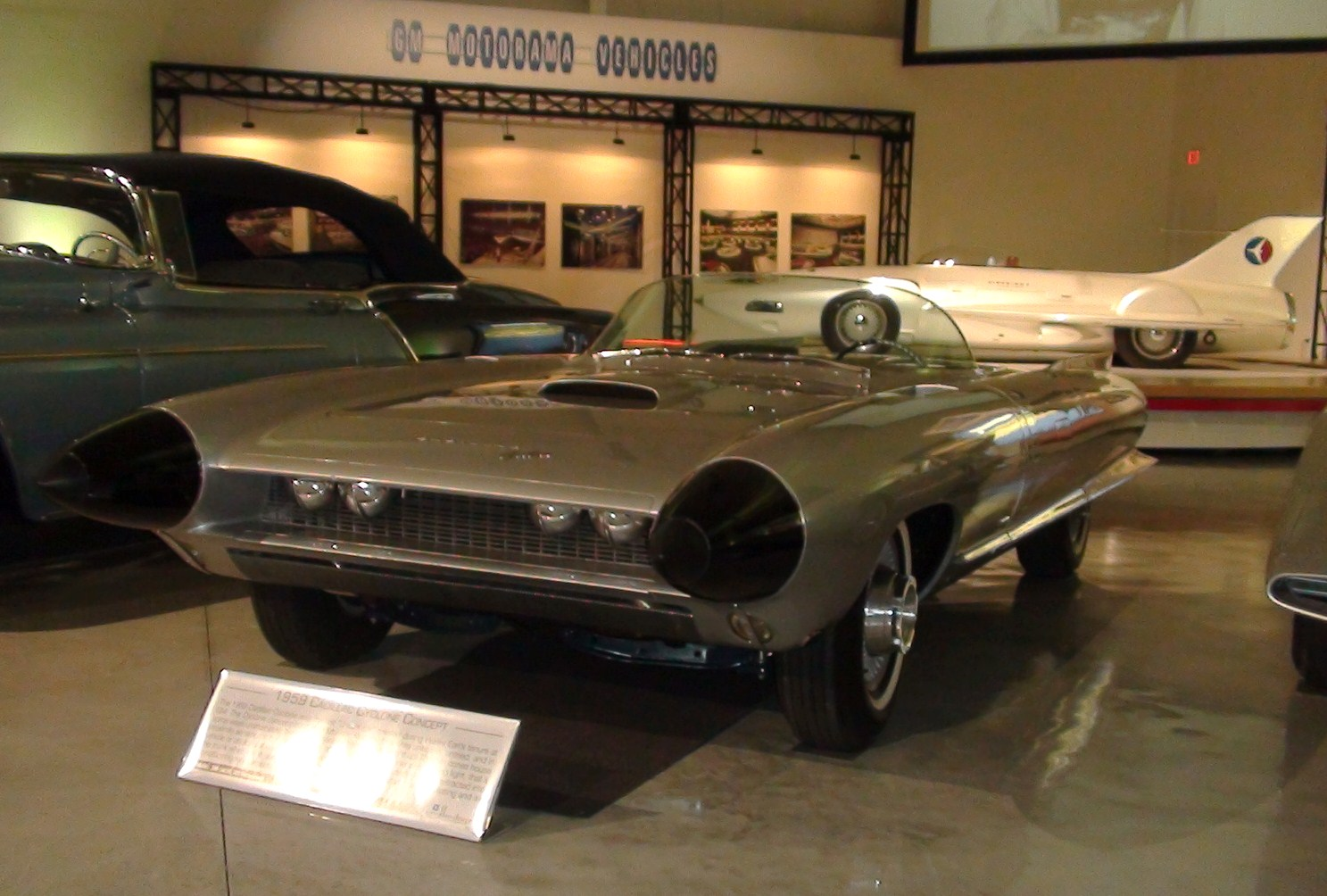
Cadillac Cyclone (1959)

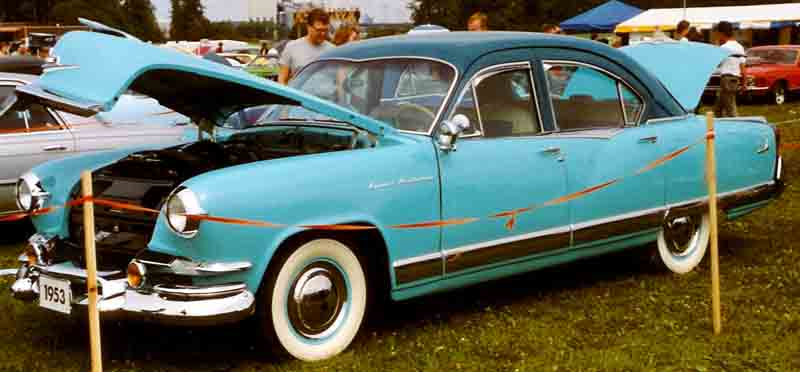
Автомобиль без отдельного объёма понтона, с объединёнными верхней линией понтона и поясной линией

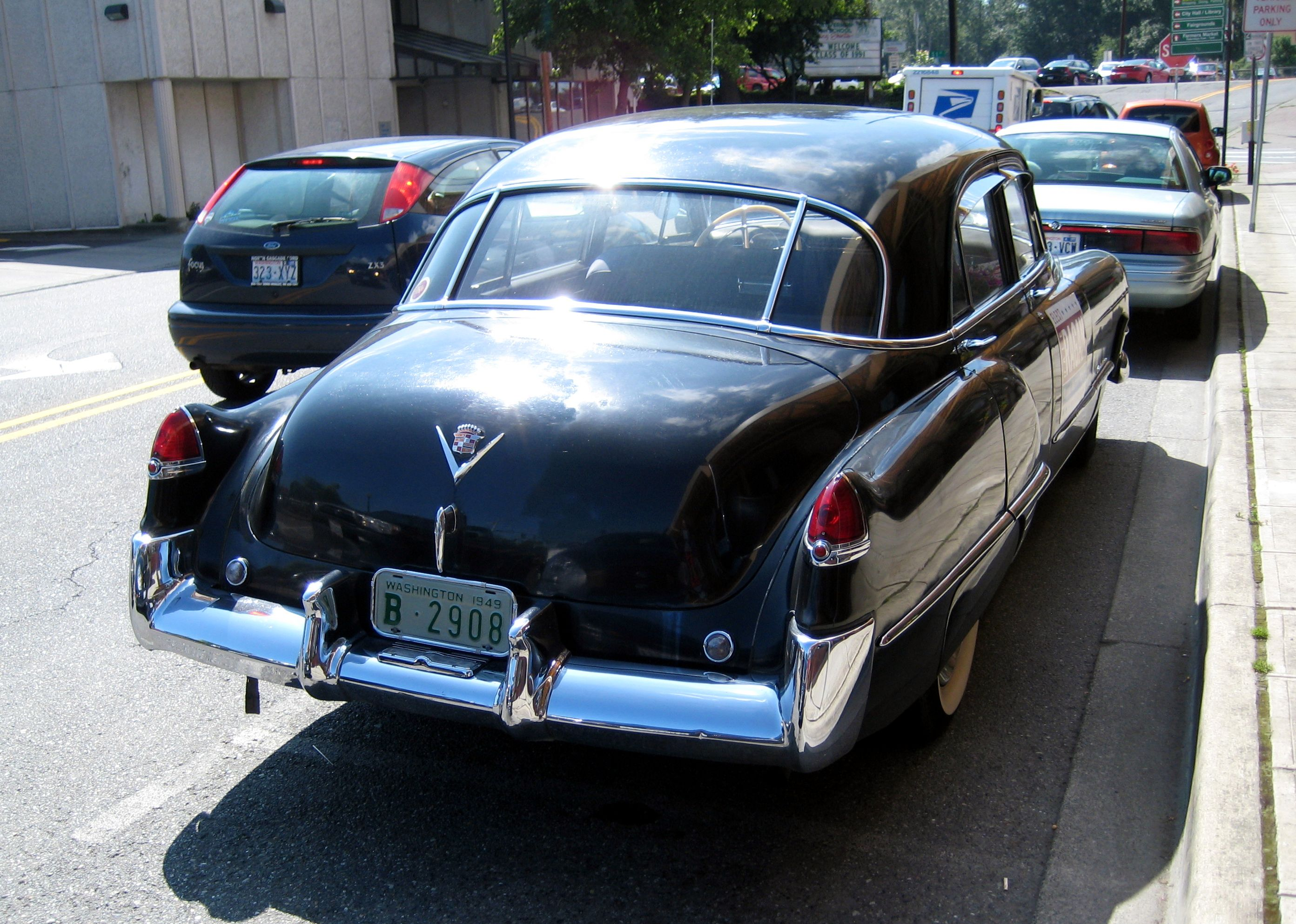
Маленькие плавнички на задних крыльях «Кадиллаков» 1948 года стали предвестниками грядущего «аэростиля», характерного для второй половины 1950-х

Изменяется оформление задней части кузова, где важным декоративным элементом становятся задние фонари. Одним из первых на них обратил внимание автор дизайна «Кадиллака» модели 1948 года Харли Эрл, который оформил задние фонари в виде небольших выступающих над крыльями плавничков, эта тема была подсказана конфигурацией хвостового оперения двухбалочного истребителя Lockheed P-38 «Lightning». Это оформление оказалось знаковым для всего десятилетия.

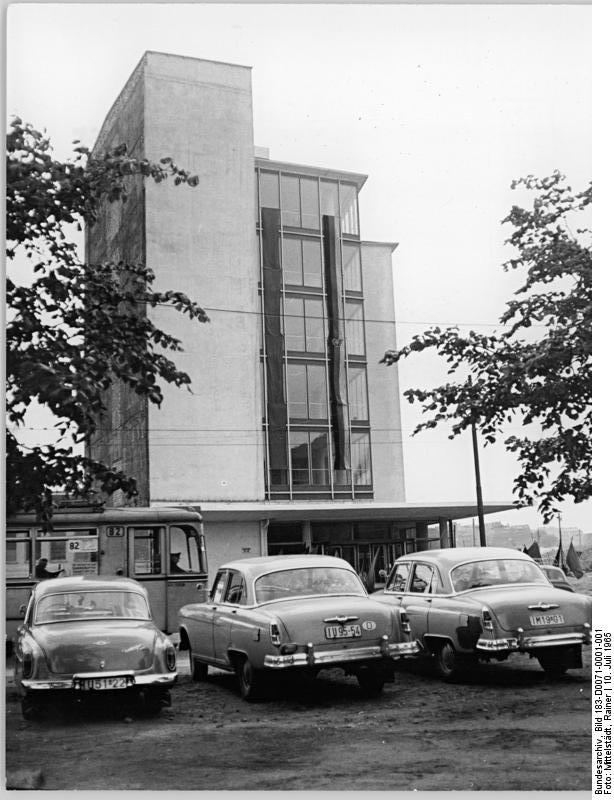
Автомобили 1950-х годов с характерными для эпохи вертикальными задними фонарями

Остальные производители пока не решались перейти на столь радикальный дизайн, и на первых порах плавнички стали фирменным отличительным элементом дизайна «Кадиллаков» (только «Виллис» на своих легковых моделях «Аэро» осмелился «посягнуть» на этот элемент дизайна «патриарха» американских автомобилей, практически в чистом виде скопировав «кадиллаковские» плавнички, — что, однако, не спасло его от ухода с рынка легковушек уже в середине пятидесятых). Тем не менее, этот пример навёл дизайнеров на важность тщательной художественной проработки задней части автомобиля. Наиболее распространёнными в эту эпоху оказались вертикальные задние фонари, дополнительным плюсом которых была возможность максимально расширить крышку багажника, что увеличило удобство его использования.

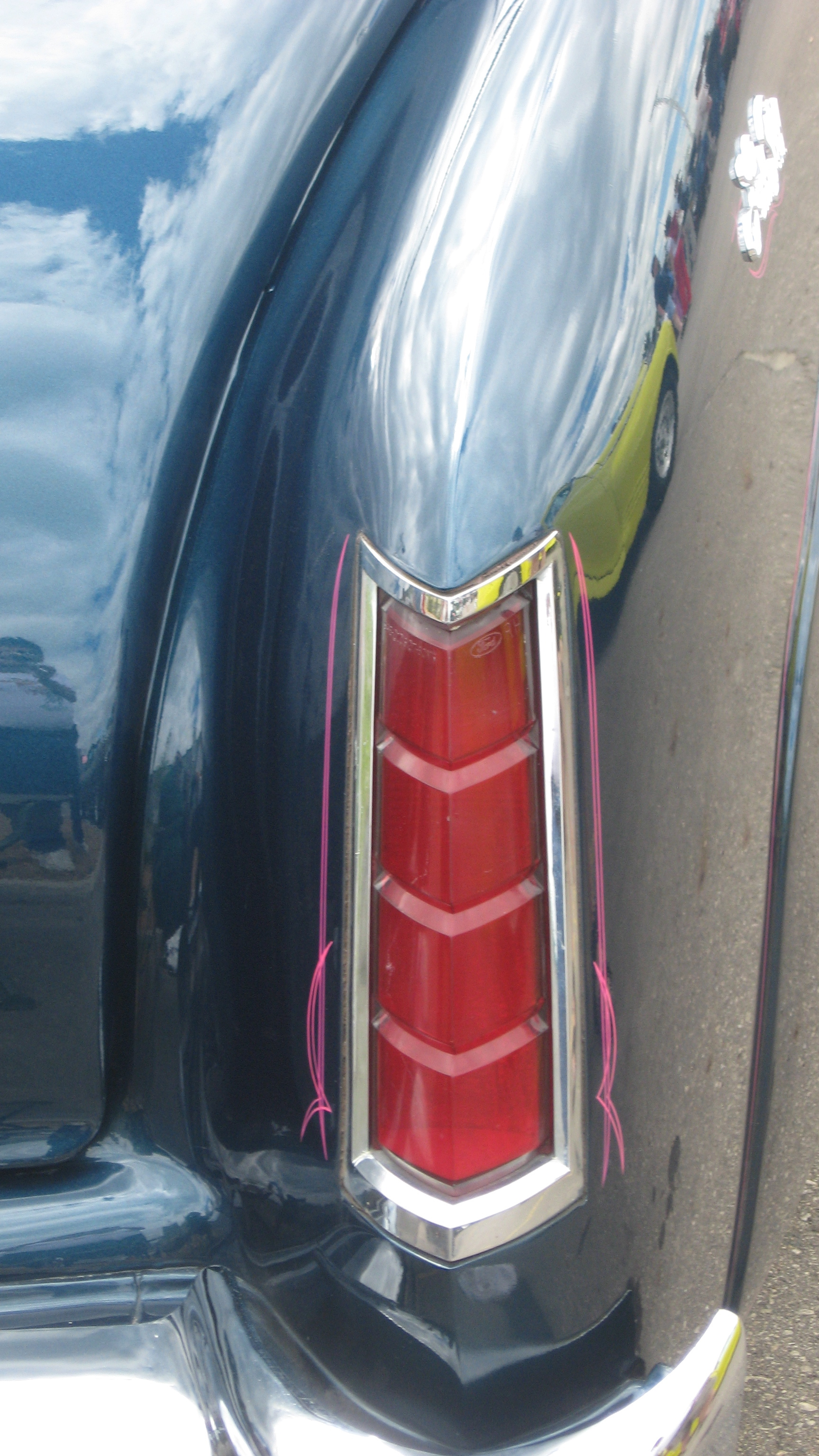

Теперь скруглённое, сигарообразное в верхней части крыло начиналось круглой фарой, расположение которой становилось с годами всё более и более рельефным, а декоративный ободок — шире и сложнее оформленным, — плавно переходило в боковину, и заканчивалось большим задним фонарём. Круглая фара определяла форму верхней части крыла. Форма кузовов автомобилей всё больше усложнялась. Повсеместно для изготовления крупных кузовных панелей получил распространение метод глубокой вытяжки. Кузовные панели сложной формы, например передние крылья, иногда сваривали точечной сваркой из трёх и более отдельных штамповок.
Важным изменения было подвергнуто остекление кабины: переднее и заднее стёкла стали цельными и гнутыми, а на отдельных моделях — панорамными, то есть, загибающимися на боковину кузова. Это форма остекления была позаимствована из авиации. Панорамное стекло плавно заходит на боковину кабины, обеспечивая хорошую обтекаемость и прекрасный обзор с места водителя, что улучшает комфорт и является важным условием безопасности. Но у панорамного стекла есть и недостатки: оно сильно бликует и искажает картинку, лобовая стойка имеет изогнутую форму и оказывается недостаточно жёсткой при столкновении или опрокидывании автомобиля, удорожает производство, уменьшается ширина дверного проёма. Несмотря на недостатки, применение панорамного стекла следует считать целесообразным на быстроходных дорогих легковых автомобилях. Однако, период его распространения оказался сравнительно короток.

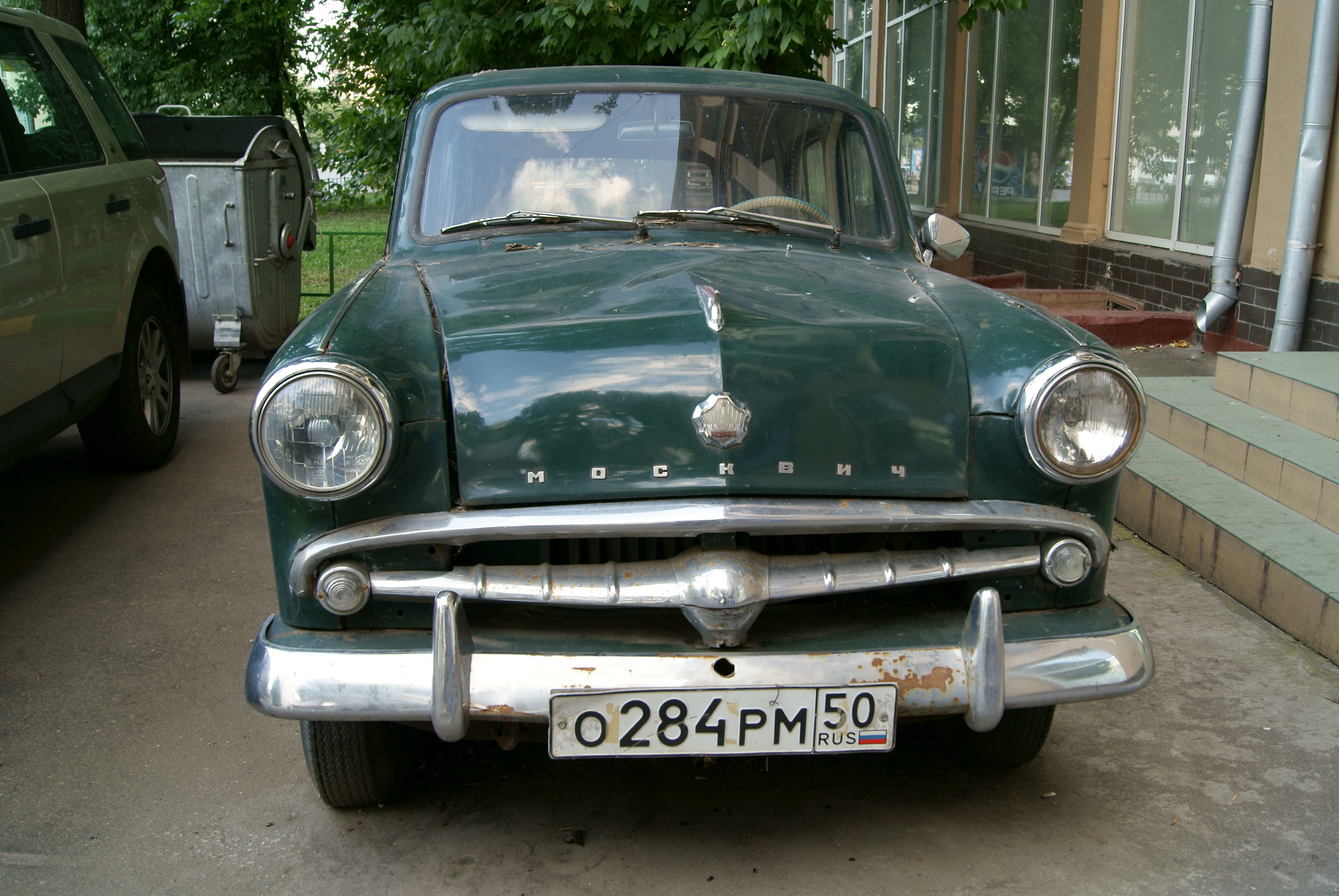
Типичный для первой половины 1950-х вариант облицовки радиатора с горизонтальным брусом

Вытянутая, горизонтальная решётка радиатора состояла из небольшого числа крупных «дутых» элементов, в отличие от популярной в сороковые годы решётки из большого числа мелких горизонтальных деталей. Верхом этой тенденции стала решётка радиатора из единственного горизонтального бруса, широко распространённая в те годы. Посередине бруса часто устанавливали так называемую «пулю» — обтекаемое тело вращения, иногда стилизованное под воздухозаборник. Встречались и иные варианты, например, на советской «Волге» вместо «пули» на брусе облицовки радиатора была установлена пятиконечная звезда.
В пятидесятые годы (ближе к середине десятилетия) достижения в области химии позволили значительно увеличить гамму используемых для окраски кузовов цветов. Если ранее основными цветами были чёрный, светло-серый, тёмные синий и зелёный, реже — бежевый, голубой, вишнёво-красный, а в сороковые годы и начале пятидесятых вообще были популярны пастельные, приглушённые тона — оливковый, голубой, салатовый, «морской волны» — то теперь появляются и сразу входят в моду яркие, сочные красители — огненно-красный, ярко-жёлтый, оранжевый, и так далее. На дорогих американских автомобилях получают распространение металлизированные краски. В первое время яркие изначально краски быстро выгорали на солнце, становились тусклыми и блёклыми, но позднее, ближе к шестидесятым годам, с появлением новых лакокрасочных материалов значительно повышается и стойкость красителей.
Впервые с середины тридцатых входят в моду двухцветные окраски с сочетаниями двух тонов одного цвета разной интенсивности (пример — тёмно-синий и голубой) или контрастными сочетаниями (например, чёрный с жёлтым, красный с белым). Если в  1920-е и 1930-е годы использование двух цветов было производственной необходимостью — крылья, крепившиеся к раме автомобиля, окрашивали вместе с ней в чёрный цвет, чтобы ускорить сборку на конвейере, устранив необходимость подбора шасси под цвет кузова — то теперь это был чисто косметический приём, позволяющий за счёт визуального разбиения кузова заставить его выглядеть более низким, приземистым и вытянутым в длину, в соответствии со вкусом публики тех лет.
Пятидесятые годы отмечены значительным изменением и концепции оформления салона. Вообще, проработке интерьера в эти годы стали уделять намного больше внимания. Дело в том, что увеличившаяся площадь остекления делала детали салона намного более заметными для внешнего наблюдателя, как бы превращала его в составной элемент внешнего облика автомобиля.

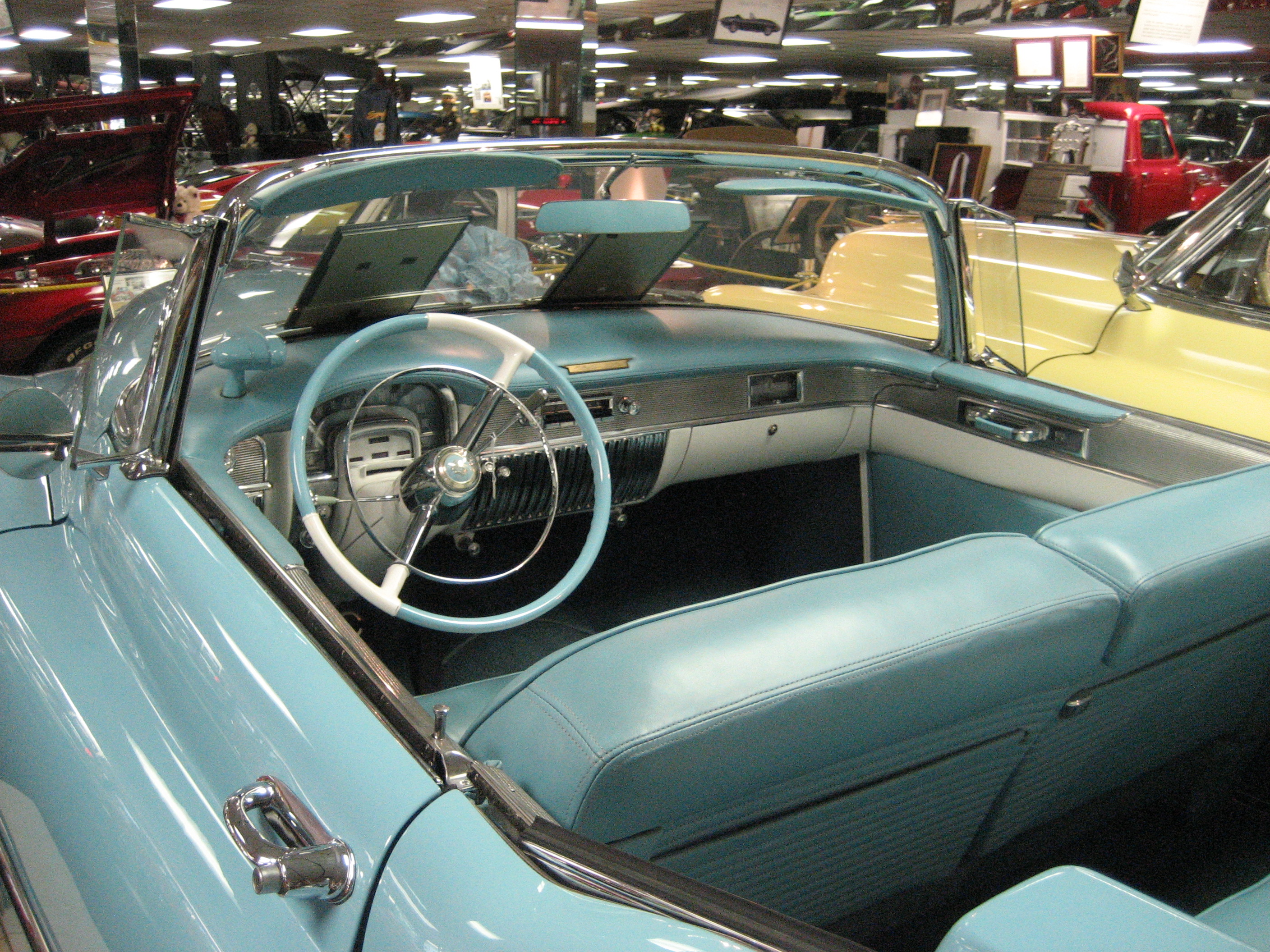
Интерьер «Кадиллака» 1953 года был по тем временам верхом роскоши

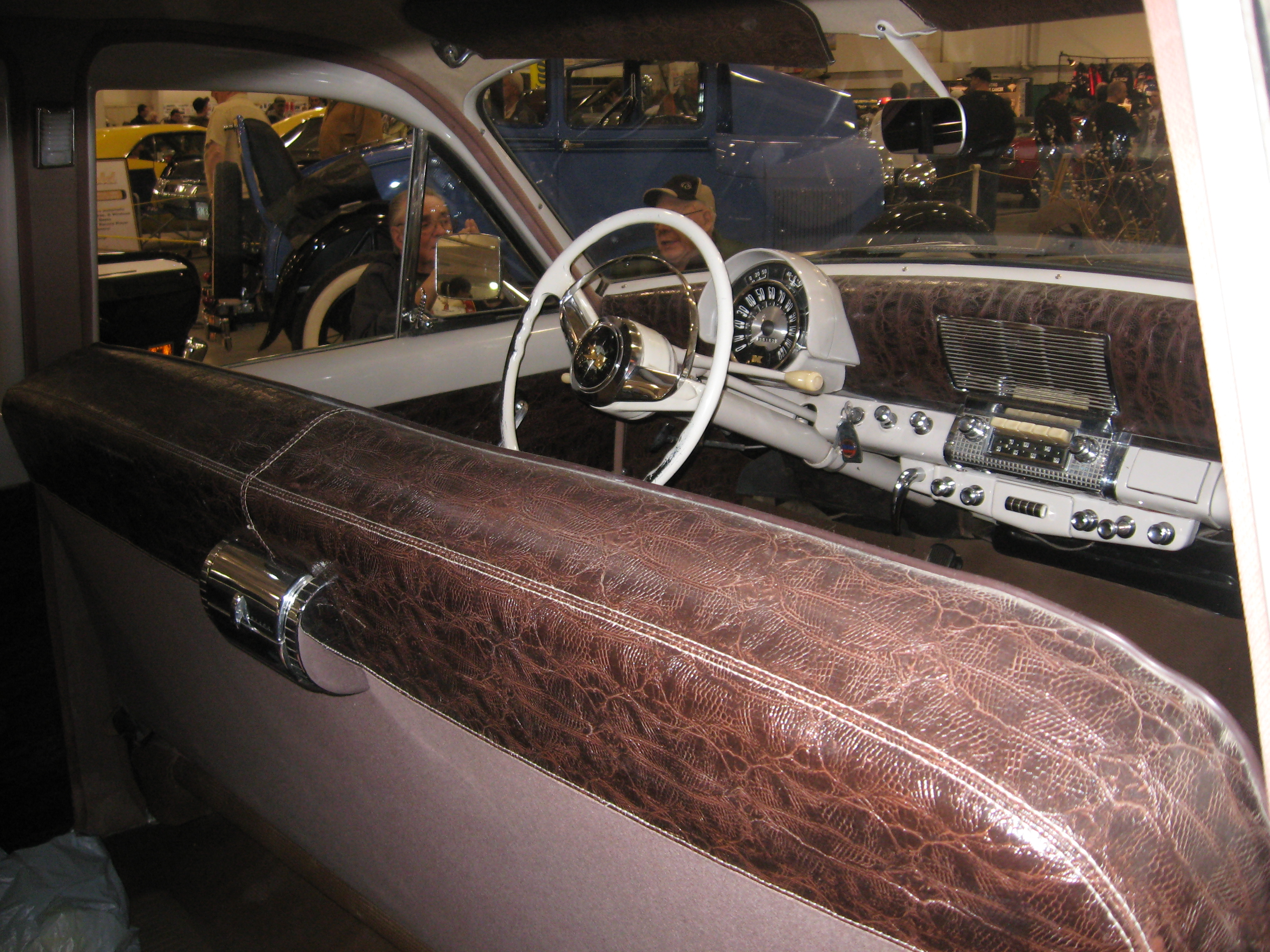
Интерьер Kaiser Custom 1953 года. Сложная архитектура панели приборов, отделка кожзаменителем

До этого в течение десятилетий для отделки интерьера автомобиля применяли материалы — преимущественно шерстяные ткани, или кожу — приглушённых цветов: серого, бежевого, коричневого, светло-зелёного и так далее, а также — дерево, или, на недорогих автомобилях и деталях, которые невозможно выполнить деревянными по соображениям технологии, имитации под него — как правило, окрашенный по специальной технологии металл.

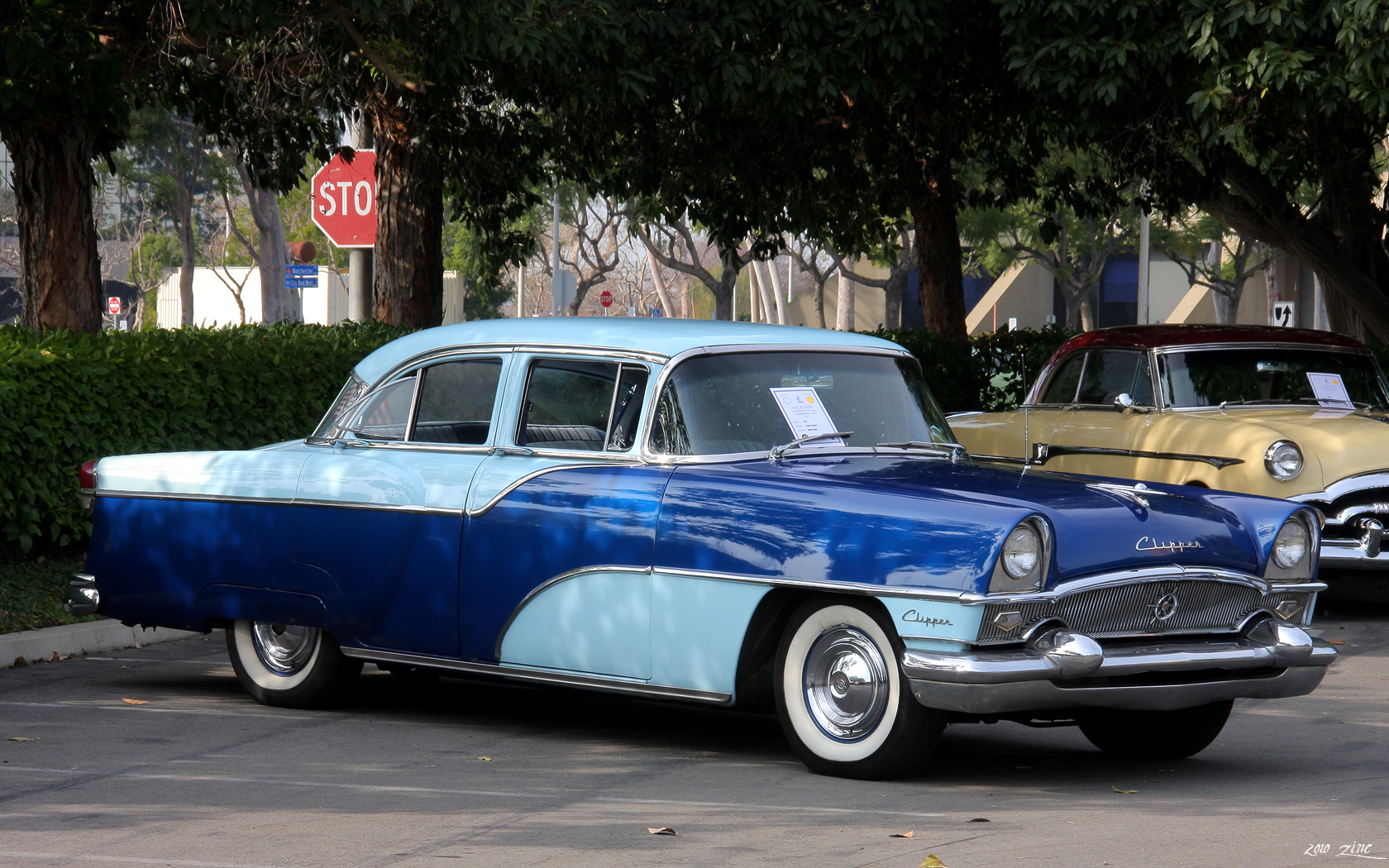
Пример двухцветной окраски автомобиля середины 1950-х годов. Никогда за всю послевоенную эпоху увлечение двух- и даже трёхцветными схемами окраски не было столь массовым, как в пятидесятых

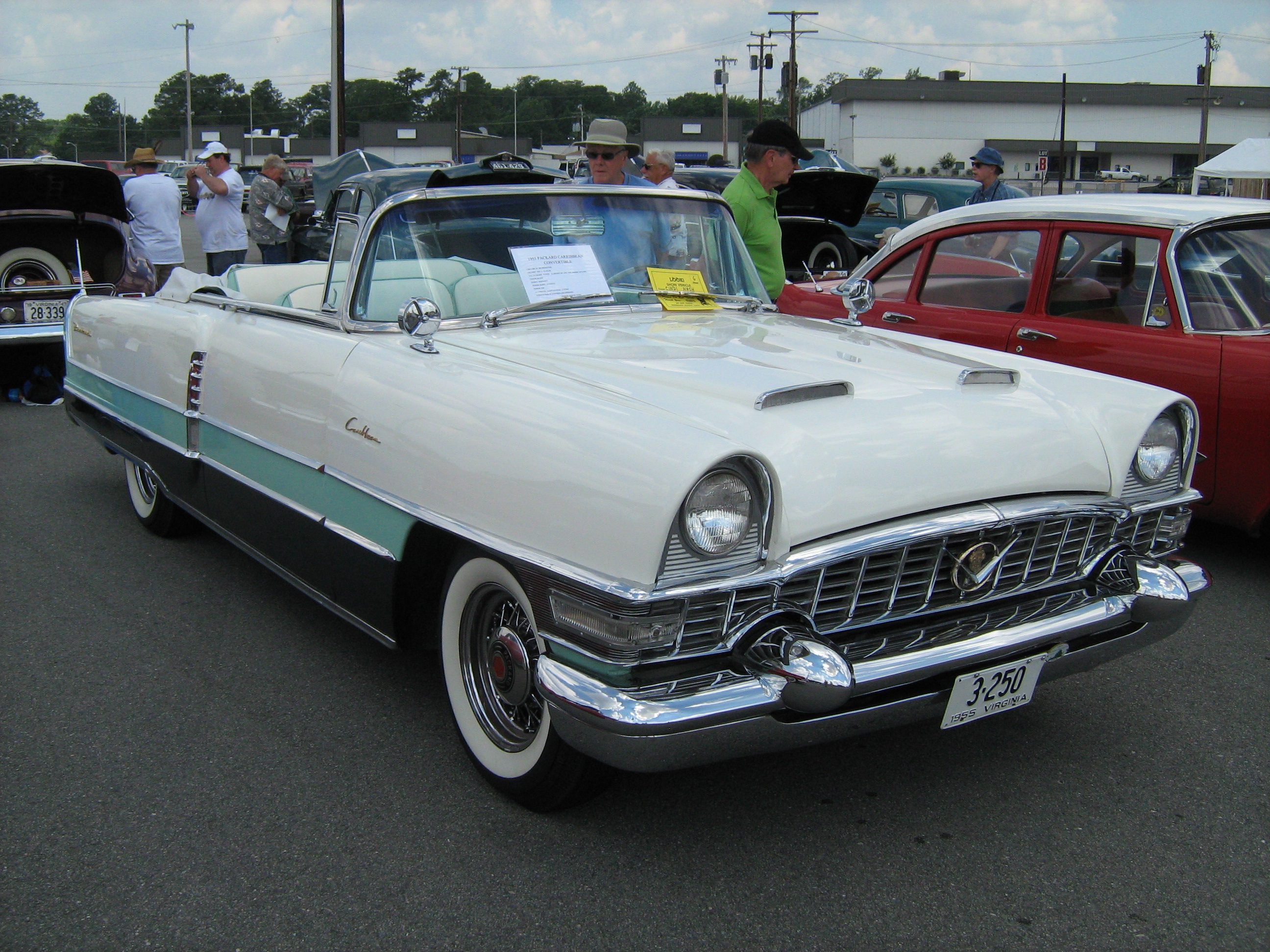
Пример заводской трёхцветной окраски

В пятидесятые дерево в салоне полностью выходит из моды, во всяком случае в Америке. Зато набирает популярность отделка салона под цвет кузова с контрастными вставками, с широким использованием винила, пластмасс, нержавеющей стали, полированного алюминия, синтетических тканей и других современных, на тот момент, искусственных материалов.
Усложняется форма элементов интерьера. Панель приборов, следуя изменению формы лобового стекла от плоского из двух половин до гнутого и панорамного, из плоской становится выпуклой и со временем получает всё более и более сложную архитектуру. Важным элементом дизайна становится спидометр, который выполняют крупным и с самым разнообразным дизайном, кроме пожалуй ставшей очень редкой традиционной круглой шкалы.
На большинстве автомобилей к этому времени отопитель становится штатным оборудованием, или хотя бы доступен в одной из вариантов комплектации. На самых дорогих автомобилях, вроде «Кадиллаков», появляется такая роскошь (по тем временам), как регулируемые дефлекторы вентиляции салона на панели приборов, позволяющие направлять поток подающегося в салон воздуха. Такие автомобили в те времена уже могли иметь и кондиционер, однако стоимость его была сравнима с половиной цены недорого американского семейного седана, а сама охладительная установка занимала значительную часть не только подкапотного пространства, но и багажника, так что массовой популярностью эта опция ещё не пользовалась.
Повсеместно распространяются передние сиденья, регулируемые по длине, иногда — по наклону спинки, очень редко и только на очень дорогих машинах — по высоте. Все эти регулировки уже могли оснащаться сервоприводами, разумеется — опять же, только на самых дорогих автомобилях. В Европе уже получают распространение раздельные передние сиденья, в США же по-прежнему отдают предпочтение цельным диванам.
Список дополнительного оборудования быстро растёт — если в конце сороковых годов автомобиль с отопителем и радиоприёмником уже считался весьма неплохо укомплектованным, то середине следующего десятилетия в США покупателям дорогих автомобилей уже были хорошо известны такие опции, как усилители тормозов и рулевого привода, автоматические подъёмники стёкол (пока ещё — в основном гидравлические), электрическая регулировка переднего дивана, и так далее.
Серьёзные изменения происходили и в агрегатной части — впервые со второй половины тридцатых годов.
Именно на начало пятидесятых годов пришёлся массовый переход на верхнее расположение клапанов, что позволило существенно поднять мощность двигателей. Например, американский «Форд» полностью перешёл на верхнеклапанные двигатели после 1953 модельного года.

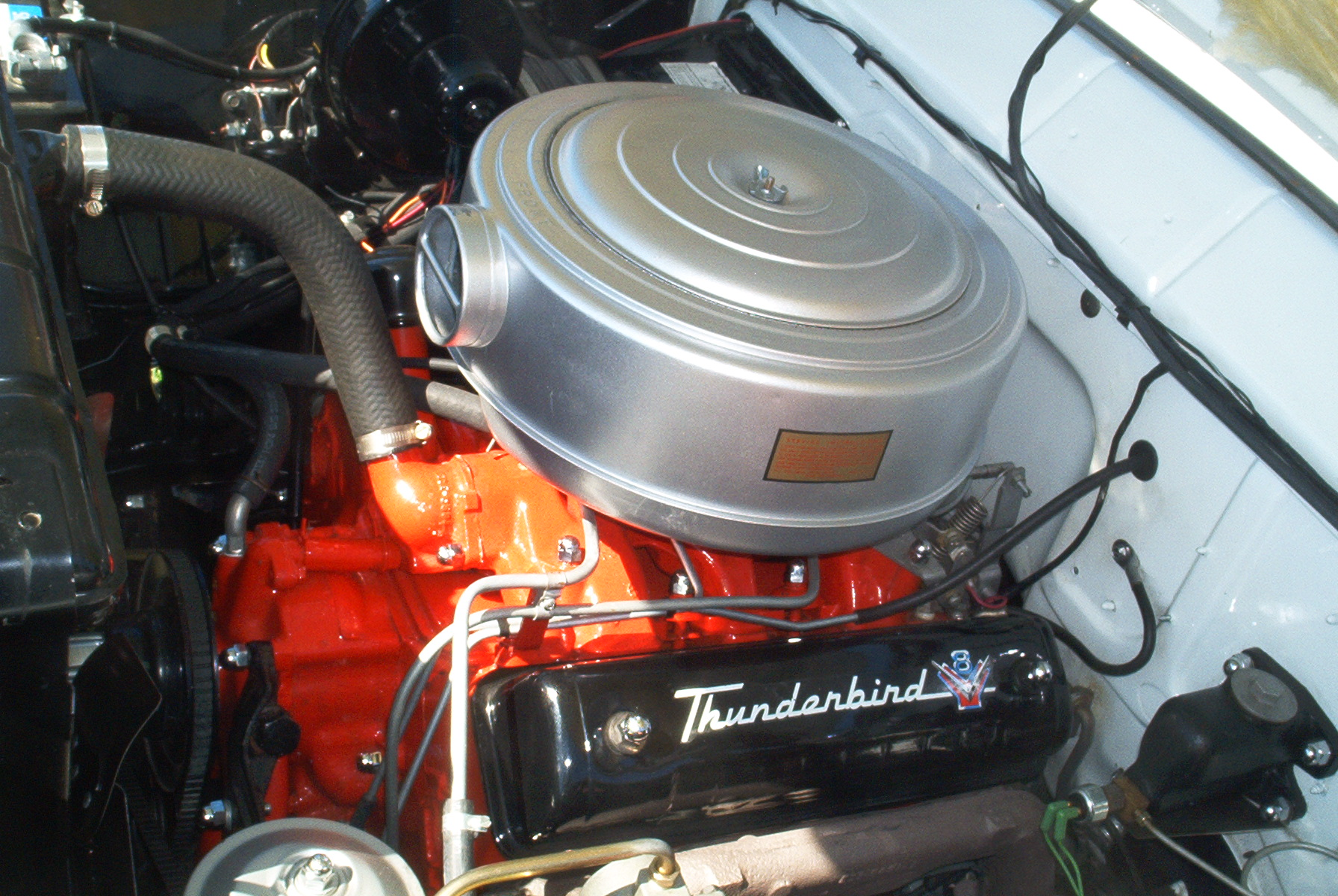
Двигатель Ford Y-Block V8. 1955 год. 292 куб. дюйма (4,8 л), 205 л. с.

В Америке многие автомобили в пятидесятых имели V—образный восьмицилиндровый двигатель, но основным пока ещё оставался рядный шестицилиндровый. Рядные восьмёрки практически вымерли, двигатели с числом цилиндров более восьми больше не встречались. Мощность шестицилиндровых двигателей составляла 90—150 л. с. при рабочем объёме порядка 3,5—5 литров, восьмицилиндровых — до 200—250 при объёме до 6—7 литров. Причём, каждый год мощность двигателей немного росла.
Важным нововведением стало появление серийных полностью автоматических трансмиссий. В Америке они получают массовое распространение на автомобилях всех классов, но пока ещё не вытесняют традиционные механические, особенно на недорогих моделях. К концу пятидесятых годов ими снабжалась примерно половина новых автомобилей в США.
В эти же годы происходит практически повсеместный переход на такие новшества, как гидравлический привод сцепления (вместо механического) и более удобные подвесные педали (вместо применявшихся ранее напольных). Некоторые автомобили (например, Oldsmobile) получают зависимые пружинные задние подвески вместо рессорных, но до их повсеместного распространения было ещё далеко. Зато получили практически повсеместное распространение гипоидные редукторы заднего моста. Это имело важные последствия для дизайна — гипоидный редуктор позволял расположить карданный вал существенно ниже, что позволило в свою очередь опустить пол в салоне и сделать кузов автомобиля ниже, приземистей.

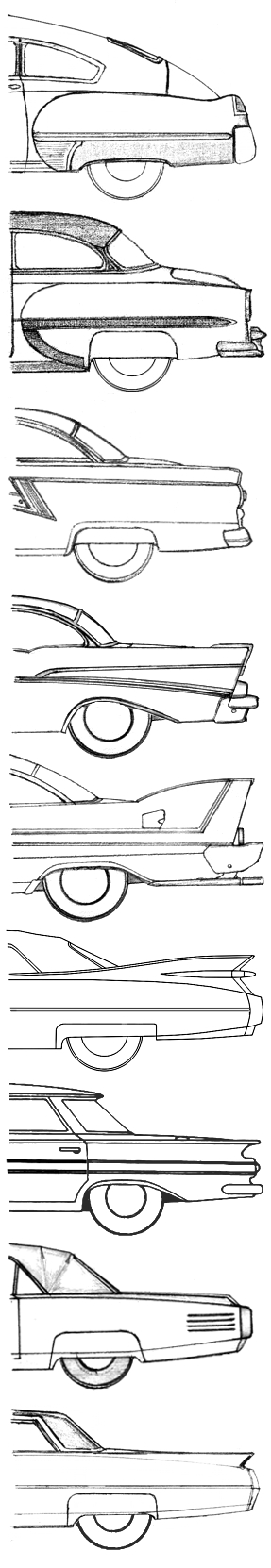
Эволюция хвостовых «плавников» — важного элемента дизайна 1950-х — начала 1960-х годов: 1949—1964 годы, автомобили североамериканского рынка

В США в 50-е годы был практически полностью прекращён выпуск маленьких автомобилей (их и до этого там выпускали очень немного). К этому времени американский легковой автомобиль начальной ценовой категории (типа «Форда», «Плимута» или «Шевроле») стал иметь длину 4,9 — 5,1 м, ширину около 1,8 — 2 м; мощность двигателя выросла до 100—150 л. с., а ближе к концу десятилетия — могла достигать и 200 л. с. Модели более высоких классов были ещё больше: 5,3 — 5,8 м в длину, более 2 м в ширину, с двигателем мощностью 200—300 и даже более л. с. Советские «Победа» и «Волга» ГАЗ-21 по американским меркам своих лет считалась маленькими автомобилями, как и европейские флагманские седаны вроде «Мерседес-Бенца» будущего S-класса.
Типичным европейским автомобилем, напротив, стала малолитражка класса «Москвича», с длиной кузова около 4 метров и шириной порядка полутора, соответствующая более скромной покупательной способности населения, — практичная, дешёвая в эксплуатации, маневренная на узких улицах европейских городов, но приемлемая в качестве семейного транспорта. Двигателем европейские машины оснащались относительно скромным, четырёх-, редко шестицилиндровым, даже на сравнительно крупных машинах как правило не более 2—2,5 литров рабочим объёмом и не мощнее 100 л. с.
В отличие от Америки, где господствовала «классическая» компоновка, в Европе начинают использовать заднемоторную, которая в случае небольшого и относительно малоскоростного автомобиля давала весомые преимущества — более просторный салон при тех же внешних габаритах, простота и дешевизна производства за счёт отсутствия карданного вала и объединения двигателя и трансмиссии в единый, устанавливаемый за одну технологическую операцию, блок, лучшая динамика и проходимость при той же мощности мотора за счёт хорошей загрузки задней оси. Для тех лет заднемоторные автомобили были прогрессивны, они имели такие конструктивные новшества, как независимая подвеска всех колёс — в те годы большая редкость на «обычных» машинах. Распространение заднемоторных автомобилей находит своё отражение в стиле, сложились специфические черты дизайна, присущие таким автомобилям: отсутствие решётки радиатора спереди, смещённый вперёд пассажирский салон, длинный задний свес, так или иначе оформленные воздухозаборники сзади, и так далее. Именно заднемоторной компоновке во многом обязана своим появленим получившая впоследствии широкое распространение «клиновидная» форма кузова, изначально использованная на приземистых заднемоторных спорткупе для обеспечения возможности размещения двигателя сзади.
Получают определённое распространение в Европе и переднеприводные автомобили (первые из них стали серийными ещё в тридцатые годы), пока ещё редкие и воспринимаемые едва ли не как экзотика.
Мотоколяски на базе агрегатов мотоциклов и микроавтомобили с упрощённой конструкцией, типа Fiat 500, Citroen 2CV, Goggomobile и так далее, пережили недолгий всплеск популярности в пятидесятые. Однако со временем мотоколяски практически исчезли, а микроавтомобили заняли на рынке свою, чётко очерченную нишу.

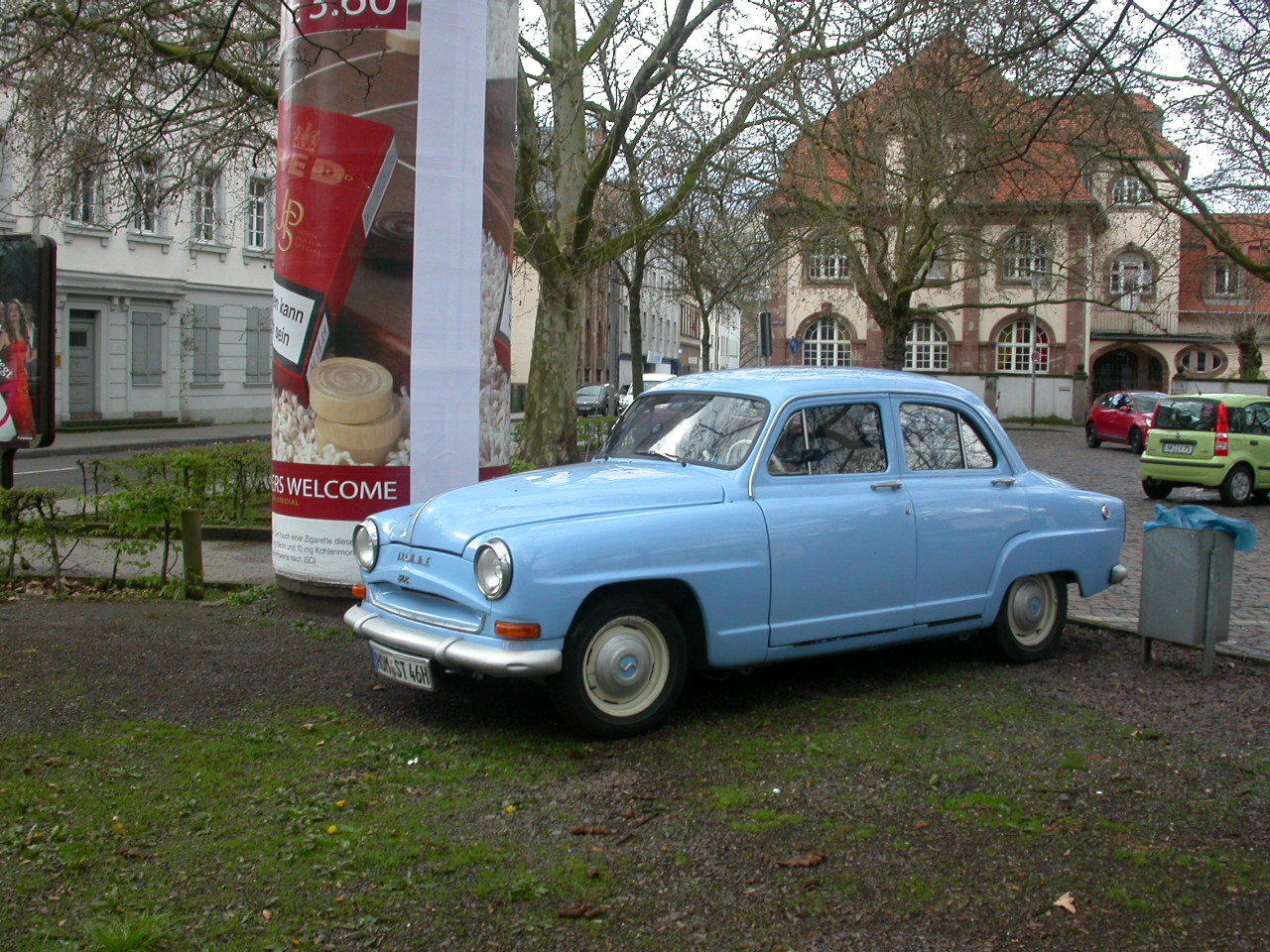
Типовая европейская малолитражка пятидесятых годов

Появляются и более крупные европейские модели. В конце сороковых — начале пятидесятых годов возобновили выпуск больших автомобилей немецкие производители с давней историей — Mercedes-Benz и BMW, последняя фирма — пока без особого успеха. Большого успеха добились Opel и европейские филиалы «Форда», работая при финансовой поддержке американских концернов (GM и Ford Motor Company, соответственно) и использовав готовые американские рецепты в области дизайна и технологий. Традиционно большие, роскошные автомобили выпускал и целый ряд фирм Великобритании — Humber, Daimler Motor Company, Vanden Plas, Rolls-Royce и другие.
Тем не менее, лицо европейского автостроения этого десятилетия определяли всё же «малолитражки».

### Вторая половина пятидесятых
Между тем, в США к середине пятидесятых годов назревали существенные изменения в дизайне автомобилей.
Вообще, вся вторая половина пятидесятых, как и отчасти самое начало шестидесятых — это период поиска новой формы автомобиля. В Америке стиль менялся в этот период ежегодно, и конкретные дизайнерские решения, как правило, не задерживались на конвейере надолго.
Эти годы стали периодом интенсивного развития дорожной сети, когда большая часть мира «оделась» в бетон и асфальт. В 1956 году в Америке была основана система скоростных межштатных автомагистралей (Interstate Highways), вдохновлённая «Великим Планом» («Grand Plan») Дуайта Эйзенхауэра и по сути копировавшая германскую систему автобанов. Эта дорожная система, в своё время считавшаяся «крупнейшим общественным проектом со времён постройки пирамид», обеспечила быстрое и удобное автомобильное сообщение между различными регионами страны: путь с Восточного побережья на Западное занимал теперь всего пять дней (в 1919 году на него требовалось два месяца).
Покупатели стали обращать большое внимание на скоростные возможности автомобиля. Поэтому дизайнеры старались через внешнюю форму машины выразить её высокие динамические качества. Не случайно, что именно в эти годы в Америке появились первые массовые модели со спортивным имиджем, такие, как Chevrolet Corvette или Ford Thunderbird. Их стилистические решения оказали сильное влияние на дизайн простых серийных автомобилей, сделав его намного более смелым и динамичным, чем в предшествующую эпоху.

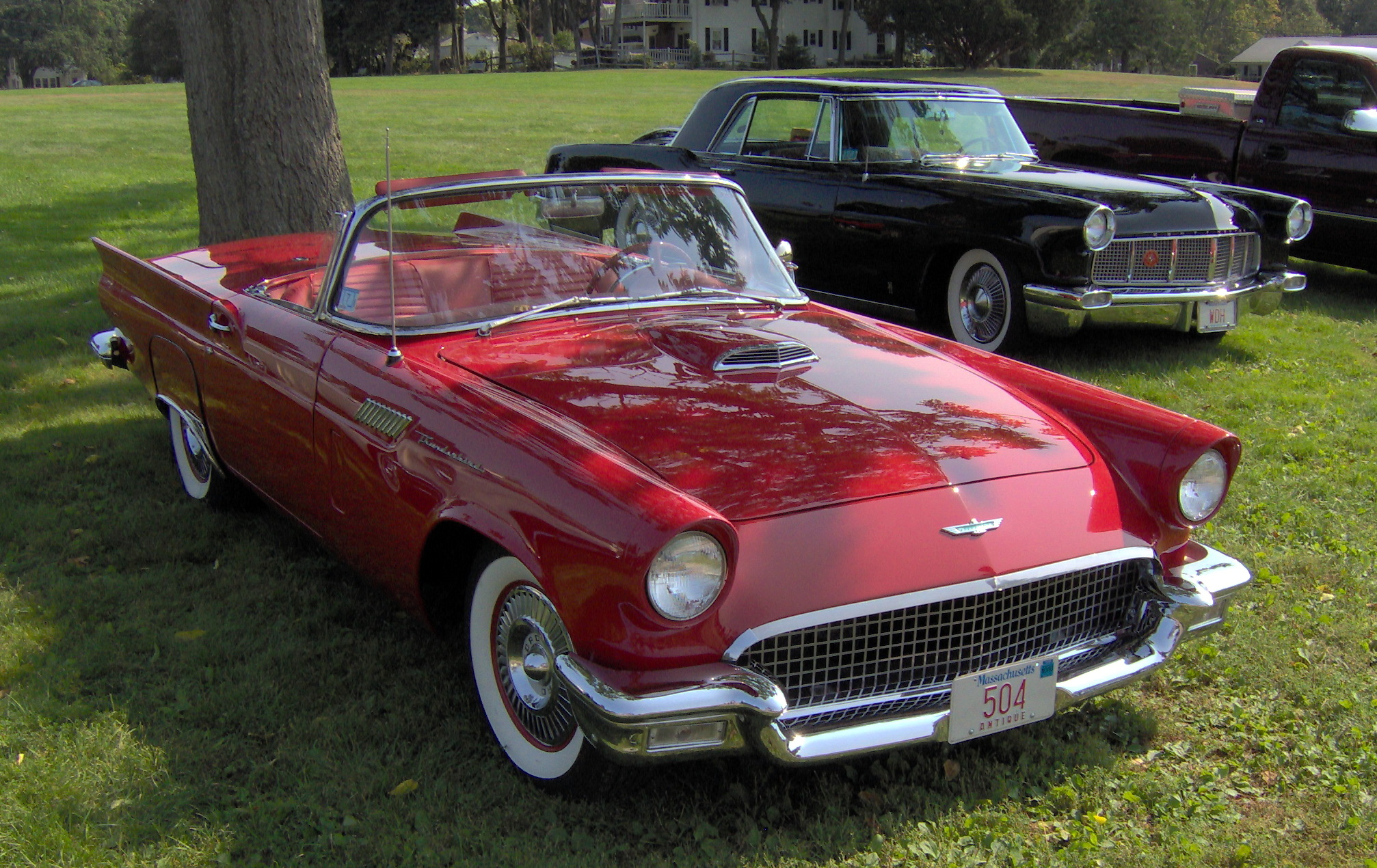
Ford Thunderbird и Lincoln Continental Mark II — две модели компании «Форд», представленные в середине 1950-х годов и впоследствии оказавшие огромное влияние на дизайн автомобилей этой марки

В результате перед художниками-конструкторами этого времени встала достаточно сложная задача: придать визуальный динамизм всё ещё довольно высоким, по соображениям наиболее удобного расположения пассажиров, массовым автомобилям того времени. Для этого были изобретены специальные приёмы дизайна, позволяющие при сохранении основных габаритных размеров «растянуть» автомобиль внешне, заставить его выглядеть более массивно и, вместе с тем, изящно.
Стремясь улучшить форму кузова, дизайнеры стали ограничивать его обводы более плавным образующими линиями, вписывать в среднюю часть тела́ плавного обтекания, где кривые более пологи, а концы кривых — сначала закруглять, а позднее просто резко обрывать. Чем плавнее кривая, тем более динамичной она кажется, ещё стремительнее выглядит прямая линия — «быстрая, как стрела». Соответственно, начинается отход от популярных в первой половине десятилетия округлых, «лепных» форм. Несмотря на угловатость, длинный, почти прямоугольных очертаний на виде сбоку автомобиль создавал сильное зрительное впечатление скорости, усиленное за счёт с каждым годом всё более высоких хвостовых «килей», придающих кузову на виде сбоку лёгкую клиновидность.

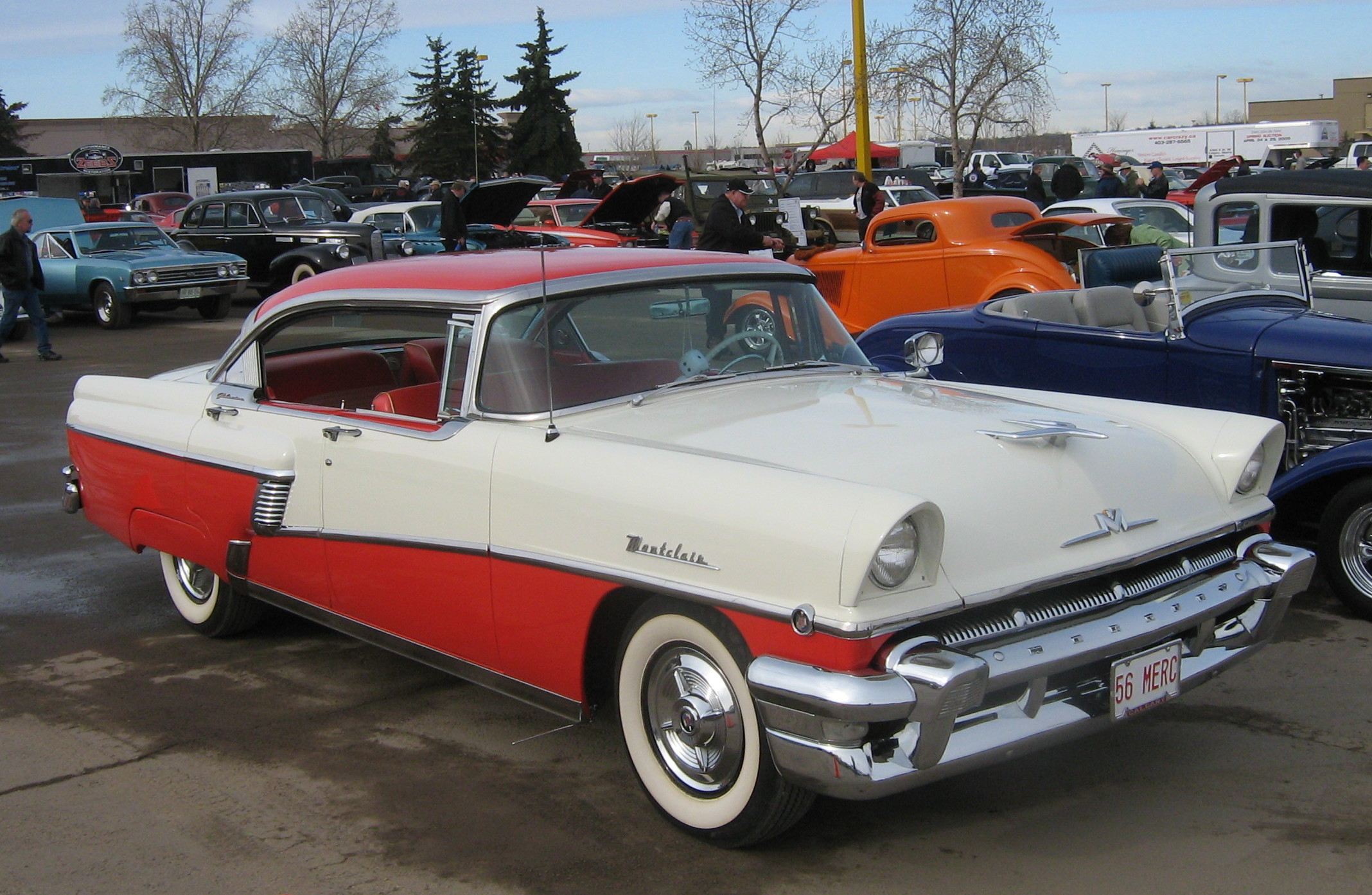
Американский автомобиль середины 1950-х (марка «Меркури», принадлежащая Ford Motor Company)

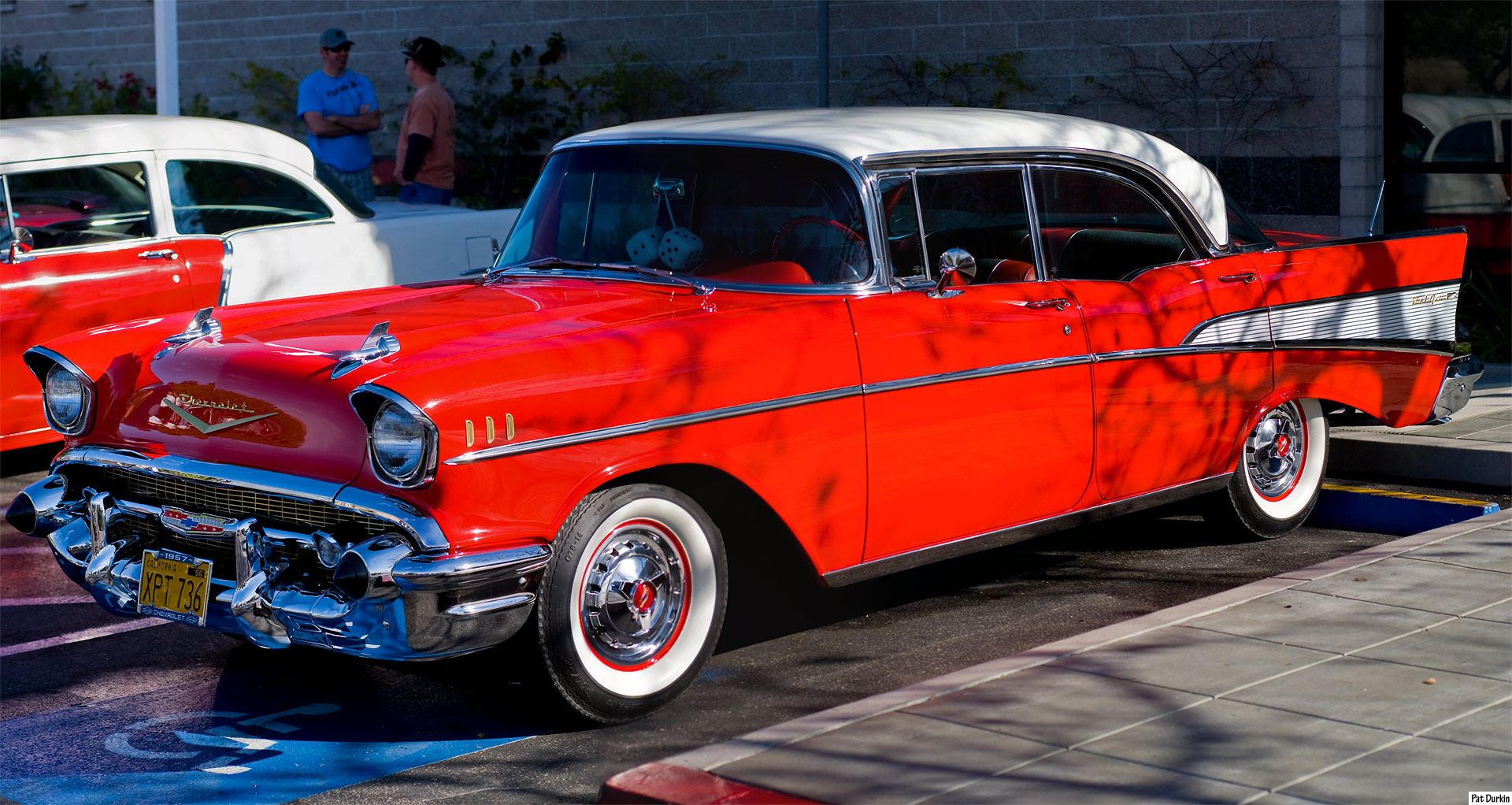
«Шевроле» 1957 года принадлежал к сравнительно недорогим и небольшим автомобилям, при этом имея сложный дизайн с большим количеством блестящей отделки, и оснащался преимущественно двигателями V8…

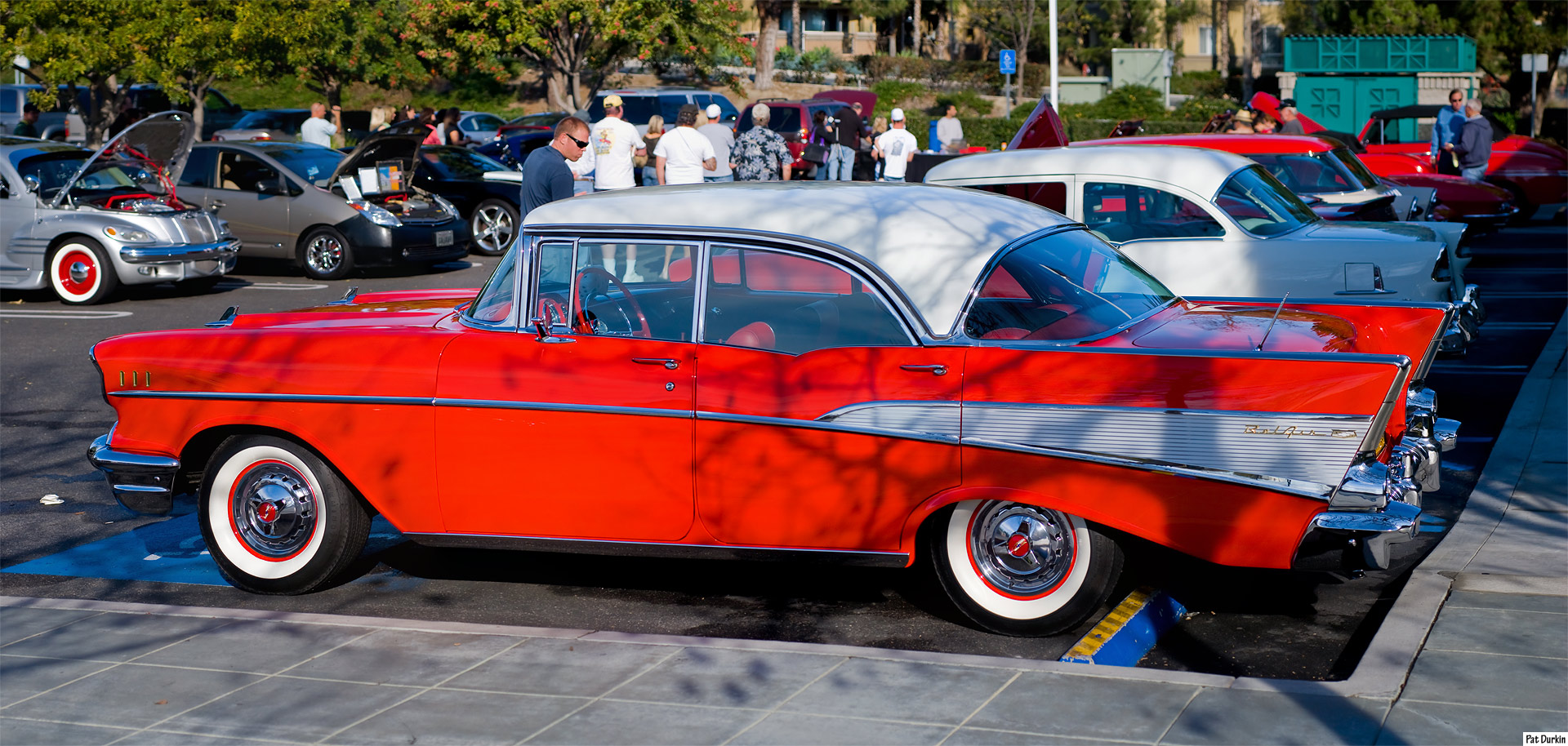
…именно так большая часть американцев тех лет и представляла себе настоящий американский автомобиль

Именно в этом направлении стал развиваться американский стиль в эти годы. Выразилось это в первую очередь в использовании на боковой проекции преимущественно прямых или очень плавно закругляющихся горизонтальных линий. Окончательно формируется единая линия, соединяющая верхнюю точку ободка фары — через поясную линию — с верхней точкой заднего фонаря. Эту линию начинают выполнять практически прямой, без сильного изгиба, и часто подчёркивают длинным блестящим молдингом. В задней части эта линия поднимается выше поясной, формируя острые плавники — пока ещё небольшие по размеру. Дизайнеры, желая визуально «растянуть» автомобиль, начинают добавлять козырьки над фарами и задними фонарями. В 1957 году на автомобилях Imperial появились гнутые боковые стёкла, что позволило не только слегка увеличить ширину салона на уровне плеч, но и сделать внешность автомобиля более цельной за счёт выгнутой формы рамок дверных стёкол, лучше вписывающихся в имеющую выпуклое сечение боковину.
Высота кузовов повсеместно снижается с ~1600 до порядка 1500—1550 мм — на фоне повсеместного же увеличения длины. Учитывая, что длина среднего американского автомобиля к тому времени давно перевалила за 5 метров, кузов такой высоты, да ещё и при почти двухметровой ширине, сам по себе выглядел весьма приземистым. Тем не менее, для того, чтобы заставить автомобили выглядеть ещё ниже, чем они были на самом деле, вводятся всевозможные горизонтальные молдинги и длинные выштамповки на боковине, а также двух- и даже трёхцветные схемы окраски, визуально «вытягивавшие» автомобиль в длину посредством разбивания его кузова по высоте на несколько «этажей», имеющих различную окраску. Особенно злоупотребляли этими приёмами фирмы, отстававшие в обновлении модельного ряда от лидеров рынка, и вынужденные подвергать очередному рестайлингу свои старые, довольно высокие кузова.
Облицовка радиатора становится всё шире и массивнее, «заходит» под фары, пока не сравнивается по ширине с кузовом в целом и практически сливается с передним бампером, также исключительно массивным, что дополнительно подчёркивало и без того немалую ширину. Вместо горизонтальных брусьев облицовки передка в эти годы начинают применять клетчатые решётки радиатора. Одновременно капот разглаживается ещё больше и практически сливается с линией крыльев — за её пределы теперь выступают лишь фары с окружающими их ободками или козырьками. Панорамное остекление на американских автомобилях распространяется в 1955 модельном году повсеместно, причём стойки лобового стекла могут как быть вертикальными или слегка заваленными назад, так и иметь обратный наклон.
Вместе всё это было призвано создать образ длинного, приземистого, широкого и быстроходного автомобиля.
Именно в середине пятидесятых годов достигла своего пика тенденция использования авиационных мотивов в стайлинге. Машины этого периода зачастую напрямую копировали элементы внешнего облика авиационной техники, как правило — боевых истребителей. Считается, что плавники своего «Кадиллака» модели 1948 года Харли Эрл «срисовал» с двухбалочного винтомоторного истребителя P-38 Lightning. В пятидесятые же годы наиболее совершенными крылатыми машинами были реактивные истребители периода Корейской войны, такие, как F-86 Sabre. Именно их черты активно использовались в автомобильном дизайне тех лет, что можно проследить на примере показанного на иллюстрации «Плимута» 1955—1956 модельных годов, названный в рекламе «аэродинамическим» стайлинг которого включал имитирующие воздухозаборники козырьки над фарами, плавно выгнутую вверх линию боковины кузова, недвусмысленно намекающую на сигарообразный фюзеляж, крышу с панорамным остеклением, стилизованную под фонарь кабины пилота, хвостовые «кили», колпаки колёс с узором в виде лопаток турбины, и так далее.

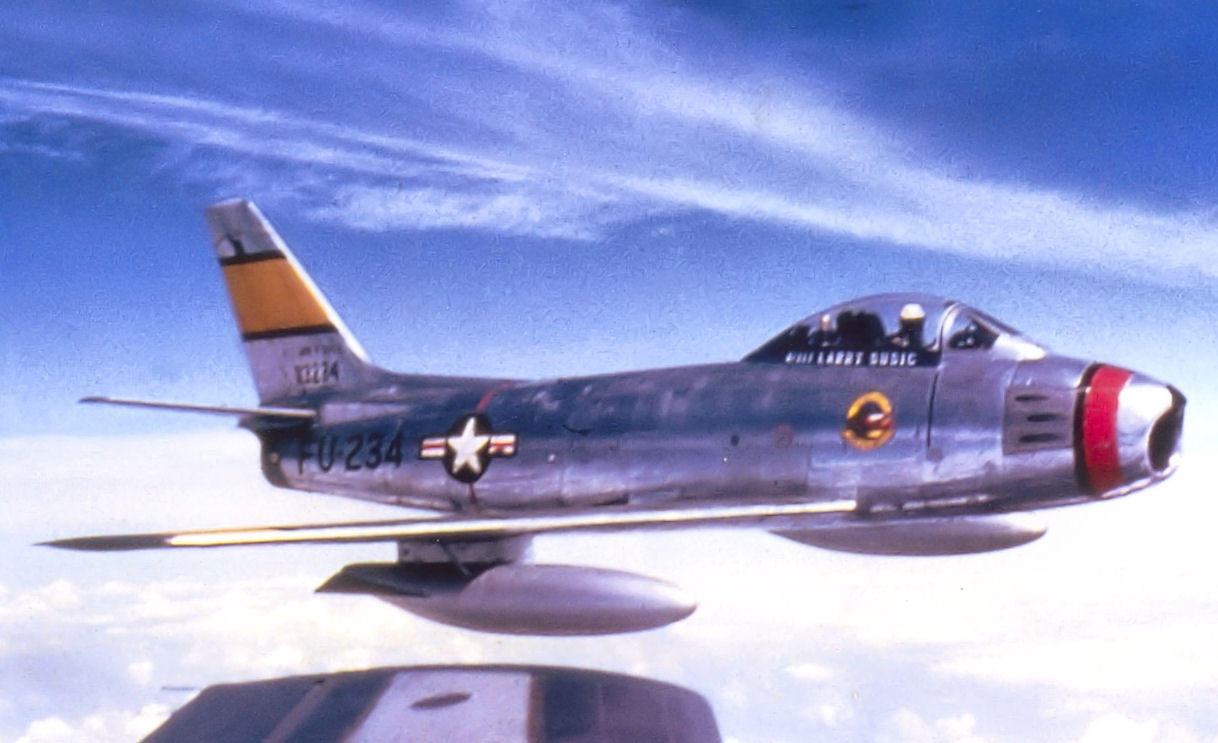
North American F-86 Sabre

1956 Plymouth 4dr Hardtop

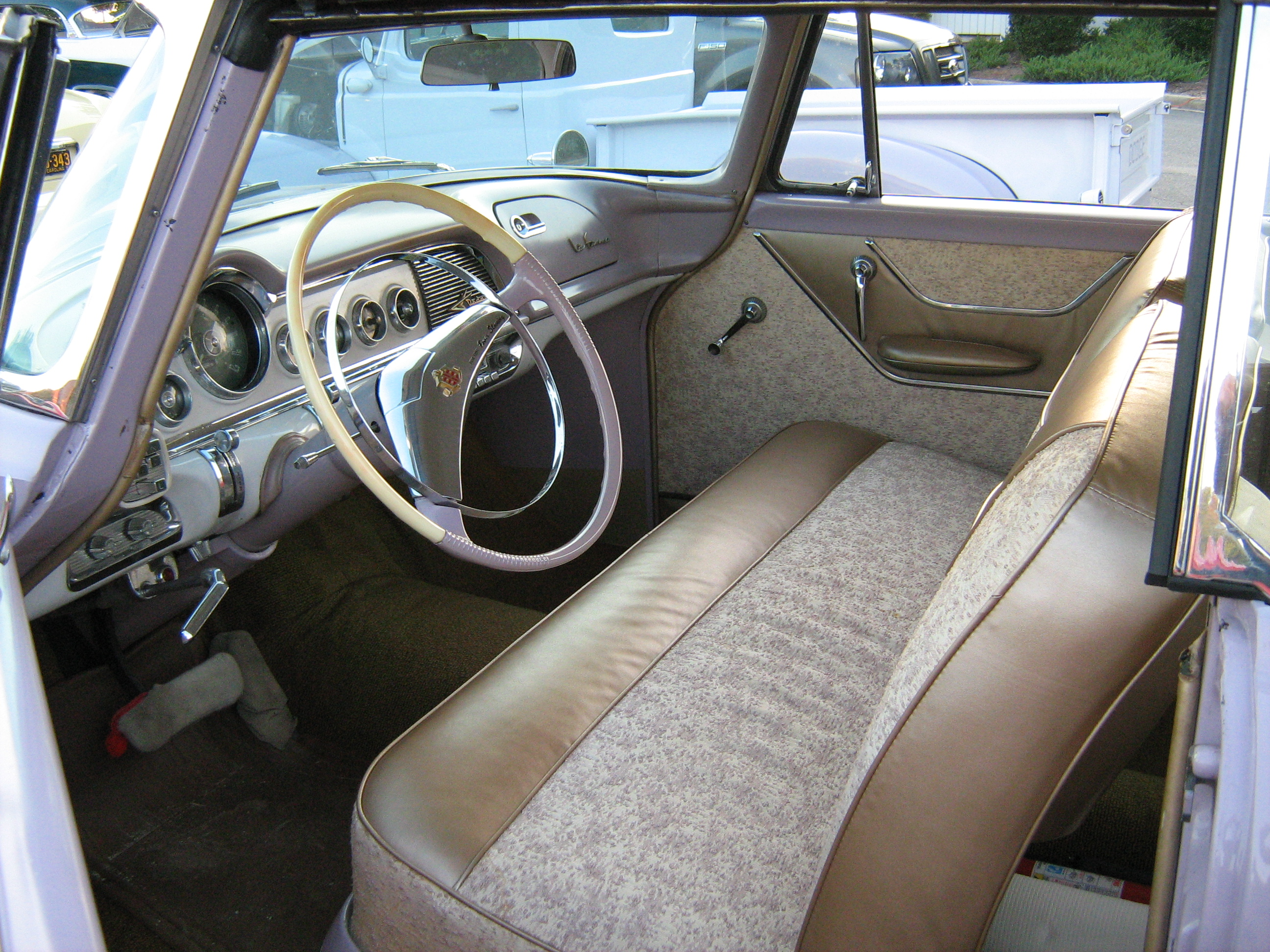
Решение интерьера автомобиля Dodge La Femme 1956 года: металлизированный винил, ткань с люрексом, обилие хромированных и анодированных деталей

Ранее сформировавшаяся форма кузова с сигарообразной боковиной находит в середине пятидесятых «авиационную» интерпретацию: образующие боковину сигарообразные тела начинают пониматься как два «фюзеляжа», с «подвешенной» между ними «гондолой», включающей пассажирский салон и механизмы. На некоторых концепт-карах этого периода, вроде Ford FX Atmos 1954 года, эта концепция была реализована практически буквально.
В эти годы дизайн становится куда более раскрепощённым, чем в предыдущие десятилетия, причём одновременно углубляются различия между внешностью автомобилей разных марок, в то время как ещё в начале пятидесятых модели одного класса, выпущенные в одно и то же время разными американскими производителями различались преимущественно нюансами пластики и — главным образом — декоративной отделки; основные элементы хотя и варьировались от модели к модели, но в целом оставались в рамках единого стиля.
Теперь же каждая фирма стремится найти свой стилистический ключ для всех элементов оформления кузова — фар, задних фонарей и хвостовых плавников, стоек крыши, боковины, решётки радиатора, лобового стекла. Например, на некоторых автомобилях (Packard, Mercury, Lincoln, Plymouth, позднее — Chevrolet и другие) вместо классических круглых ободков фар появляются «козырьки» над ними; продолжаются и эксперименты над формой ветрового стекла.
Эти элементы единого корпоративного стиля многократно тиражируются на автомобилях всех или почти всех принадлежащих компании отделений, что одновременно и выделяет модельный ряд компании, делает её автомобили легко узнаваемыми, — и способствует резкому «взрыву» новых стилистических решений, генерируемых дизайнерами в попытке сделать автомобили своей фирмы не похожими на остальные.
В эти годы находят применение новые виды отделочных материалов: золотая анодировка вместо хрома, блестящие полированные детали из алюминия и нержавеющей стали, массивные резиновые детали на бамперах для предохранения покрытия, новые пластмассы для деталей салона; получают широкое распространение яркие краски-«металлики» и хорошо сочетавшиеся с ними «металлизированный» винил и ткань с люрексом.

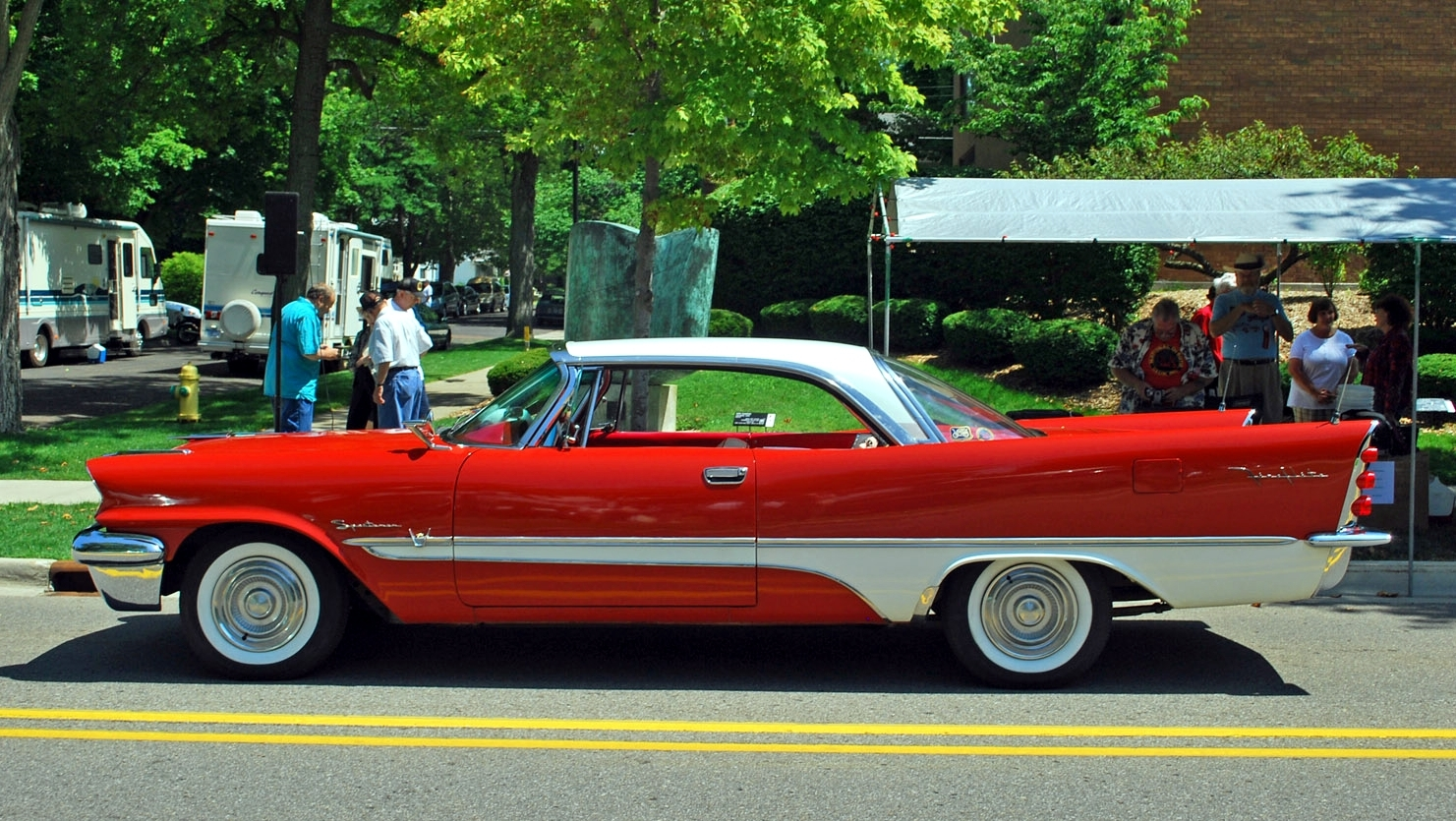
Лидером американского дизайна в конце пятидесятых считался «Крайслер»: уже в 1957 модельном году автомобили всех его подразделений приобрели типичный для конца пятидесятых облик, став одним из символов эпохи, как этот «ДеСото» 1957 года

Во второй половине десятилетия эти тенденции значительно усиливаются, а ход изменений в дизайне ещё больше ускоряется: в эти годы машины нового модельного года зачастую совершенно ничем не напоминали своих предшественников.
Характерной деталью автомобилей этой эпохи были хвостовые плавники, как правило, сильно возвышающиеся над поясной линией. Такое увеличение площади боковой проекции задней части автомобиля способствует улучшению аэродинамический устойчивости и создаёт динамичный, немного клиновидный силуэт при взгляде сбоку. Оформление задних фонарей, встроенных в плавники, всё больше напоминало о влиянии на дизайн автомобилей ракетно-космической тематики, бывшей на острие моды после полёта первого Спутника и начала космической эры.

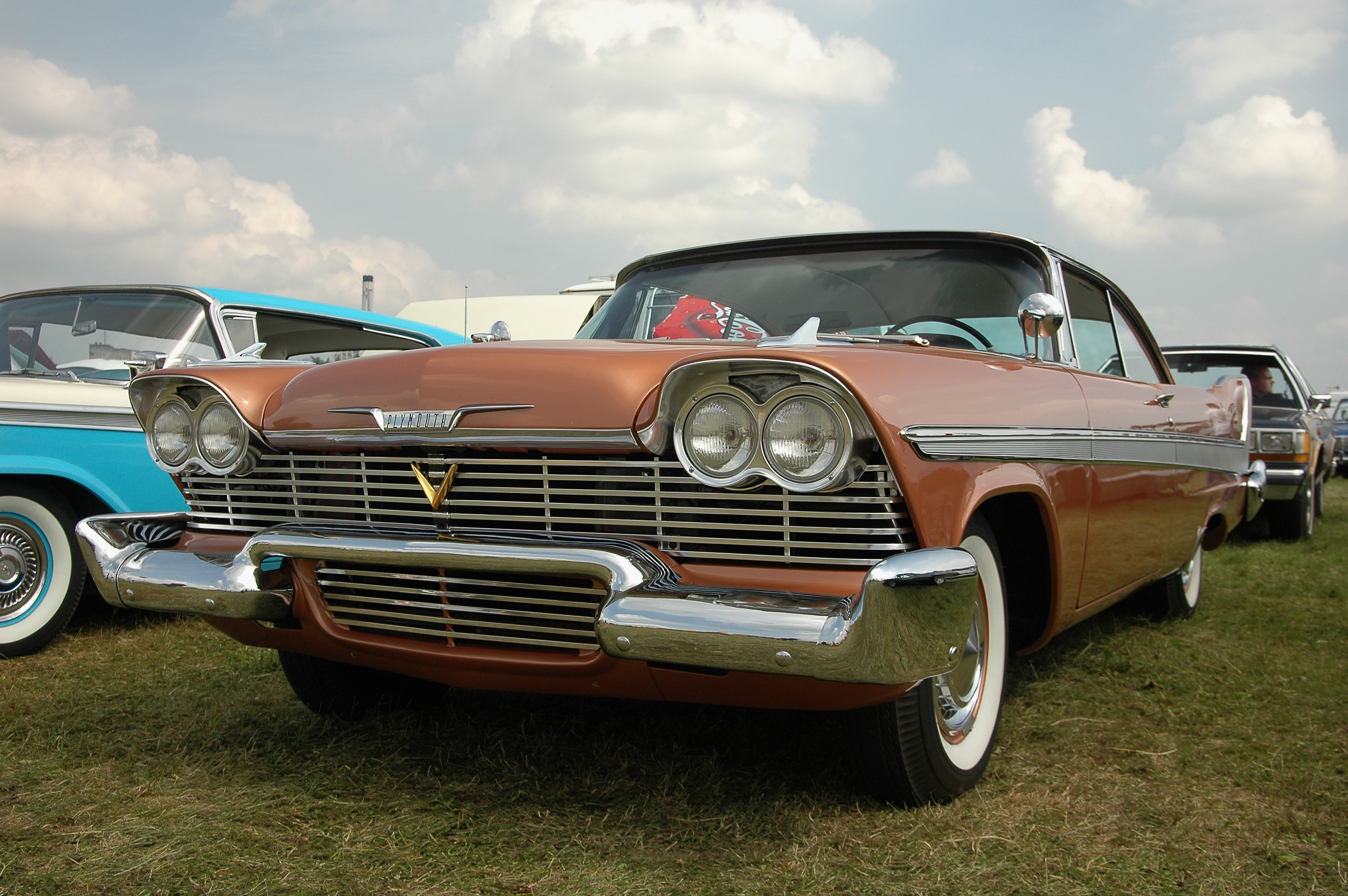
Четырёхфарное головное освещение существенно изменило пропорции передней части автомобилей, сделав их визуально шире и вообще крупнее

Своего пика эти тенденции достигли в моделях самого конца 1950-х годов.
Автомобили 1958 модельного года, помимо всех уже названных черт, имели очень выразительное оформление передка, достигнутое благодаря применению четырёх спаренных по две фар уменьшенного размера вместо использовавшихся ранее двух крупных (первые автомобили с таким головным светом появились ещё в 1957 модельном году, но только в следующем, 1958 такое головное освещение было официально разрешено на всей территории США). Это нововведение очень сильно изменило облик автомобилей, пропорции их передней части: сделало новые модели визуально намного шире, ниже и вообще массивней и угловатей. Две спаренные в горизонтальной плоскости фары хорошо сочетались с формами новых автомобилей, так как на их боковой и фронтальной проекциях господствовали горизонтальные линии, а ширина ощутимо превосходила высоту.

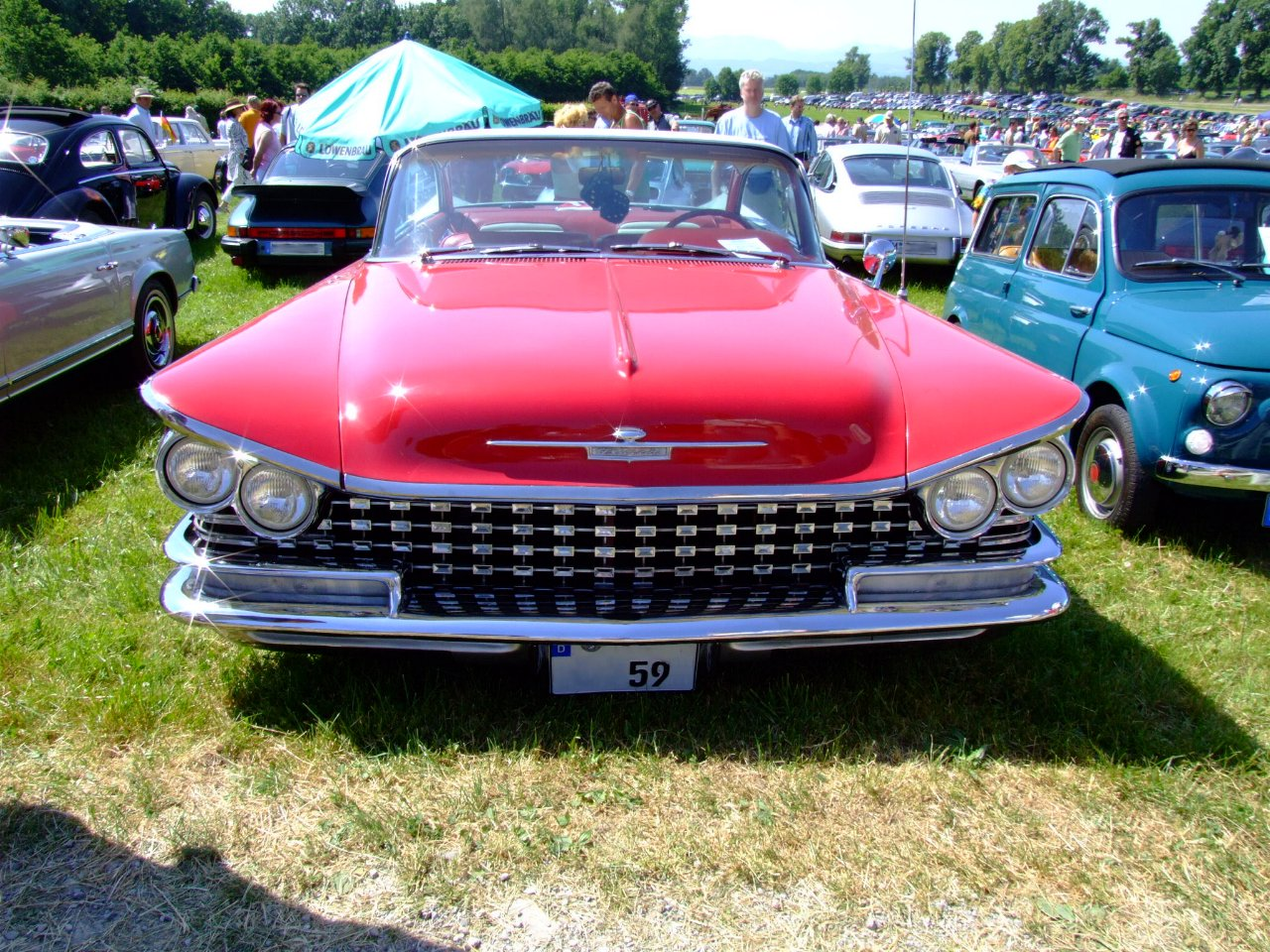
Размещение фар на «Бьюике» 1959 года было крайне нетрадиционным

Вообще, с расположением фар в эти годы экспериментировали много. На «Бьюиках» 1959 модельного года, например, четыре фары, спаренные по две, были расположены под углом 45 градусов друг относительно друга, что создавало весьма необычное впечатление от передка автомобиля.

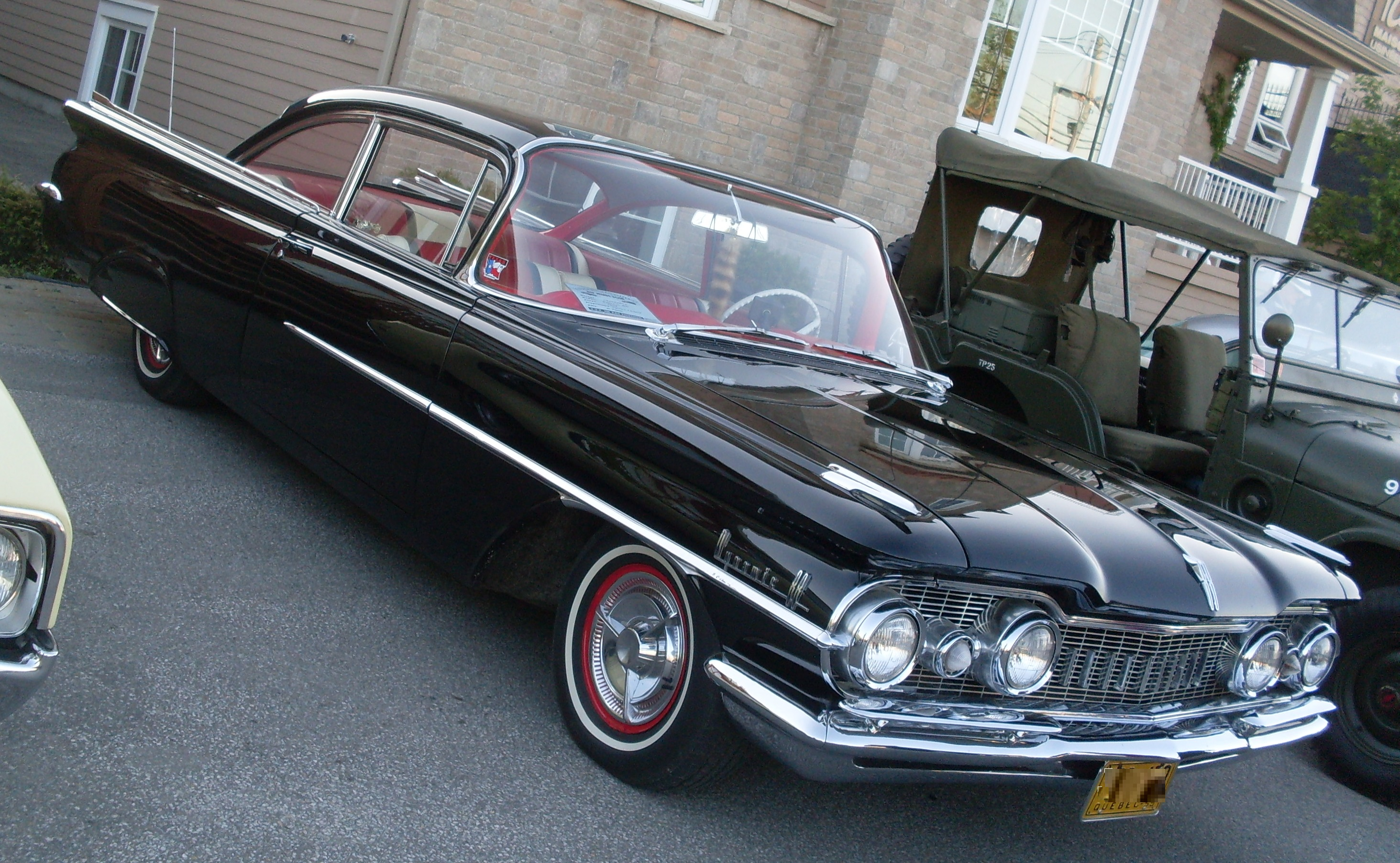
Oldsmobile модели 1959 года сочетал форму кузова, по сути уже соответствующую шестидесятым годам, с развитыми хвостовыми плавниками и декором в духе пятидесятых

В самом конце пятидесятых годов на наиболее передовых с точки зрения дизайна американских моделях появляются практически все черты дизайна, которые будут характерны для автомобилей следующего десятилетия. Кузова их практически полностью избавляются от диктата той сигарообразной формы боковины, которую задавала круглая фара. Боковина кузова уплощается, за счёт чего увеличивается ширина салона при одновременном уменьшении толщины дверей. Капот также уплощается, разглаживается и окончательно сливается с передними крыльями; его передняя кромка продолжается вниз, формируя плоскую переднюю панель кузова, на которую с концов передних крыльев перемещаются фары головного света. Автомобиль начинает напоминать длинный плоский параллелепипед с поставленной на него примерно посередине надстройкой — усечённой пирамидой: почти плоские боковины, резко «обрубленные» — почти без закруглений, с «оборванными» образующими линиями — передний и задний концы кузова, передняя панель — вертикальная плоскость с разместившейся между фарами широкой прямоугольной решёткой радиатора, задняя — также вертикальная, с разместившимися прямо на ней, а не на концах исчезнувших «фюзеляжей», фонарями. Единственными рудиментами предшествующего стиля на них остаются «налепленные» по бокам от крышки багажника хвостовые плавники — после исчезновения сигарообразной боковины более уже не являющиеся её завершением, совершенно не увязанные с формой самого кузова и часто даже потерявшие свою исходную функцию — декоративное оформление задних фонарей, которые отныне располагают ниже, на задней панели кузова. Смелости, необходимой для того, чтобы устранить это противоречие, дизайнеры наберутся лишь в начале шестидесятых.

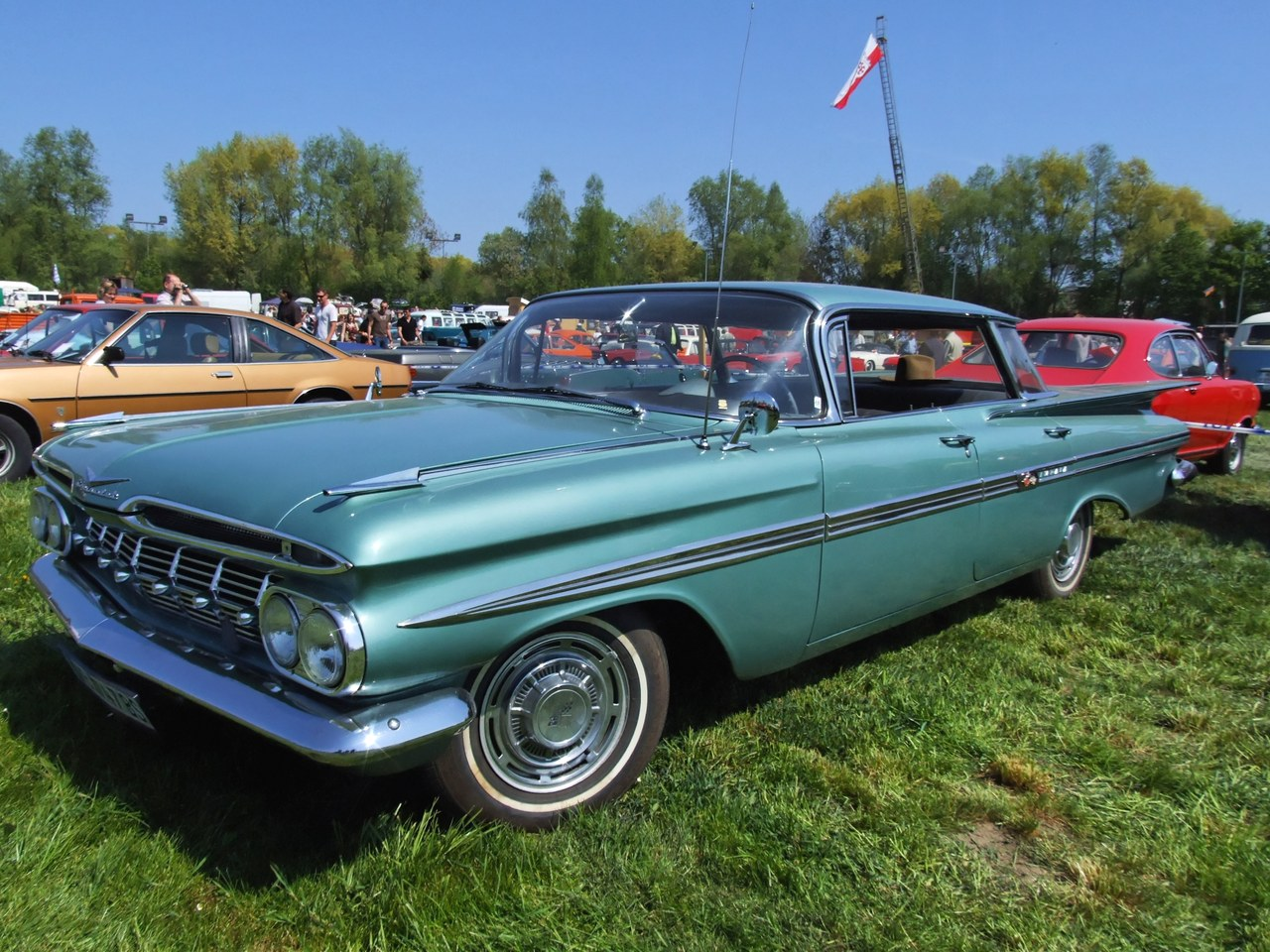
«Шевроле» 1959 года с плоской панелью крыши, плоским капотом вровень с крыльями и фарами, расположенными на передней панели кузова. Этот облик за вычетом ряда деталей станет характерным для большинства автомобилей следующего десятилетия

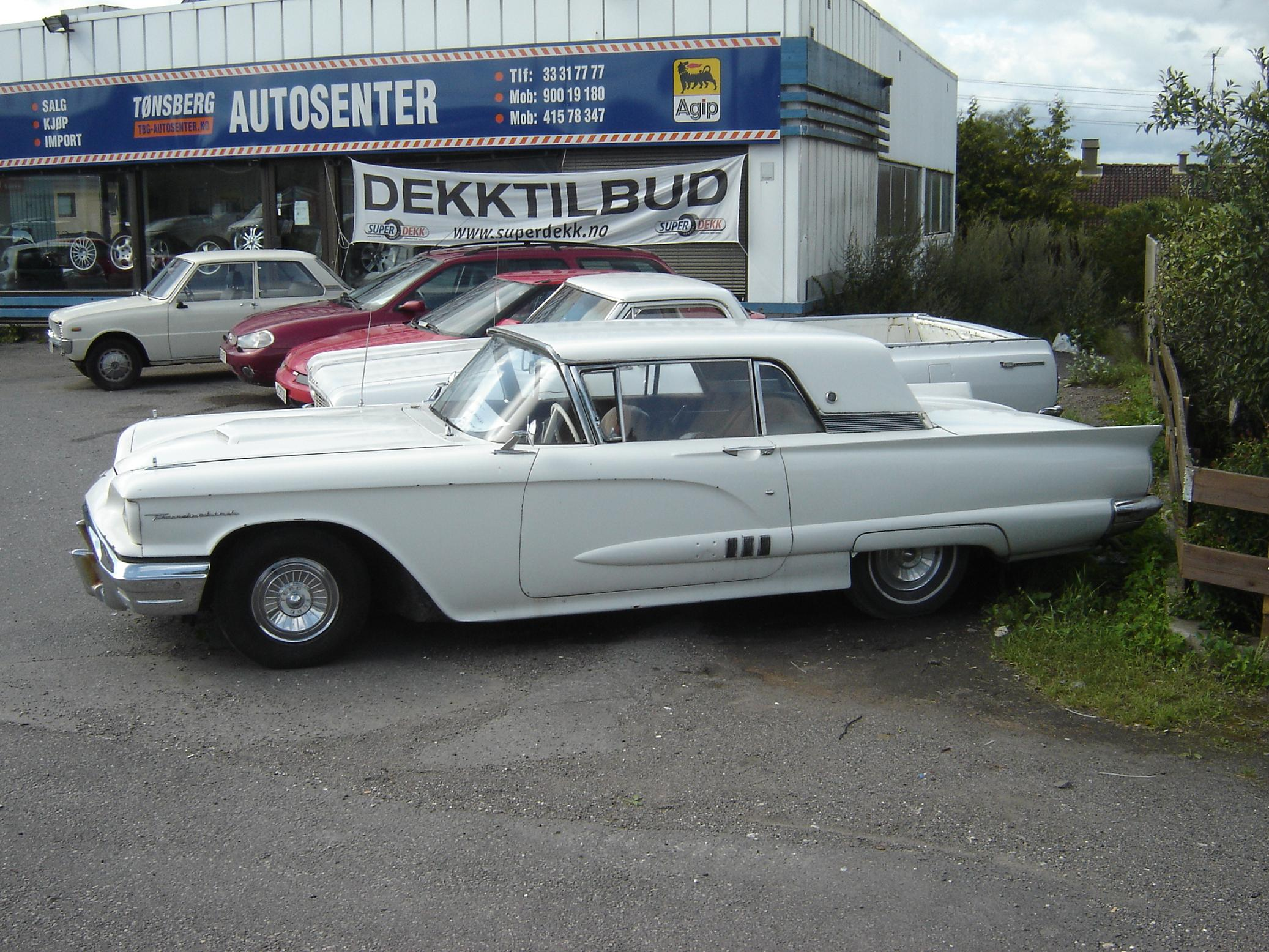
Плоская панель крыши и угловатая задняя стойка пришли на смену популярной с конца сороковых годов «купольной» крыше, имитирующей авиационный фонарь кабины пилота. Впервые это сочетание появилось на Ford Thunderbird модели 1958 года, очень быстро завоевав популярность

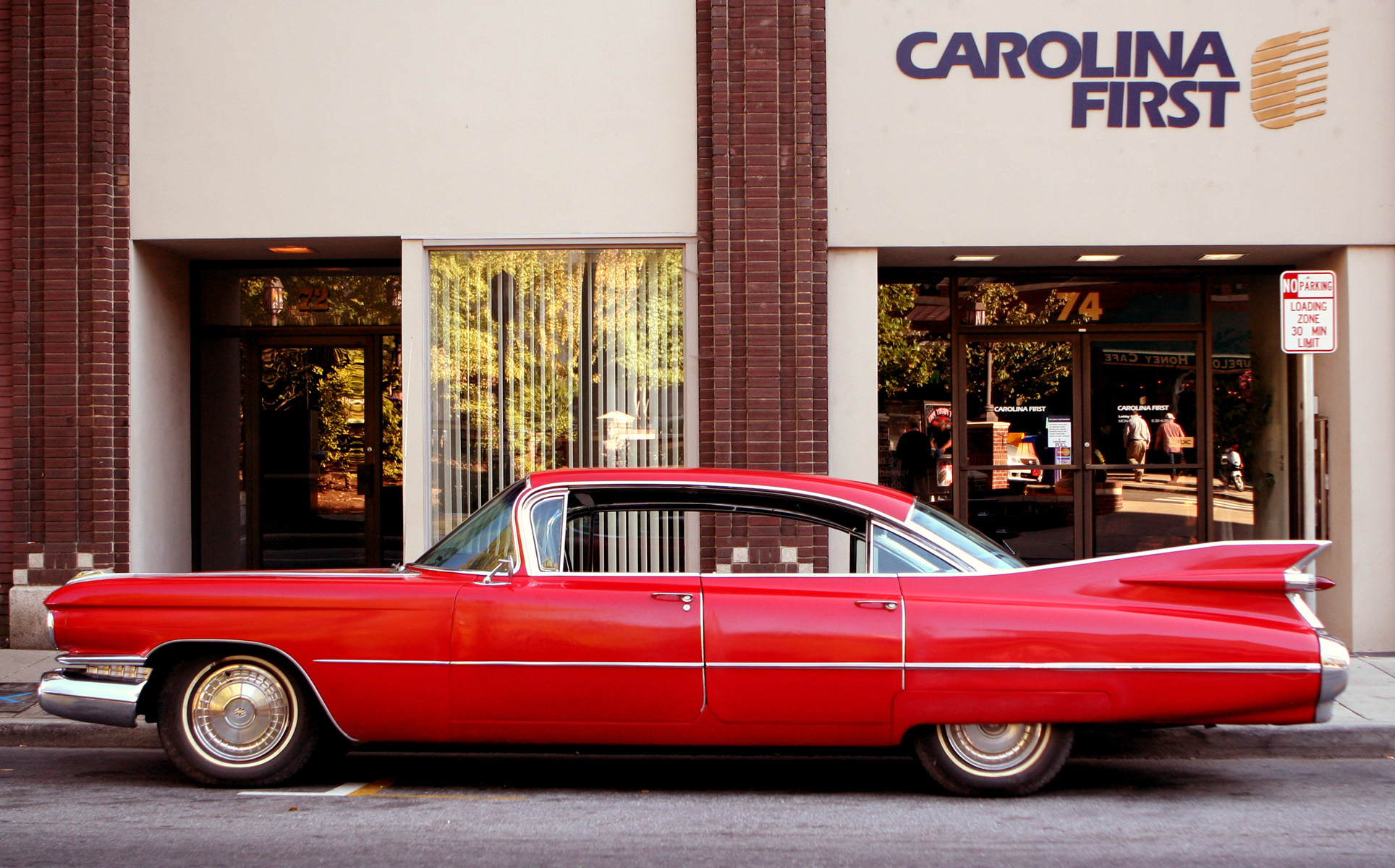
«Кадиллак» модели 1959 года стал архетипичным символом американского дизайна вообще, и дизайна пятидесятых годов — в частности

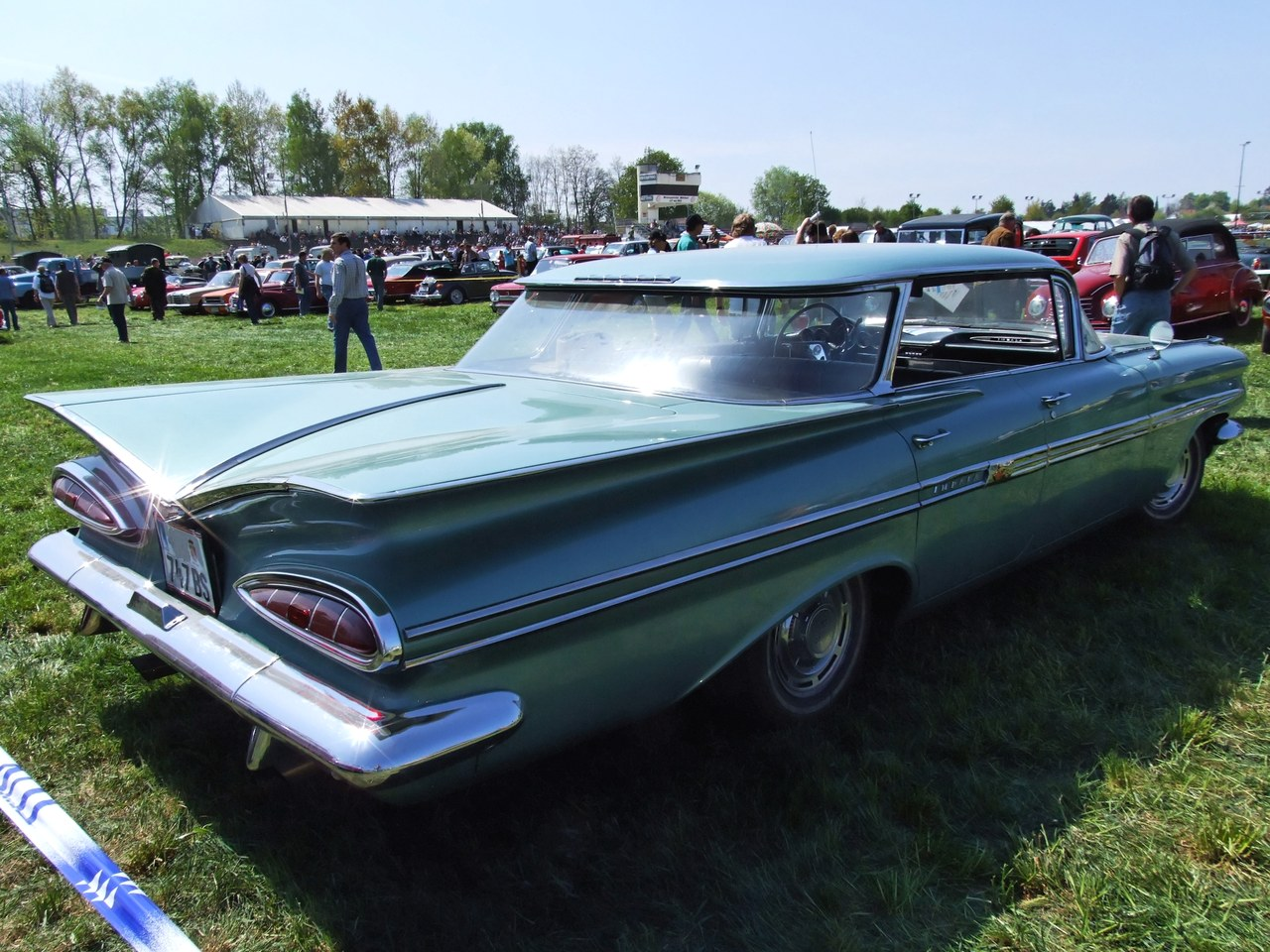
Оформление задней части, напротив, сохраняет элементы дизайна предшествующего периода, и при этом весьма экстравагантно

Ещё одной оказавшей сильное влияние на последующее развитие автомобильного дизайна новинкой 1958—1959 годов стала плоская панель крыши, которая позволила не только существенно увеличить салон, но и придать автомобилю более динамичный силуэт.

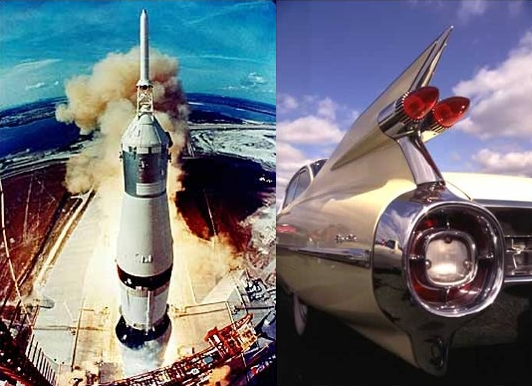
Автомобили североамериканского рынка 1959 модельного года стали символом «аэрокосмического» направления в автомобильном дизайне, и вместе с тем — обозначили начало его быстрого упадка

Конец пятидесятых годов нередко рассматривается как период расцвета американского дизайна. Это во многом так, однако, на тот же 1958 год пришёлся и первый в послевоенной истории американского автостроения кризис. И хотя его последствия были относительно мягкими, он создал на рынке США новую тенденцию. Оказалось, что многие покупатели предпочитали более компактные и экономичные модели, чем те образцы, к которым пришла собственная автомобильная промышленность Штатов. В результате единовременно резко возрос импорт европейских автомобилей. Эта тенденция окажется не случайной — на протяжении последовавших десятилетий импортные модели будут становиться всё более заметным фактором на до сего времени практически закрытом американском рынке автомобилей. Дальнейшая история американского автомобилестроения будет проходить в условиях всё возрастающей конкуренции с иностранными производителями, что ещё за десятилетие до этого представить себе было совершенно невозможно, а для шестидесятых годов будет как раз характерен интерес производителей к «компактным» моделям, призванным конкурировать с автомобилями европейского, а затем и японского производства.

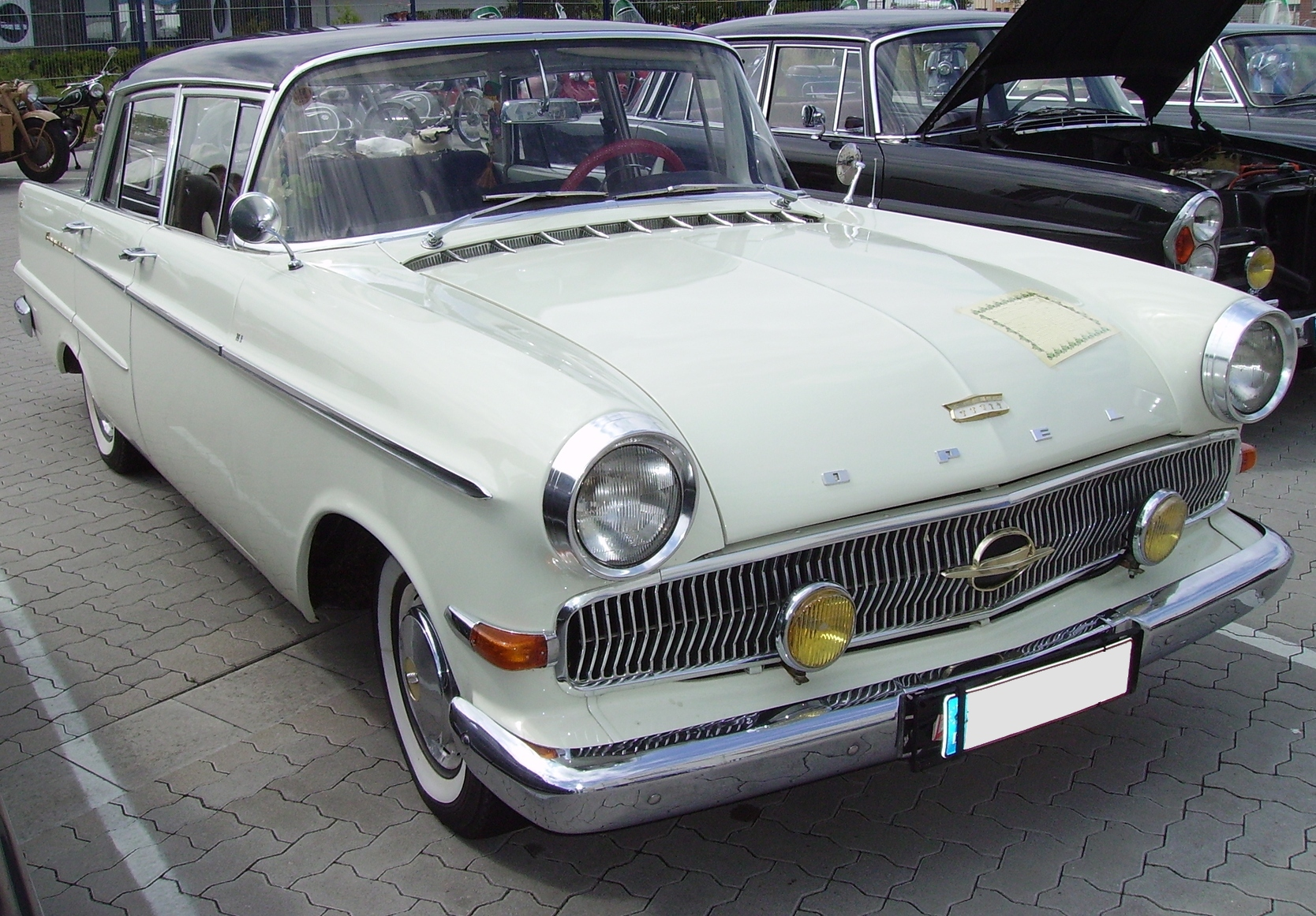
«Опель Капитен» конца 1950-х, в отличие от предыдущих поколений, существенно расходился по стилю с американскими моделями и не имел прямых стилистических аналогов среди североамериканских машин. Вскоре пути дизайна по разные стороны Атлантики надолго разойдутся

Второй тенденцией, наметившейся в конце пятидесятых и получившей развитие в дальнейшем, оказалось существенное стилистическое расхождение между европейскими и американскими автомобилями, чего до этого практически не наблюдалось. Собственно, уже в середине пятидесятых появились чисто европейские, оригинальные по форме автомобили. К их числу относятся, например, Citroen DS, Tatra 603 и другие.
В конце десятилетия, будучи не в состоянии угнаться за стремительно развивающимся американским дизайном, европейские производители в основном заняли выжидательную позицию, ограничившись обновлением своих моделей вместо копирования нового американского стиля, который никак не мог устояться. И когда он всё-таки более-менее «устаканился», оказалось, что в Европе уже были готовы проекты новых автомобилей, во многом не похожих на американские. В дальнейшем, дизайн в Европе и в Северной Америке будет расходиться всё дальше и дальше.

### Шестидесятые годы
Шестидесятые годы ознаменовались в целом резким упрощением формы автомобилей. Их дизайн почти окончательно освобождается от чужеродного и, как оказалось, часто вредного влияния со стороны авиации и ракетно-космической техники, вместо заимствования мотивов которых начинает вырабатываться собственный, специфичный именно для автомобильной индустрии язык дизайна, наилучшим образом выражающий свойства и качества, присущие легковому автомобилю — быстроходному и комфортабельному наземному средству транспорта, которое по своим функциям и предъявляемым к нему требованиям не имеет практически ничего общего ни с самолётом, ни с ракетой, ни с космическим кораблём. На долгие годы в автодизайне установилось господство рациональной, простой, гладкой и угловатой формы кузова с «рублеными» обводами, минимумом украшений и «лишних» выступов.
Именно в эти годы господствовавший на протяжении трёх предшествовавших десятилетий стиль, подразумевавший округлые, «лепные» формы кузовов, окончательно сменился новым, который условно можно назвать «плоскостным» — в отличие от более позднего «гранёного», характерного для семидесятых-восьмидесятых годов. Если раньше форма кузова автомобиля будто была составлена из отдельных, плавно «перетекающих» друг в друга округлых геометрических тел, границы между которыми старались выполнить максимально скруглёнными, «зализанными», как если бы кузов был вылеплен из пластичного материала вроде глины или пластилина, то поверхность кузовов автомобилей этого периода была образована очень плавно изогнутыми плоскостями большой площади, линии пересечения и сгибы которых образуют рёбра, очерчивающие форму кузова. Итак, в облике автомобиля главным становится не объём, а плоскость и ребро на пересечениях плоскостей.
Для того, чтобы проиллюстрировать этот переход, удобно взять два поколения западногерманского Opel Rekord: P1 выпуска 1957—1962 годов, и P2 (1960—1963) (см. иллюстрации).
По размерам, пропорциям, композиции кузова и хронологически, эти модели весьма близки между собой. Однако, визуальное восприятие их разнится радикально.

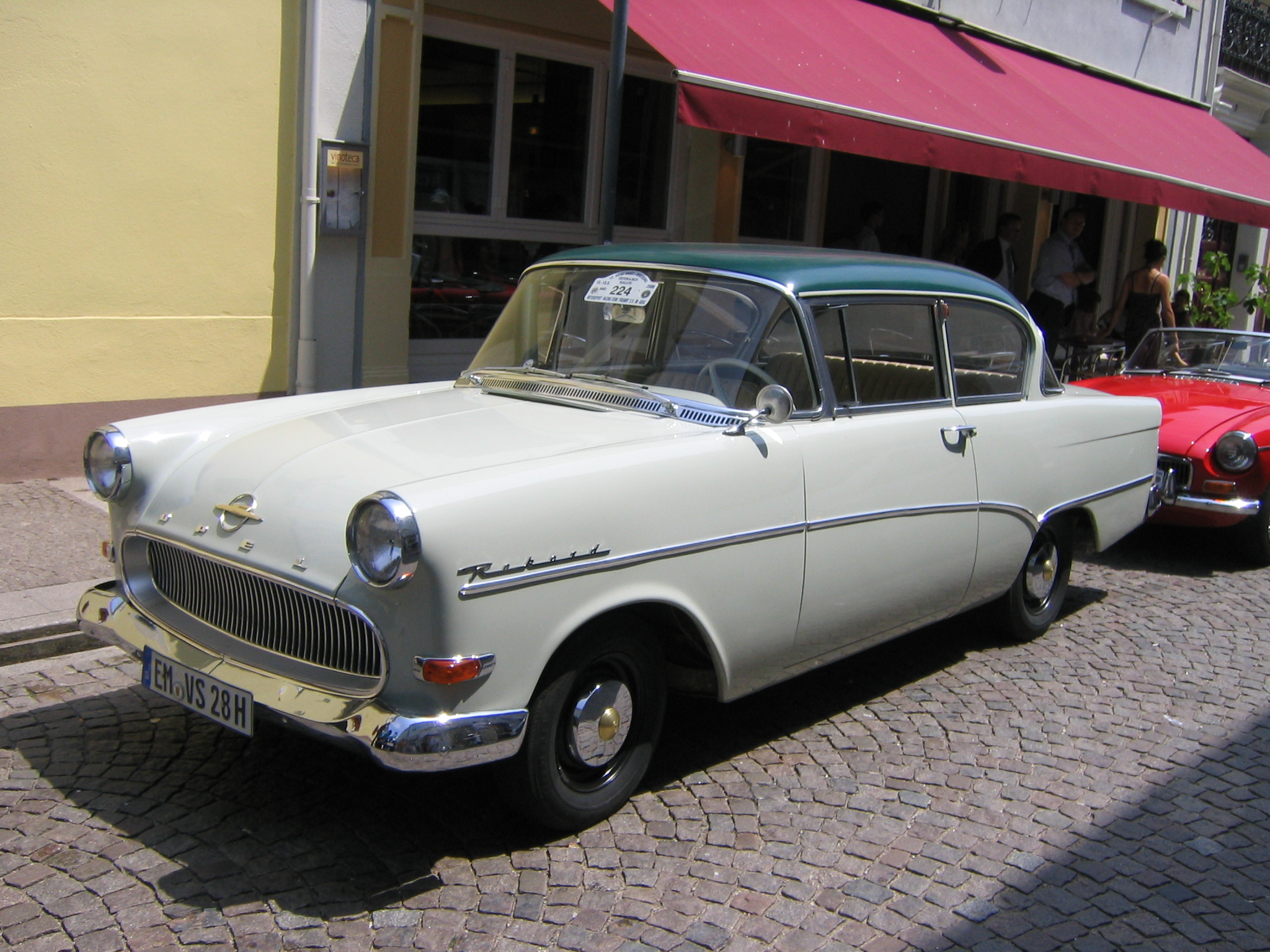
Opel Rekord P1 — стиль середины-конца 1950-х

Кузов Rekord Р1 кажется вылепленным из куска пластичного материала, все линии закруглены, переходы между отдельными объёмами скрадываются, смягчаются. Форма боковины кузова задана вписанным в неё сигарообразным телом, начинающимся фарой головного света и оканчивающегося задним фонарём. Купольная крыша с панорамными лобовым и задним стёклами, похожая на фонарь самолётной кабины, во многом задаёт общее восприятие автомобиля.

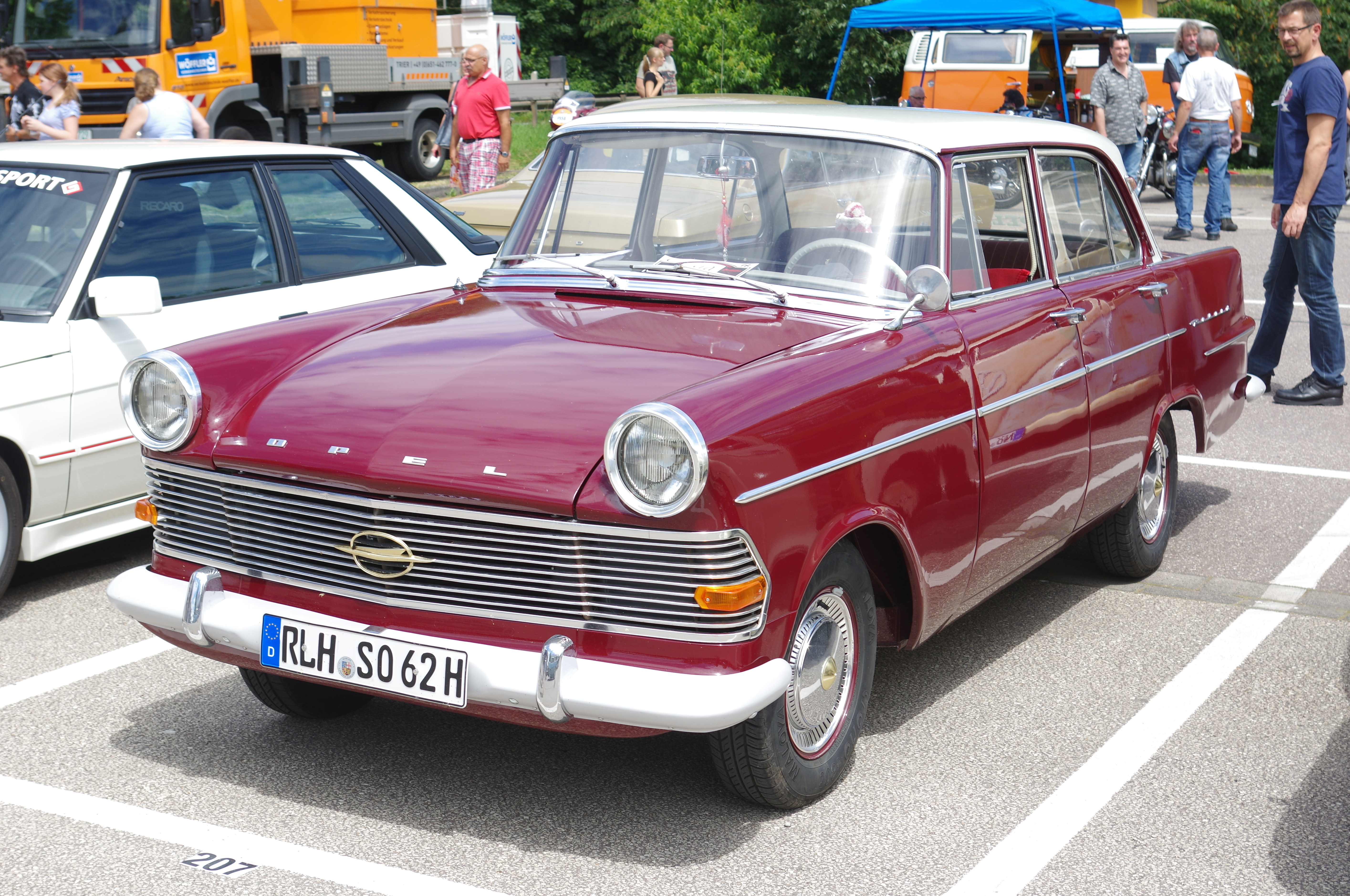
Opel Rekord P2 — «переходный» стиль рубежа пятидесятых и шестидесятых годов XX века

Совершенно иначе выглядит, несмотря на явные общие темы в оформлении, более поздняя модель. Чтобы создать впечатление более длинного и низкого кузова, дизайнер применил большое количество деталей с мотивом горизонтальной прямой линии — это и плоская панель крыши, и строго прямой «стреловидный» молдинг на боковине, и составленная из мелких горизонтальных полос очень широкая решётка радиатора. Боковина кузова Р2 почти плоская, в отличие от пухлых бортов предыдущего поколения. Лобовое и заднее стёкла практически потеряли свою панорамность, а «теплица» кузова — утратила всякое сходство с авиацией, в качестве компенсации обеспечивая больший внутренний объём, лучшую обзорность и большее удобство входа и выхода.
Блестящие молдинги на боковине и вокруг стёкол, которые у Р1 своими скруглёнными изгибами только лишний раз подчёркивали округлость обводов автомобиля, на Р2 максимально распрямлены. Хромированные оклады стёкол получили острые углы, подчёркивающие угловатость крыши с плоской панелью. Плавники, на модели пятидесятых годов скруглённые и плавно уменьшающие высоту по мере приближения к заднему свесу автомобиля, на Р2 совершенно острые, что подчёркивают блестящие молдинги, идущие по их верхним граням и создающие впечатление края заострённого лезвия.
Новый стиль подразумевал прямые или кривые с небольшим изгибом образующие линии, чёткие рёбра на поверхности кузова, прямоугольные обводы крыши. Характерные для предыдущей эпохи хвостовые кили, сложные рельефные боковины кузовов и панорамные стёкла быстро исчезают в самом начале шестидесятых, оставаясь в качестве вспомогательных элементов дизайна лишь на немногих моделях и в наименее экстремальных формах.

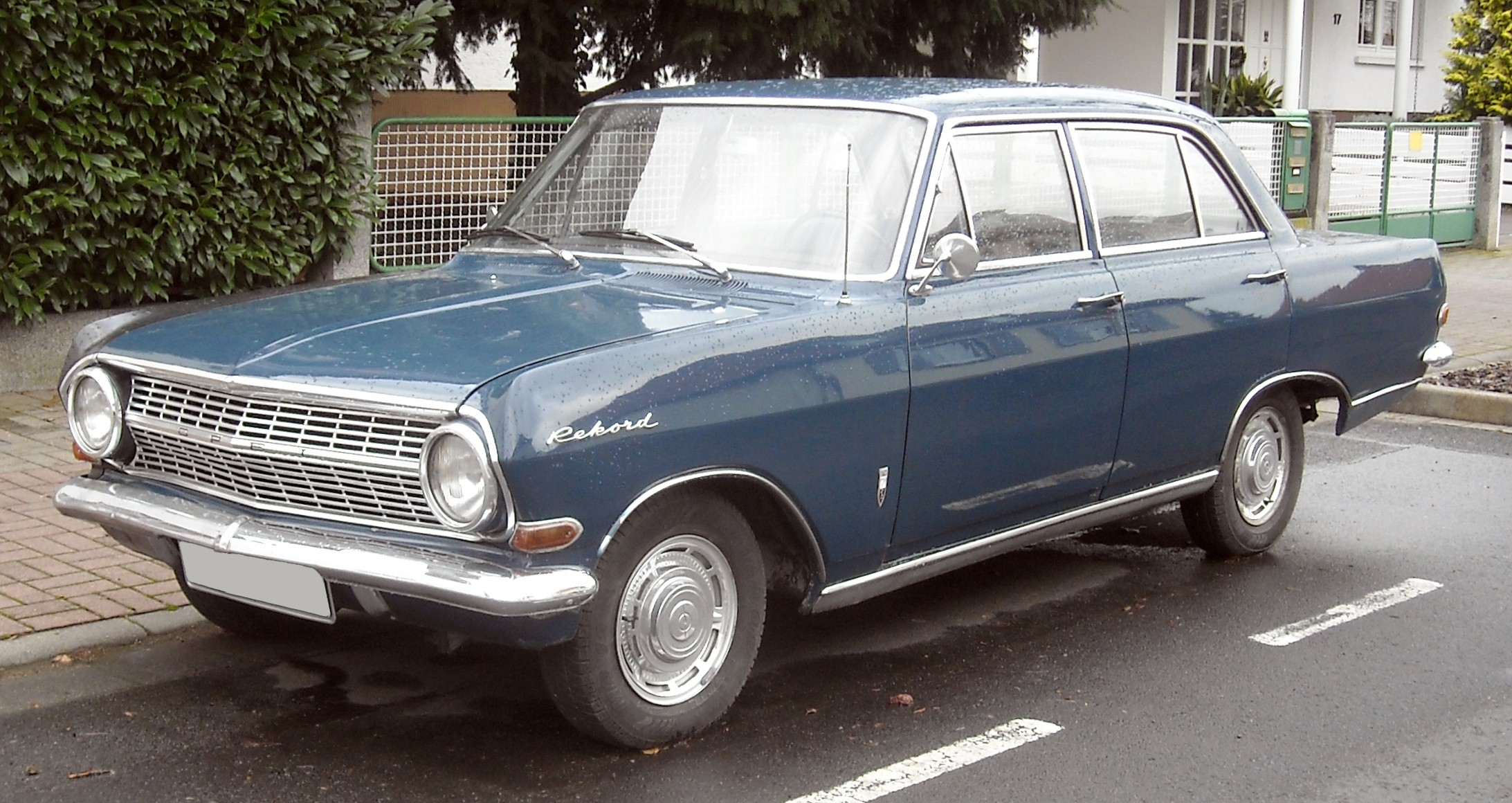
Opel Rekord A — устоявшийся стиль 1960-х. ФРГ, 1963

Типичным примером устоявшегося стиля первой половины — середины шестидесятых может служить немецкий Opel Rekord A, созданный по мотивам американских автомобилей того времени: низкий — около 1450 мм, угловатый кузов, с острыми гранями и почти плоскими панелями; гладкая гранёная боковина, разделённая на две части по высоте горизонтальным ребром жёсткости; прямоугольная крыша; почти плоские лобовое и заднее стёкла; характерные пропорции — очень короткий передний и длинный задний свесы.

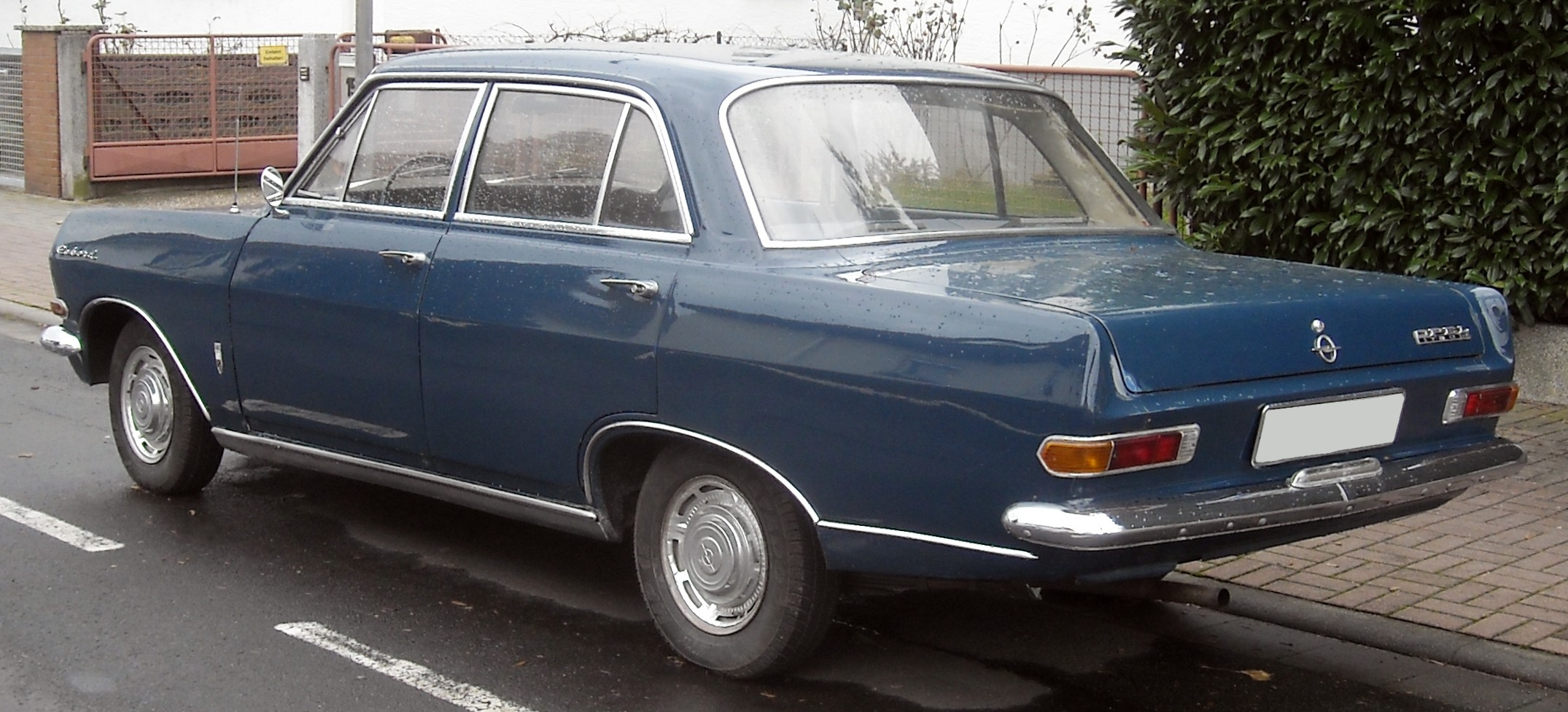
Хвостовая часть

Блестящая отделка сведена, по сравнению с автомобилями пятидесятых, до разумного минимума — бампера, облицовка передка, окантовки стёкол, колпаки колёс, молдинги порогов и колёсных арок, подчёркивающие линии кузова и скрадывающие неизбежные огрехи (прикрывающие технологические стыки и сварочные швы, визуально разбивающие слишком монотонную поверхность на две, и так далее). Чисто декоративные накладные орнаменты практически исчезают. Плавники сохранились лишь в виде небольших выштамповок-рёбер жёсткости на задних крыльях.
Эта стилистическая схема была тогда очень широко распространена по всему миру, в её рамках работали многие производители, ориентировавшиеся на американский дизайн, в числе которых был и советский ГАЗ с его «Волгой» ГАЗ-24.
Важной новинкой, получившей распространение в середине шестидесятых годов, стали гнутые стёкла дверей, вместо применявшихся ранее плоских. Это сделало образ автомобиля более цельным, позволило немного увеличить ширину салона на уровне плеч, а также открыло путь к дальнейшему совершенствованию формы кузова с точки зрения аэродинамики.

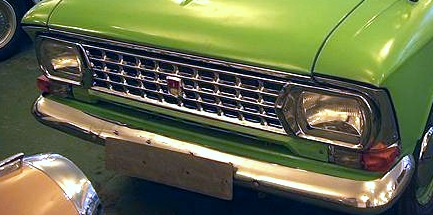
Прямоугольные фары позволили скорректировать пропорции передка автомобилей, придать ему иное визуальное восприятие

В Европе в начале десятилетия получили широкое распространение прямоугольные, или близкие по форме к прямоугольнику, фары. Их оптические свойства были несколько хуже по сравнению с круглыми, они были дороже в производстве, но лучше вписывались в дизайн автомобилей тех лет. Создаётся более законченная композиция передней части автомобиля. Американские производители длительное время были лишены возможности использовать их, так как государство жёстко устанавливало стандарты формы и размеров световых приборов автомобилей, поэтому там господствующей остаётся выработанная в самом конце пятидесятых схема головного света с четырьмя круглыми фарами, спаренными по две.
Вообще, одной из особенностей этого периода было резкое различие между американским и европейскими стилем. Хотя в Европе и выпускались стилистические аналоги американских моделей, вроде тех же «Опелей» середины шестидесятых, лицо европейского автомобилестроения они в эту эпоху уже не определяли. Поэтому имеет смысл в рамках этого раздела рассматривать американский и европейский дизайн по отдельности.

#### Северная Америка

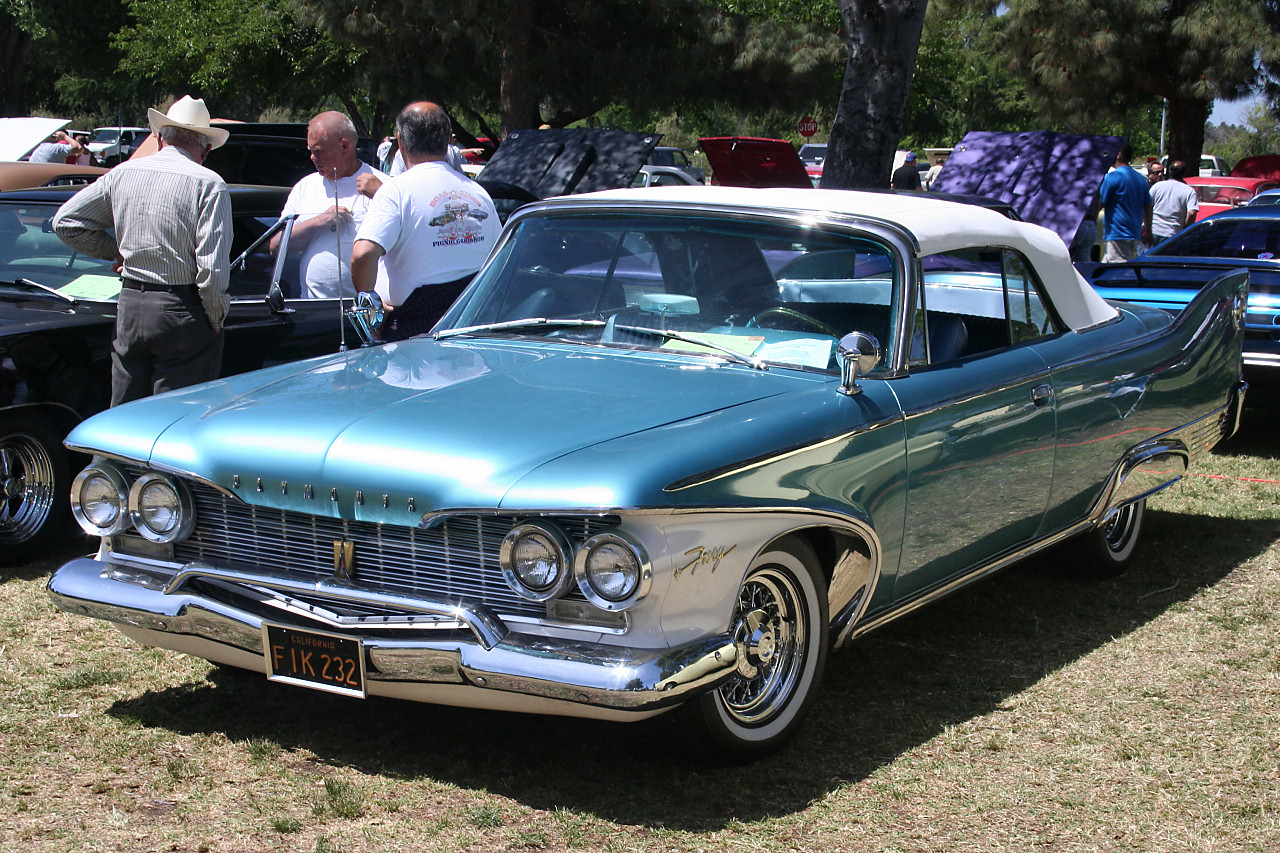
1960 Plymouth Fury

Автомобили производства Японии, Латинской Америки и Австралии в эти годы продолжали находиться под сильнейшим влиянием американского автопрома, что позволяет рассматривать их совместно с американскими.
Наиболее существенной новинкой 1960 модельного года (начавшегося осень 1959 календарного) стало появление в модельных рядах всех ведущих американских производителей так называемых «компактных» моделей, нацеленных против импортируемых в США небольших и экономичных автомобилей европейского производства — таких, как «Фольксваген-Жук». Однако выпустить на рынок прямые аналоги европейских малолитражек американские фирмы не решились — по габаритным размерам «компакты» существенно превосходили европейский импорт, имея длину порядка 4,5—4,8 м, и оснащались шестицилиндровыми моторами достаточно большого (порядка 2,5 л) рабочего объёма. Таким образом, на практике это большие по современным меркам машины, размером с советскую «Волгу» или лишь немногим меньше — принадлежащие по сути к совершенно новому типу автомобилей, по размерному классу аналогичному европейским моделям высшего-среднего класса, вроде Mercedes-Benz W110, но с куда более бюджетной и консервативной «начинкой». Повышенный интерес к «компактам» в начале шестидесятых временно прервётся ближе к середине десятилетия, но в полной мере вернётся уже в середине следующего.

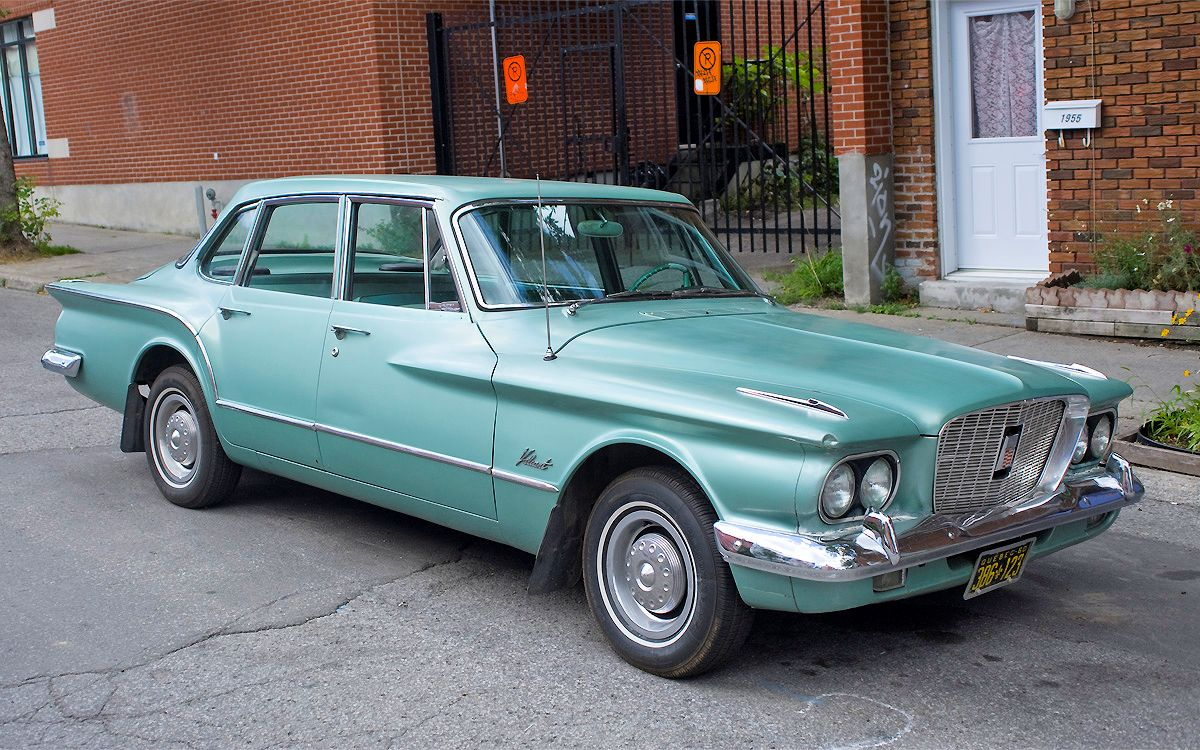
Американские «компактные» модели начала 1960-х — Plymouth Valiant

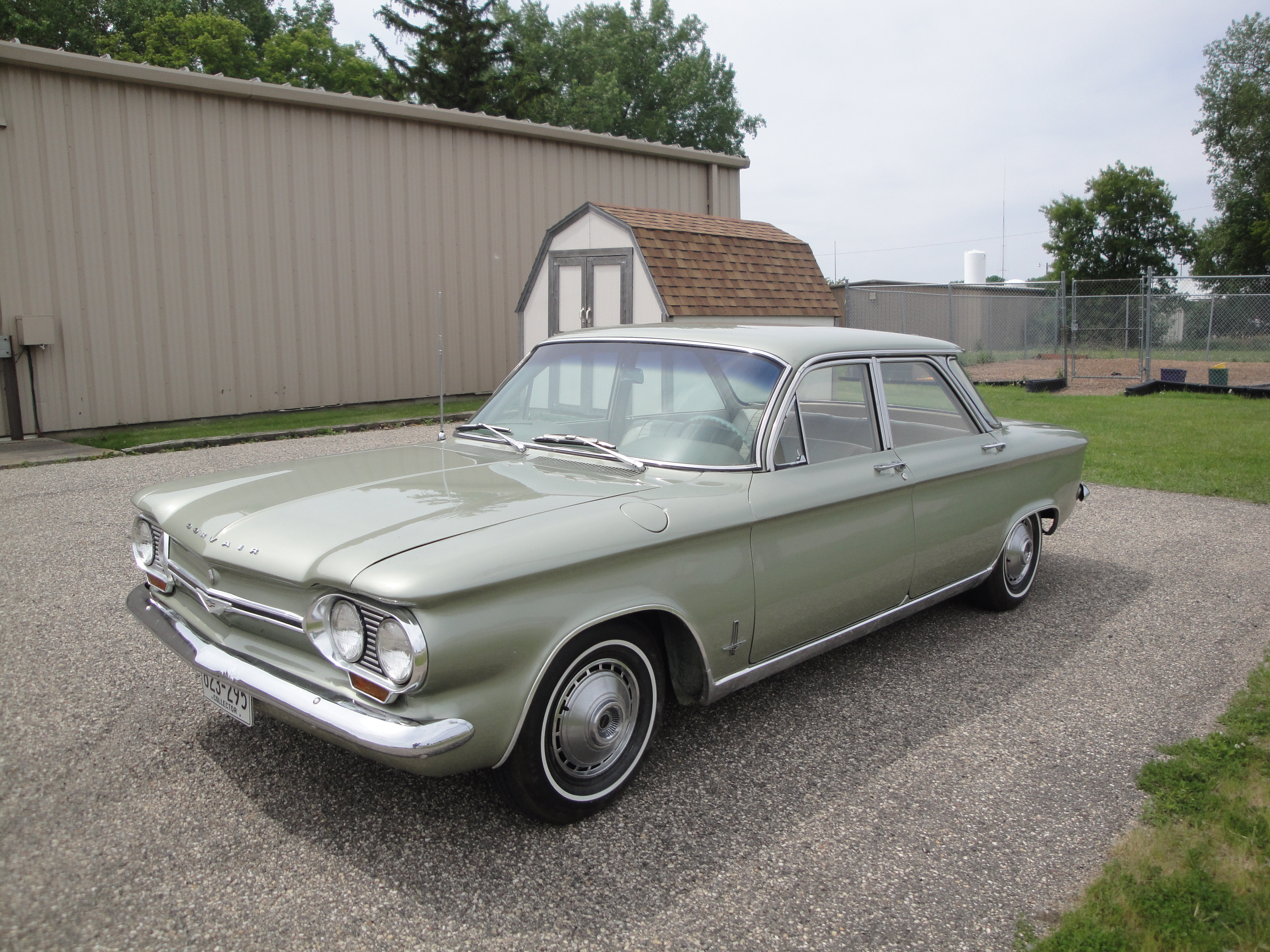
Chevrolet Corvair
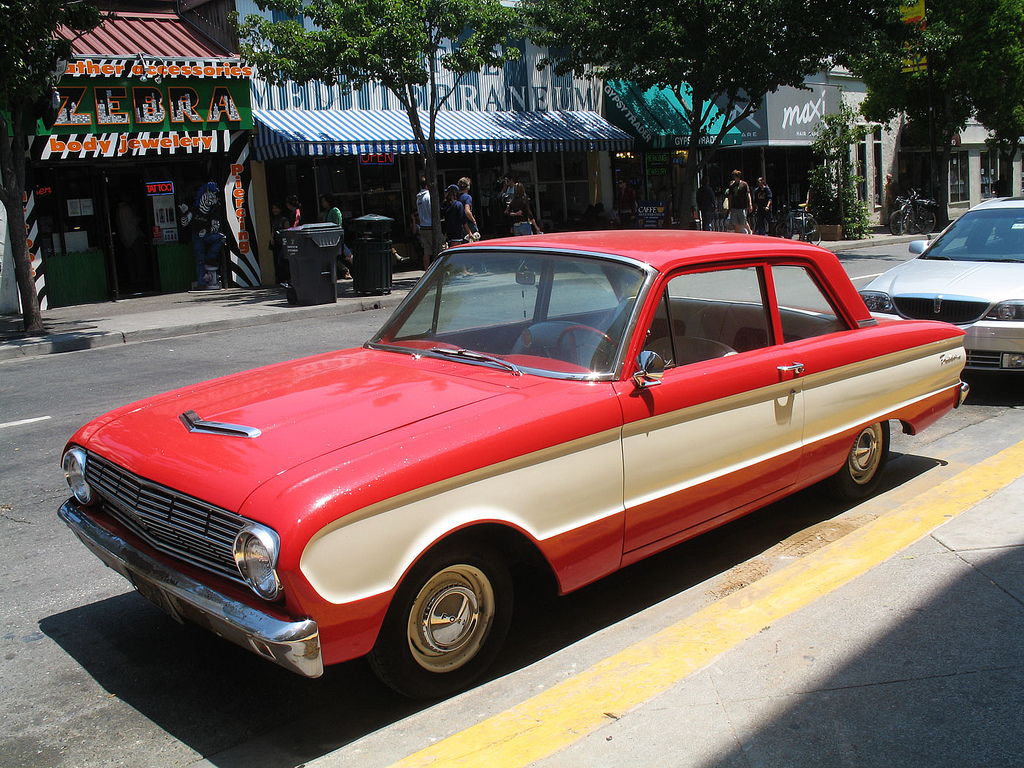
Ford Falcon
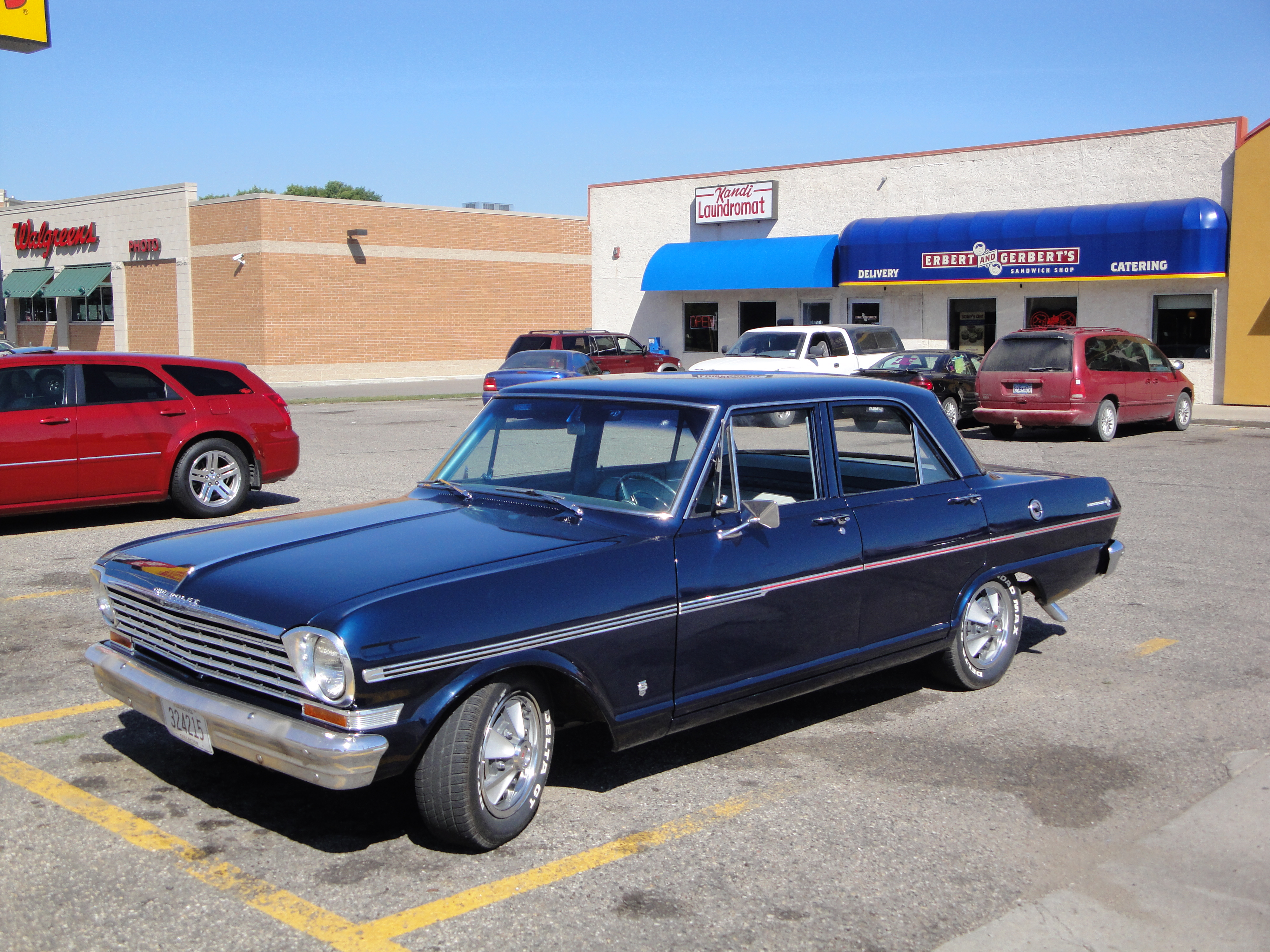
Chevrolet Chevy II / Nova

Несколько позже, к 1962 модельному году, появились «среднеразмерные» (mid-size) модели, первым среди которых был Ford Fairlane. Они имели промежуточный размер между «компактными» и «полноразмерными» автомобилями и заполнили нишу между ними. При длине около пяти метров, они на самом деле соответствовали американским автомобилям «стандартного размера» середины пятидесятых годов, обеспечивая вполне достойный комфорт, поэтому «среднеразмерники» быстро завоевали популярность. К середине шестидесятых они существенно потеснили на американском рынке и бюджетные варианты полноразмерных автомобилей, по сравнению с которыми они за те же деньги при сравнимом объёме салона были существенно лучше укомплектованы, и «компакты», которые после их появления стали постепенно переходить в категорию спортивно-молодёжных моделей, так как не могли конкурировать с моделями «среднего размера» в качестве семейного автомобиля.
Вместе с тем, в целом для американских автомобилей шестидесятых годов был характерен постоянный рост размеров. Полная длина так называемых «автомобилей стандартного размера» (standard-sized cars — они же «полноразмерные», full-size) с 1960 по 1969 выросла в среднем с 5 300 до 5 800 мм; примерно аналогичными были и масштабы роста габаритов моделей остальных классов. Одновременно росли рабочий объём и мощность двигателя — на «полноразмерных» автомобилях к концу десятилетия, скажем, ставились практически исключительно V8, рядные «шестёрки» стали в этом классе редкостью и в основном уделом таксомоторов.
Своеобразен был и набор кузовов, характерный для американских автомобилей шестидесятых: большинство среди них составляли хардтопы — двух- и четырёхдверные. Если в предыдущее десятилетие этот кузов ещё сохраняли некий налёт престижности, то в шестидесятые двухдверные и четырёхдверные хардтопы были в модельных рядах всех производителей. Наиболее распространены были двухдверные хардтопы. Традиционные стоечные седаны и купе в эти годы предлагались практически исключительно в качестве бюджетных моделей, либо изредка использовались для спортивных модификаций из-за меньшей по сравнению с хардтопами массы. Из автомобилей высоких классов, стоечные кузова встречались, пожалуй, лишь на лимузинах, сделать которые хардтопами очень сложно технически. В остальном, особых изменений по сравнению с пятидесятыми годами не произошло, разве что ещё больше сократилось разнообразие и количество выпускаемых кабриолетов, да практически исчезли хардтопы-универсалы.
Что касается дизайна, то он менялся быстро, хотя и не так радикально, как на протяжении предыдущего десятилетия. В шестидесятые годы каждый из американских производителей старался создать свой, узнаваемый стиль, поэтому очень сложно дать ему общую характеристику. Для этого было бы необходимо дать полное описание всех модельных рядов всех американских производителей. Поэтому ограничимся лишь общим обзором.
Американские автомобили самого начала 1960-х годов, примерно до 1962—1963 года, у большинства производителей всё ещё в огромной степени находились под влиянием идей и течений предыдущего десятилетия. Получила массовое распространение «однорядная» облицовка передка, с радиаторной решёткой, расположенной между фарами; несколько ниже и менее экстравагантными стали хвостовые плавники; лобовые стёкла из панорамных стали полупанорамными или просто изогнутыми, без захода на боковину; плоская панель крыши стала доминировать, практически вытеснив характерную для 50-х купольную крышу. Таким образом, из стиля просто были экстерминированы его наиболее одиозные элементы, однако общая идея визуального оформления корпуса автомобиля по сравнению с 1959 модельным годом оставалась практически без изменений. Характерным примером здесь может служить «Кадиллак»:

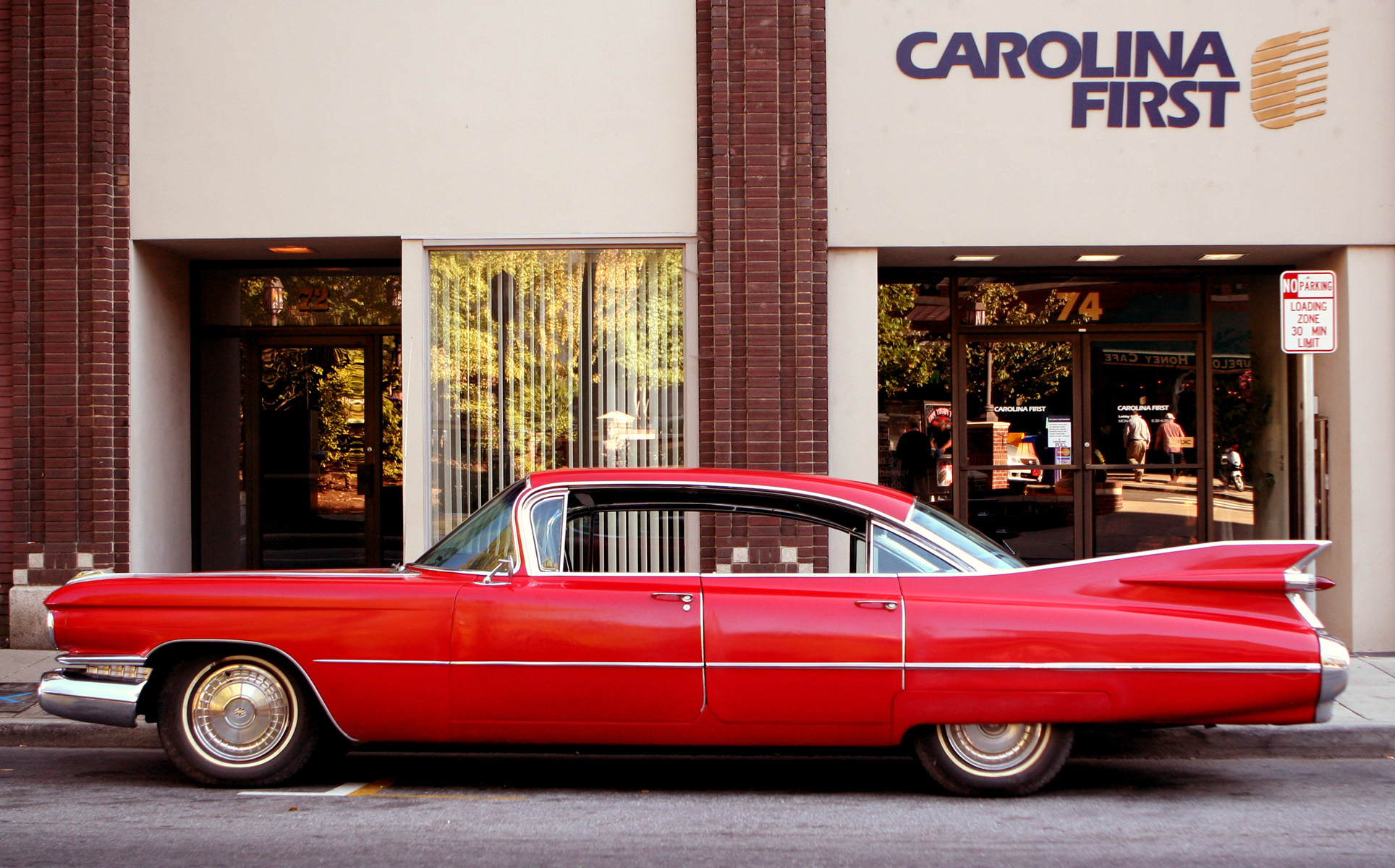
1959 Cadillac 4dr Hardtop

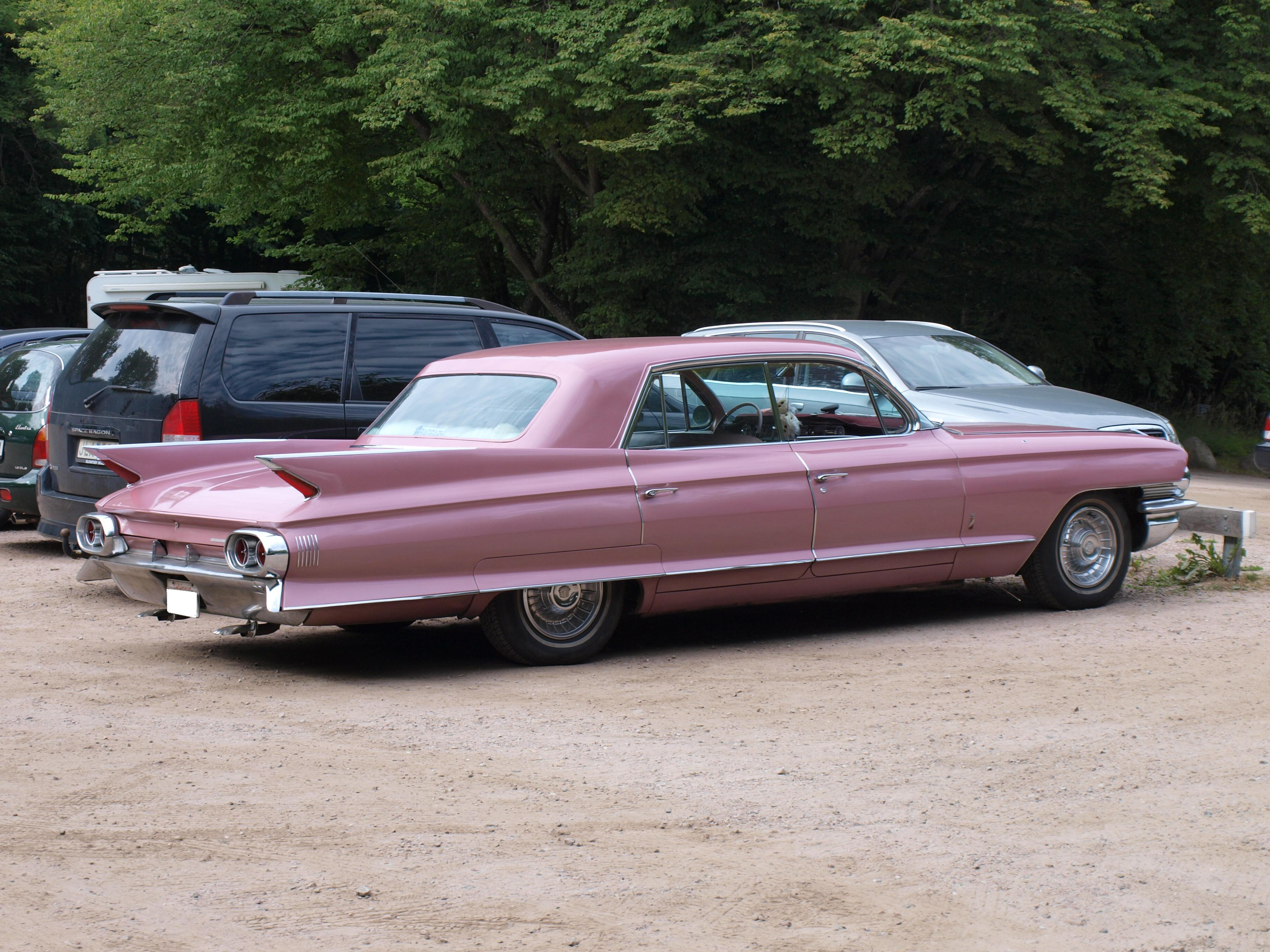
1961 Cadillac Fleetwood 4dr Hardtop

У продукции General Motors в этот период характерной чертой была горизонтальная выштамповка, идущая вдоль всей боковины и заходящая на заднюю и переднюю панели. Наивысшим её выражением стала формы автомобиля Chevrolet Corvair, у которого образованная выштамповкой «подоконная линия» полностью опоясывала кузов, визуально разделяя его на две части по вертикали:

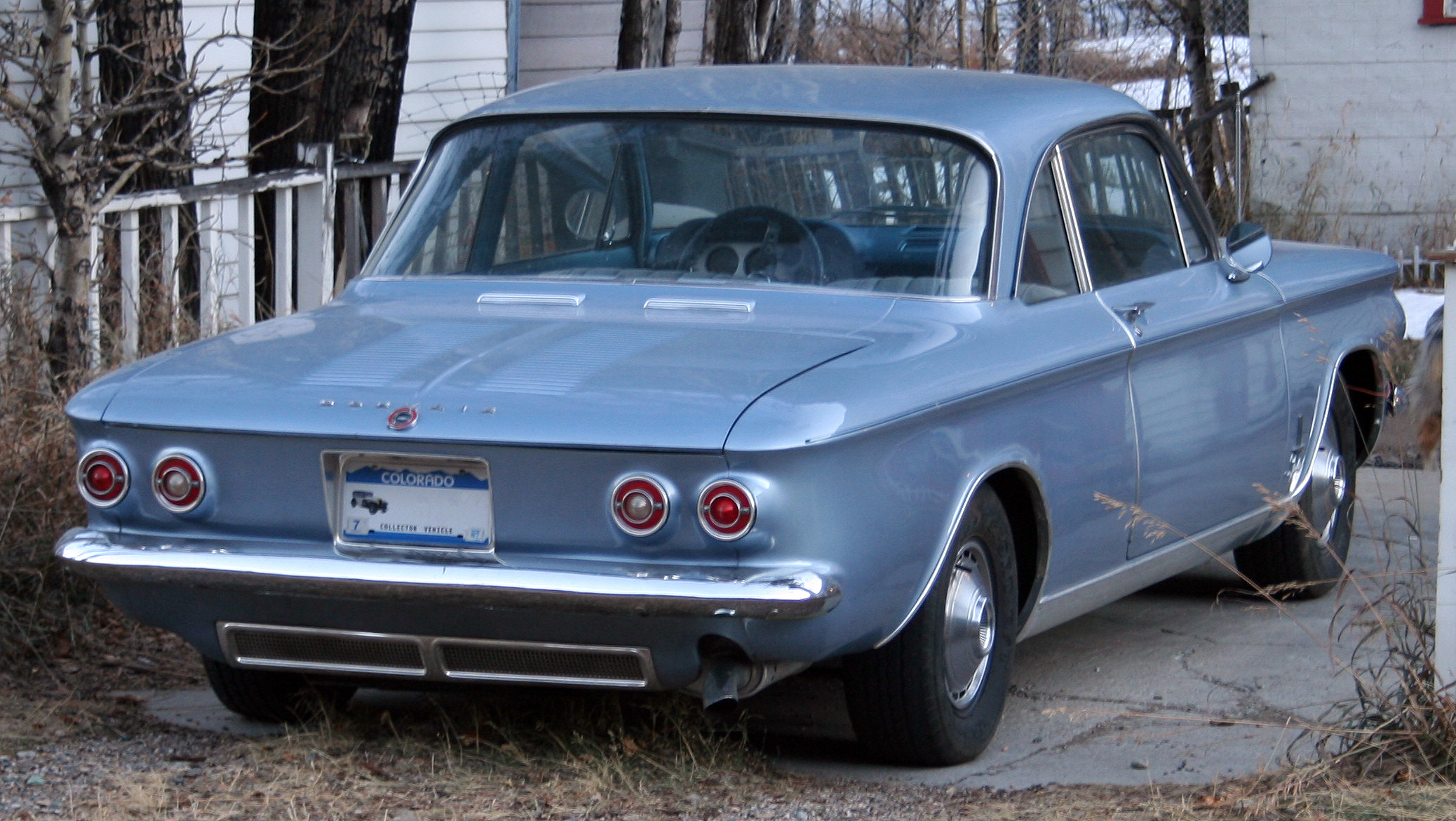
1960-64 Chevrolet Corvair

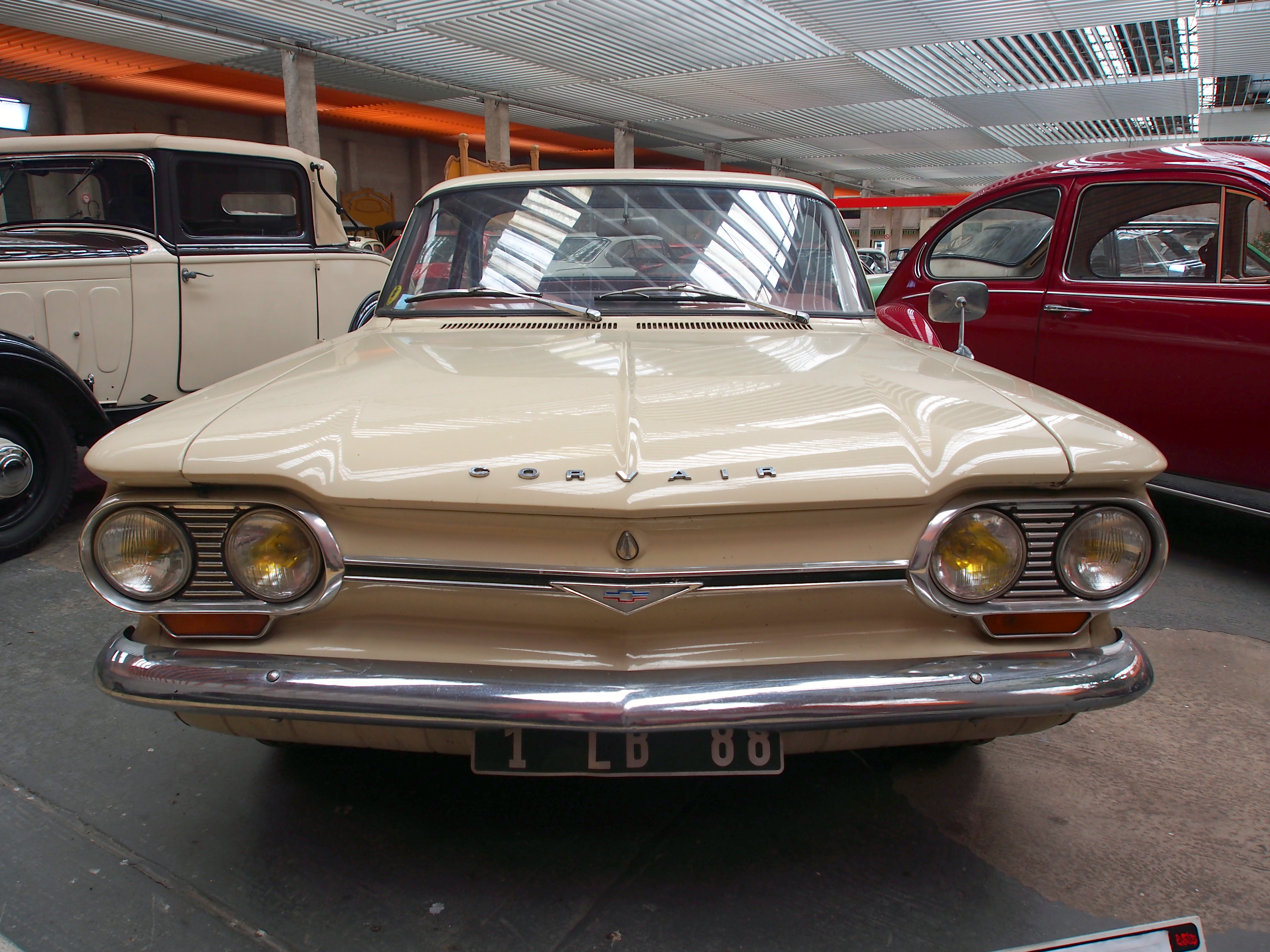
Оформление передка
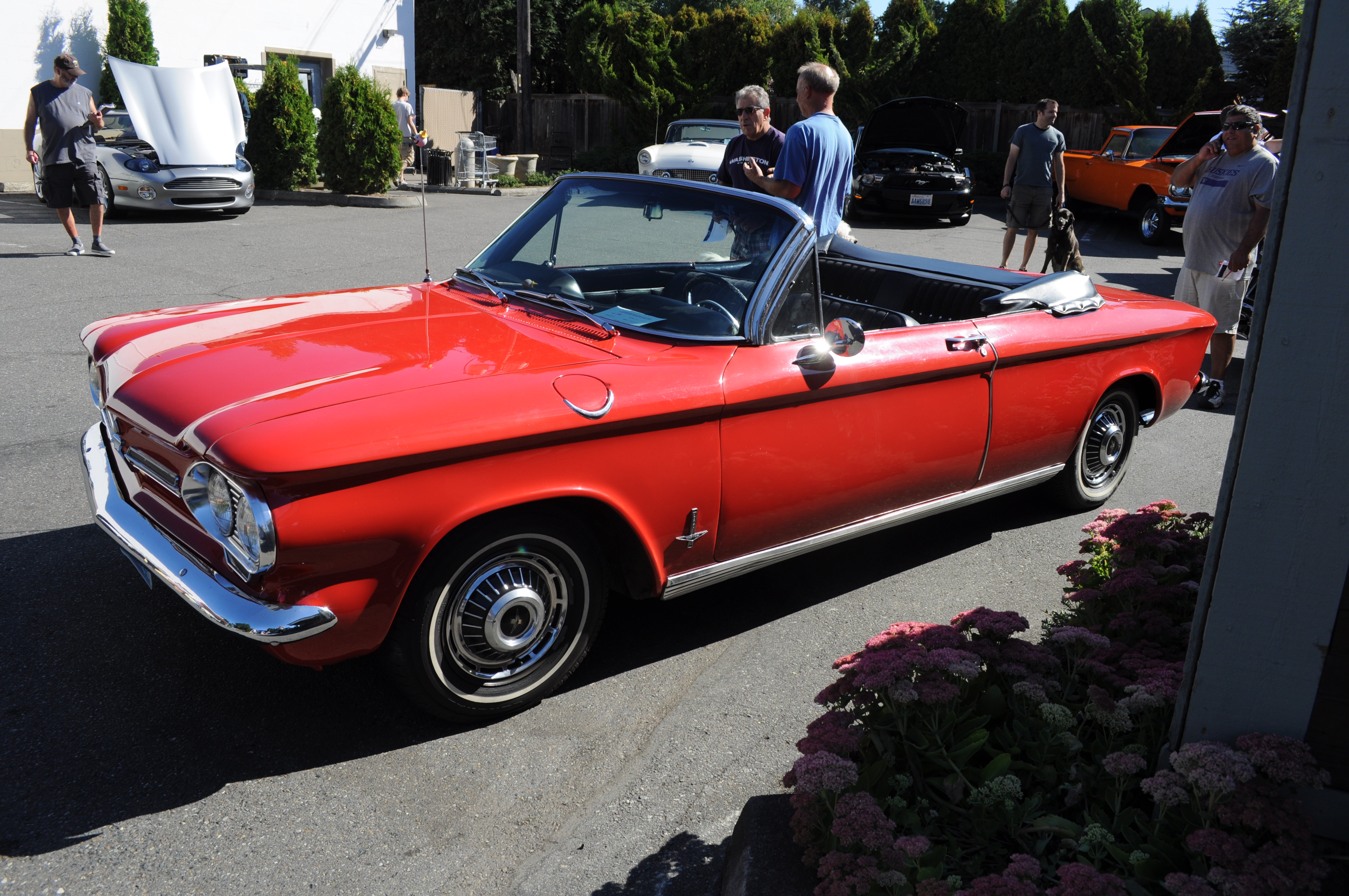
Вид сбоку
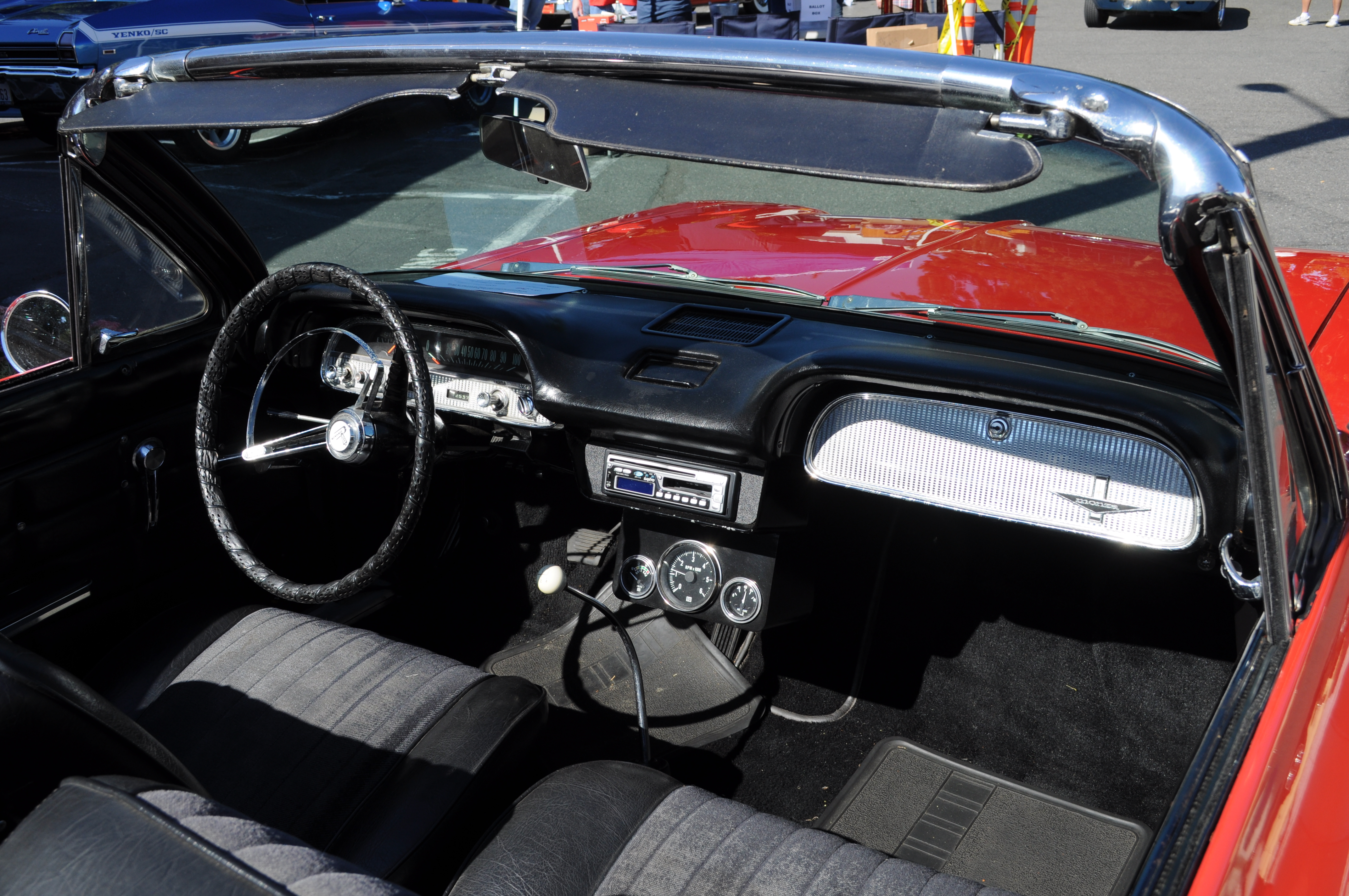
Интерьер

Следует, однако, помнить, что подобную, хотя и менее ярко выраженную, «подоконную линию» в том или ином виде имели в то время практически все автомобили GM, от полноразмерных «Шевроле» до показанного выше «Кадиллака». Между тем, именно «Корвэйр» благодаря использованию этого приёма в наиболее радикальном его варианте оказал весьма существенное влияние на ход развития мирового автодизайна; часто его называют одним из наиболее копируемых автомобилей в мире, и это высказывание недалеко от истины. При этом любопытно, что наибольшее число подражаний он вызвал не у себя на родине в США, где его дизайн посчитали излишне простым и пресным, а в Европе и Азии; достаточно вспомнить советские «Запорожцы» второго поколения и, к примеру, BMW начала 60-х годов, имевшие едва ли не в точности такую же опоясывающую «подоконную линию», разделяющую кузов на две части, а также многие другие модели. Заложенные в дизайне Corvair’а идеи — чистые линии, простые обводы, закруглённая задняя часть без каких либо намёков на хвостовые плавники, сравнительно скудная декоративная орнаментация — в значительной степени определили господствующий тренд и в американском дизайне 60-х годов.
«Форды» первой половины 60-х годов приобрели подчёркнуто-футуристичный дизайн, с более угловатыми обводами и акцентом на мотивах ракетно-космической техники, в частности, огромными круглыми задними фонарями, имитирующими ракетный выхлоп:

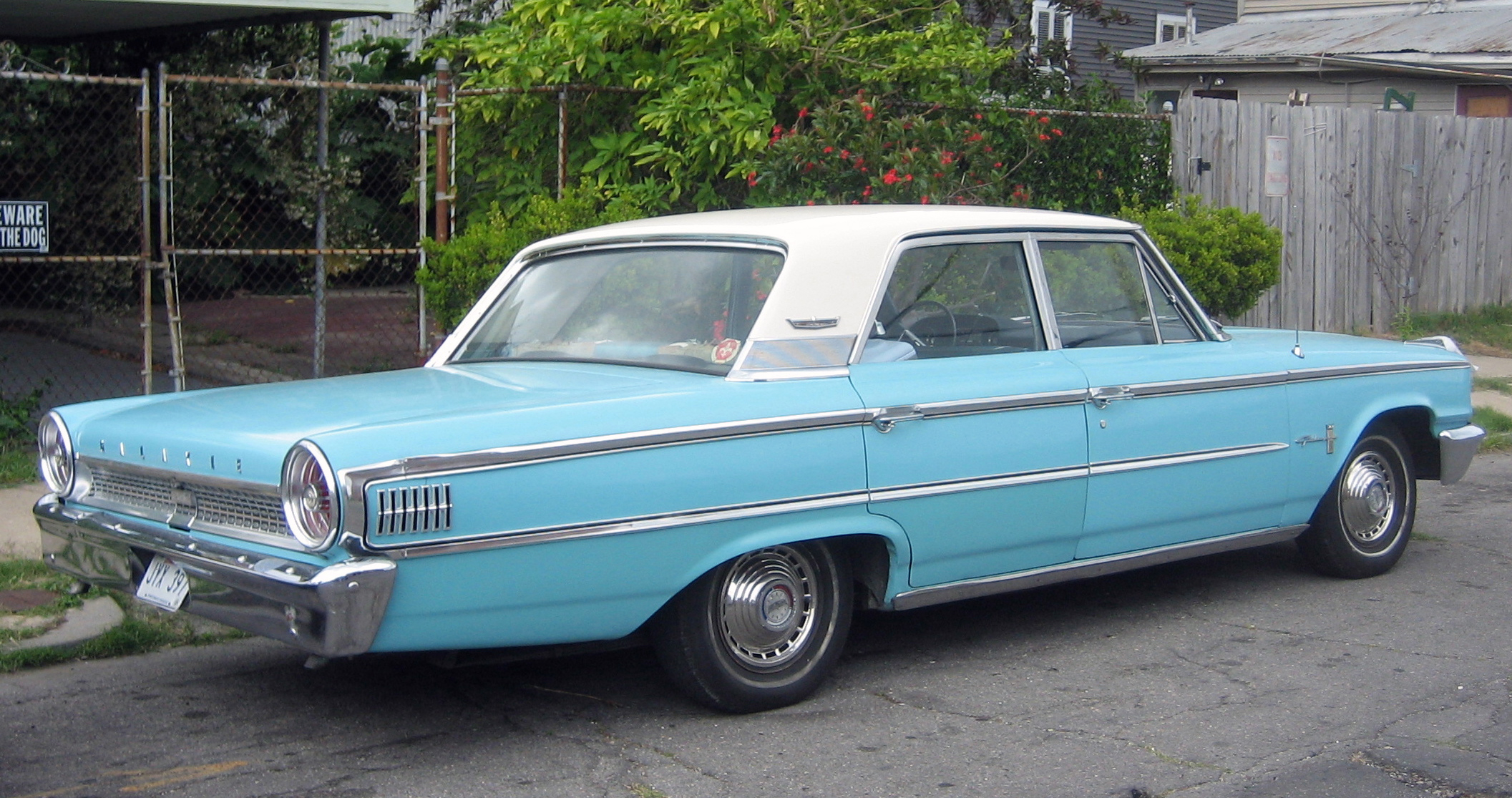
1963 Ford Galaxie

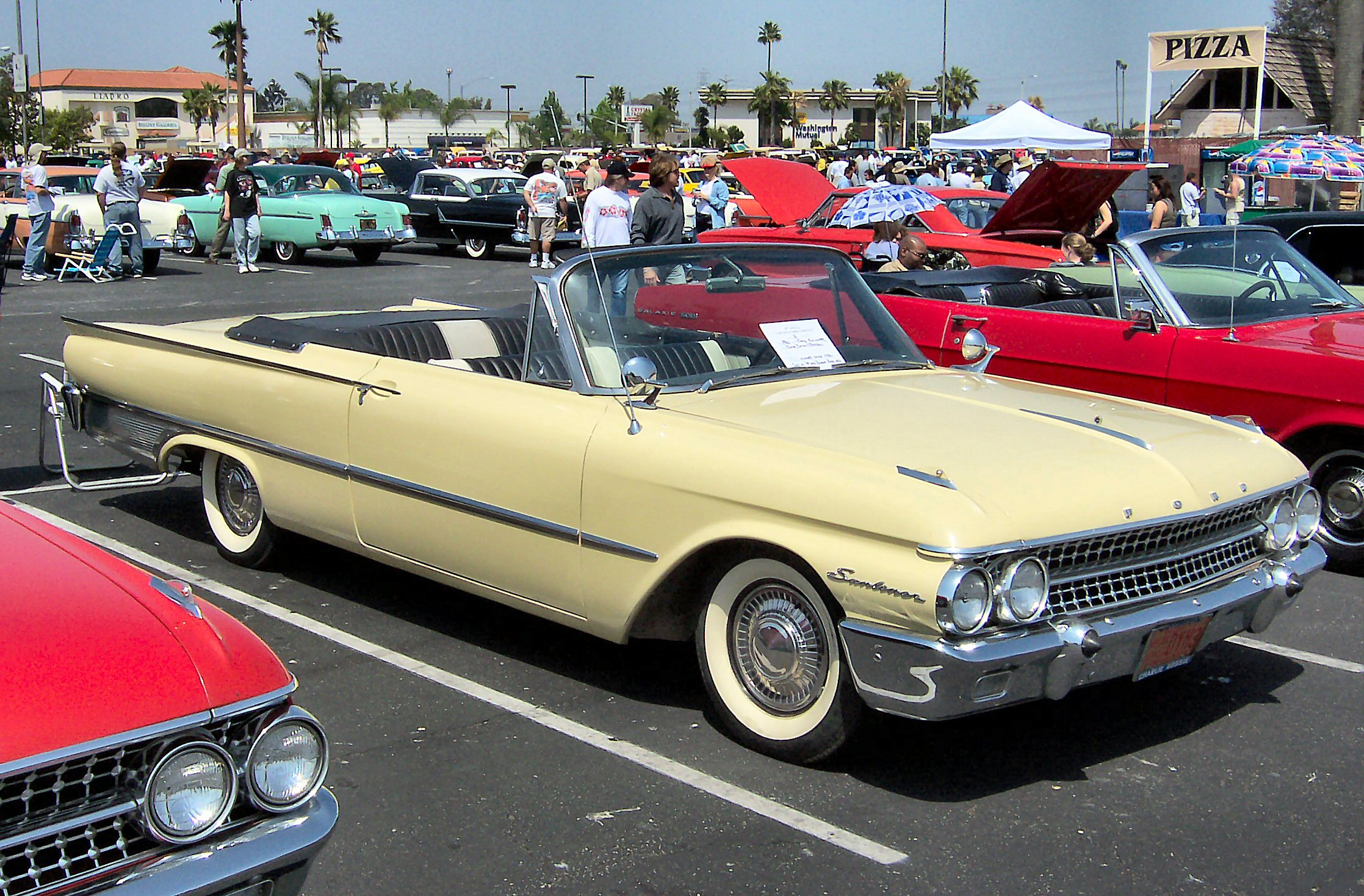
1961 Ford Galaxie
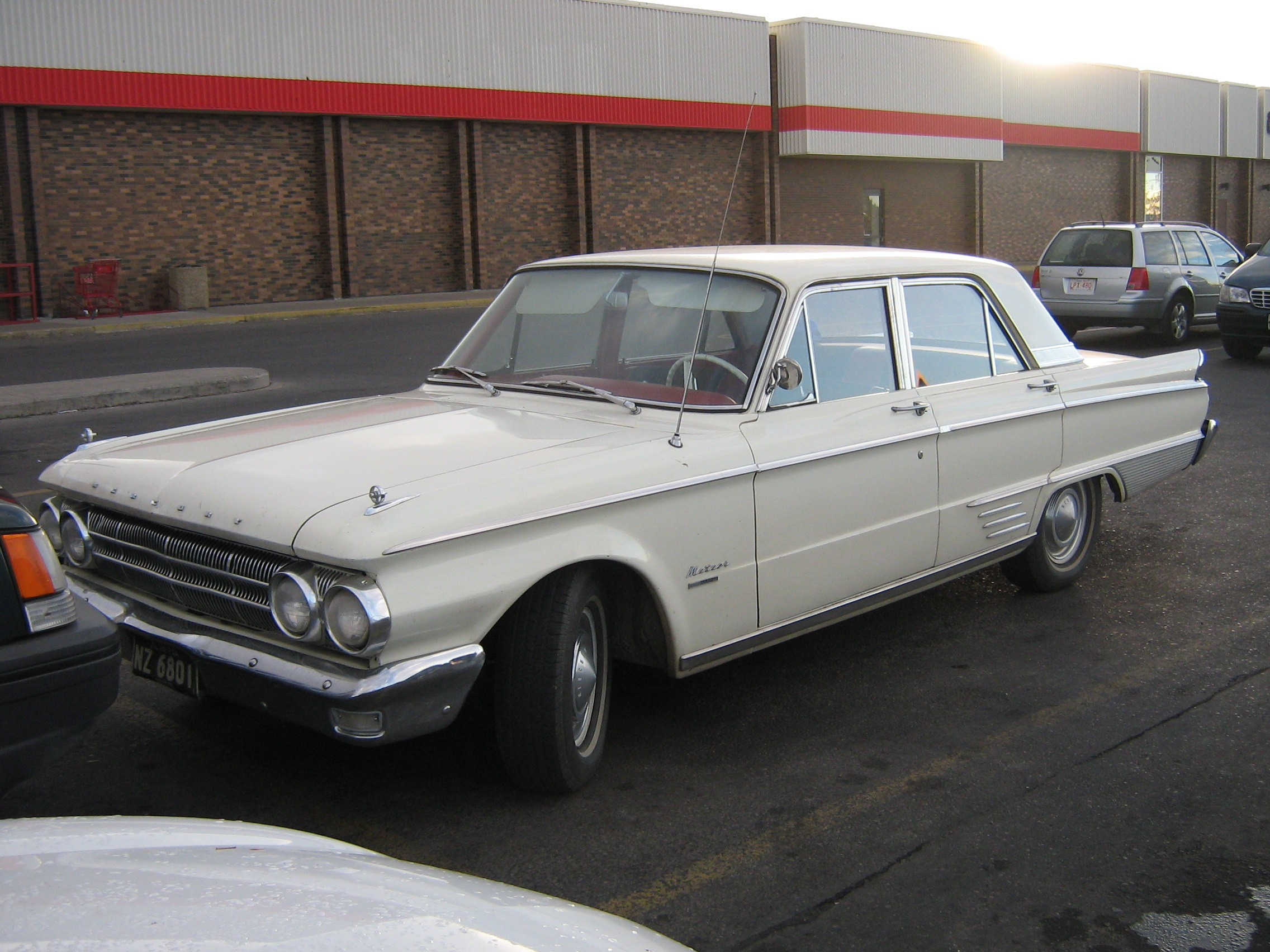
1962 Mercury Meteor
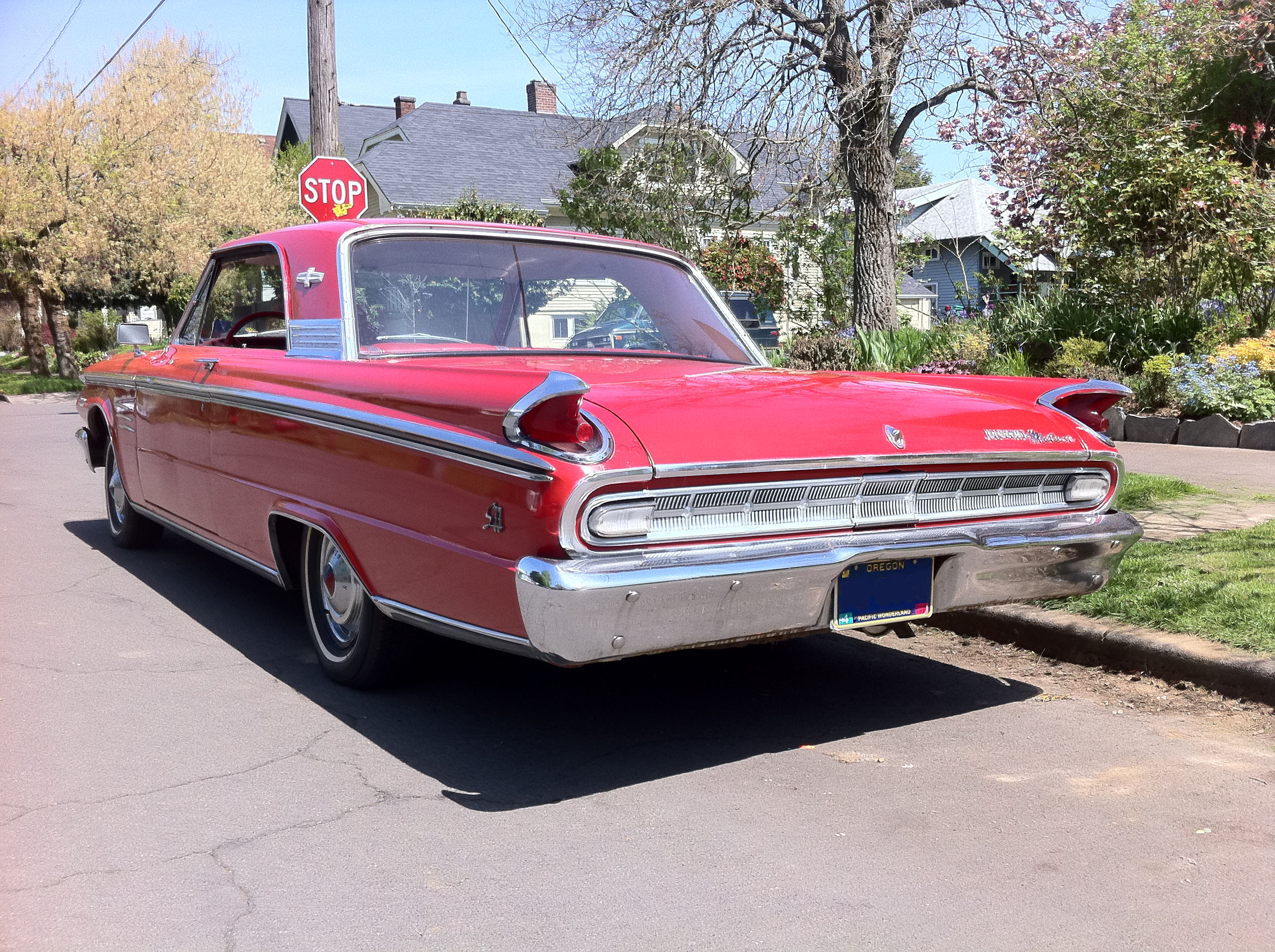
1963 Mercury Meteor

Наиболее характерным примером этого стиля была модель Ford Thunderbird 1961—1963 годов, которая, помимо огромных задних фонарей, имела заострённую носовую часть, а в варианте кабриолета ещё и полностью убирающийся электроприводом в багажник мягкий верх.

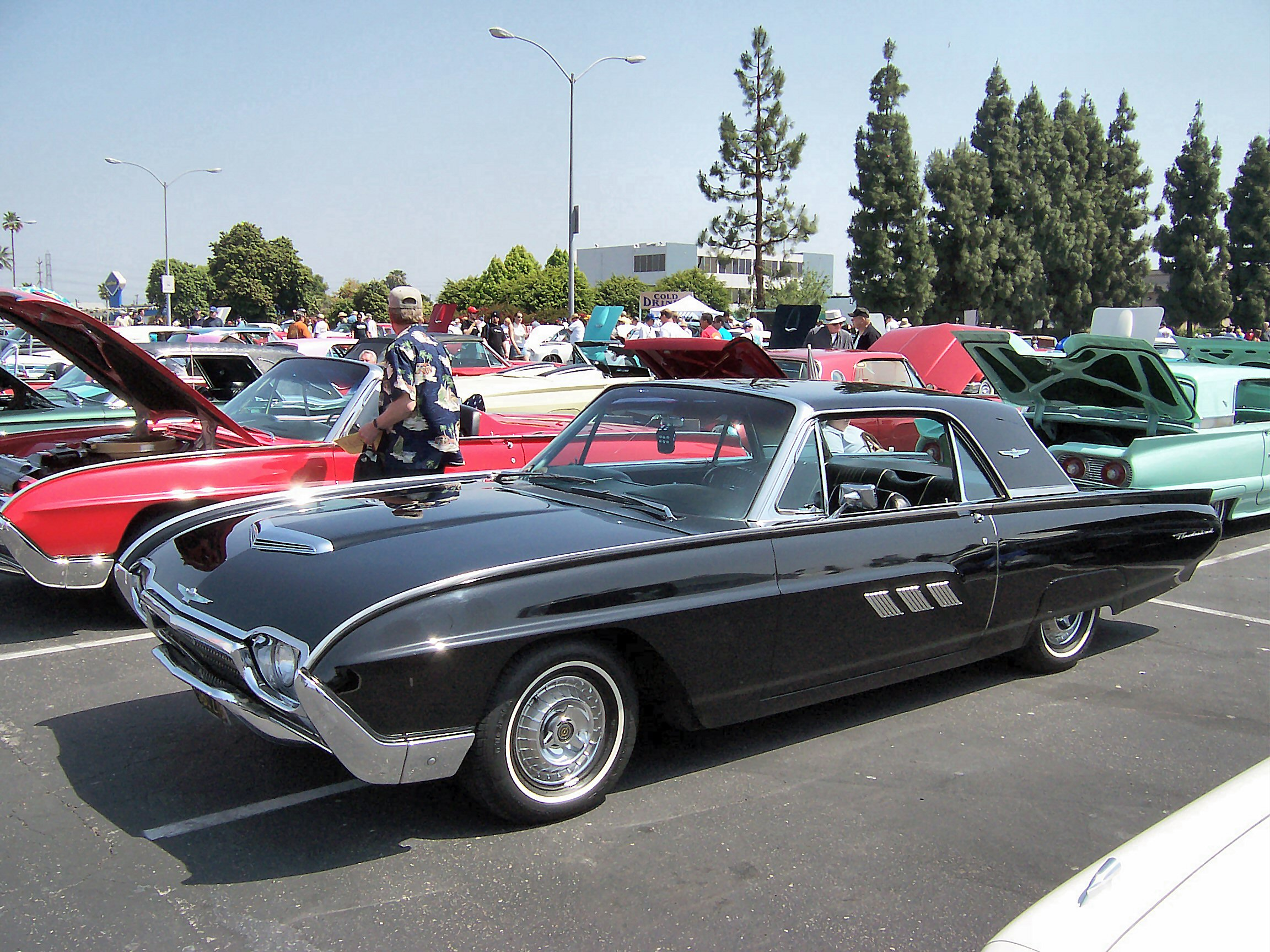
Ford Thunderbird в начале 1960-х сохранял плавники, но уже в рамках совершенно иного стиля

Очень важным и оказавшим весьма заметное влияние на стиль как шестидесятых, так и семидесятых годов автомобилем был Lincoln Continental (Lincoln — одна из марок, принадлежащих Ford Motor Company), созданный дизайнером Элвудом Энджелом к 1961 модельному году. Этот автомобиль отличали чистые, простые и оригинальные обводы кузова:

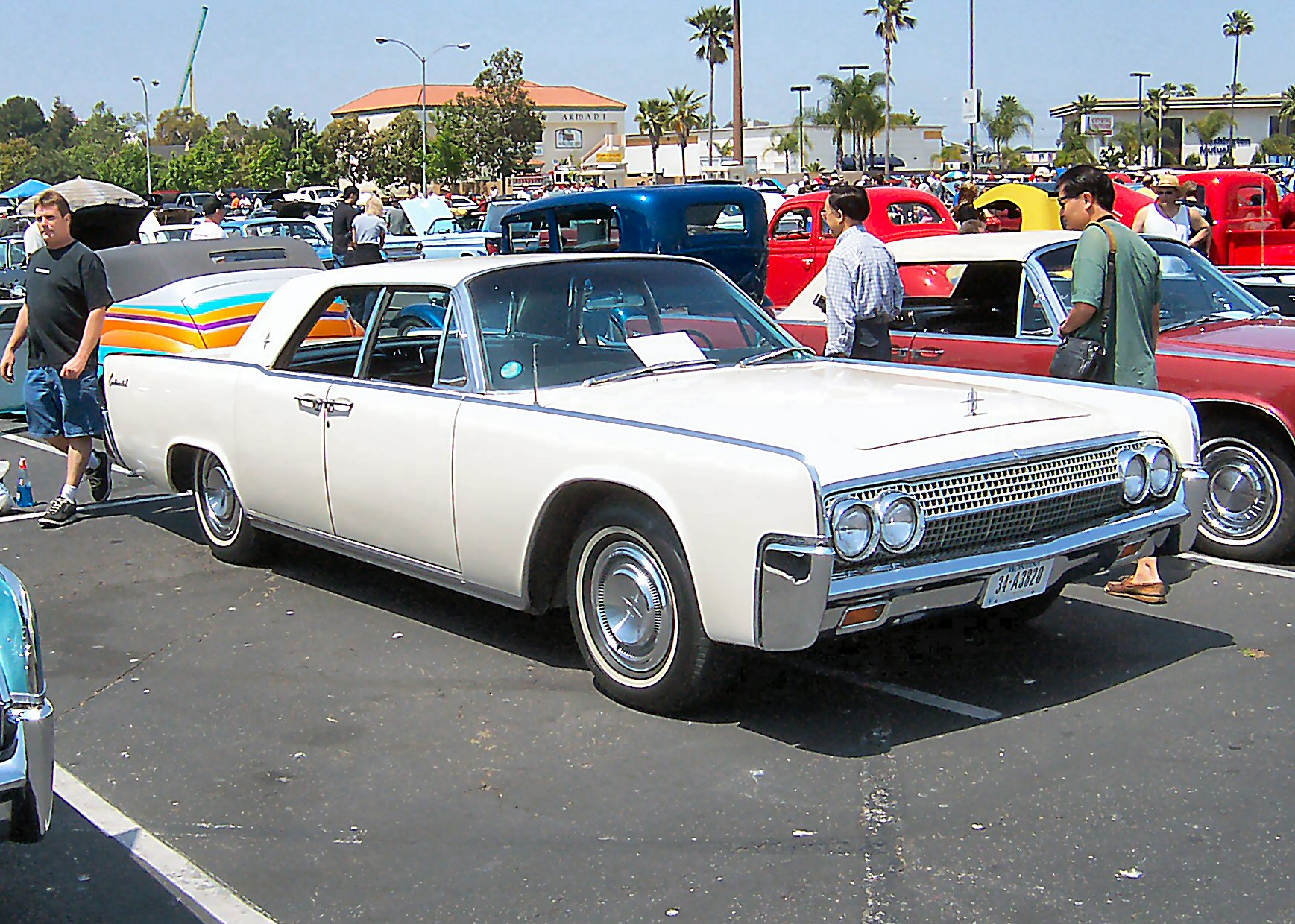
Lincoln Continental начала 1960-х

Он задал не только дальнейшее направление дизайна «Линкольнов», «Меркури» и, во многом, «Фордов», но и оказался архетипичным для американских автомобилей категории «люкс» на два десятилетия вперёд: большинство из них впоследствии приобрели немалое сходство с «Линкольнами» — те же плоские борта, спереди и сзади выходящие за габарит собственно машины, опоясывающие боковины хромированные молдинги, аналогичное оформление бамперов, и так далее. Таким образом, работы Энджела оказали огромное влияние на американский автомобильный дизайн в целом.
Наиболее консервативно выглядела в период 1960—1963 годов продукция «Крайслера», которая в целом сохраняла стилистику конца пятидесятых годов, заданную тогдашним главой отдела дизайна этой компании, Вирджилом Экснером. В моделях начала 60-х она выродилась в исключительно тяжеловесную, часто практически комичную:

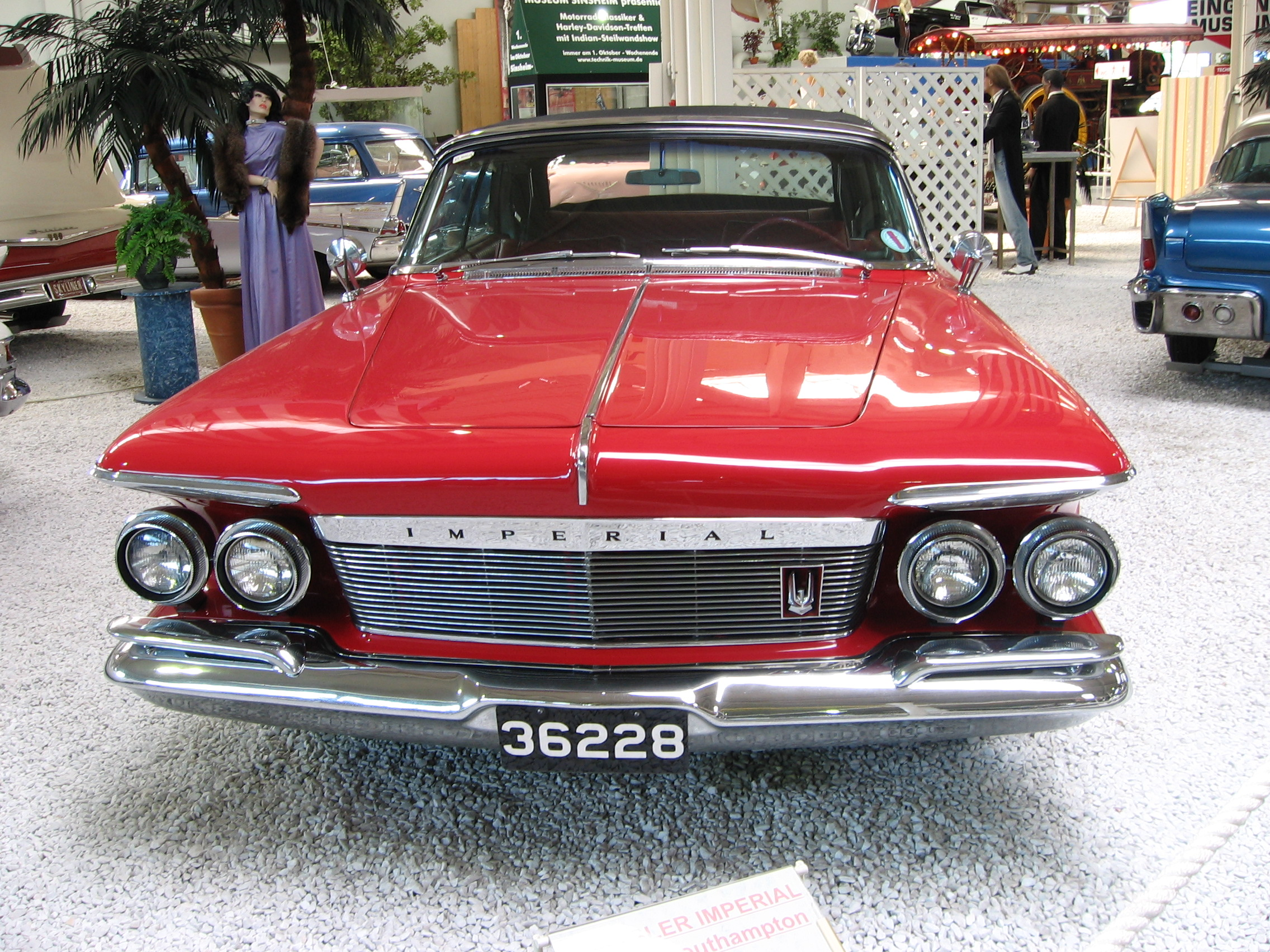
1960 Imperial

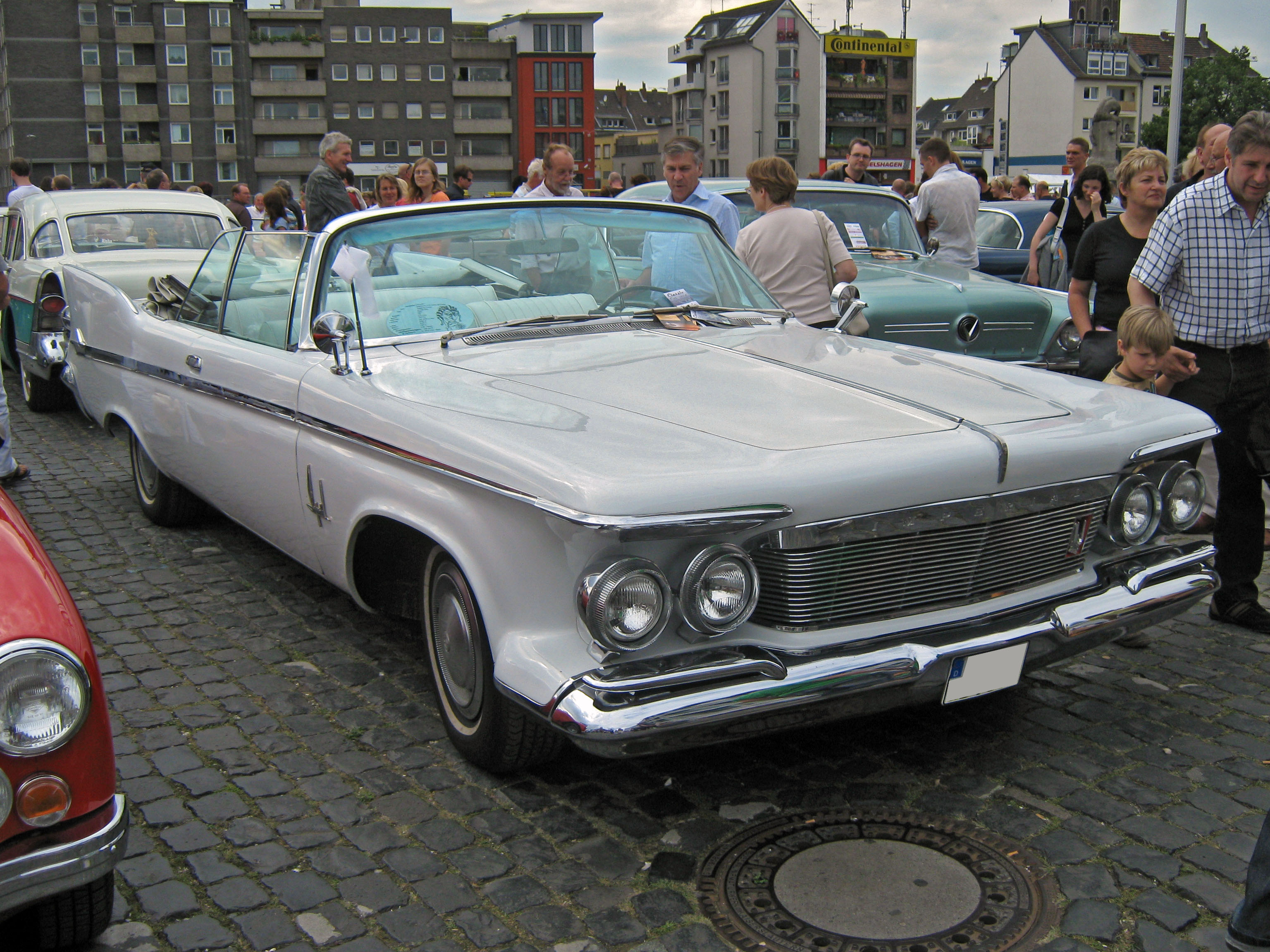
1961 Imperial с отдельными фарами
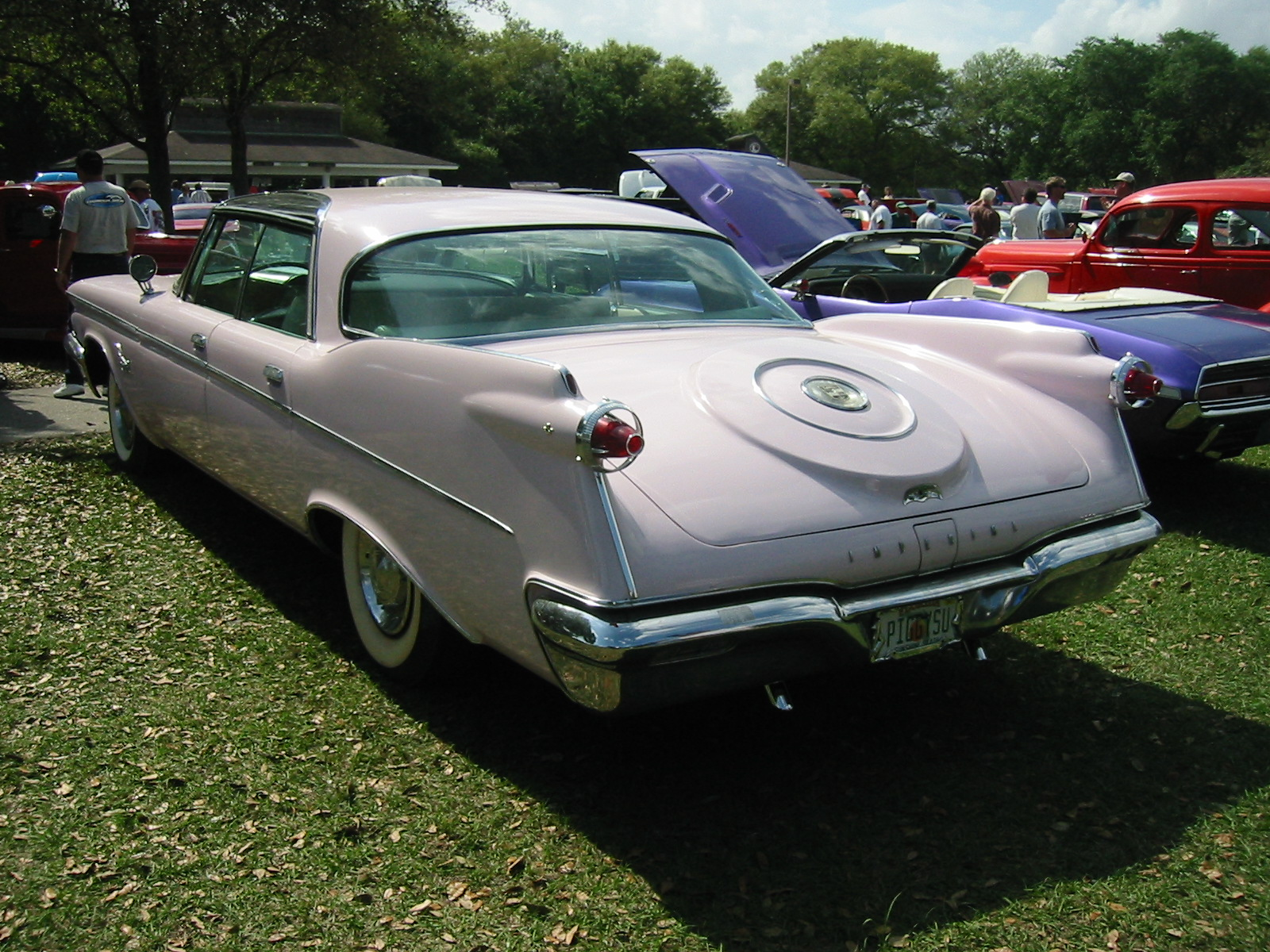
Выштамповка на крышке багажника получила прозвище «стульчака унитаза»
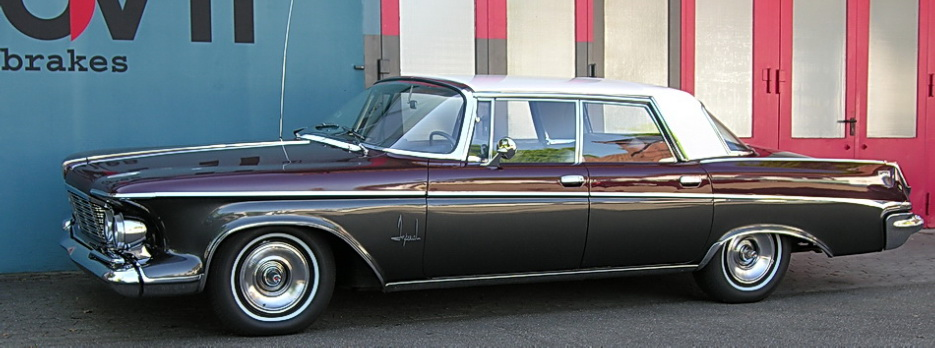
1963 Imperial 4dr HT

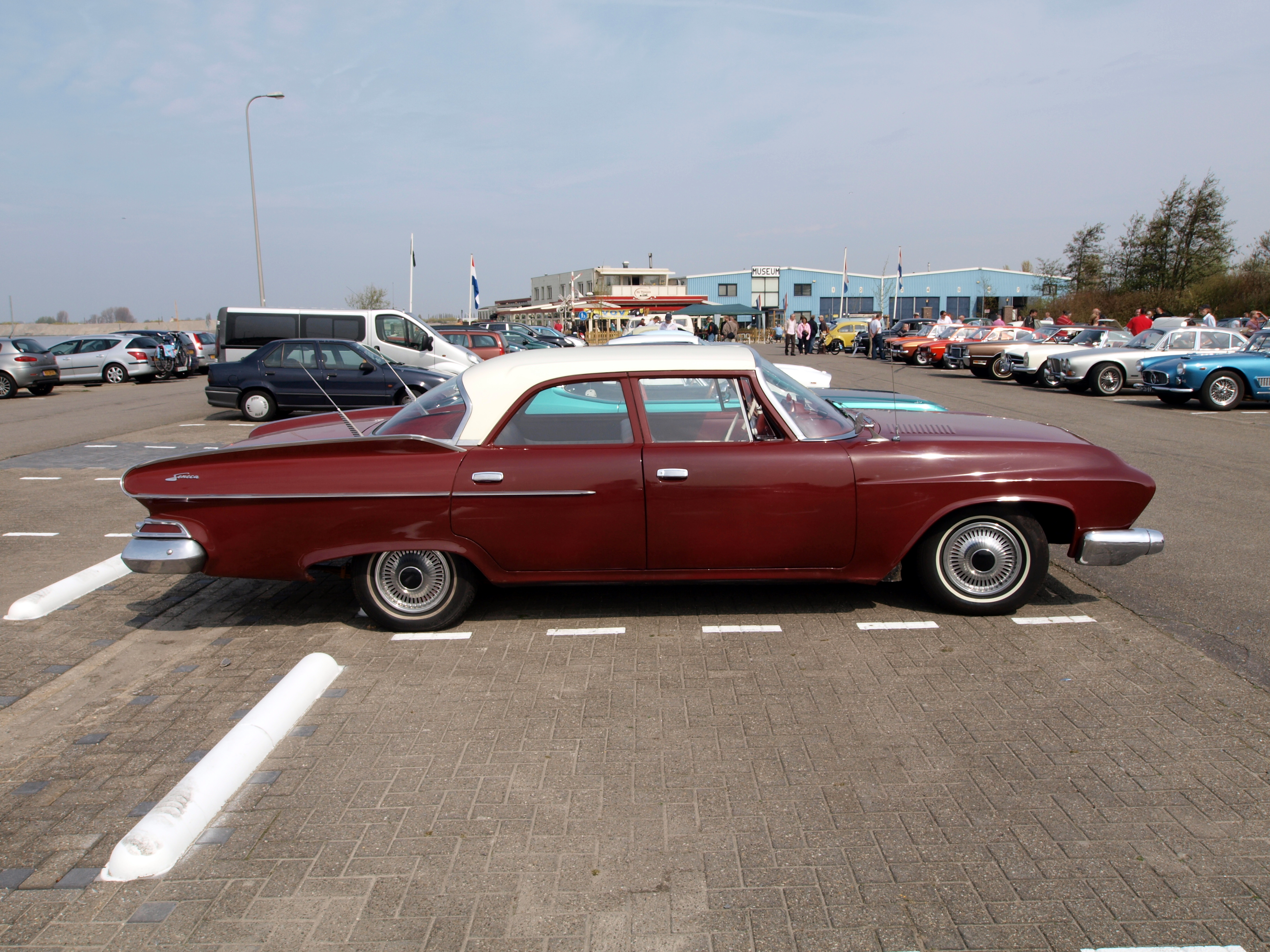
1961 Dodge Seneca
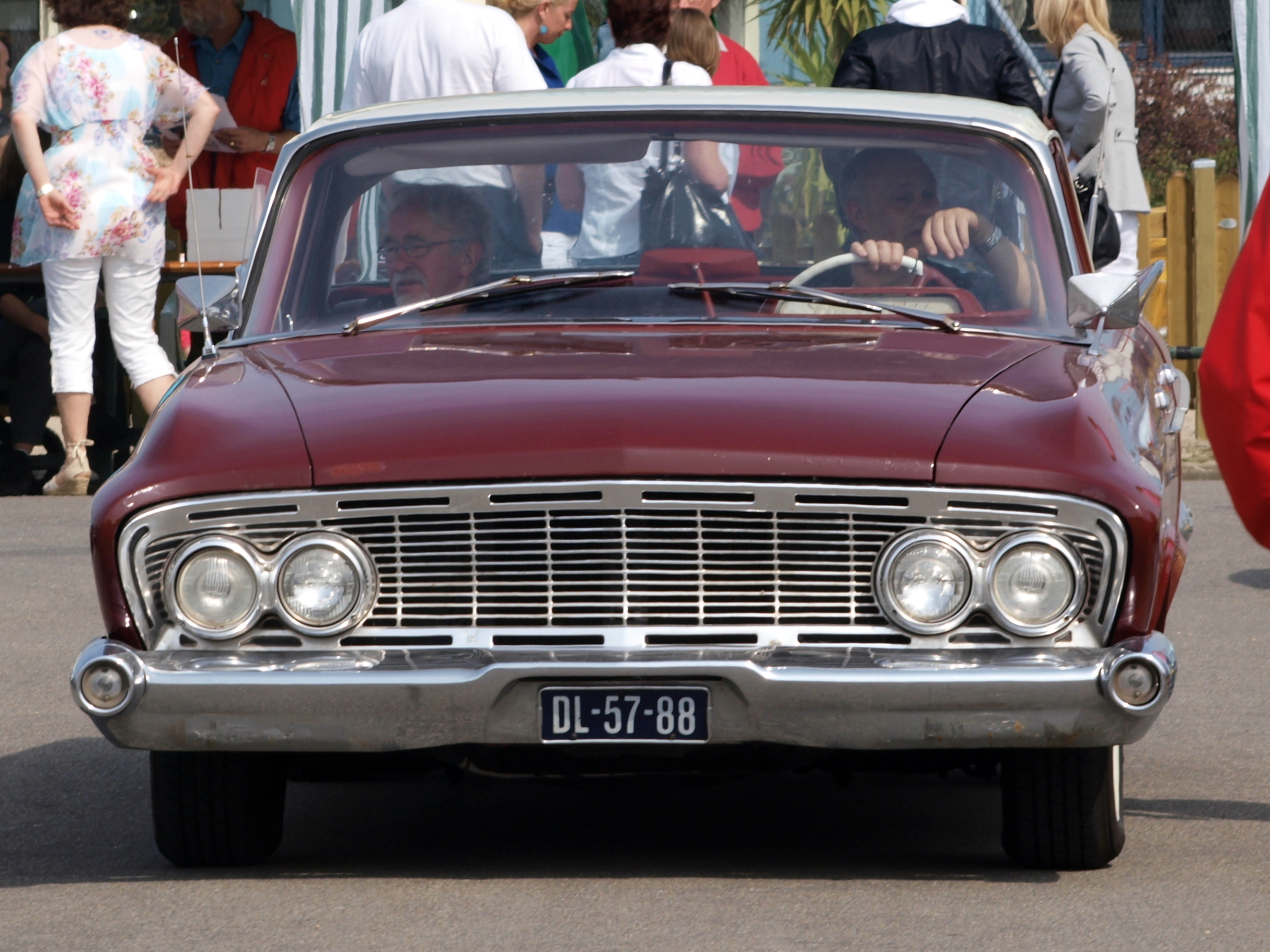
Спереди
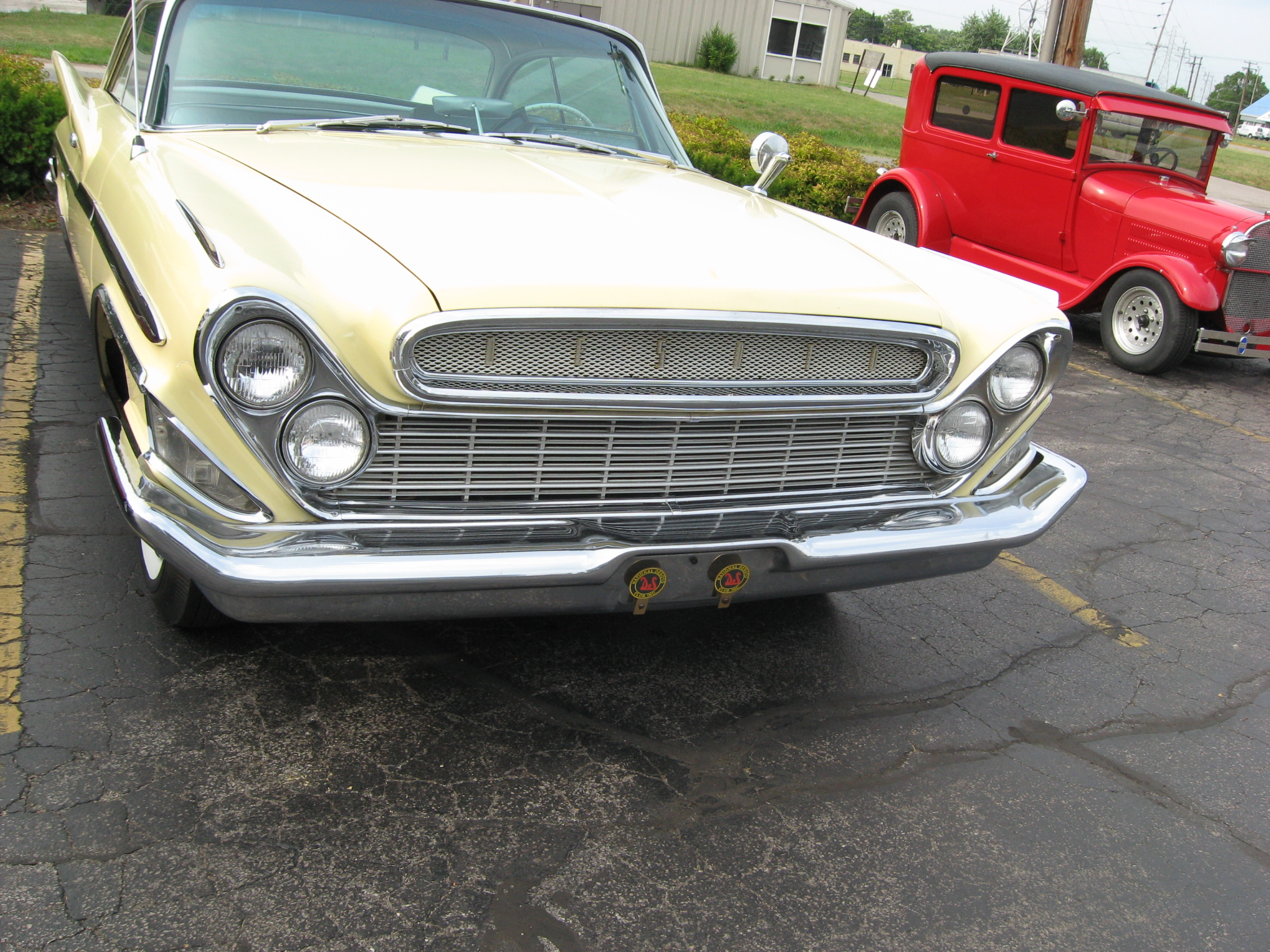
1961 DeSoto

В эти годы дизайн «Крайслера» — явного лидера в 1957—1959 годах — оказался в упадке. Значительную роль здесь сыграла тяжёлая болезнь Вирджила Экснера, замены которому на его посту найдено так и не было, в результате чего в 1961 и 1962 модельных годах серию практически без доработки пошли его ещё очень сырые, по сути поисковые, макеты, отличавшиеся весьма экстравагантным и далеко не для всех привлекательным дизайном:

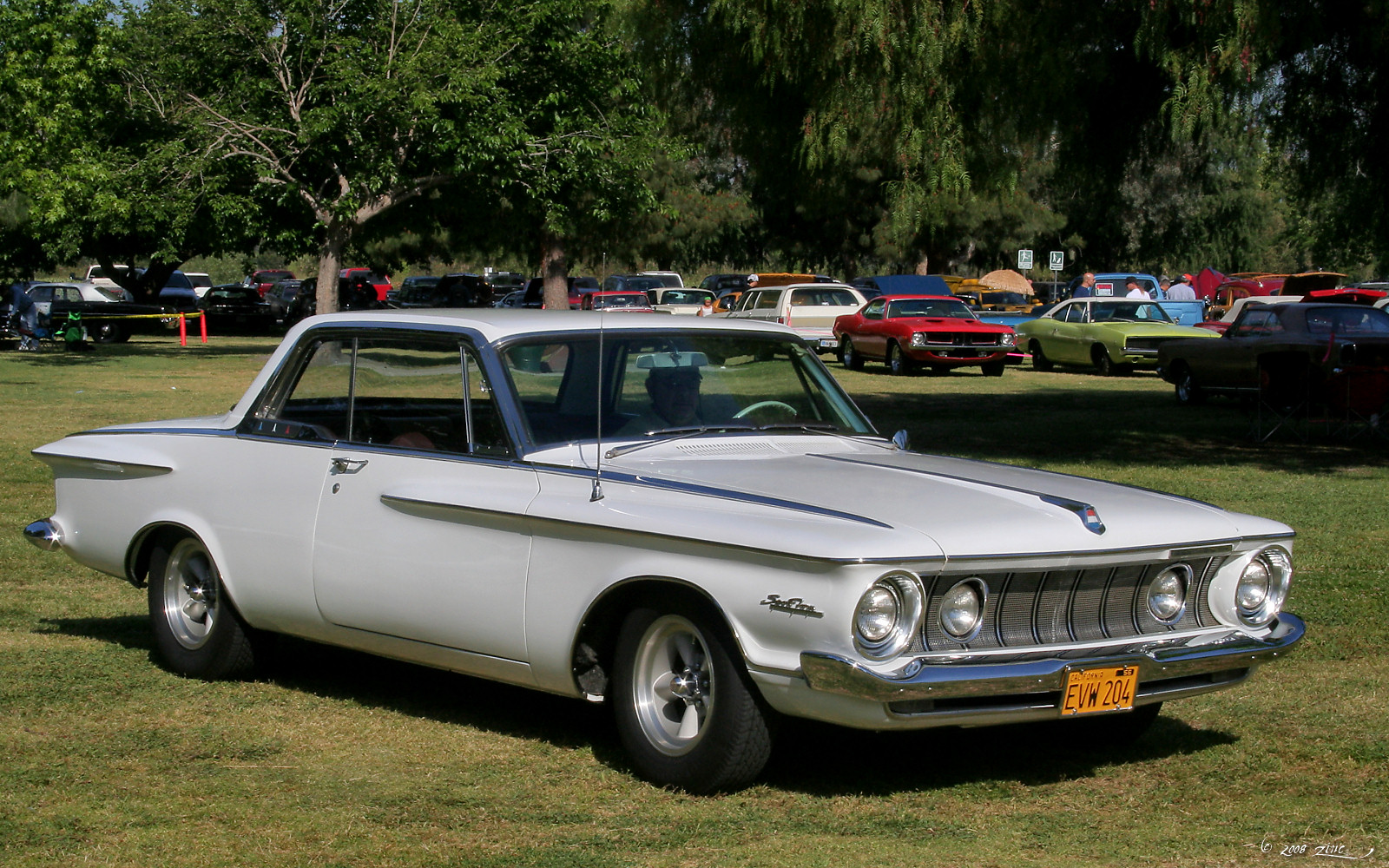
1962 Plymouth Fury

Для следующего этапа в развитии американского автомобильного дизайна этого десятилетия оказался характерен стиль, который можно охарактеризовать как «упрощённый». Для большинства автомобилей этого периода характерны простые обводы, необходимый минимум хрома, относительно тонкие и простые бампера, скромность и лаконичность экстерьера и интерьера. Некоторые модели в этот период стали смотреться практически «по-европейски» — например, Plymouth Valiant, что связано с отмечающимся с конца пятидесятых годов ростом интереса к компактным автомобилям и усилением конкуренции с недорогими импортными европейскими моделями.
В наибольшей степени он был свойственен продукции GM, которая после 1962—1963 модельных годов претерпела весьма радикальные изменения внешнего облика, быстро став из «переходных» типичными угловатыми автомобилями 1960-х годов, как этот Chevrolet модели 1963 года:

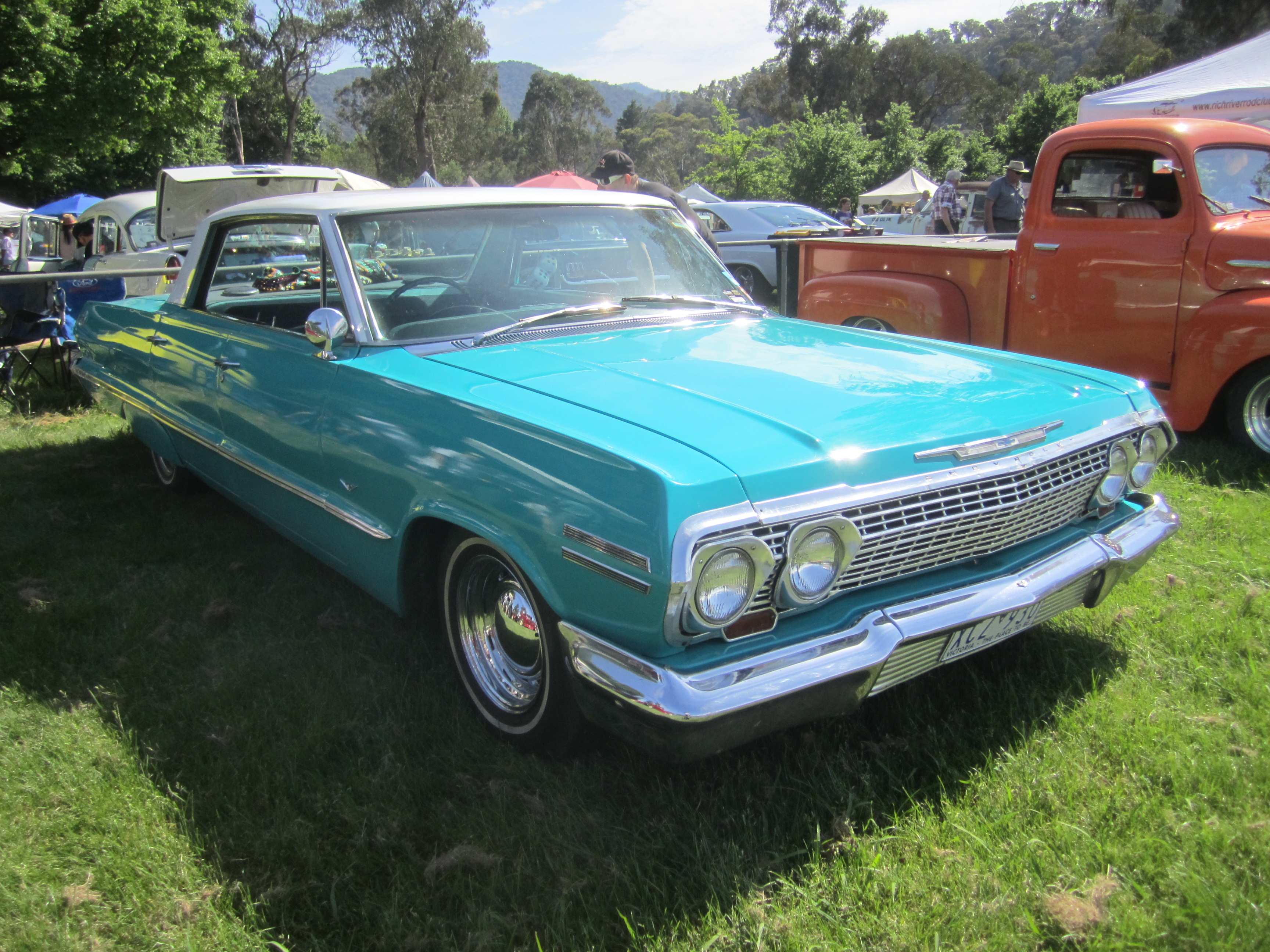
1963 Chevrolet Bel Air 4dr Hardtop

Примером того же стиля может служить и уже описанный выше «Опель Рекорд» — фирма «Opel» является европейским филиалом General Motors, и в те годы в вопросах стиля довольно точно следовала американским моделям компании.
Подразделения компании Ford в основном последовали этому тренду в своих моделях 1965 года, что хорошо видно по сравнению Mercury модели 1964 года, с его явно «переходным» от стиля 50-х к стилю 60-х годов дизайном, и 1965 года, выполненного в характерном «плоскостном» стиле шестидесятых:

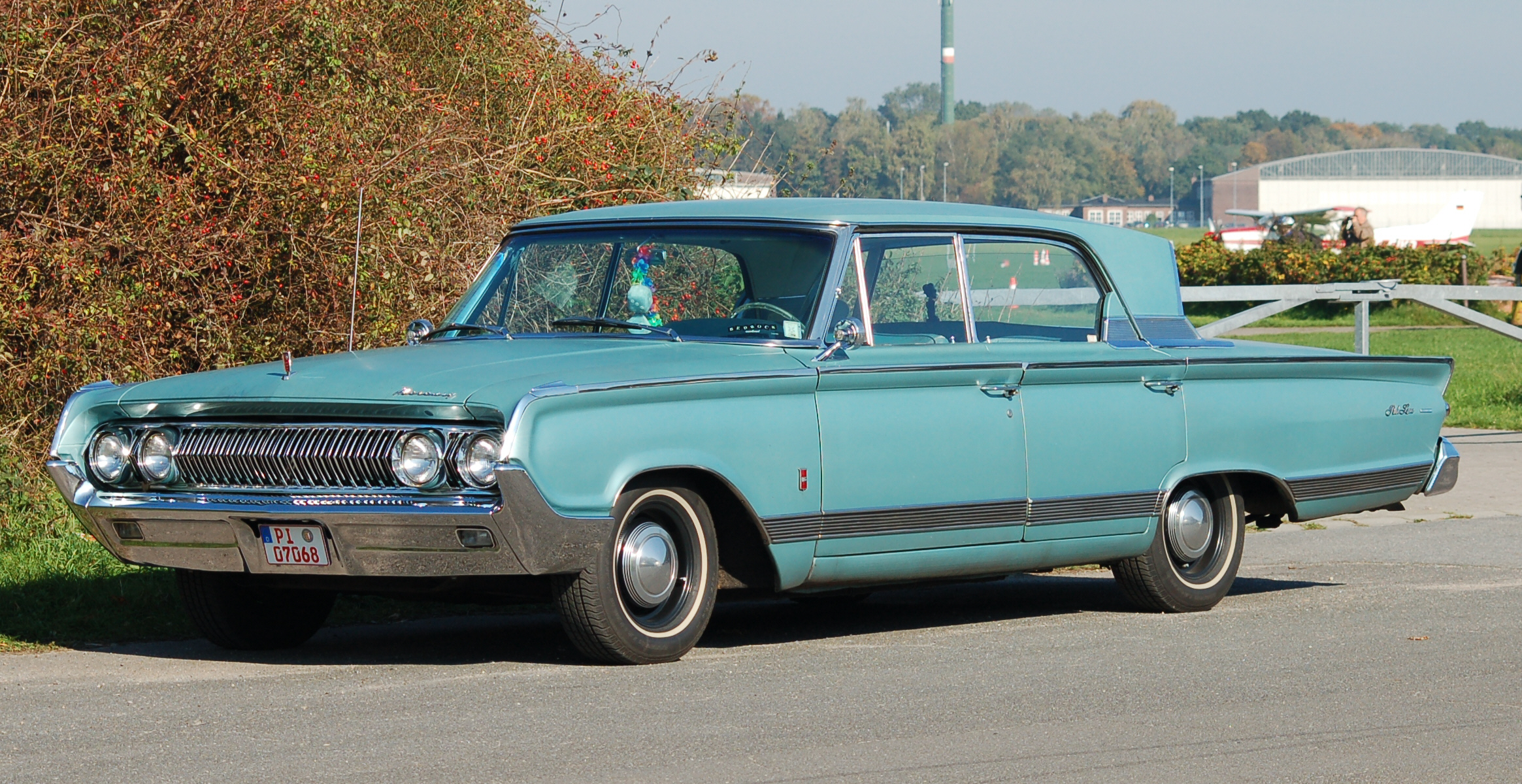
1964 Mercury Park Lane 4dr Hardtop

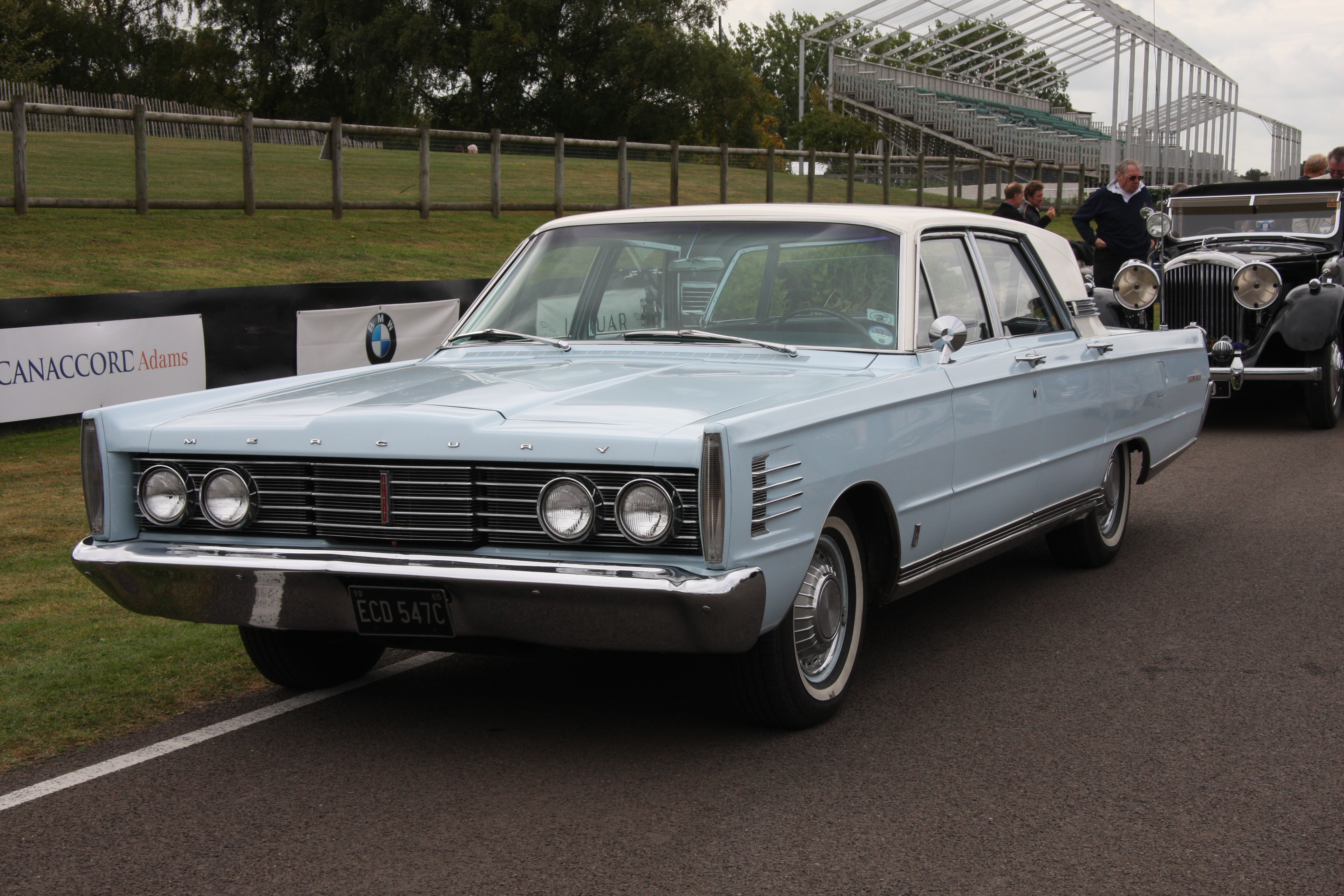
1965 Mercury Montclair 4dr

В том же самое время приобрела аналогичные черты и продукция «Крайслера»:

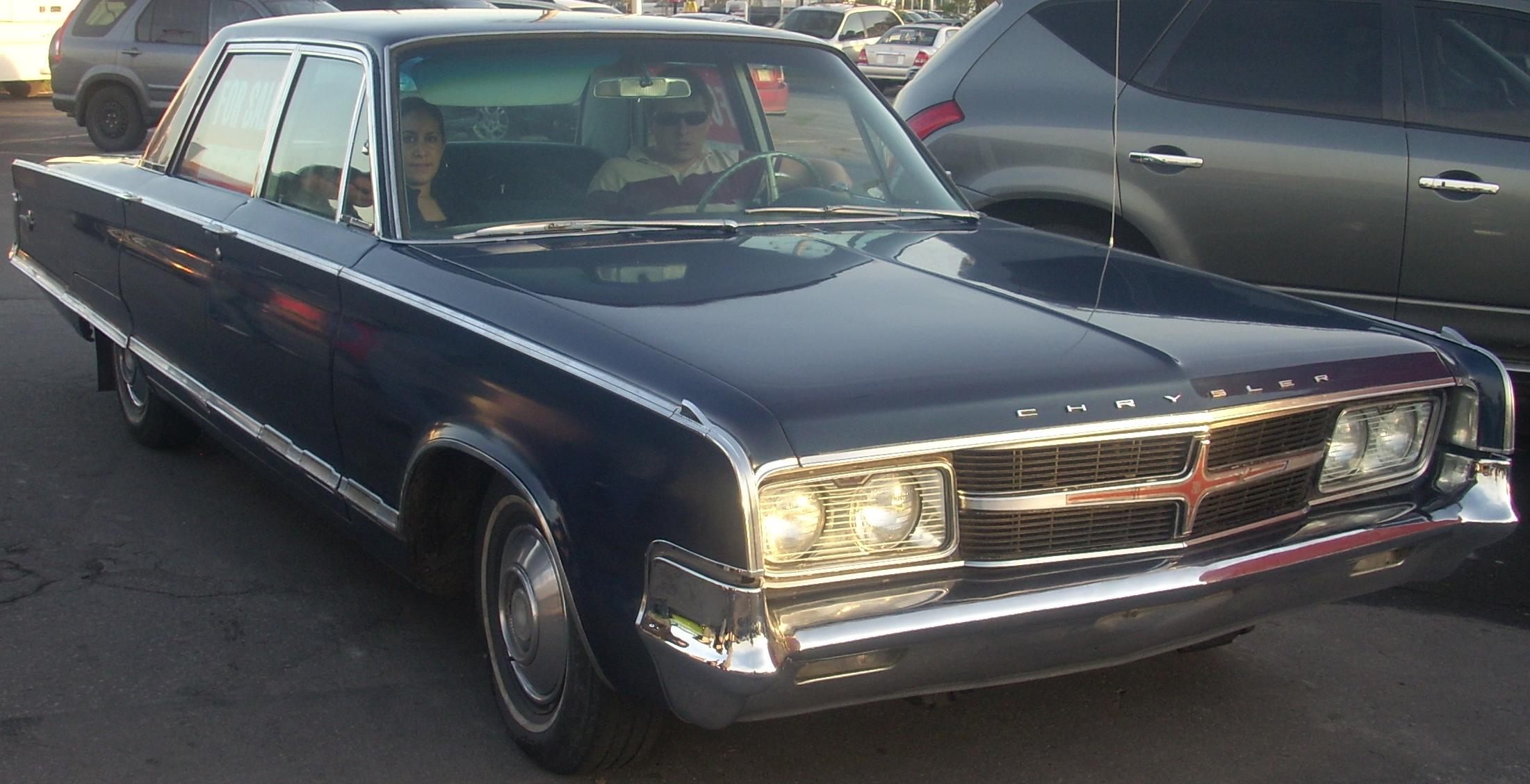
1965 Chrysler 300 4dr

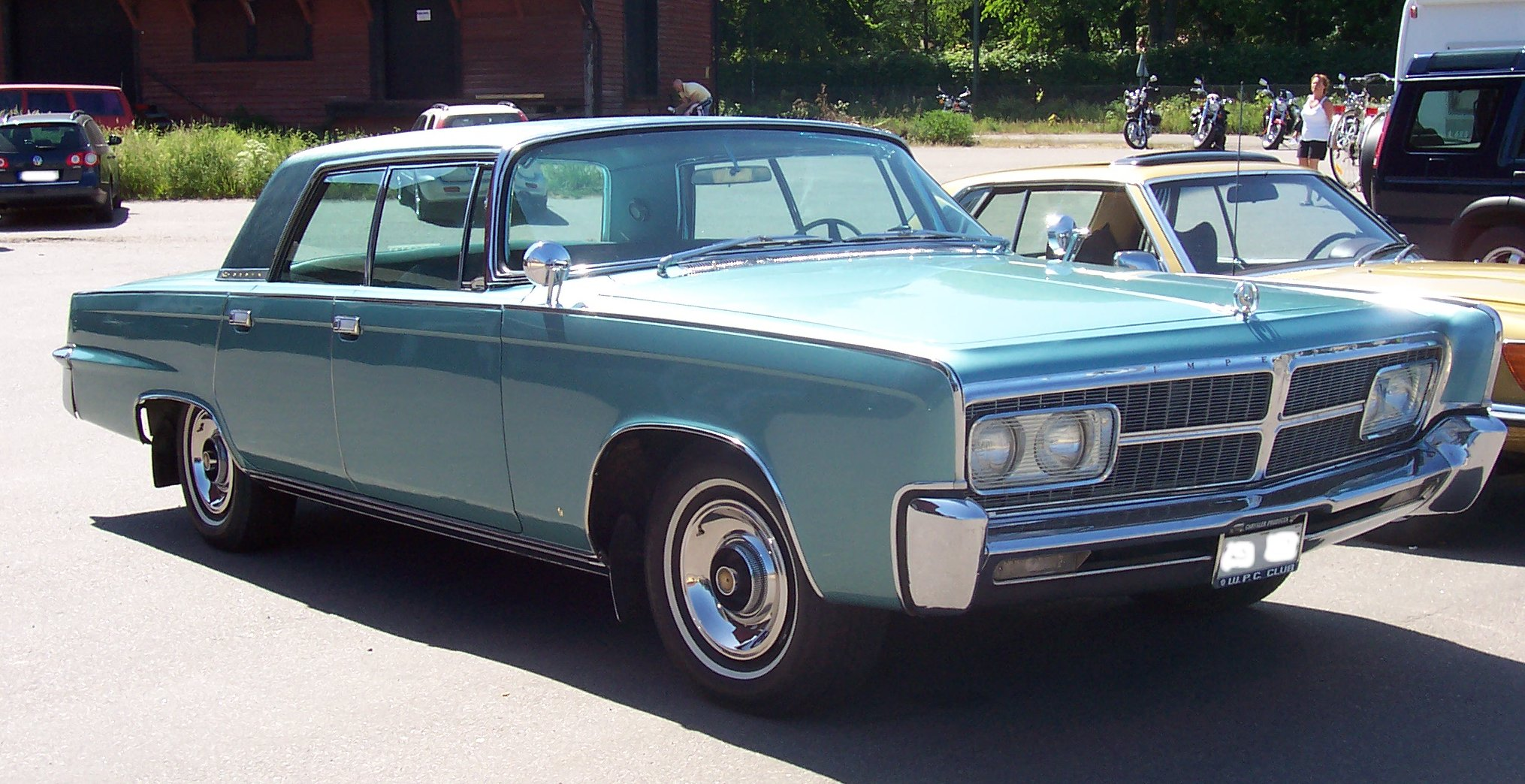
Созданный Энджелом Imperial 1965 года, весьма напоминающий его предыдущую работу — Lincoln Continental и продукцию «Форда» вообще

Как видно, выход из корпоративного кризиса начала десятилетия был найден, но обошёлся компании дорогой ценой: приглашённый на место Экснера Элвуд Энджел, бывший шеф-стилист «Форда», утвердил своё, совершенно не связанное с корпоративными традициями видение дизайна, во многом перенесённое со своего предыдущего места работы.
Характерной чёрточкой оформления передка у многих автомобилей этого периода стало вертикальное расположение спаренных по две фар, впервые в Америке появившееся на «Понтиаках» в 1963 модельном году — хотя не все производители принимают эту стилистику, она была весьма широко распространена в середине шестидесятых годов, как, например, на этом «Форде» 1965 года:

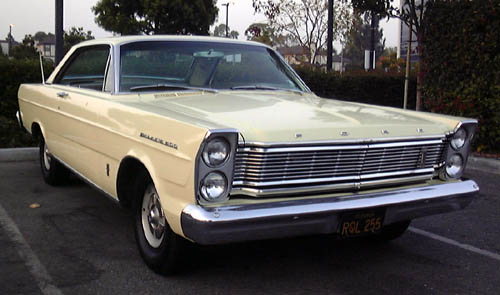
1965 Ford Galaxie

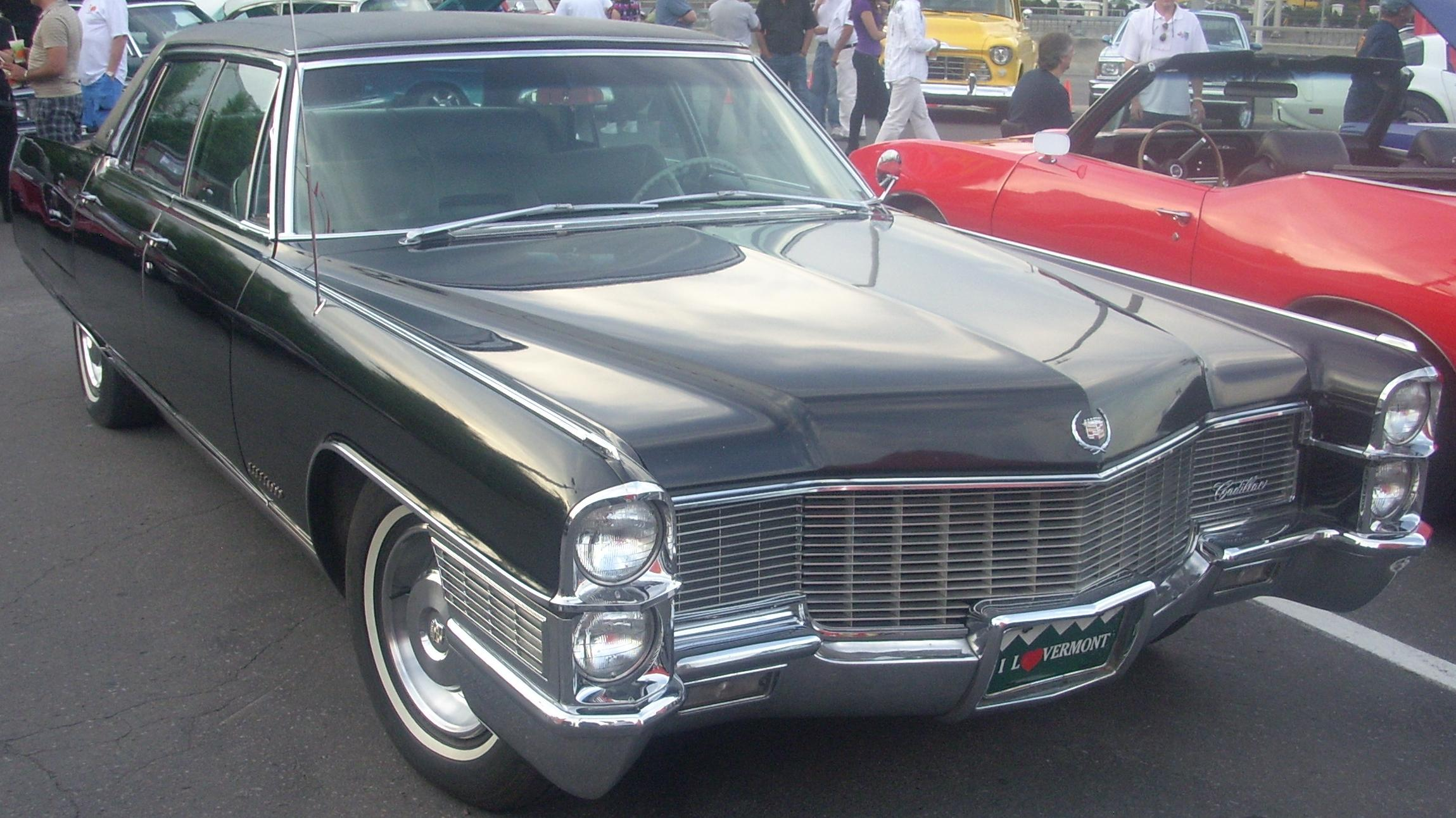
1965 Cadillac
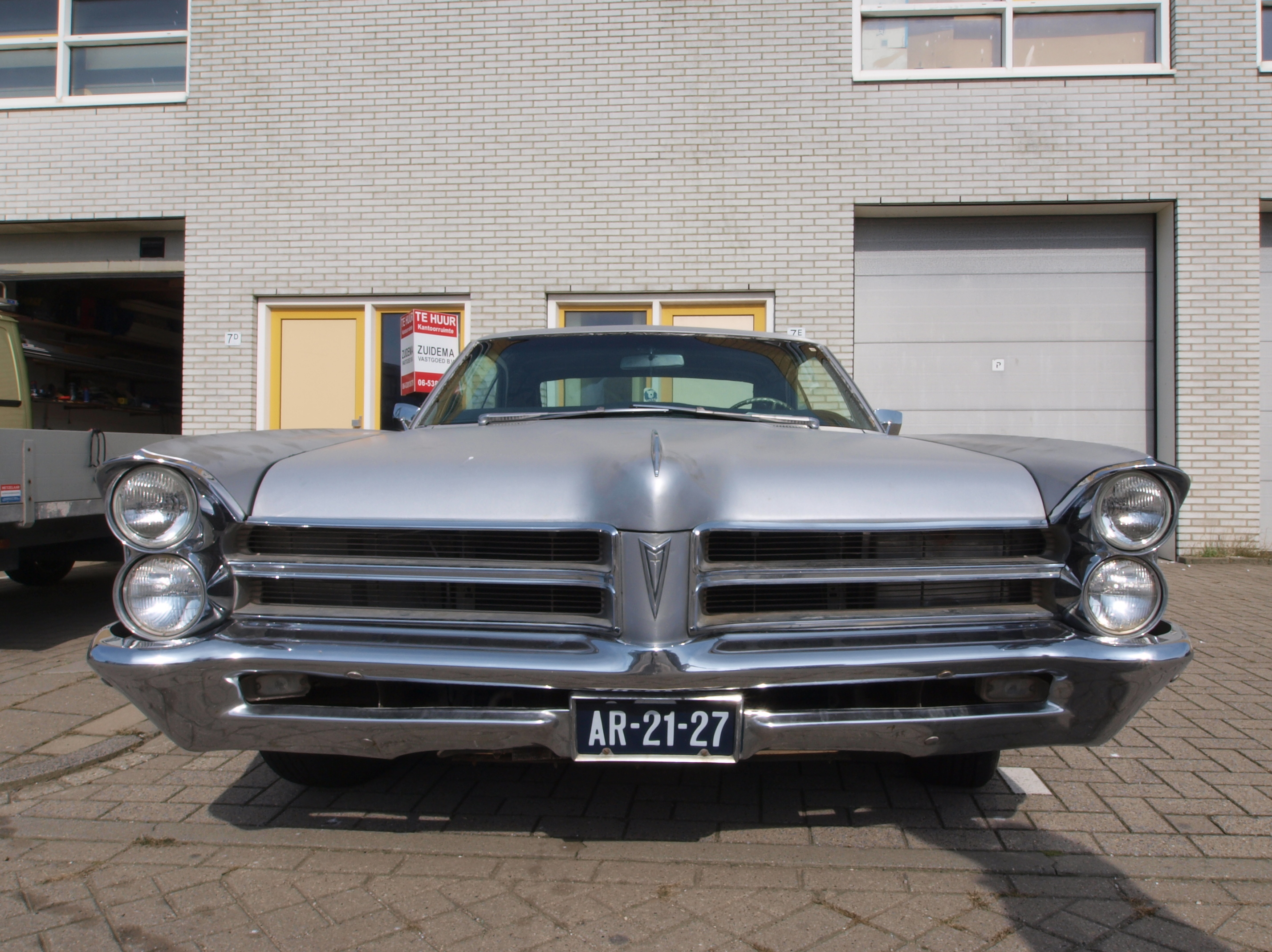
1965 Pontiac Catalina
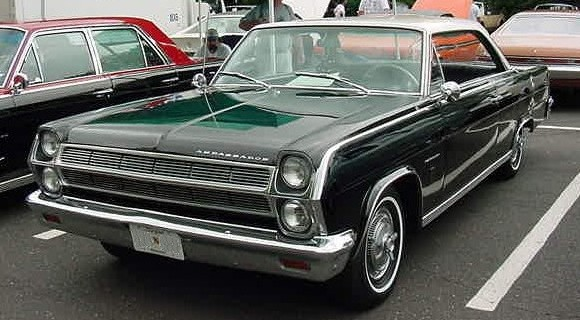
1965 AMC Ambassador

Вообще, во второй половине десятилетия стиль американских автомобилей начал усложняться. Формы стали более вычурными, усложнилась пластика кузовных панелей. Появляются сложные рельефы на боковинах кузовов. Бампера начинают увеличиваться в размере и становиться всё более сложными по форме, широко распространились интегрированные бампера:

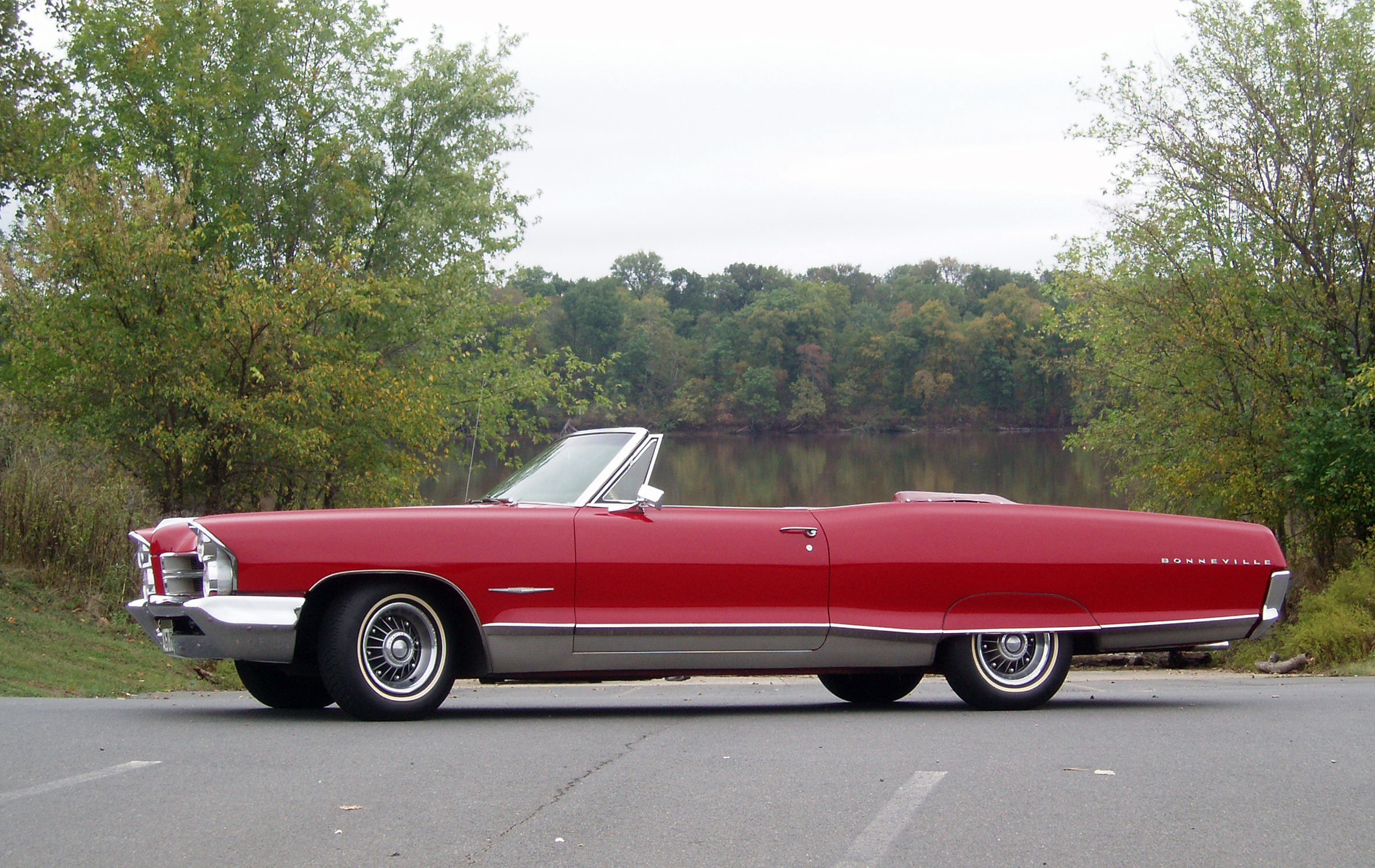
Сложная пластика боковины была характерна для второй половины 1960-х вообще, а для автомобилей «Понтиак» стала своего рода «визитной карточкой»

В то же самое время с новой силой разгорелась «война моторов» — борьба между конкурирующими производителями за повышение мощности двигателей серийных автомобилей. Скорость и мощность превращаются в Америке в эти годы в настоящий культ.

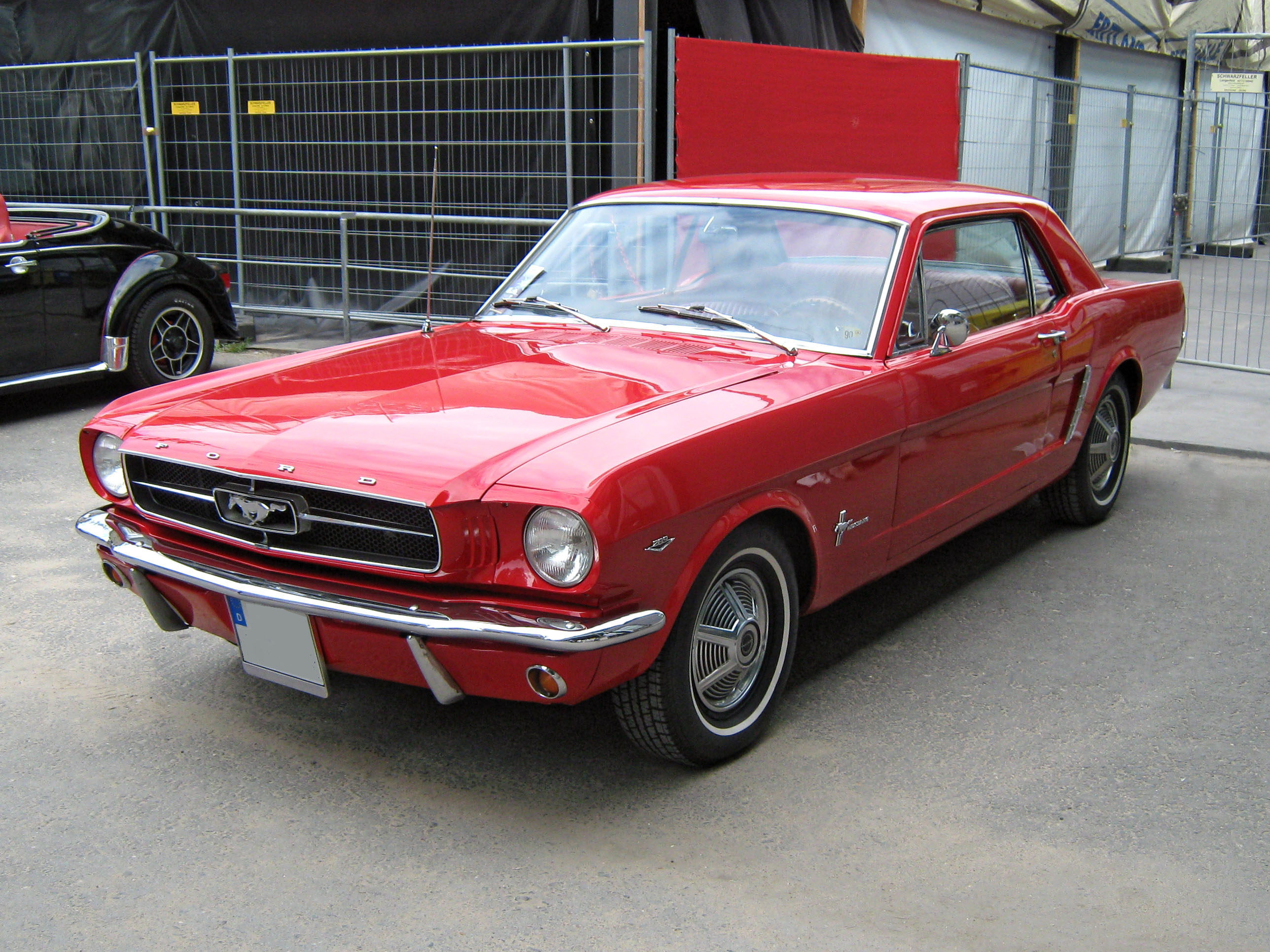
«Мустанг» первого поколения

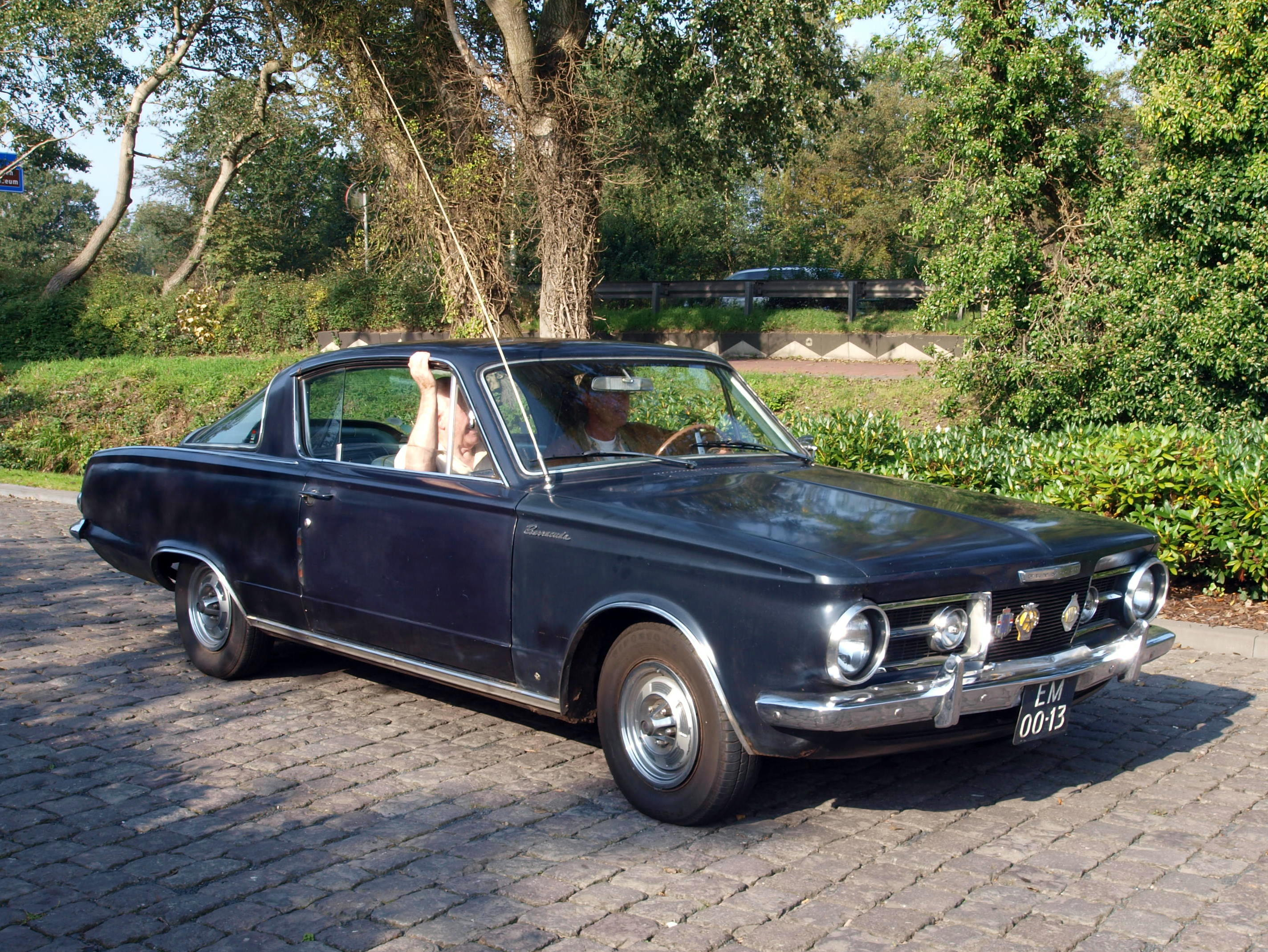
1965 Plymouth Barracuda
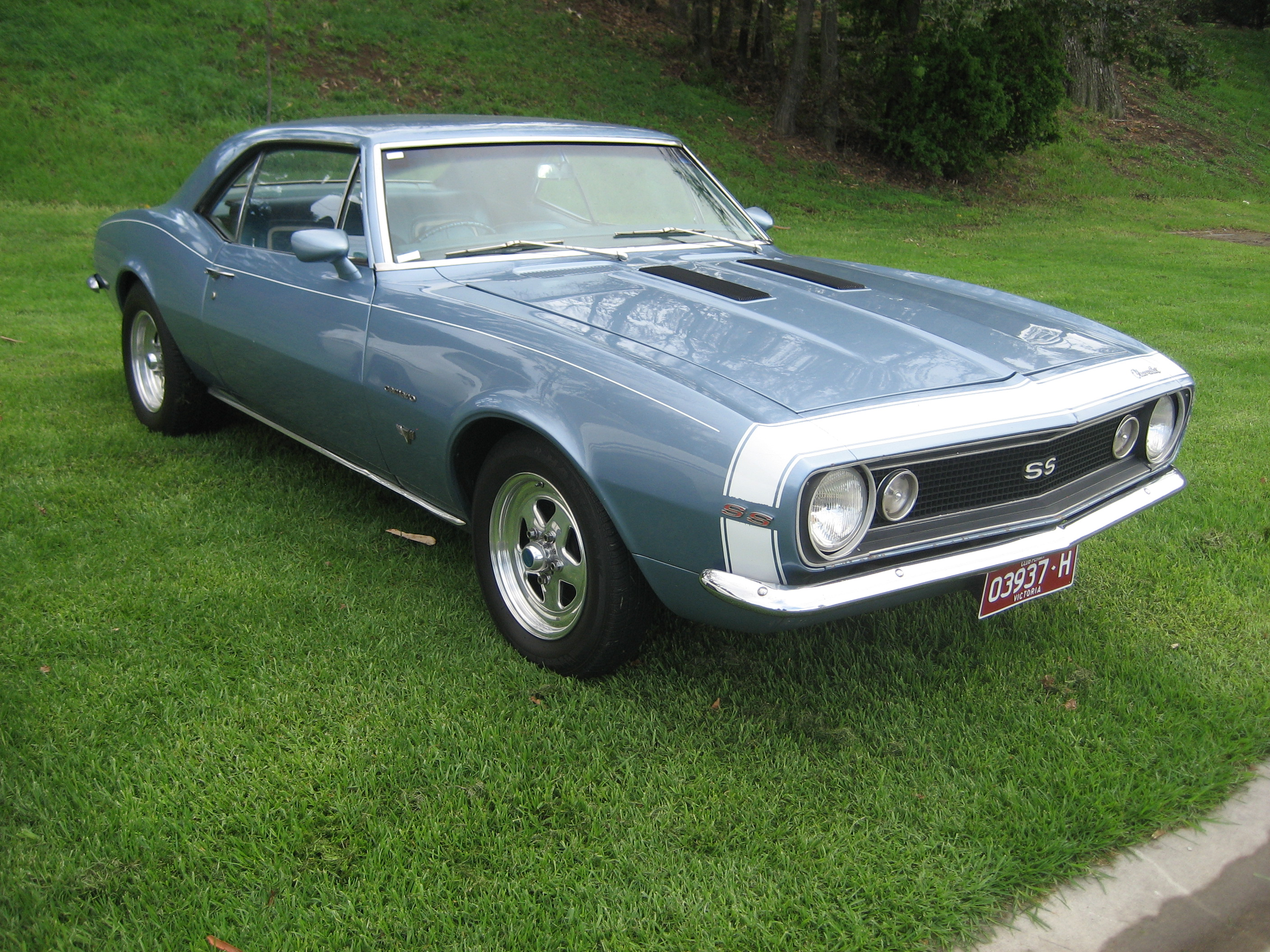
1967 Chevrolet Camaro
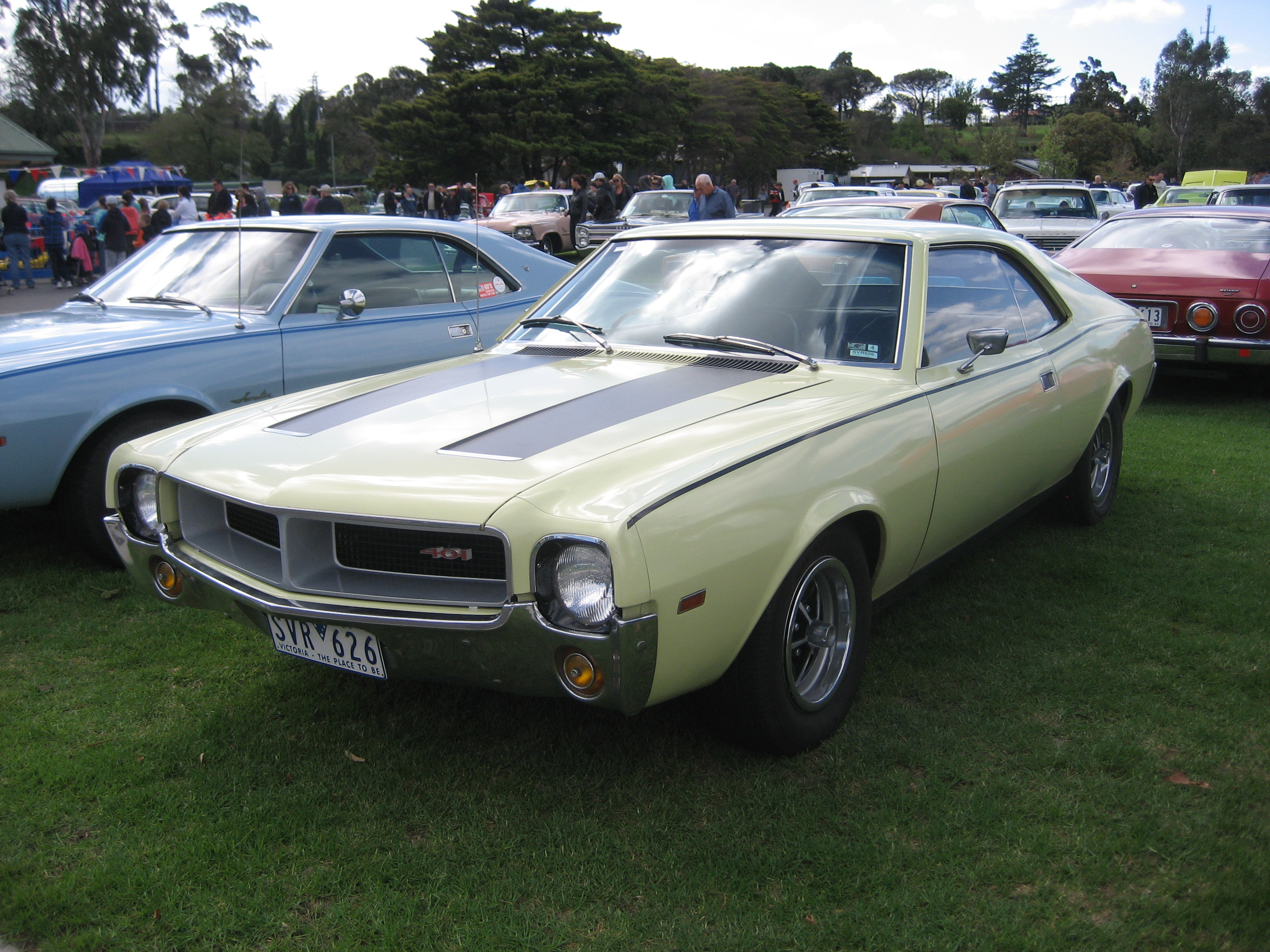
AMC Javelin

В середине шестидесятых, вскоре после появления знаменитого «Мустанга», в моду входит спортивный стиль. На протяжении ряда лет с 1964 года пользовались огромным успехом «псевдоспортивные» автомобили, такие, как тот же Ford Mustang и его аналоги, получившие общее название «автомобилей-пони» (pony cars). В их число входили такие модели, как Plymouth Barracuda и Chevrolet Camaro. Это были «компактные», по американским меркам, автомобили, с динамичным, «псевдоспортивным» дизайном, и динамикой несколько лучше, чем у компактных семейных седанов. По-настоящему мощных двигателей на эти автомобили обычно не ставили, или они были доступны лишь в наивысших комплектациях, но их яркий дизайн очень привлекал молодых покупателей, обеспечив «пони» рекордные продажи. Например, премьера «Мустанга» в середине 1964 года была одной из наиболее успешных за всю историю автомобильной промышленности.

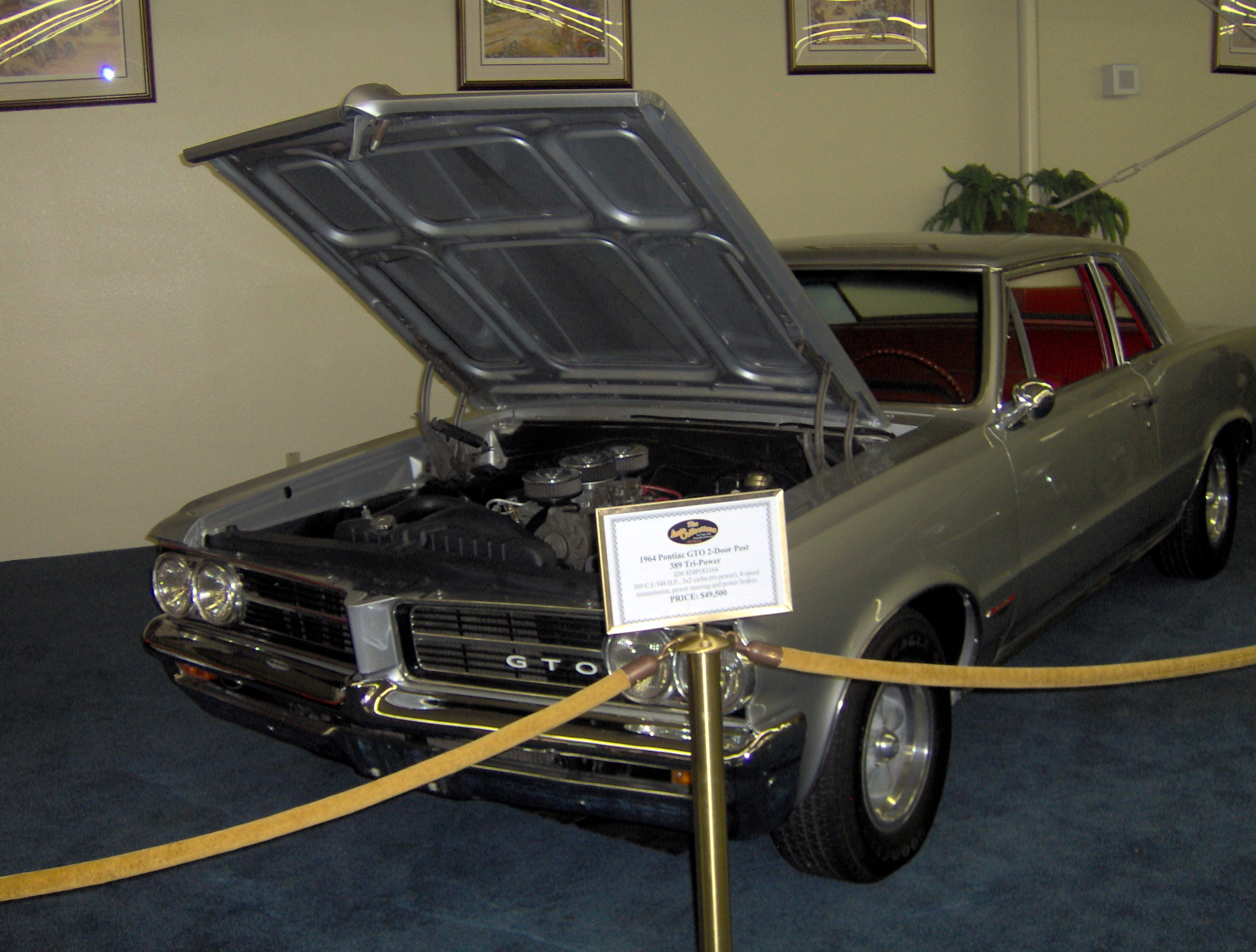
Pontiac GTO первого поколения выглядел как заурядный двухдверный хардтоп своего времени. 1964

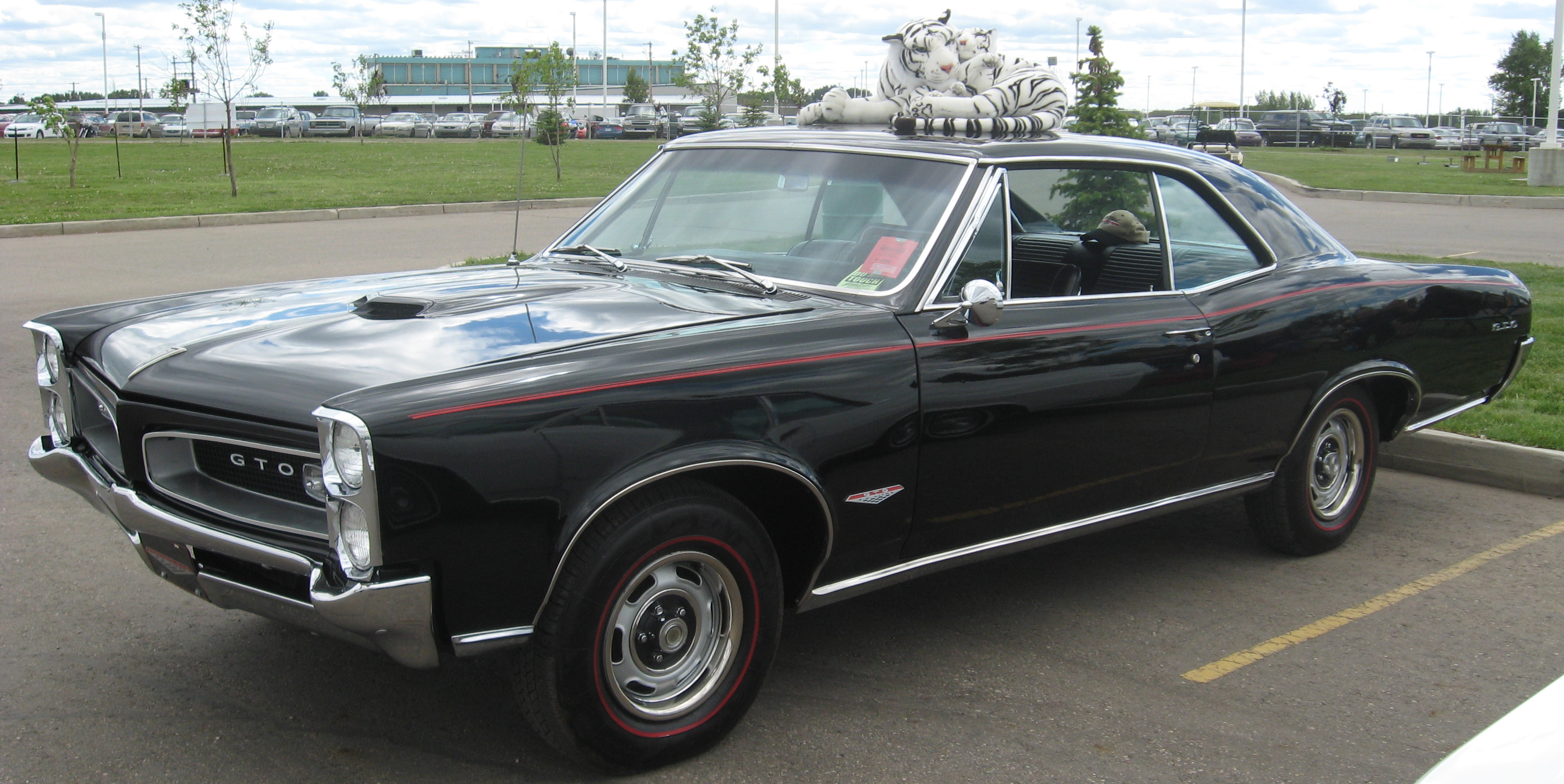
Второе поколение получило более агрессивный стиль с модными в те годы спаренными в вертикальной плоскости фарами

В те же годы появляются и «мускулистые автомобили» — muscle-cars, «среднеразмерные» серийные двухдверные модели с очень мощными двигателями, позаимствованными у намного более крупных машин. К этим автомобилям относились такие модели, как Pontiac GTO, Oldsmobile 442, Buick Gran Sport, Dodge Coronet R/T, AMC Rambler Rebel, позднее — Plymouth Roadrunner, Dodge Charger, Ford Fairlane 427, Mercury Cyclone и многие другие.
К «мускулистым автомобилям» относили также и некоторые модификации серийных компактных (например, Dodge Dart GTS) или полноразмерных (Chevrolet Impala SS) автомобилей. Все они имели неудовлетворительные для своих скоростных возможностей управляемость и тормоза, но пользовались большой популярностью. Изначально muscle cars использовали кузова серийных моделей и внешне от них практически не отличались.

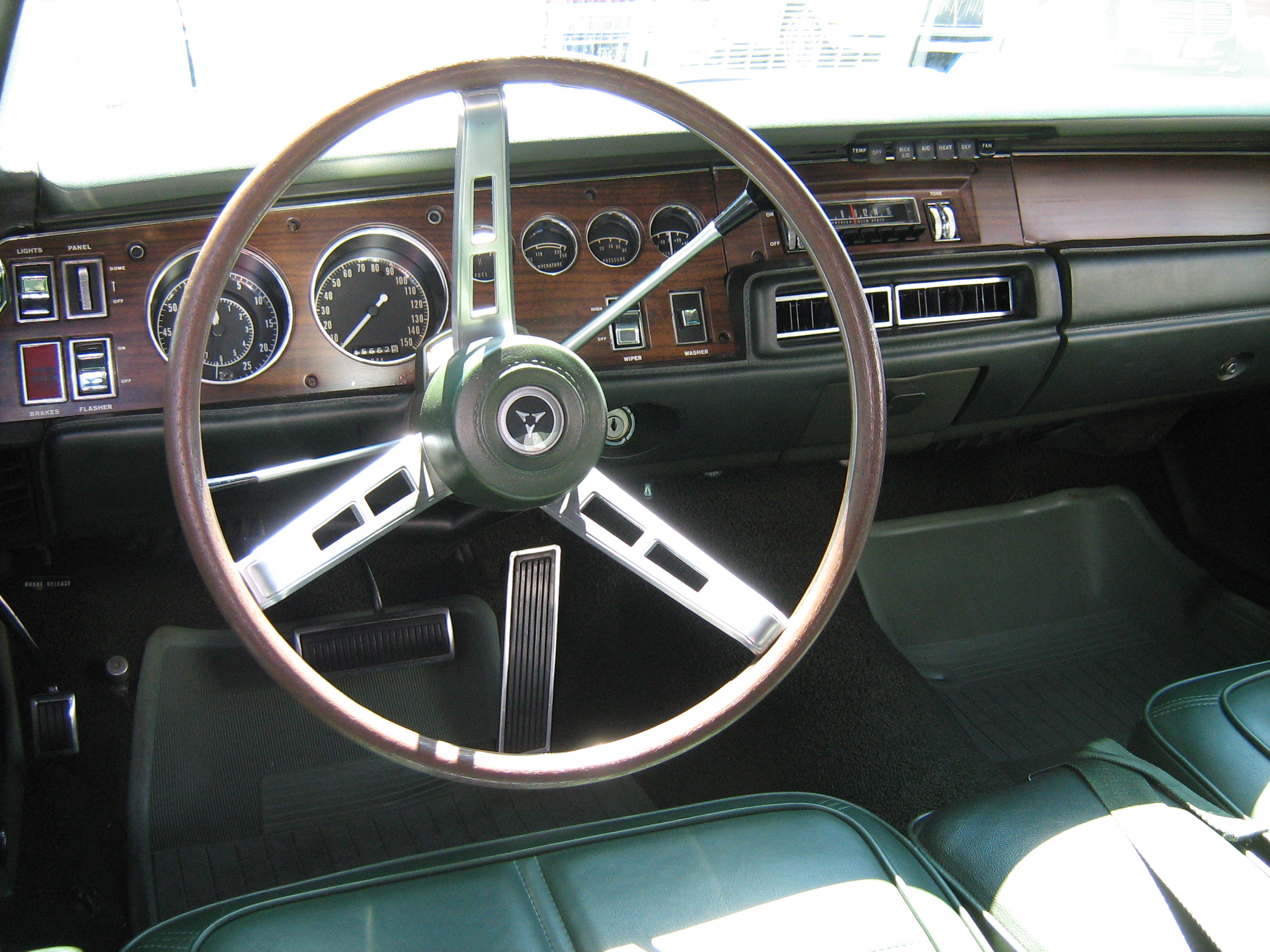

Важные изменения происходят в эти годы в оформлении интерьеров автомобилей. Принятие в середине шестидесятых новых федеральных стандартов безопасности заставляет производителей автомобилей серьёзно поработать над её повышением. Вскоре после этого уходят в прошлое не прикрытые пластиком металлические панели приборов, обильные блестящие отделочные панели (отвлекающие водителя и дающие опасные блики), рулевые колёса с кольцевой кнопкой звукового сигнала. Появляются новые материалы для отделки салонов, получают распространение крупные панели из пластика, — пока ещё несовершенные, нестойкие к воздействию солнечного света, допускающие быстрое выгорание, трещины и коробление. Во второй половине десятилетия впервые с сороковых годов вновь входит в моду деревянная отделка салонов, теперь обычно заменяемая вставками из пластика «под дерево». Всё чаще на американских автомобилях появляются раздельные передние сиденья, напольные рычаги коробки передач и центральные консоли, чему немало способствует распространение (псевдо)спортивного стиля.
Во второй половине шестидесятых годов американский стиль начинает дрейфовать в сторону всё большей спортивности. В эти годы произошла смена стереотипа формы — теперь стремительной кажется не каплевидная форма, а клиновидная, с тупым задним и заострённым передним концом, что и отражают новые тенденции в дизайне. Частично это стало следствием того, что в военной авиации, часто служившей источником вдохновения для промышленных дизайнеров, в это время произошла смена поколений: у новых реактивных сверхзвуковых истребителей с треугольным крылом, в отличие от дозвуковых и сверхзвуковых первого поколения, визуальный центр тяжести композиции был смещён назад. Соответственно изменяются и пропорции кузовов автомобилей: капот становится длиннее, багажник укорачивается; увеличивается передний свес и уменьшается задний. В этом был и практически смысл — «клиновидный» кузов позволял выполнить высокий и бо́льший по объёму багажник, более удобный в использовании.
Ближе к концу десятилетия появились кузова, специально спроектированные для «мускулистых» автомобилей и «пони-карз», с очень характерным дизайном, чертами которого были: кузов fastback (купе или двухдверный хардтоп с очень плавным или вообще отсутствующим переходом от второго объёма к третьему) или «fasttop» (с продлённой назад крышей); сильно наклонённые стёкла — как лобовое и заднее, так и боковые; боковина «coca-bottle» — с изгибом поясной линии, по форме напоминающая бутылку «кока-колы», и агрессивные выштамповки в районе колёсных арок, вырезы которых выполняли подчёркнуто крупными; агрессивная решётка радиатора, часто — глубоко утопленная в облицовку передка; интегрированные бампера небольшой толщины; минимум хромового декора; имитации воздухозаборников; хромированные литые колёсные диски; закрывающиеся в выключенном положении особыми шторками с электроприводом фары; и так далее. Кузова достигают минимальной разумной высоты для автомобиля общего назначения — порядка 1350 мм, и даже ниже.

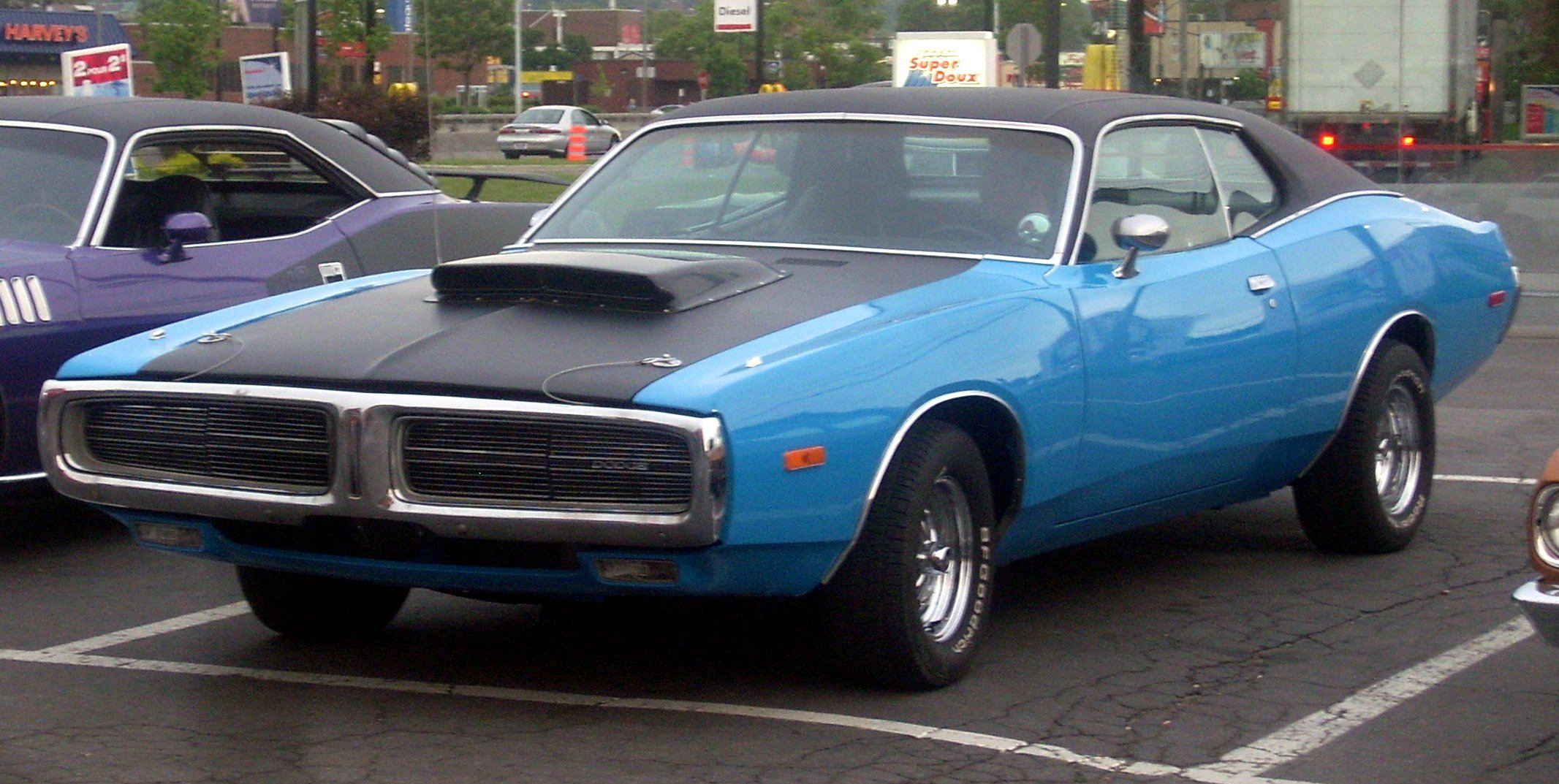
Dodge Charger — один из наиболее известных «мускулистых автомобилей» конца 1960-х годов. 1969

Широкое распространение «псевдоспортивных» автомобилей оказало влияние на форму стандартных. В конце шестидесятых, они тоже приобрели многие черты спортивного стиля. Например, серийный полноразмерный «Форд» моделей 1968—1972 имел типичную для «muscle cars» форму:

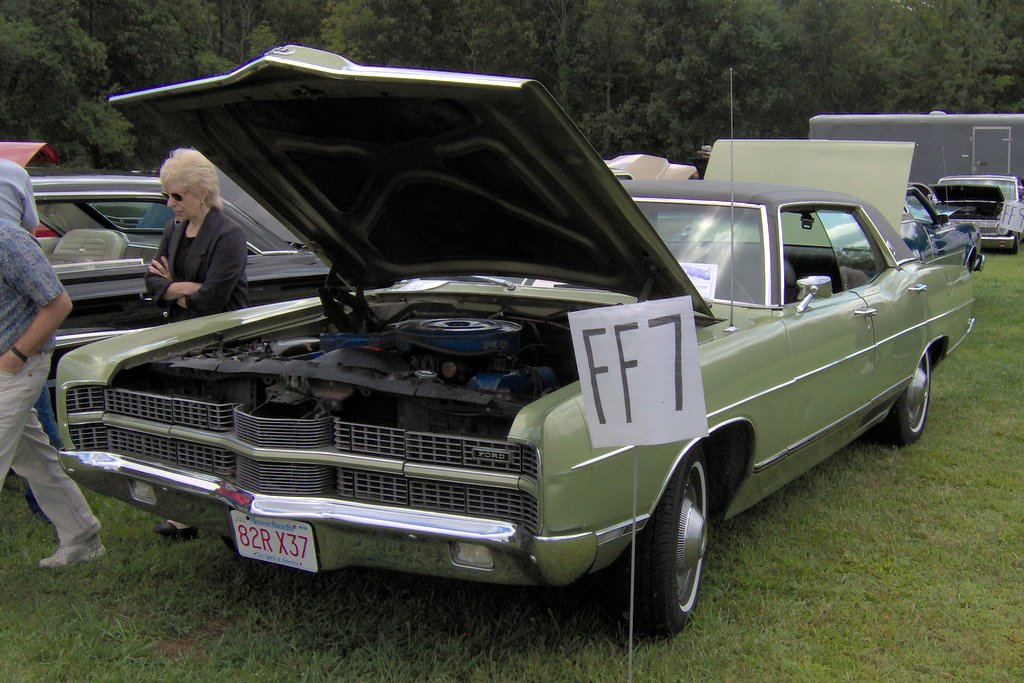
Ford LTD конца 1960-х годов очень напоминал muscle cars, но по сути был обычным семейным седаном. Обращают на себя внимание закрытые шторками фары — типичный элемент стиля этого периода

Однако далеко не все американские автомобили второй половины шестидесятых приняли в те годы псевдоспортивную внешность. Параллельно существовала «консервативная» ветвь дизайна, автомобили которой имели принципиально иной вид. Непосредственными предтечами этого направления были автомобили Элвуда Энджела, уже упоминавшиеся выше по тексту. Для него был характерен строгий дизайн без подчёркнутой динамики с очень угловатыми обводами кузовов; боковины, выступающие спереди и сзади за габарит кузова; строгая и формальная линия крыши с толстой задней стойкой, относительно небольшим наклоном стёкол и чётким разделением трёх объёмов, причём объём капота и багажника имели примерно равную длину. Некоторые тенденции были у обоих направление общими, например, покрытие крыши текстурированным винилом, обычно контрастного цвета. Если «псевдоспортивный» стиль был ориентирован преимущественно на молодёжь, то данное направление отвечало вкусам более консервативных покупателей:

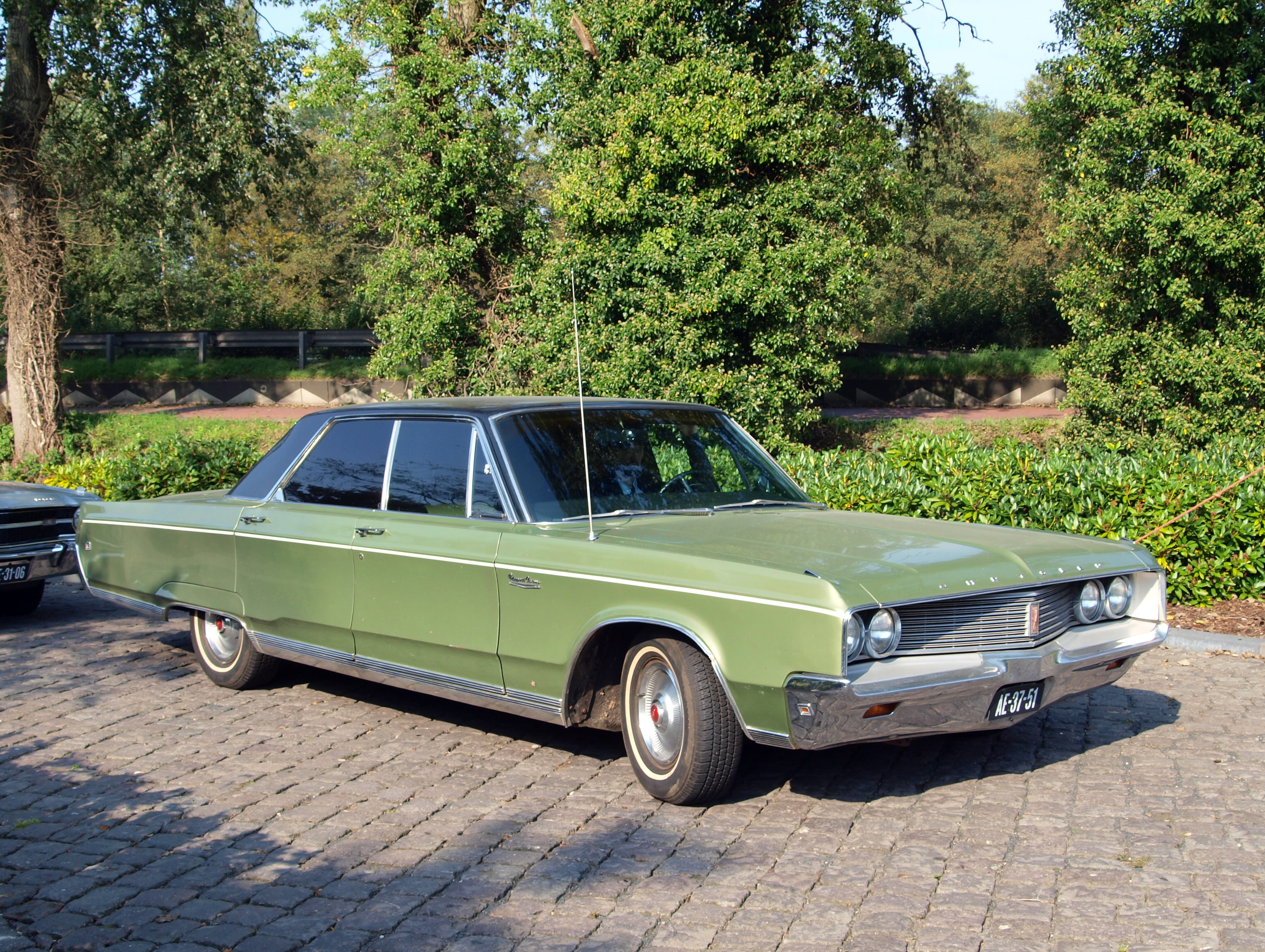
«Крайслеры» модели 1968 года были выполнены в духе «консервативного» направления

На конец шестидесятых годов оба направления вполне благополучно сосуществовали в рамках американского автомобильного дизайна.

#### Европа

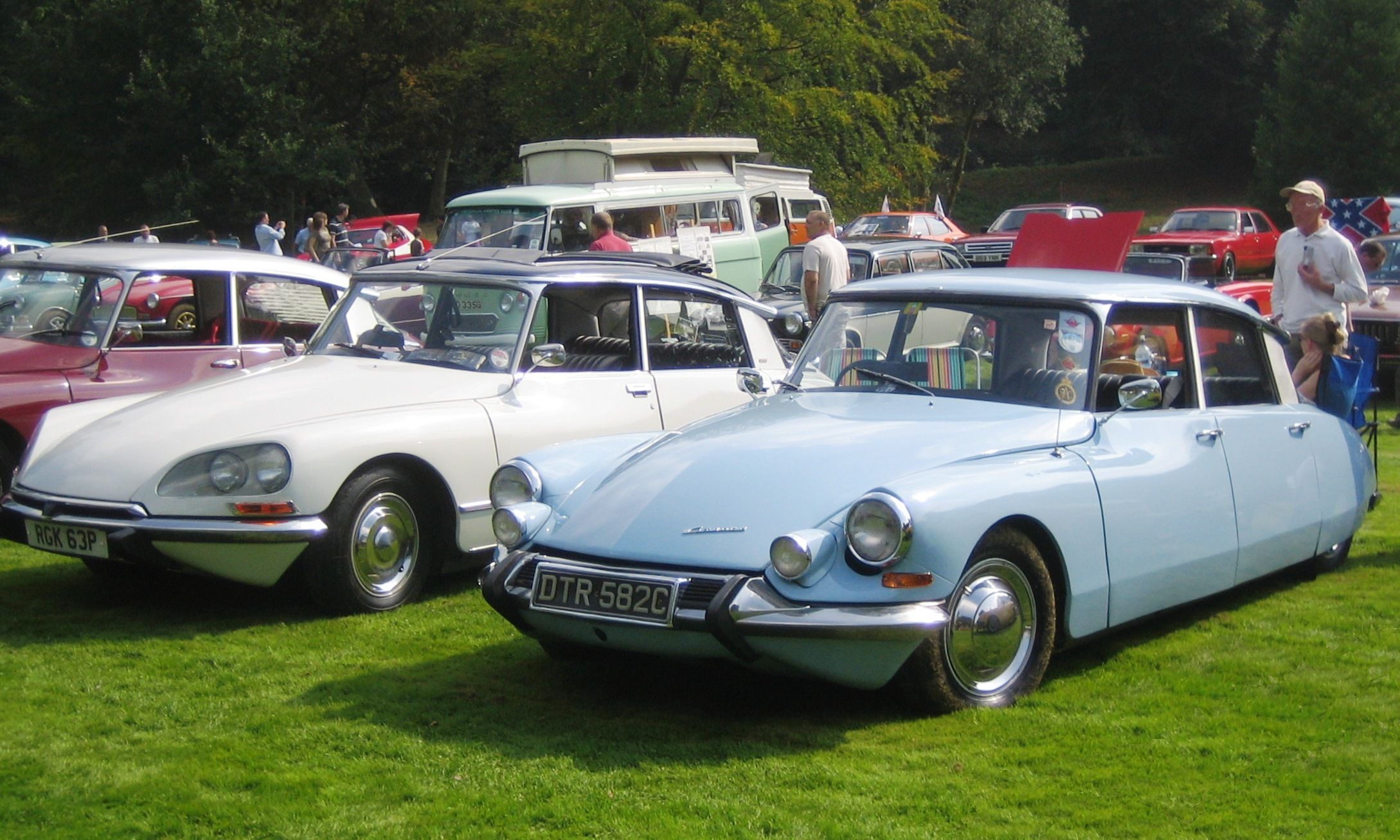
Как и довольно многие европейские модели, Citroën DS выпускался в 1960-е годы практически без изменений, пройдя через рестайлинг только лишь в самом конце десятилетия

Для европейского дизайна шестидесятых было характерно большое разнообразие — можно даже сказать, стилистический разнобой. В отличие от Северной Америки, в автостроении Европы шестидесятых годов практически нельзя выделить какие-либо единые тенденции в области дизайна, за исключением самых общих, таких, как более угловатые обводы, чем в пятидесятые годы, или плоские панели крыш. Некоторые модели всё десятилетие отличались достаточно консервативным стилем, другие, напротив, выглядели футуристично. В целом, европейский стиль шестидесятых годов на фоне американского выделялся использованием более сглаженных обводов и общей «мягкостью» форм, а также большей их простотой.
Некоторые модели, такие, как Citroen DS, Volvo Amazon, Lancia Flaminia, или «Волга» ГАЗ-21, в течение всего десятилетия сохранили в целом тот же внешний вид, что и в конце пятидесятых, ограничившись той или иной масштабности рестайлингом. Даже и на вновь разработанных автомобилях многие европейские дизайнеры так до конца и не приняли «плоскостной» стиль, сохраняя характерные элементы дизайна предыдущего десятилетия — сигарообразную боковину, хотя и менее выпуклую, высоко расположенные отдельные от решётки радиатора фары, вертикальные здание фонари.

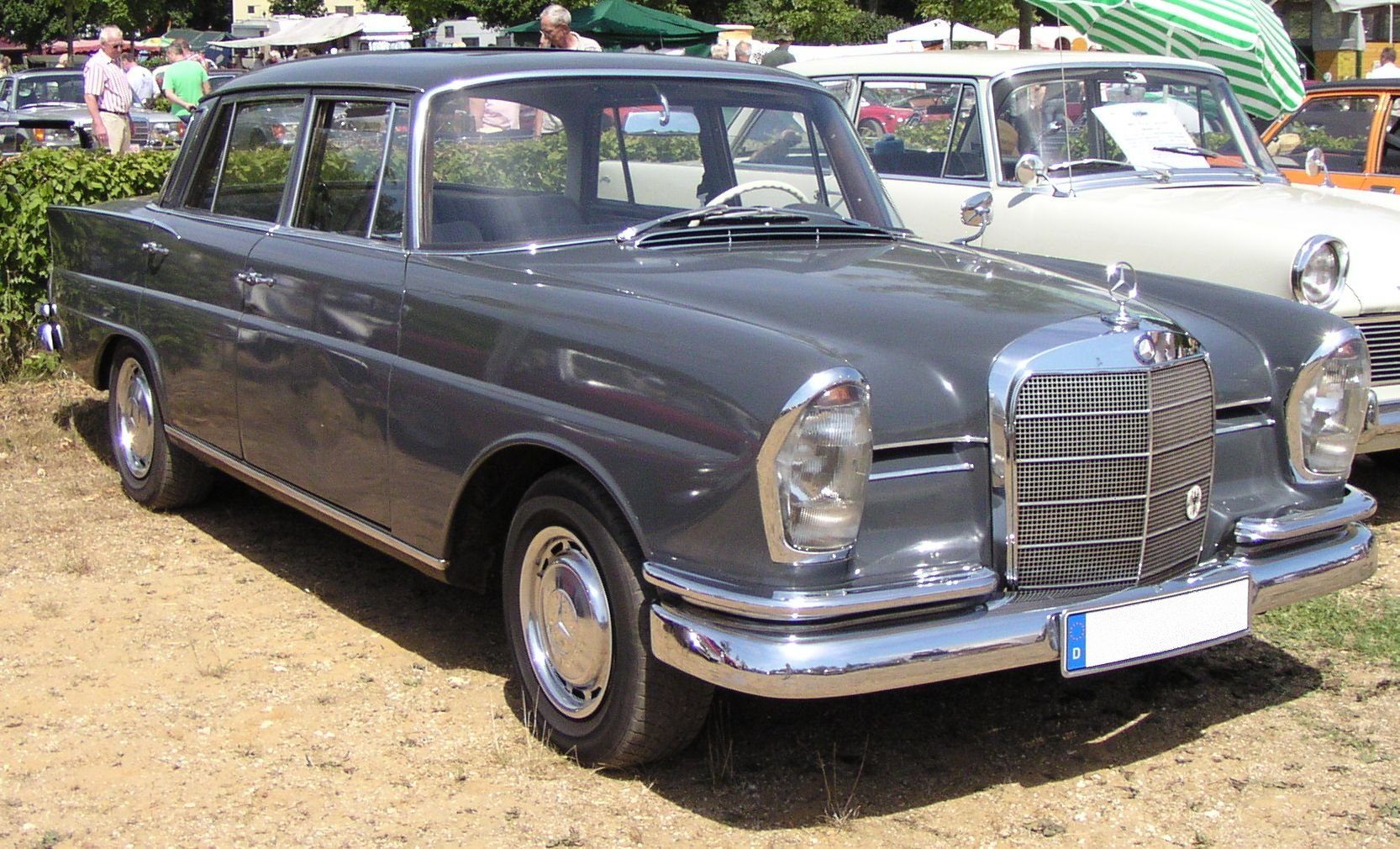
В 1960-е годы европейские производители уделяли много внимания индивидуализации своей продукции. Именно в этот период сформировались узнаваемые до сих пор фирменные стили таких фирм, как Mercedes-Benz, BMW, Volvo

Другие производители, напротив, перенимали американский стиль и моду на быстрое, «форсированное» обновление модельного ряда, — в особенности это касается европейских подразделений американских автостроительных корпораций, таких, как немецкий и британский филиалы Ford, Opel или Vauxhall Motors. При этом, перехода к ежегодному рестайлингу в Европе всё же так и не произошло.
Большинство же производителей старались обзавестись своим собственным, неповторимым «фирменным» стилем. Именно в эти годы формируются многие узнаваемые и по сей день элементы фирменного стиля таких производителей, как BMW, Alfa-Romeo или Mercedes-Benz. Благодаря этому существенно возрастает роль работы дизайнеров.
В отличие от Америки, где ввиду форсированных темпов обновления модельного ряда над дизайном автомобиля трудилось множество специалистов, в Европе всё ещё сохранялась традиция, по которой его внешний облик представлял собой воплощение авторского видения одного человека, продукт индивидуального творческого акта. Это способствовало созданию более уникальных и смелых в плане дизайна автомобилей, чего американские производители, с их огромными масштабами производства и сжатым временем, отведённым на разработку, обычно позволить себе не могли — каждая ошибка в этом случае обходилась бы слишком дорого (характерный пример — неудачный стайлинг линии автомобилей Edsel в конце пятидесятых годов нанёс корпорации «Форд» существенный урон, как финансовый, так и в плане репутации). В результате массовые североамериканские модели зачастую, при вполне добротной проработке дизайна, нередко оказывались несколько безликими: процесс разработки дизайнерского решения новой модели всё больше формализуется, удачные находки стереотипно повторяются во множестве экземпляров. В результате, хотя по количественным показателям американская автомобильная промышленность всё ещё оставалась безоговорочным лидером, функция «генератора идей» начинает переходить к европейским производителям.
Особенно много сделали для развития и совершенствования формы автомобиля итальянские кузовные ателье — «карроцери́и», со временем переродившиеся в независимые художественно-конструкторские фирмы, занимающиеся разработкой дизайнерского оформления автомобилей под требования заказчика. Старейшие и наиболее известные из них — Pininfarina, Ghia, Bertone. Многочисленные итальянские фирмы, занимавшиеся малосерийным выпуском спортивных автомобилей, с их по сути штучной сборкой каждого экземпляра, могли позволить себе без излишних затрат на производственную оснастку экспериментировать с новыми формами и дизайнерскими решениями, наиболее удачные из которых впоследствии перенимались производителями массовых моделей. Деятельность итальянских дизайнерских фирм настолько успешна, что многие европейские (а также и некоторые американские) фирмы заказывают форму своих новых автомобилей в Италии. Впрочем, в значительной степени секретом такого успеха были и сравнительно низкие расценки на труд в небогатой послевоенной Италии, так как нередко разработка автомобиля там оказывалась для иностранных заказчиков дешевле даже с учётом всех накладных расходов.

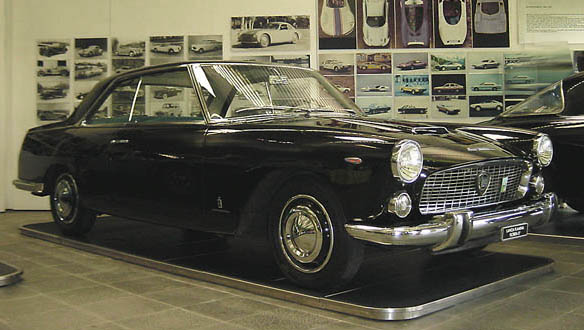
Florida II — купе. Италия, 1957 год

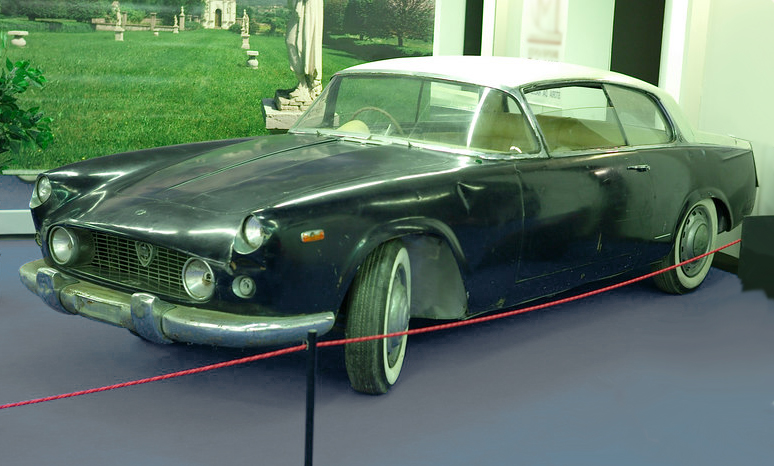
Florida I. Италия, 1955 год
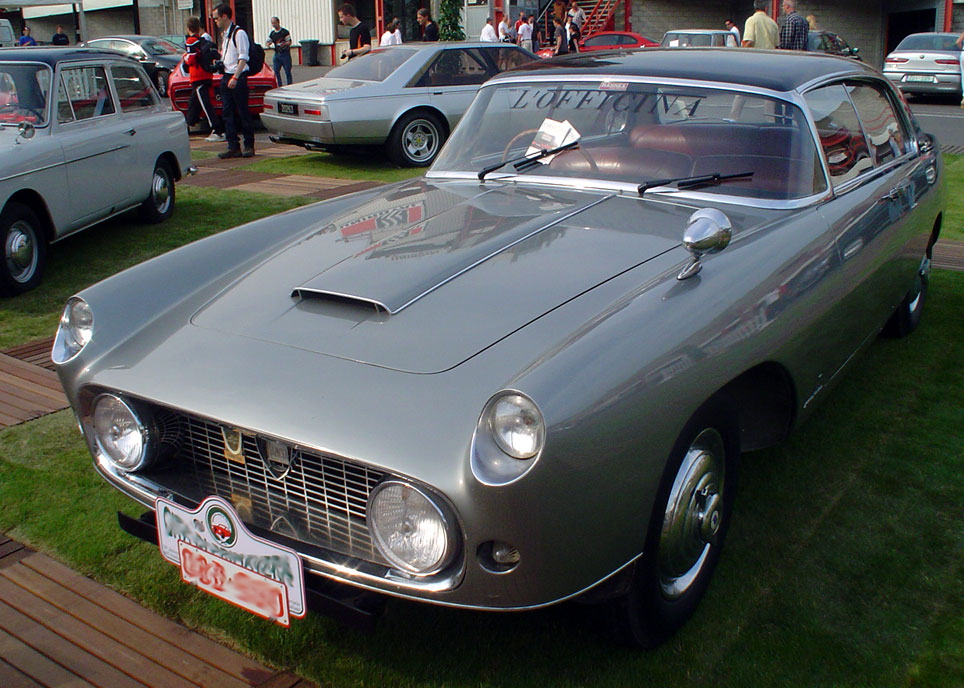
Florida II — седан. Италия, 1957 год
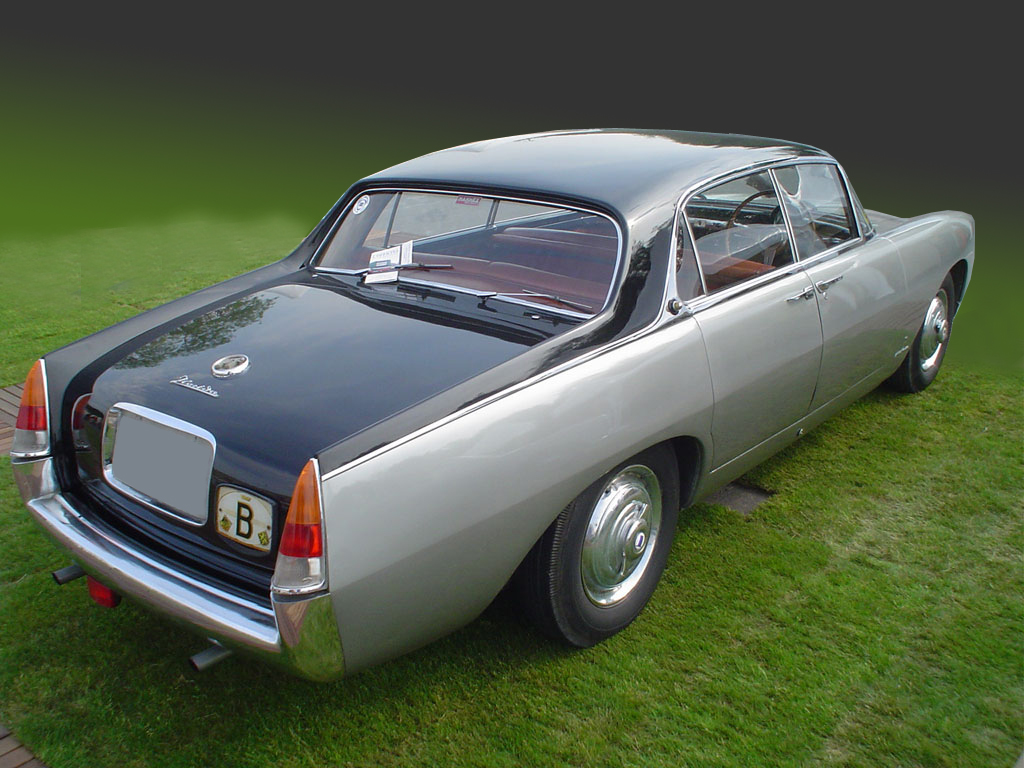

Очень большое влияние на европейские автомобили шестидесятых оказали работы туринского ателье Pininfarina, и в особенности — выполненные для Lancia концептуальные разработки, Lancia Florida 1955 года и Florida II 1957. Вплоть до самого начала 1960-х годов они всецело владели умами европейских дизайнеров, а их характерные черты — гладкие боковины кузова, плоская панель крыши с характерной задней стойкой, высоко расположенные, чётко очерченные одиночные круглые фары, узкая клетчатая решётка радиатора, острые рёбра законцовок кузовных панелей, изящные угловатые рамки дверей, покрытые блестящими накладками, узкие вертикальные задние фонари с едва очерченными хвостовыми килями — стали доминирующим трендом в европейском автомобильном дизайне последней четверти 1950-х — первой половины 1960-х годов.

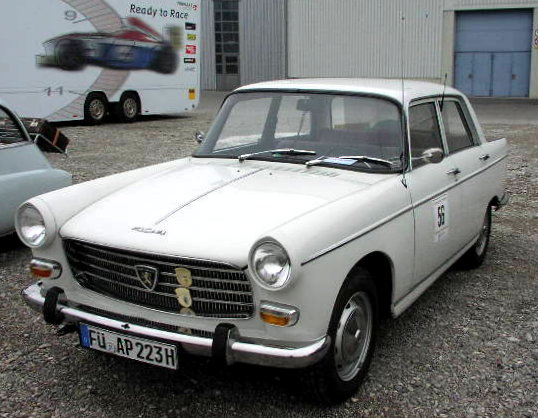
Peugeot 404
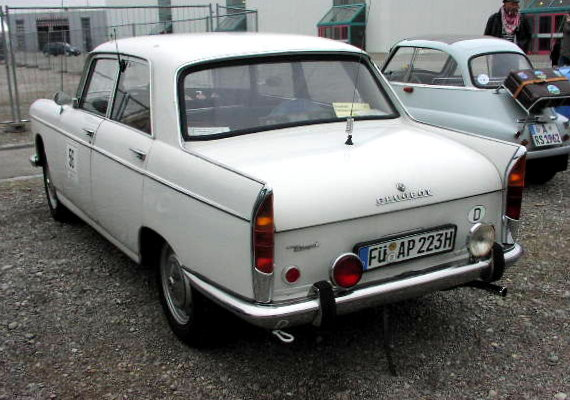
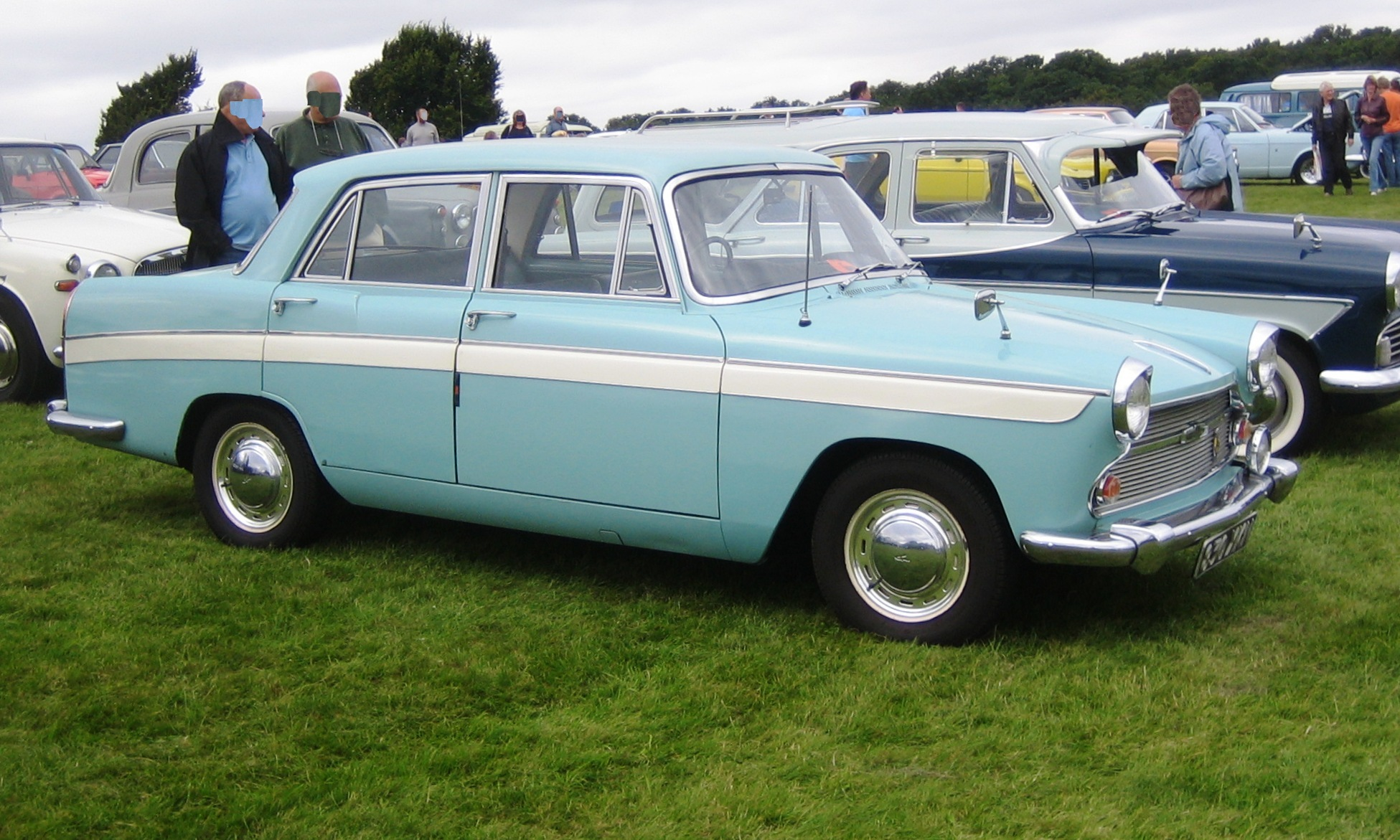
Austin Cambridge A60
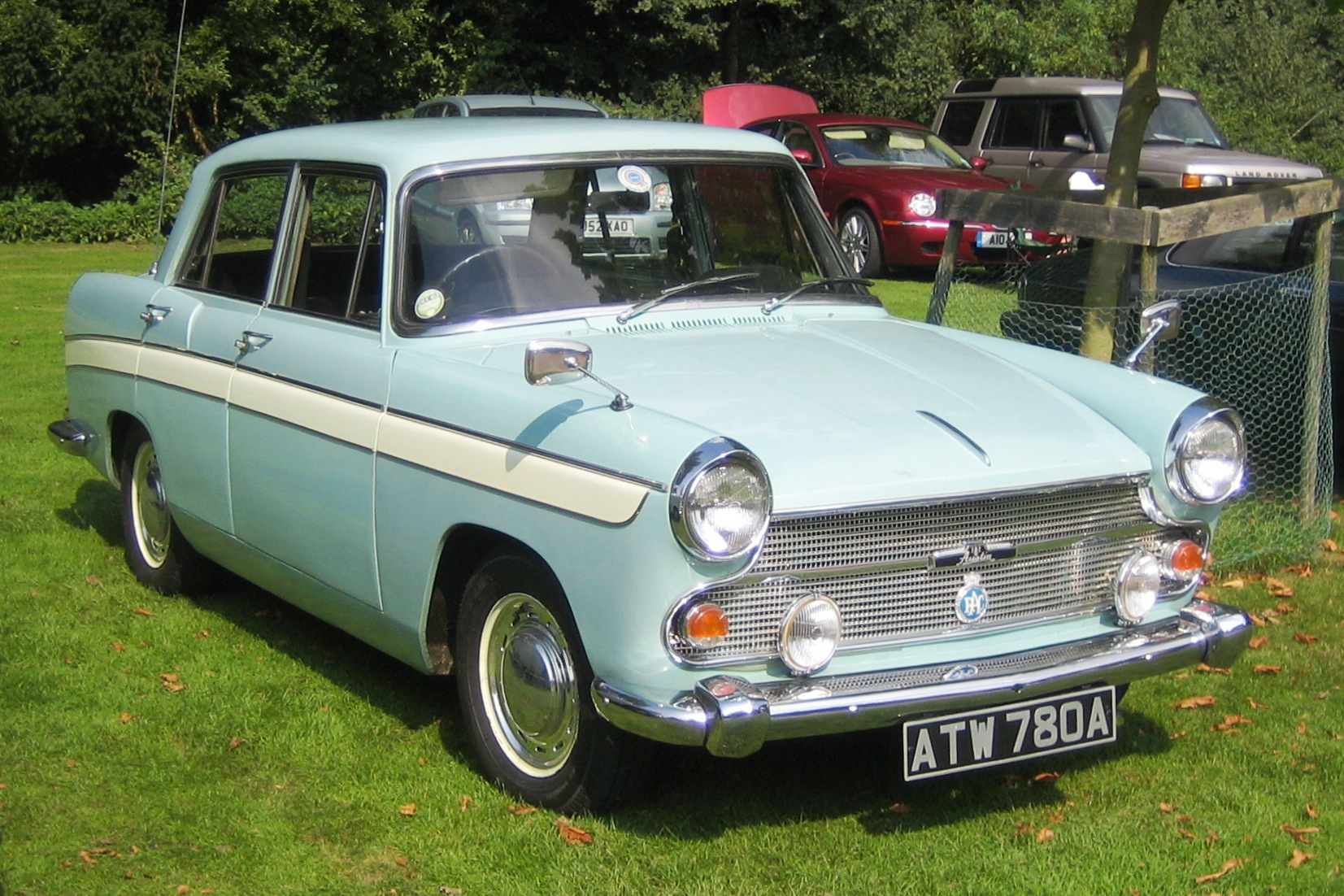
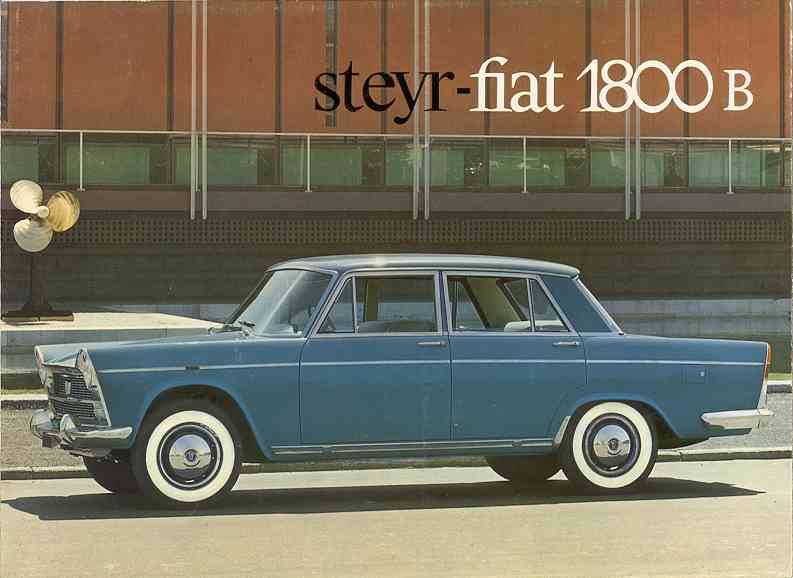
Fiat 1800
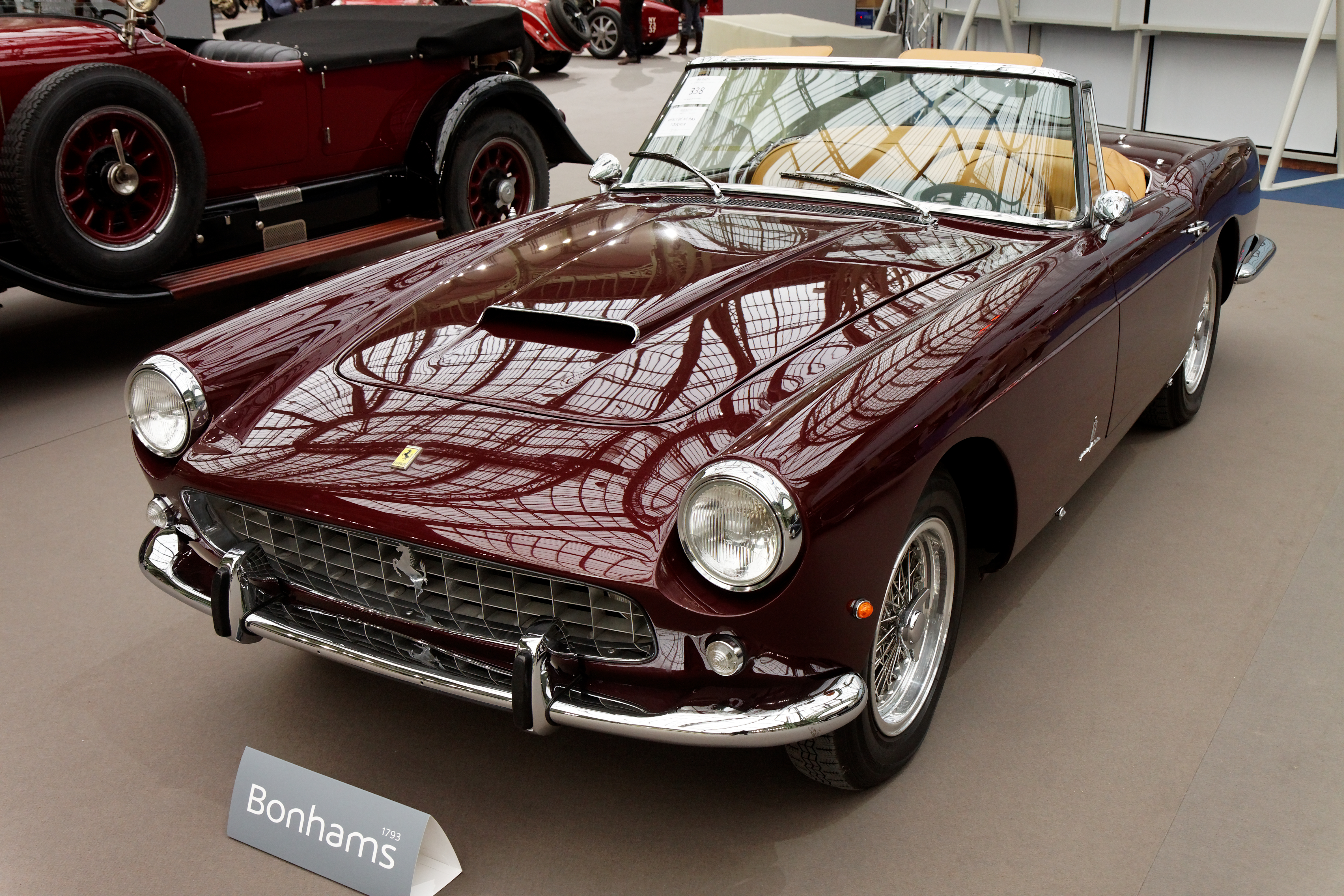
Ferrari 250GT
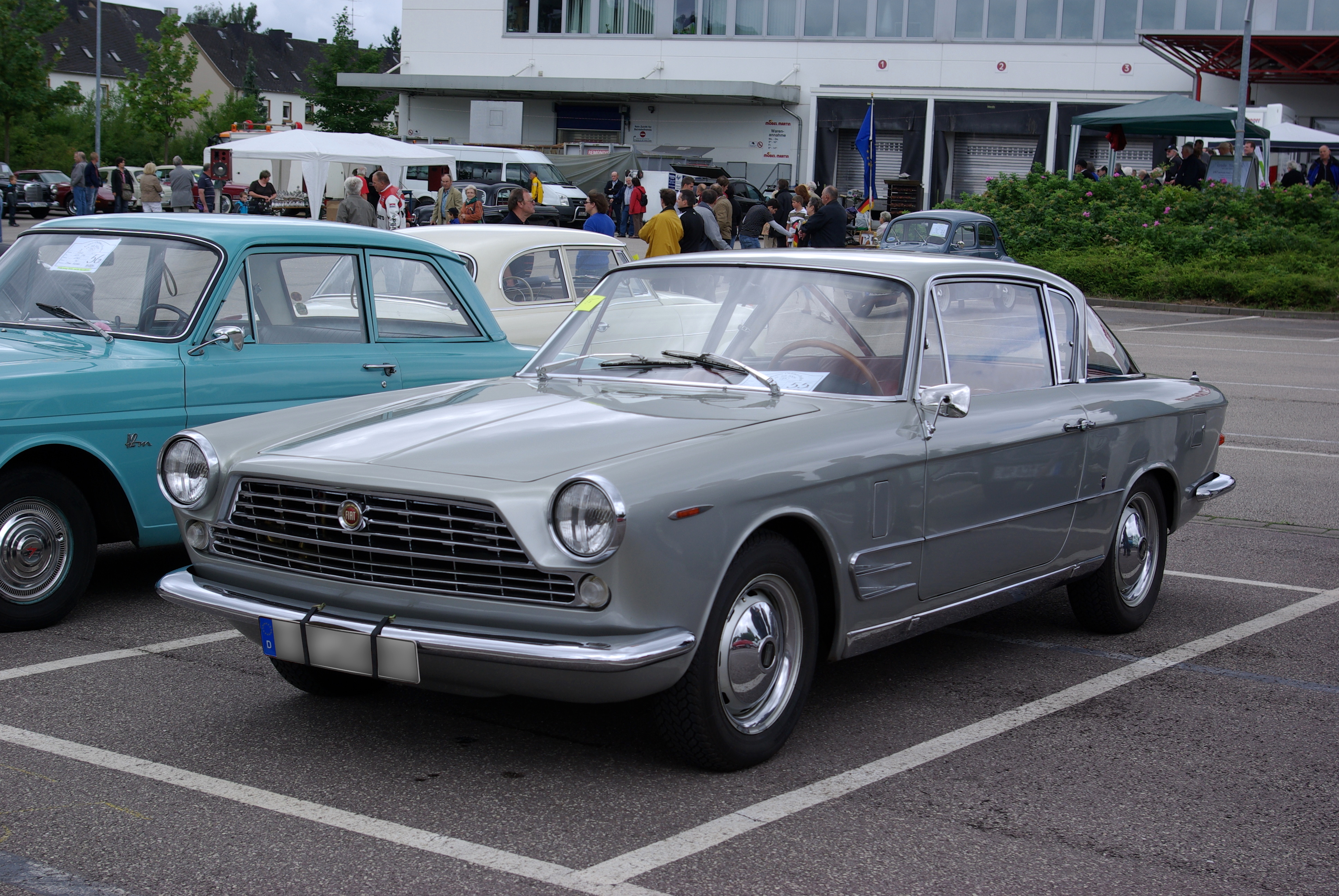
Fiat 2300S Coupe
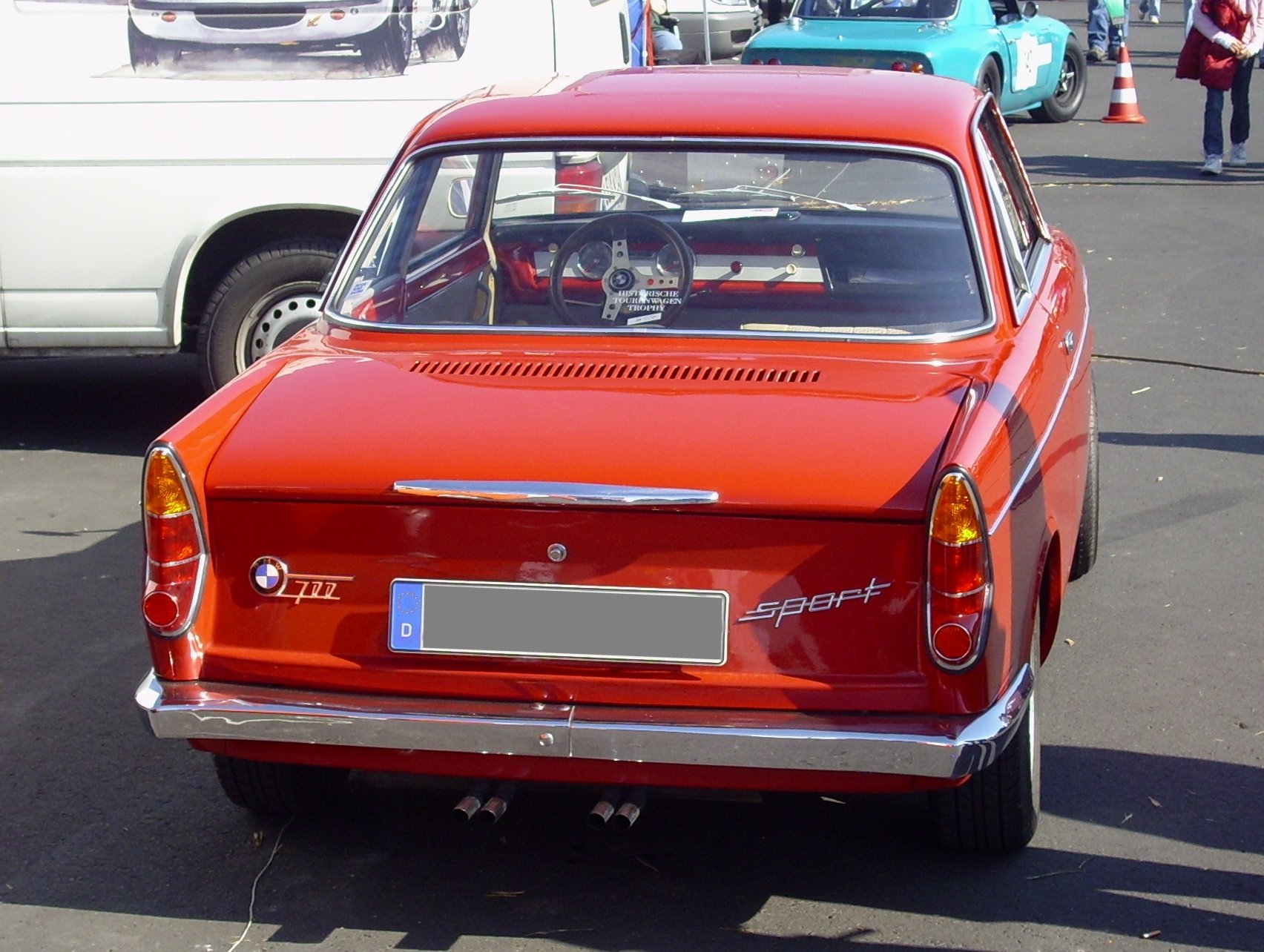
BMW 700
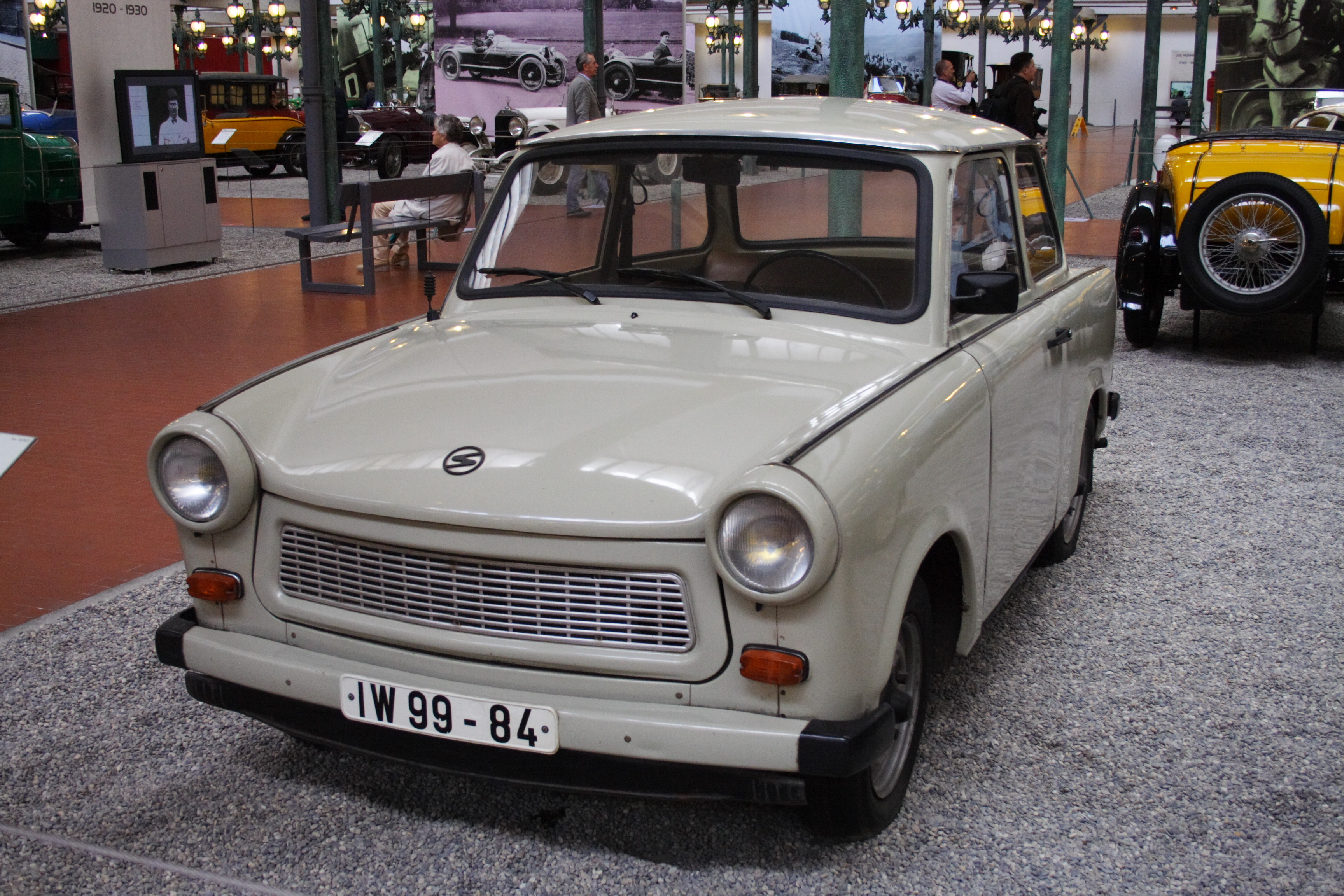
Trabant
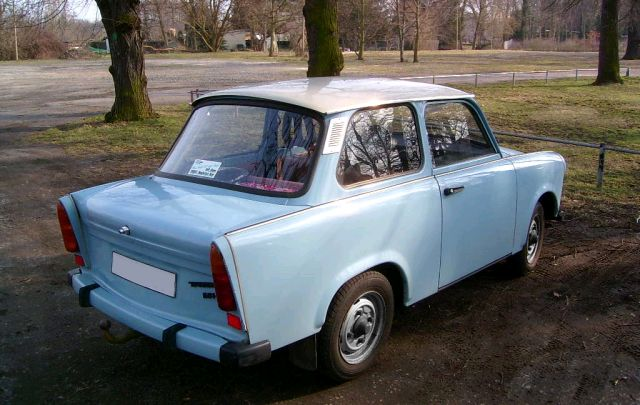

Непосредственно перу «Пининфарины» принадлежали такие модели, как Fiat 1800/2100 — и его многочисленные модификации и лицензионные копии; Peugeot 404 и 204; Austin Cambridge и многие другие модели английского концерна BMC; значительная часть модельного ряда Ferrari; и так далее. Однако влияние, оказываемое экспериментальными и серийными разработками этого ателье, было намного шире и чувствовалось по всей Европе и даже за океаном, в США. Даже в дизайне советских «Москвичей» 1960-х годов — моделей 408 и 412 — чувствуется явное влияние идей итальянских дизайнеров (а в особенности — в ранних прототипах 1959—1960 годов). К той же линии вполне может быть отнесён и восточногерманский Trabant в его самом узнаваемом варианте — P601.

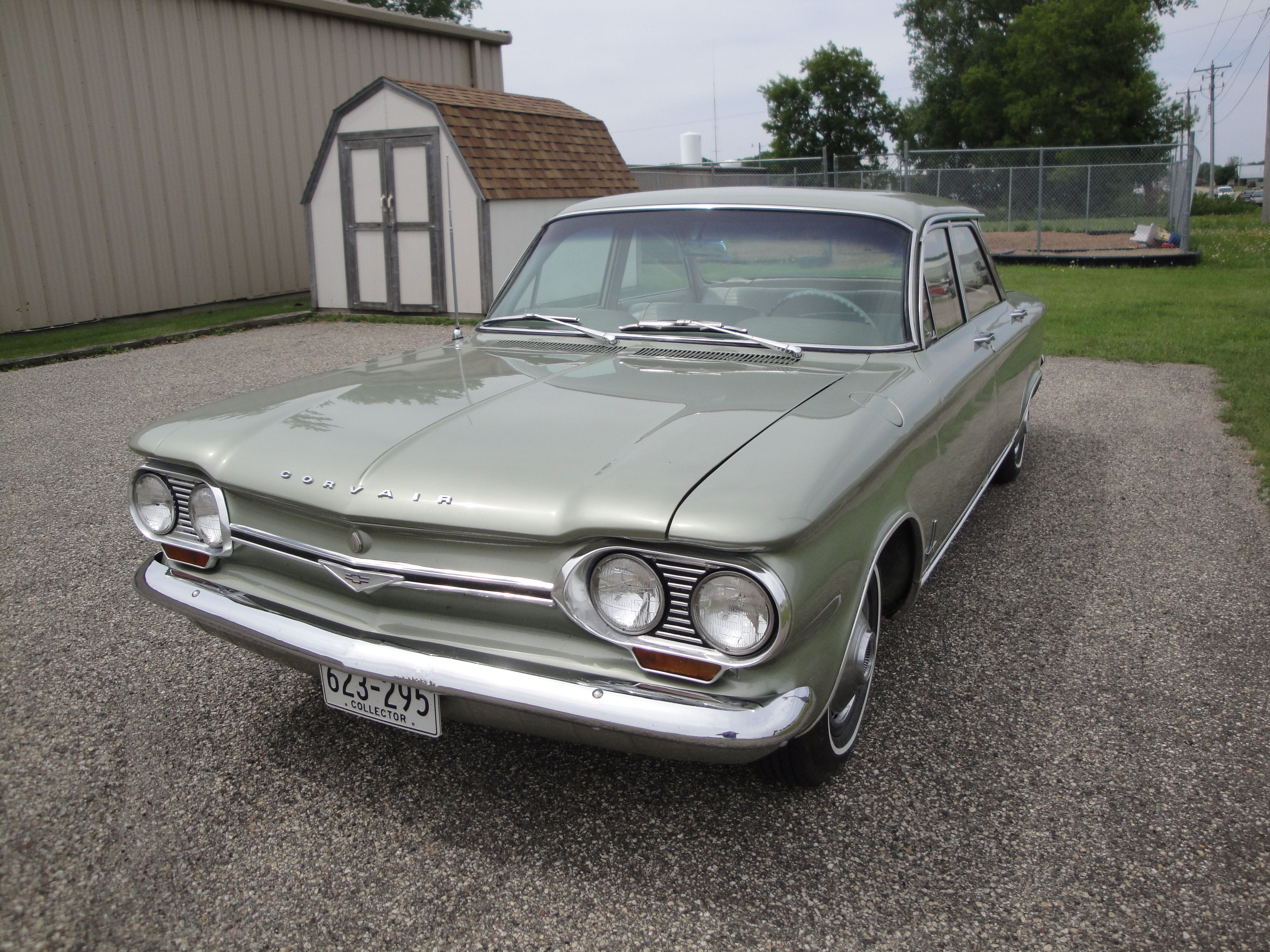
Cheverolet Corvair. США, в производстве с осени 1959 года

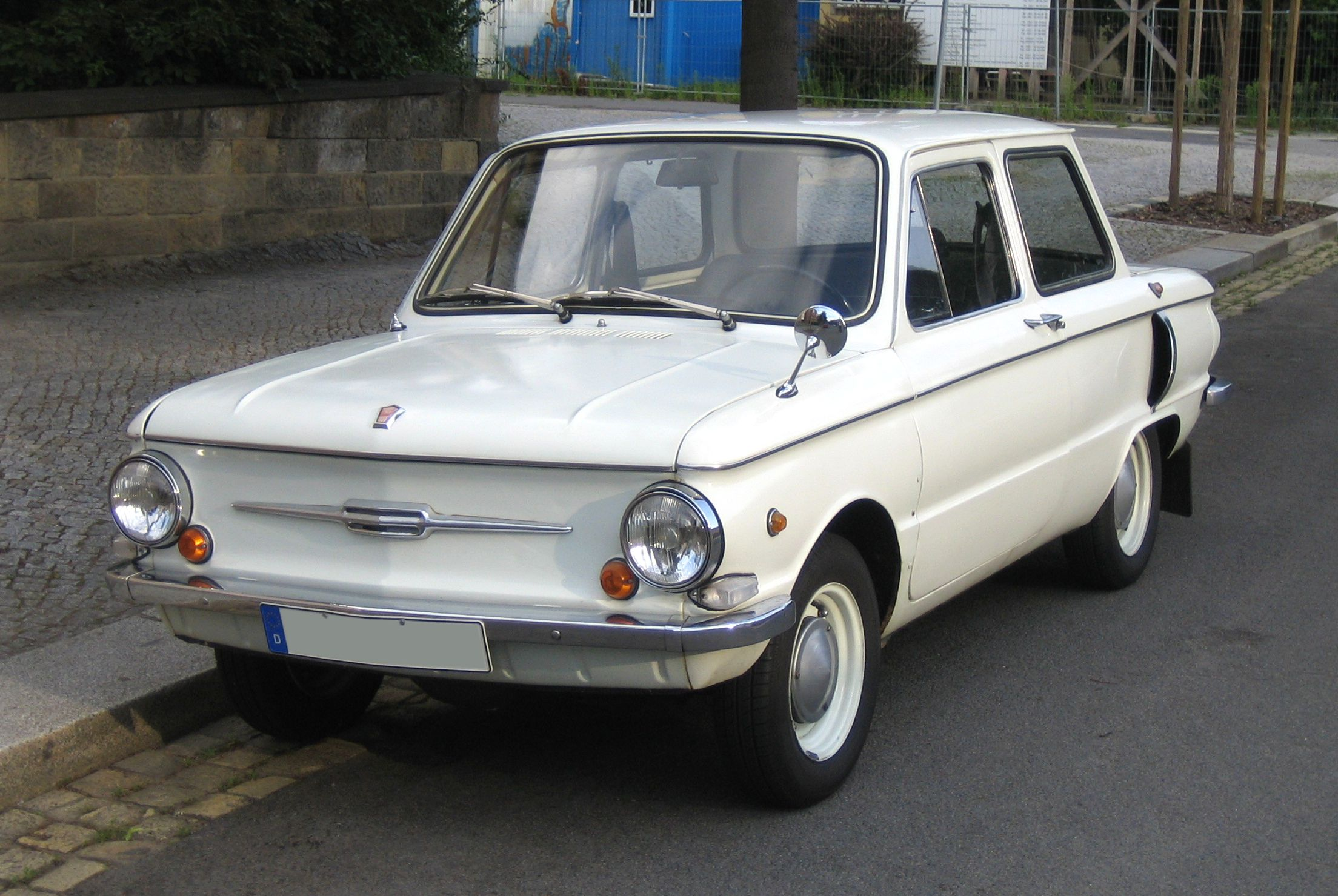
«Запорожец»
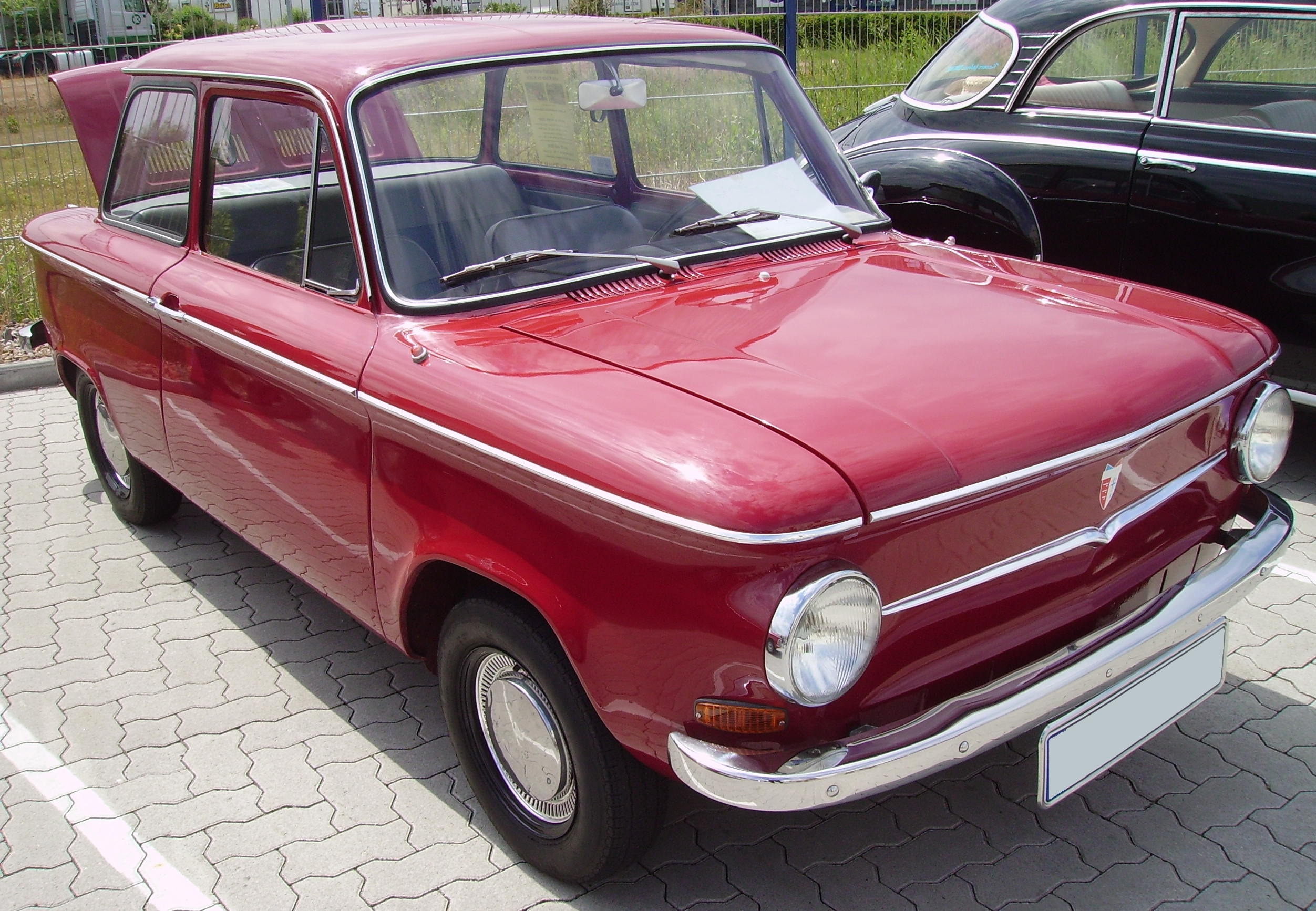
NSU Prinz IV
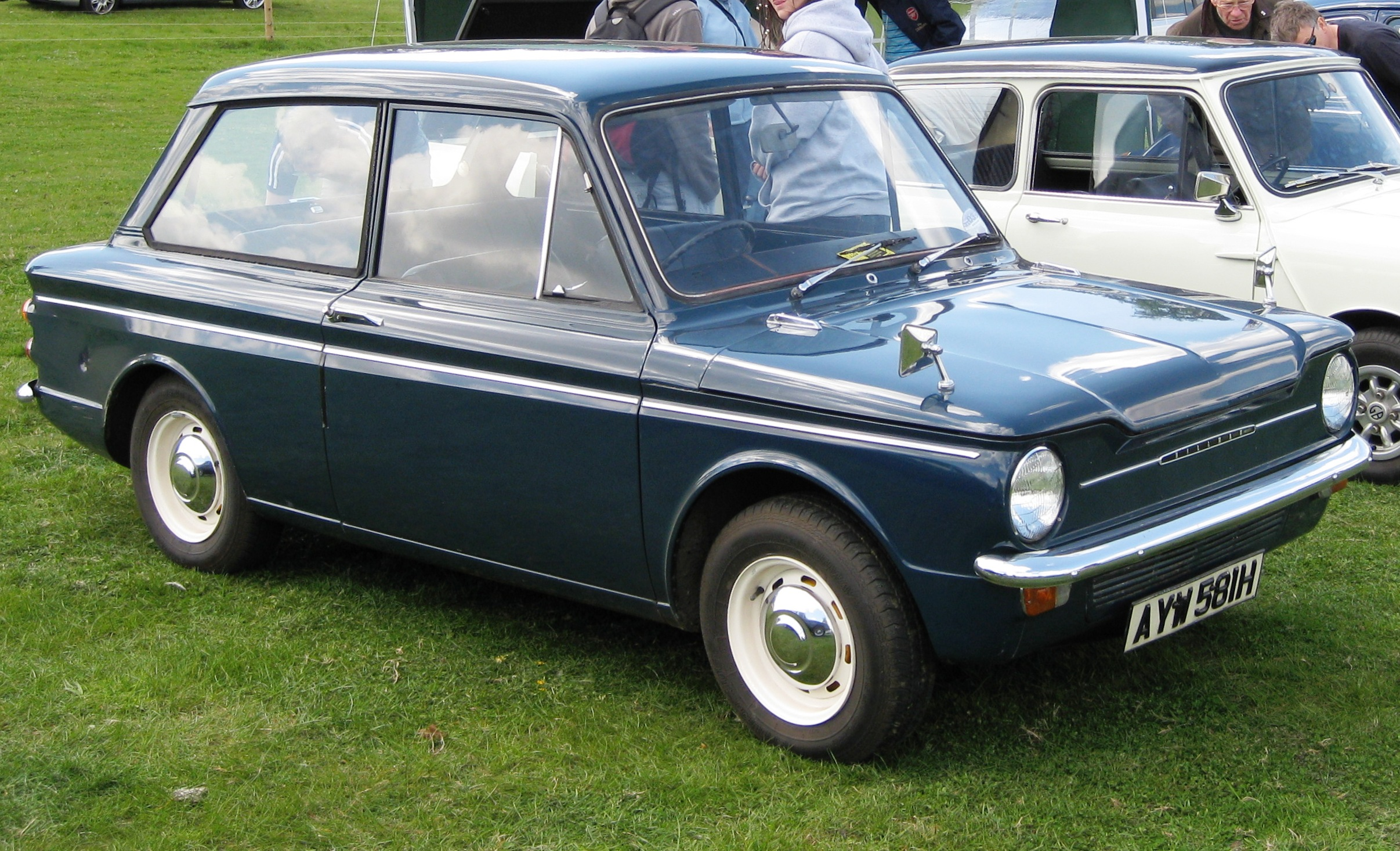
Hillman Imp

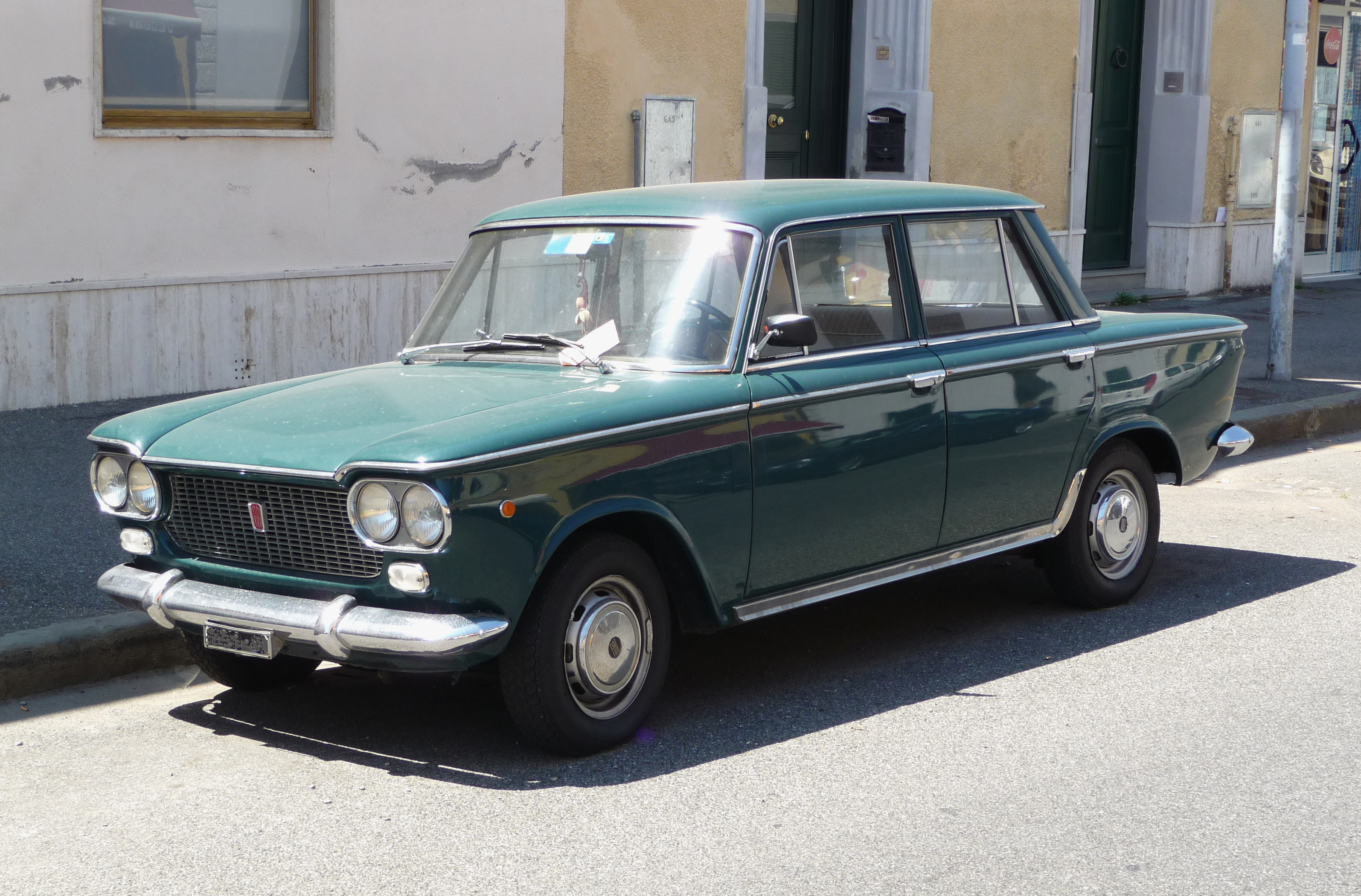
Fiat 1300 / 1500
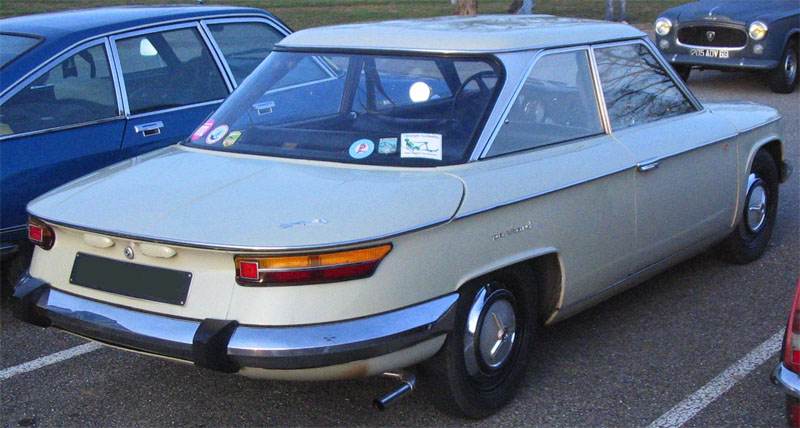
Panhard 24
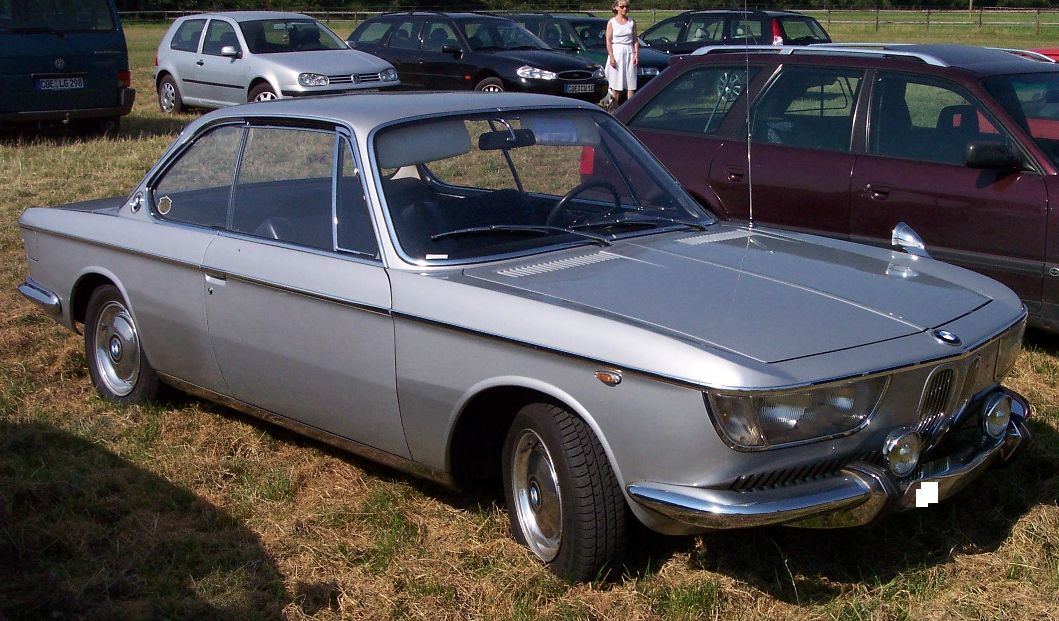
BMW 2000CS

Второе, и альтернативное стайлингу «от „Пининфарины“», направление в европейском дизайне того времени задал, как ни странно, американский автомобиль — Chevrolet Corvair, представленный на Парижском автосалоне 1960 года. И хотя в самих Штатах его дизайн, представлявший собой по сути упрощённый, «выкристаллизованный» вариант стилистических решений, уже апробированных на других автомобилях General Motors, остался практически незамеченным на фоне необычной технической «начинки» этой модели, не будет преувеличением сказать, что в Европе «Корвэйр» произвёл впечатление разорвавшейся бомбы: европейцы сумели разглядеть в облике бюджетной «малолитражки» (по американским меркам) передовые и оригинальные идеи. Его чистые, гармоничные линии, «парящая» крыша, расположенные на передней панели кузова под мощными «надбровными дугами» фары и характерный «опоясывающий» кузов молдинг оказались очень кстати на сравнительно компактных европейских машинах тех лет, и уже вскоре были положены в основу дизайна множества моделей, как практически напрямую (Hillman Imp, NSU Prinz IV, ЗАЗ-966), так и более опосредованно (FIAT 1300/ 1500, Simca 1000, Renault R8 и многие другие). Любопытно, что американский наследник «Корвэйра» — Chevrolet Vega начала 70-х годов — напротив, имел оформление передка, напрямую восходящее к Florida II и другим разработкам «Пининфарины»: американский дизайн стал в эти годы развиваться в противоположно направлении, с годами становясь всё более вычурным и тяжеловесным.

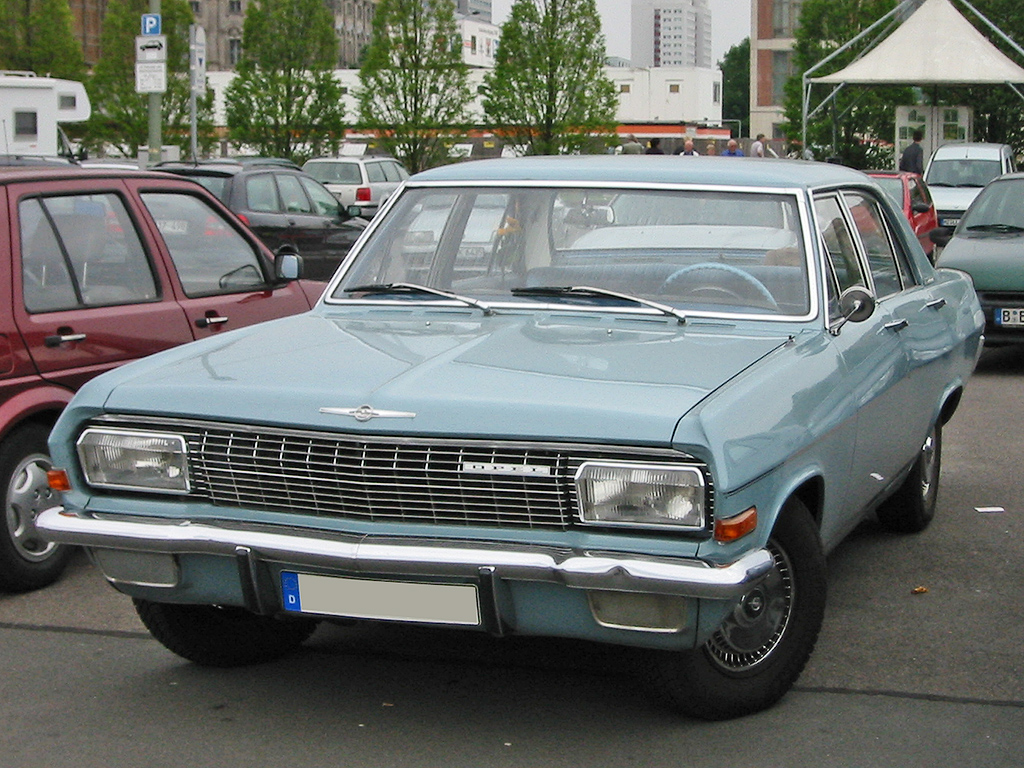
Opel Kapitan. ФРГ, 1962 год

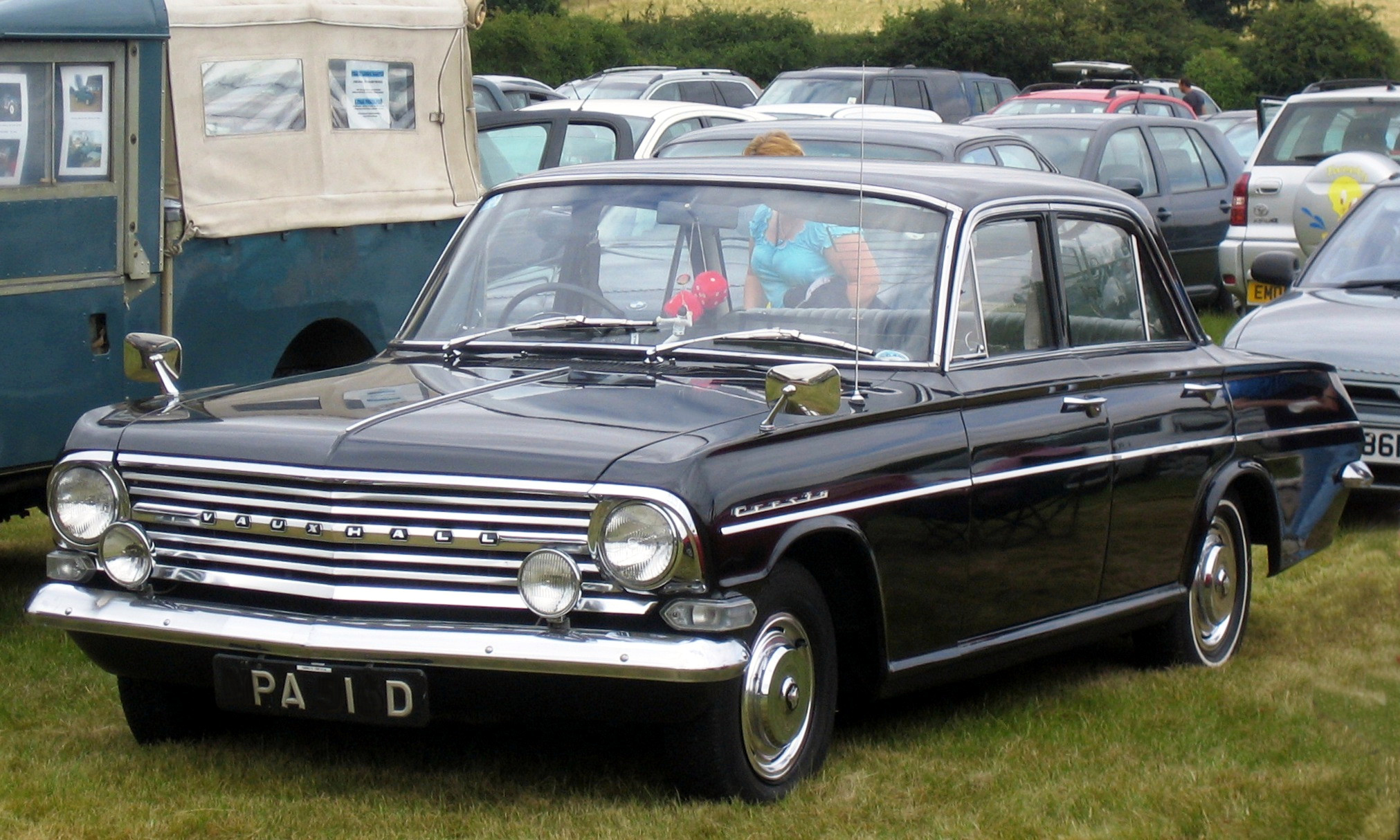
Vauxhall Cresta. Великобритания, 1966 год
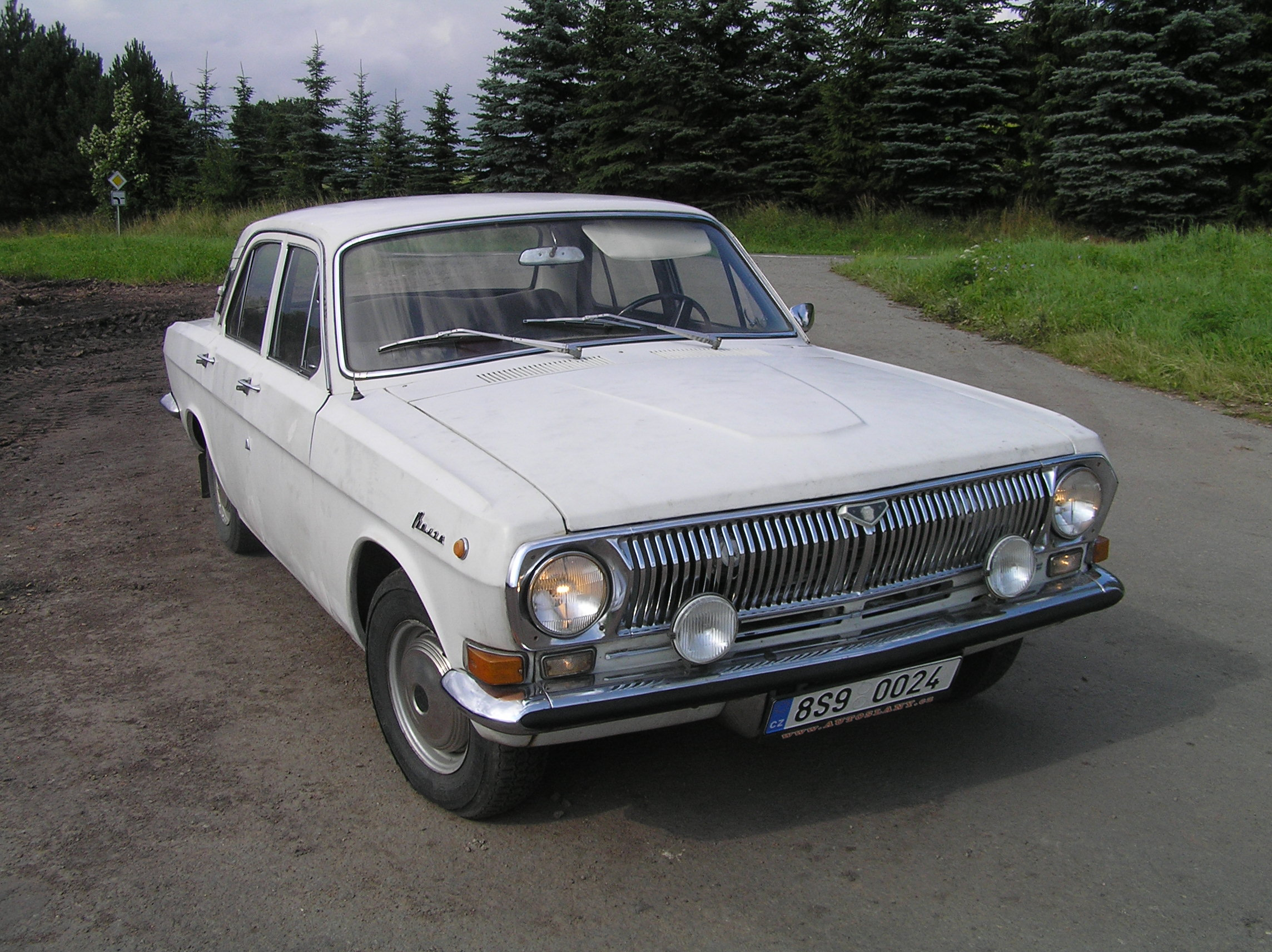
«Волга» ГАЗ-24. СССР, 1967 год
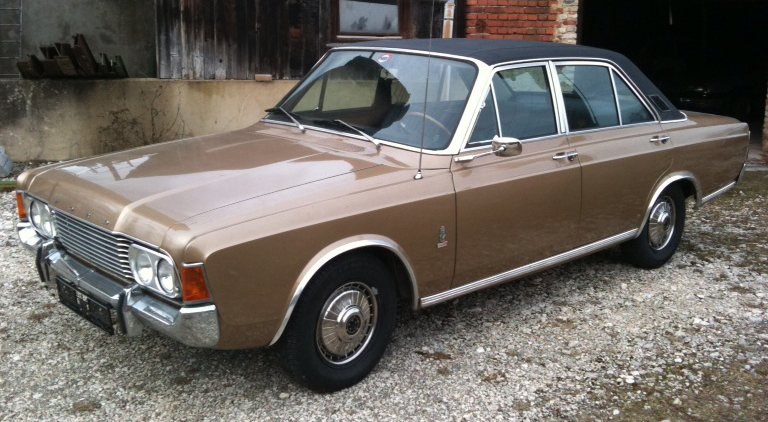
Ford Taunus P7b 20M. ФРГ, 1968 год

Верными оставались своим традициям и европейские производители, традиционно ориентировавшиеся на американский «стайлинг» — такие, как Opel, Vauxhall Motors, ГАЗ или европейские филиалы «Форда», — они продолжали выпускать автомобили с откровенно «проамериканской» внешностью, иногда даже — с мощными двигателями и кузовами «хардтоп-купе».

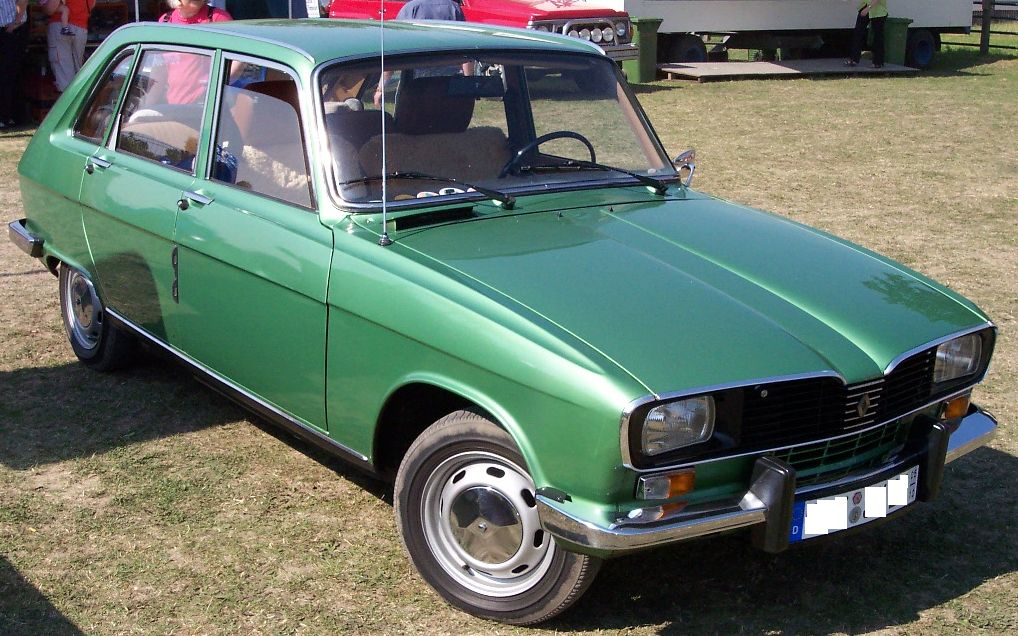
Renault 16. 1965 год

Общие же тенденции в европейском автостроении в те годы были в целом аналогичны североамериканским. Как и в США, европейские автомобили стали расти в размерах — хотя разумеется и близко не достигая габаритов американских моделей, они в целом становятся существенно крупнее своих предшественников. Во второй половине десятилетия получают распространение так называемые «семейные» автомобили, имевшие увеличенные по сравнению с малолитражками прежних лет размеры, рабочий объём двигателей и вместимость, более приспособленные к комфортабельным длительным поездкам по скоростной трассе — количество загородных поездок личных автомобилей росло в те годы намного быстрее, чем число внутригородских. Характерным представителем этого типа, установившим стандарты для этого класса автомобилей на много лет вперёд, становится «Автомобиль 1966 года в Европе» — Renault 16, с набирающим популярность кузовом «хетчбэк», впервые в современном виде апробированном ещё на Austin A40 Farina 1958 года. Вскоре подобные автомобили появляются в других европейских странах, например, Saab 99 (Швеция, 1968), Volkswagen Passat (ФРГ, 1973) и Иж-Комби (СССР, 1973), а затем — и в Северной Америке.

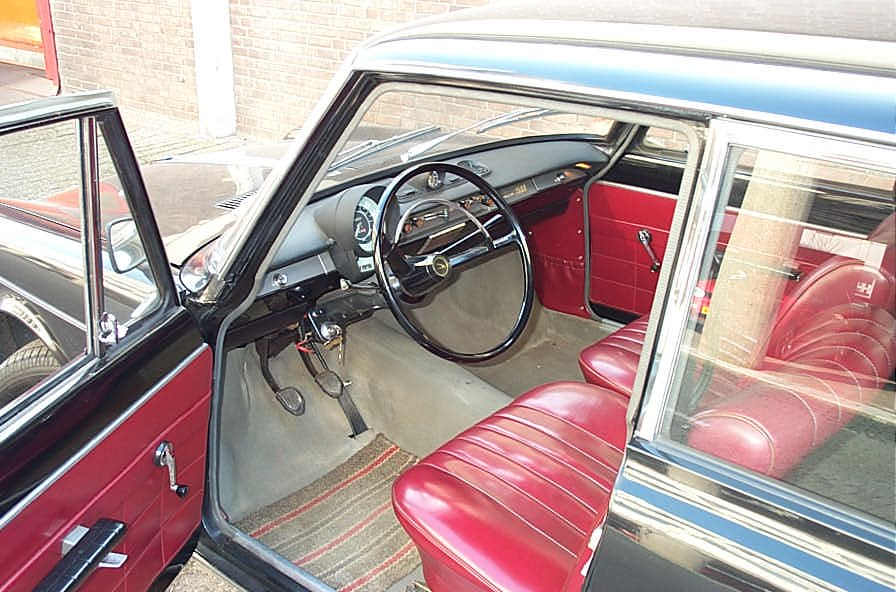
Интерьер европейского автомобиля второй половины 1960-х (SIMCA 1500, Франция, 1964)

Как и в Америке, в середине десятилетия происходит повышение интереса к безопасности автомобилей при столкновениях. Это отражается и на конструкции автомобилей (введение дисковых тормозов с двухконтурной системой, ремней безопасности, и так далее), и на дизайне их интерьеров. Так, у Fiat 124 панель приборов была уже пластиковой, а не штампованной из металлического листа, как у большинства машин тех лет. Появляются первые автомобили, разработанные как единый комплекс мер по повышению безопасности, — такие, как Volvo 140 (Швеция, 1967). В практику прочно входят крэш-тесты, которые во многих странах Европы становятся обязательными для сертификации автотранспорта.
Заднеприводная компоновка, наиболее распространённая до этого времени на европейских послевоенных малолитражках, в шестидесятые годы начинает сдавать позиции, заменяемая на передний привод.
Переднеприводная компоновка имела существенные преимущества как относительно переднемоторной заднеприводной, так и по сравнению с заднемоторной. Имея многие из преимуществ заднемоторных автомобилей — более просторный салон при тех же внешних размерах, отсутствие карданного вала, меньшая масса и большая дешевизна, — переднеприводные автомобили были свободны от их недостатков с точки зрения управляемости на большой скорости. После появления в массовом производстве относительно дешёвых шарниров равных угловых скоростей и общего повышения мощности двигателей, — последнее позволило частично компенсировать проблемы с недостаточной способностью переднеприводных малолитражек быстро разгоняться и взбираться на холмы с большим уклоном, — передний привод стал наиболее перспективным для малолитражных автомобилей. Это находит отражение в дизайне: передний привод позволил увеличить длину колёсной базы и укоротить свесы по сравнению с «классической» компоновкой, сделал популярным рациональный кузов типа «хетчбэк».

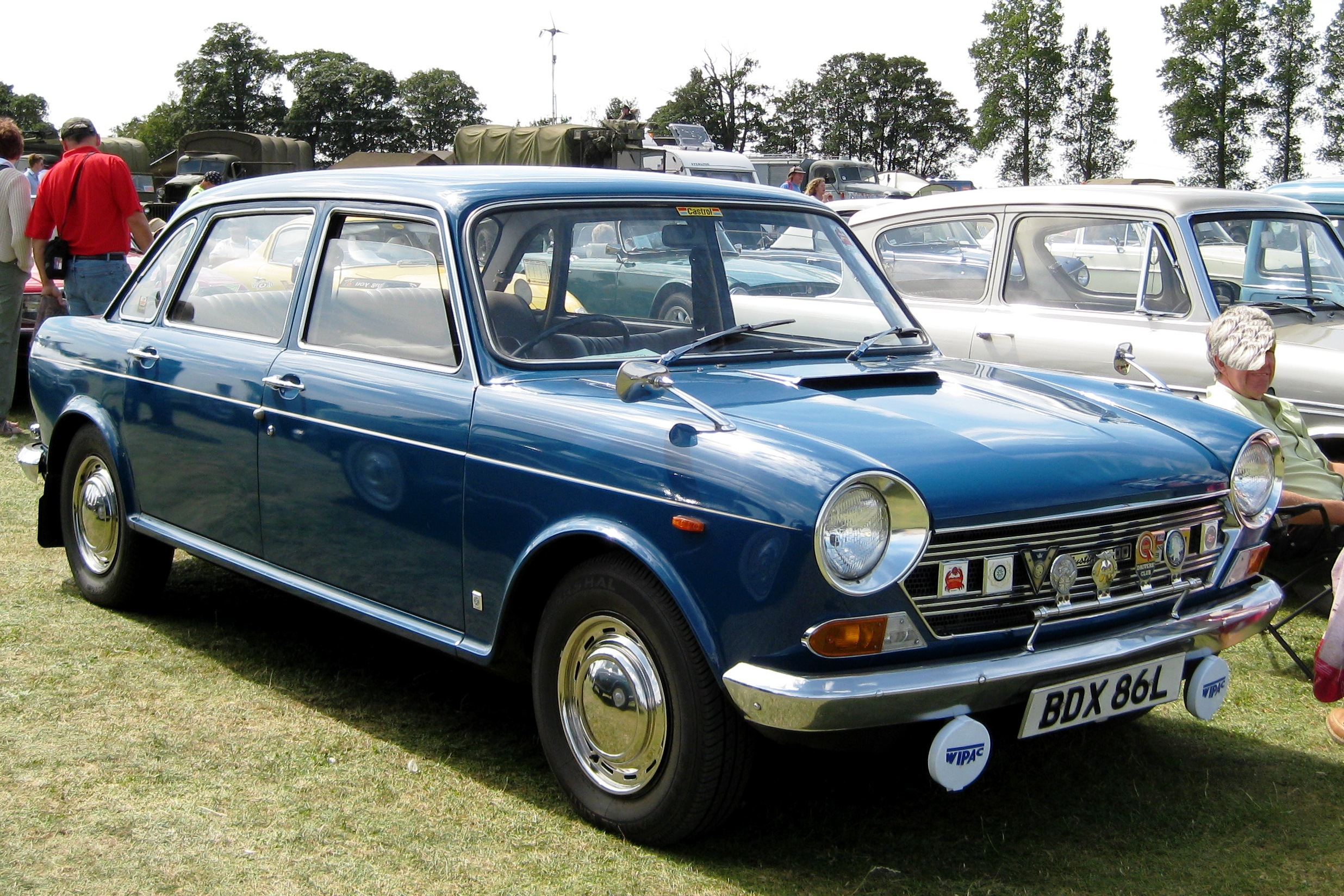
Если до того с приводом на передние колёса делали почти исключительно малолитражные автомобили, то в середине шестидесятых годов получают распространение переднеприводные модели среднего литража. Austin 1800 (ADO17) выпускался в Великобритании с 1964 года. Обращает на себя внимание огромная для автомобиля таких габаритов колёсная база — 2700 мм, как у бывшей на класс выше и на полметра длиннее «Волги» ГАЗ-21

Важной вехой с точки зрения как конструкции, так и дизайна стала английская модель Austin Mini, появившаяся на рубеже 50-х и 60-х годов. Она имела предельно рациональную компоновку: при колёсной базе около 2 метров, основную часть автомобиля по длине занимал пассажирский салон. Единственным способом этого достичь было поперечное размещение двигателя у ведущей оси в едином блоке с трансмиссией, что позволяло существенно сократить занимаемое им место по длине. При этом конструктор «Мини» Алек Иссигонис не стал размещать поперечный силовой агрегат сзади, как у некоторых немецких «НСУ», а вместо этого расположил его у передней оси: это позволило получить в задней части относительно большой багажный отсек, в отличие от заднемоторных малолитражек, имевших небольшой по объёму багажник спереди. Правда, «Мини» ещё не был хетчбэком: хотя он и не имел выступающего третьего объёма, а задняя стенка его кузова была почти вертикальной, доступ к багажу осуществлялся через небольшую крышку в её нижней части, а не остеклённую третью дверь, как на более поздних моделях. Тем не менее, такая компоновка оказалась впоследствии весьма популярной.
С ростом числа автомобилей, возрастают требования к динамике, соответственно растёт мощность двигателей и их рабочий объём. Хотя до американской «гонки лошадиных сил» Европе было далеко, многие крупные модели европейских производителей в шестидесятые имели шестицилиндровые двигатели, обычно объёмом порядка 2,5—3 литров, а некоторые — даже небольшие V8.
Не обошла Европу и мода на спортивный стиль. Появляются псевдоспортивные модификации c улучшенной динамикой, такие как Opel 1700 на базе Opel Rekord, или Ford Escort GT. С появлением «псевдоспортивных» автомобилей входят в моду, как и в Америке, двухдверные кузова. Некоторые европейские фирмы даже выпускали двухдверные хардтопы на американский манер, но этот кузов и близко не нашёл здесь такой популярности, как на другом берегу Атлантики, где им снабжалось более половины выпускаемых моделей.

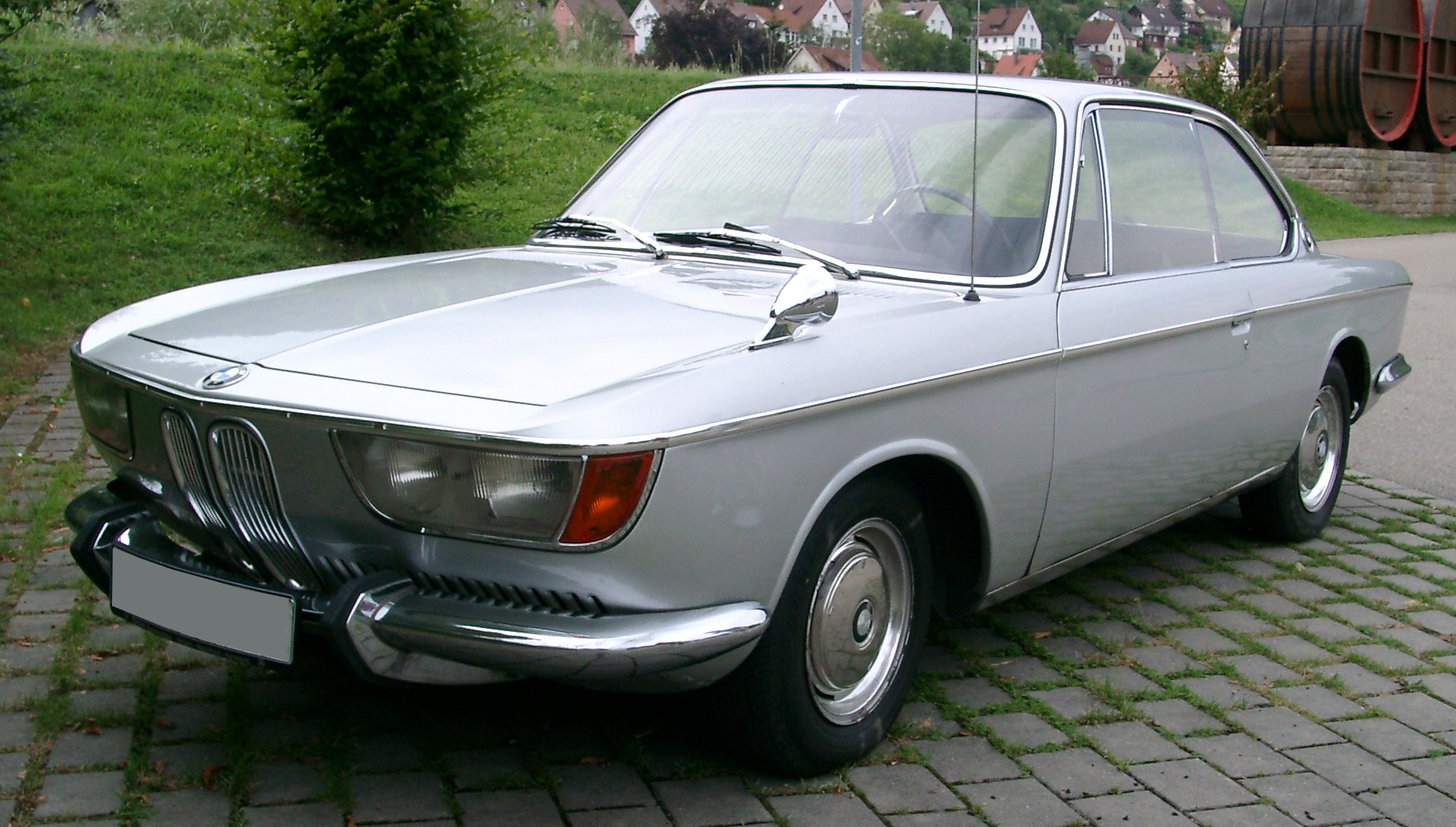
BMW 2000 CS имел общую механику с базовым седаном модели «2000», но совершенно оригинальную внешность. Дизайн ателье Karmann

Шестидесятые годы стали периодом настоящего расцвета дорогих европейских спорткупе так называемого «GT-класса» (Gran Tourismo). К традиционным производителям таких автомобилей, таким, как Ferrari или Maserati, добавились и обычные автостроительные фирмы, желающие «разбавить» свой модельный ряд подобным автомобилем. Как правило, он выполнялся как модификация базовой модели бизнес-класса, используя её агрегаты, но имея совершенно другой кузов, как правило — трёхобъёмное спорткупе или двухобъёмное купе-фастбэк.
Например, Audi 100 C1 Coupé S имела с базовой моделью Audi 100 С1 лишь небольшое сходство в дизайне, но общую механику. По той же идеологии были построены спорткупе фирмы BMW, которые разделяли с базовыми седанами механику, но никак не внешность.

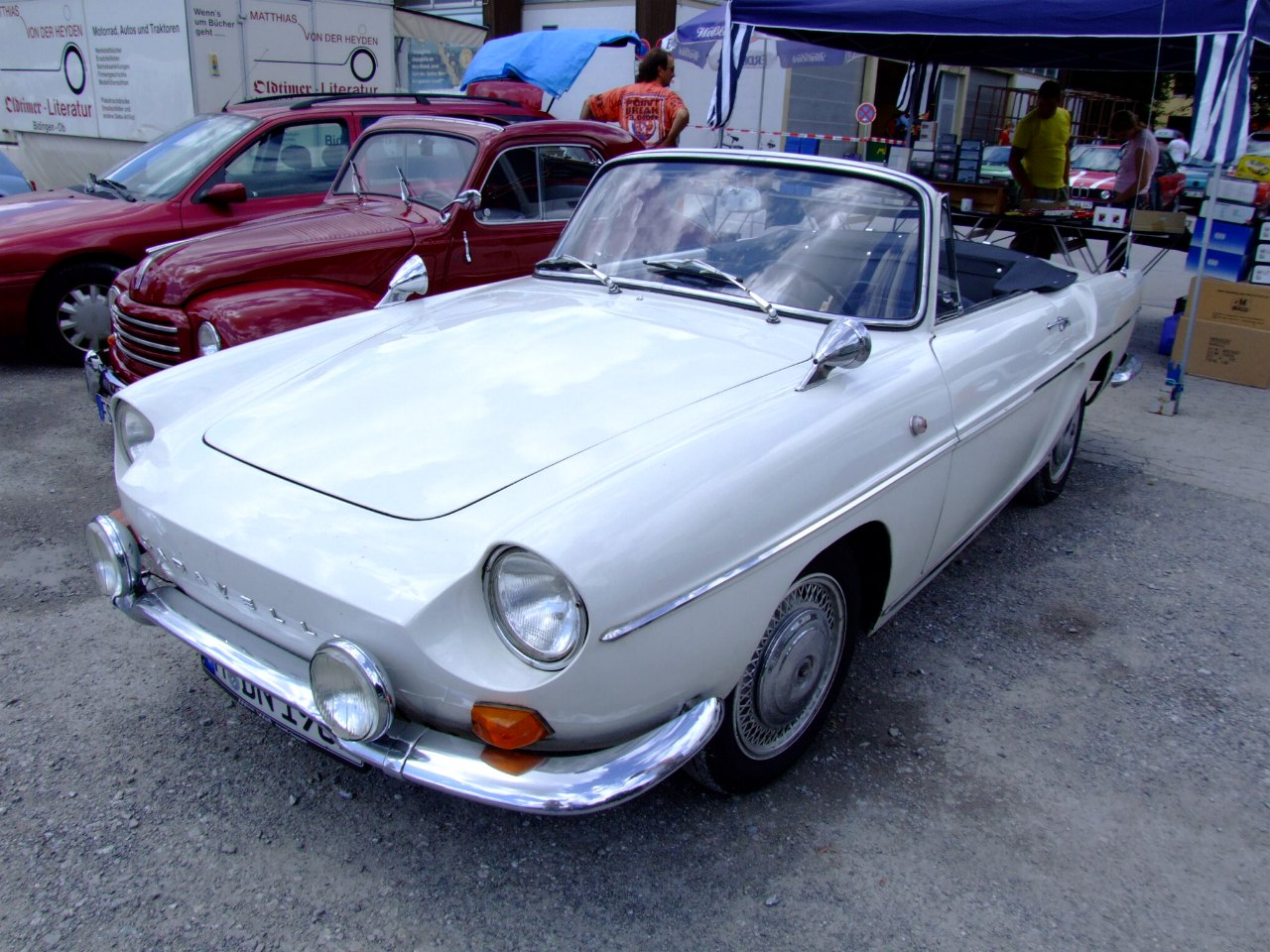
Renault Caravelle объединял заурядную, даже примитивную техническую основу базовой модели — и очень привлекательный двуместный кузов c дизайном Ghia

Наряду с дорогими GT, существовали и более демократичные варианты машин со спортивным имиджем.
Глава фирмы Ghia Луиджи Сегре ещё в середине пятидесятых подметил старомодность, но практичность Volkswagen 1200 («Жук»), и создал на базе его агрегатов элегантный, спортивного вида автомобиль. Он был выставлен на парижском автосалоне. Успех был таким громким, что концерн Volkswagen приобрёл модель. Автомобиль стал выпускаться серийно под названием Volkswagen Karmann Ghia, стоил в 1,5 раза дороже «Жука», но неизменно пользовался спросом. Эта модель положила начало новой разновидности легковых автомобилей — массовым, сравнительно дешёвым автомобилям спортивного характера, как правило, на базе серийных малолитражек.
В шестидесятые годы такие модели появляются у многих производителей. Обычно, такой автомобиль был двухместным или выполнен по посадочной схеме «2+2» и имел стандартные агрегаты серийного, но при этом — элегантный спортивный кузов. Примеры таких автомобилей — Renault Caravelle (на базе Renault Dauphine), Opel GT (Opel Kadett B), BMW 700 Coupé (BMW 700), Auto Union 1000 Sp (Auto Union 1000) NSU Sport Prinz (NSU Prinz), и другие. В СССР также пытались создать аналогичные модели на базе «Запорожца» и удачного «Москвича-408» (М-408 «Турист»), но в серию они не пошли. Зато в другой стране соцлагеря, Чехословакии, запустили в серию спорткупе Škoda 110 R на базе серийной Škoda 100.
Ближе к концу шестидесятых годов облик обычных европейских автомобилей также начинает дрейфовать в сторону большей спортивности, однако, в намного меньшей степени, чем в Северной Америке. В целом, по итогам шестого десятилетия XX века европейские автомобили оставались внешне (но никак не конструктивно) куда более консервативными по сравнению с американскими — впоследствии это соотношение изменится на совершенно противоположное.

### Семидесятые годы
Семидесятые годы ознаменовались дальнейшим развитием принципов формообразования кузова, найденных в предыдущем десятилетии, без каких либо особо революционных нововведений. Соответственно, автомобили семидесятых внешне были во многом похожи на своих непосредственных предшественников, хотя и имели ряд собственных характерных особенностей — так, общей тенденцией семидесятых годов по обе стороны океана стало увлечение прямоугольными, «гранёными» формами кузовов — с почти плоскими панелями и острыми углами.
Между тем, на этом сравнительно стабильном фоне происходили настоящая революция в технической области, за одно десятилетие качественно изменившая конструкцию массового автомобиля, а также — сравнимая по масштабу революция в области маркетинга, в первую очередь заключавшаяся в быстрой глобализации рынка автомобилей и вытеснении с него маломощных национальных производителей, теснимых транснациональными корпорациями с их широко унифицированными благодаря общим платформам модельными рядами (собственно, само технологическое понятие платформы появилось в автомобилестроении именно в этот период). Важными трендами десятилетия были также начало упадка американской автомобильной промышленности и резкий взлёт автомобилестроения Японии, впервые занявшего видное положение на международной арене.

#### Европа
В Европе в самом начале семидесятых годов устаревшие модели, выпускавшиеся ещё с пятидесятых годов или с начала шестидесятых, в основной своей массе были сняты с производства и заменены новыми, намного более современными. В результате общий стиль европейских автомобилей в начале семидесятых довольно резко изменился. Если даже в конце шестидесятых с конвейеров всё ещё сходили такие модели, как Volvo Amazon, Fiat 1800/2100, Mercedes-Benz W111, — с относительно высокими кузовами, малым наклоном сильногнутых стёкол и другими чертами, характерными ещё для конца пятидесятых годов, — то в начале семидесятых на смену им довольно быстро пришли автомобили с другим, более динамичным обликом.
Очень показательным будет сравнение дизайна двух последовавших одна за другой моделей западногерманской фирмы Audi — Audi F103 (1966—1972) и Audi 80 первого поколения (1973—1978) (см. иллюстрации).

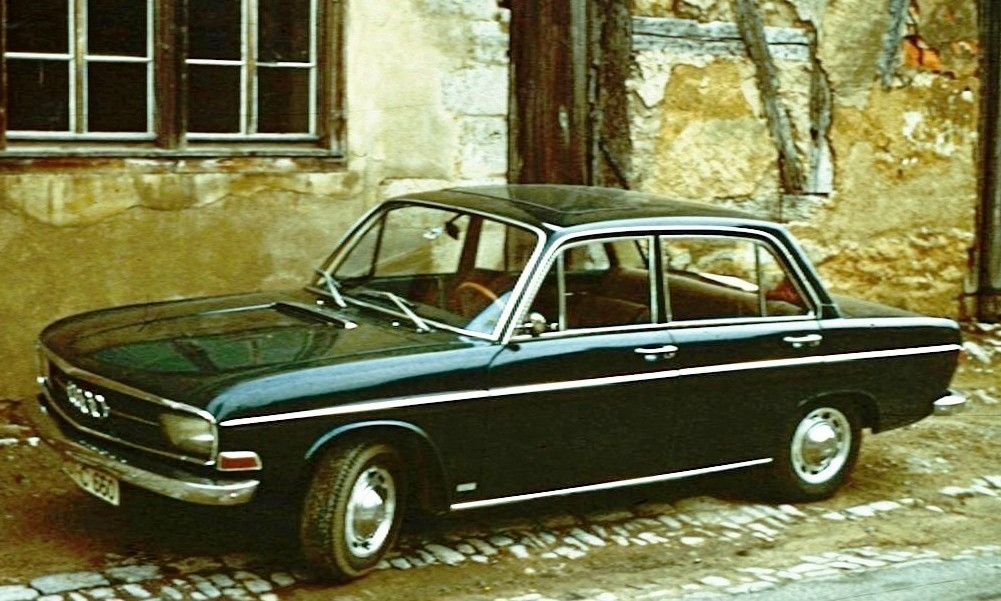
Audi F103 — стиль 1960-х

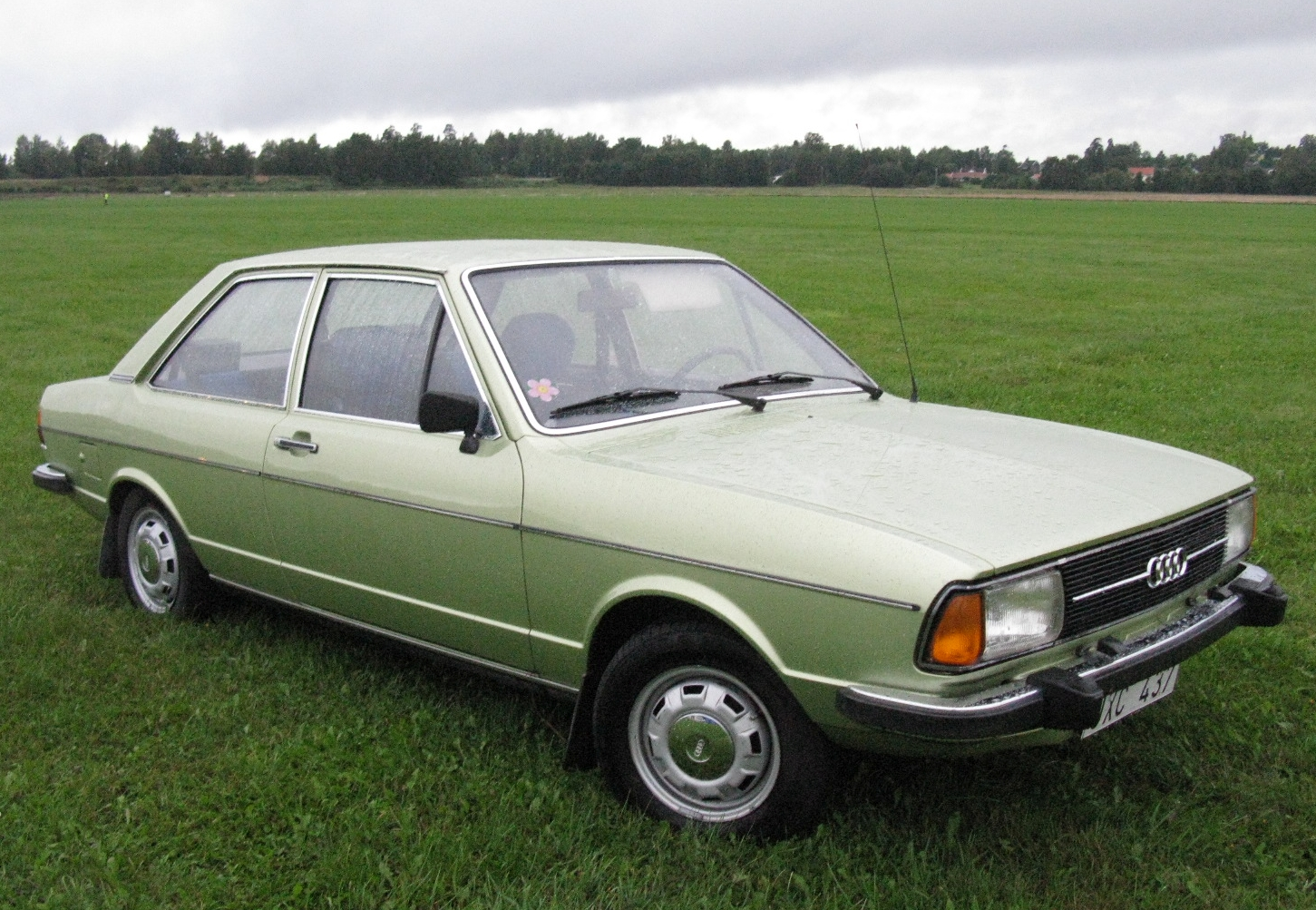
Audi 80 раннего выпуска — стиль начала-середины 1970-х

Для второй модели характерны более угловатые панели кузова, изменённые пропорции — короткий багажник и относительно длинный капот, достаточно сильно наклонённые стёкла — как лобовое и заднее, так и боковые. Кузов её ниже, и кажется более динамичным. Силуэт приобретает лёгкую клиновидность. Иными словами, если первая из упомянутых моделей по уровню своего дизайна вполне соответствует «классическим» «Жигулям», то вторая в этом отношении уже намного ближе к семейству «Спутник» — «Самара». Таким образом, этот переход произошёл в Европе в сравнительно короткий срок.

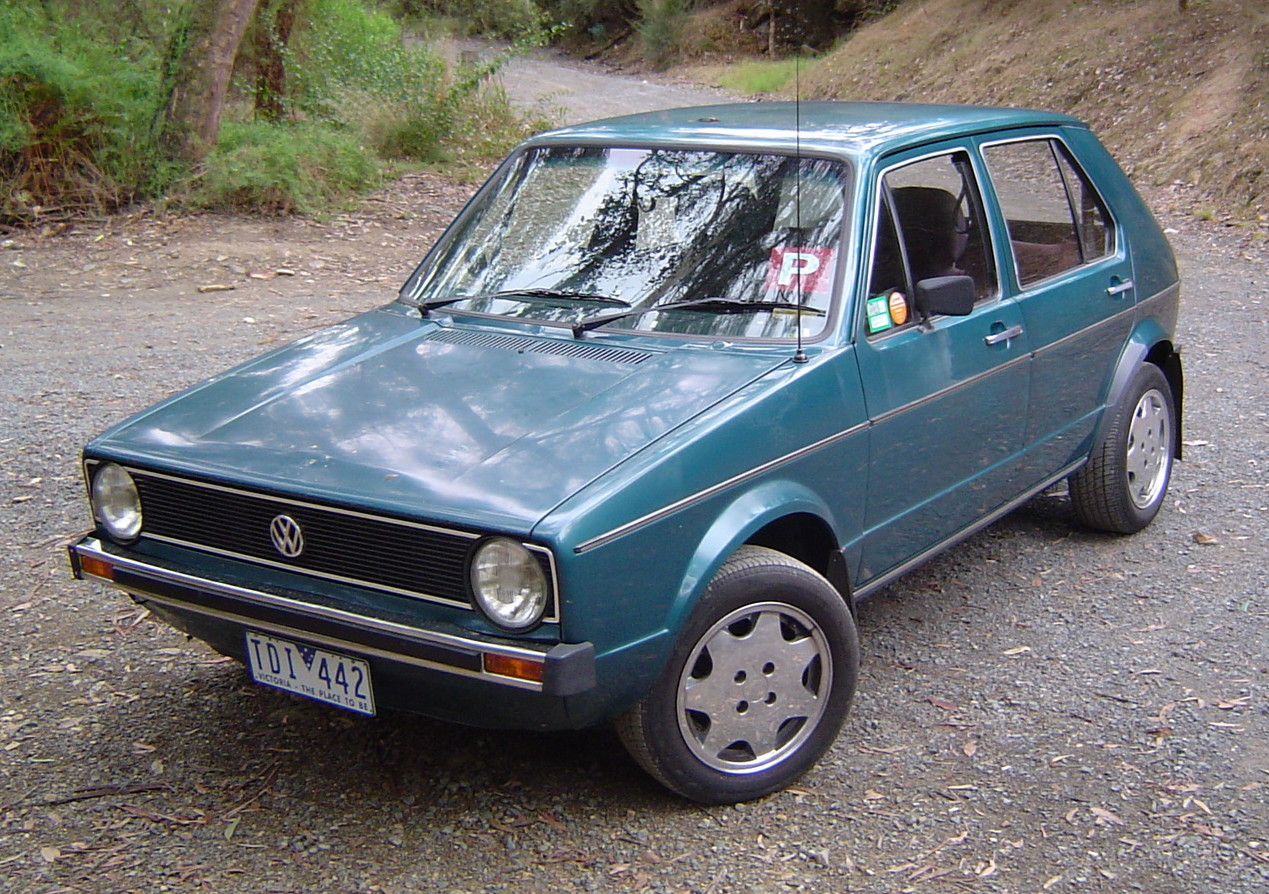
Volkswagen Golf 1974 года задал стандарт практичного и технически совершенного европейского малолитражного автомобиля. Ниже показано несколько моделей появившегося благодаря ему так называемого «гольф-класса»

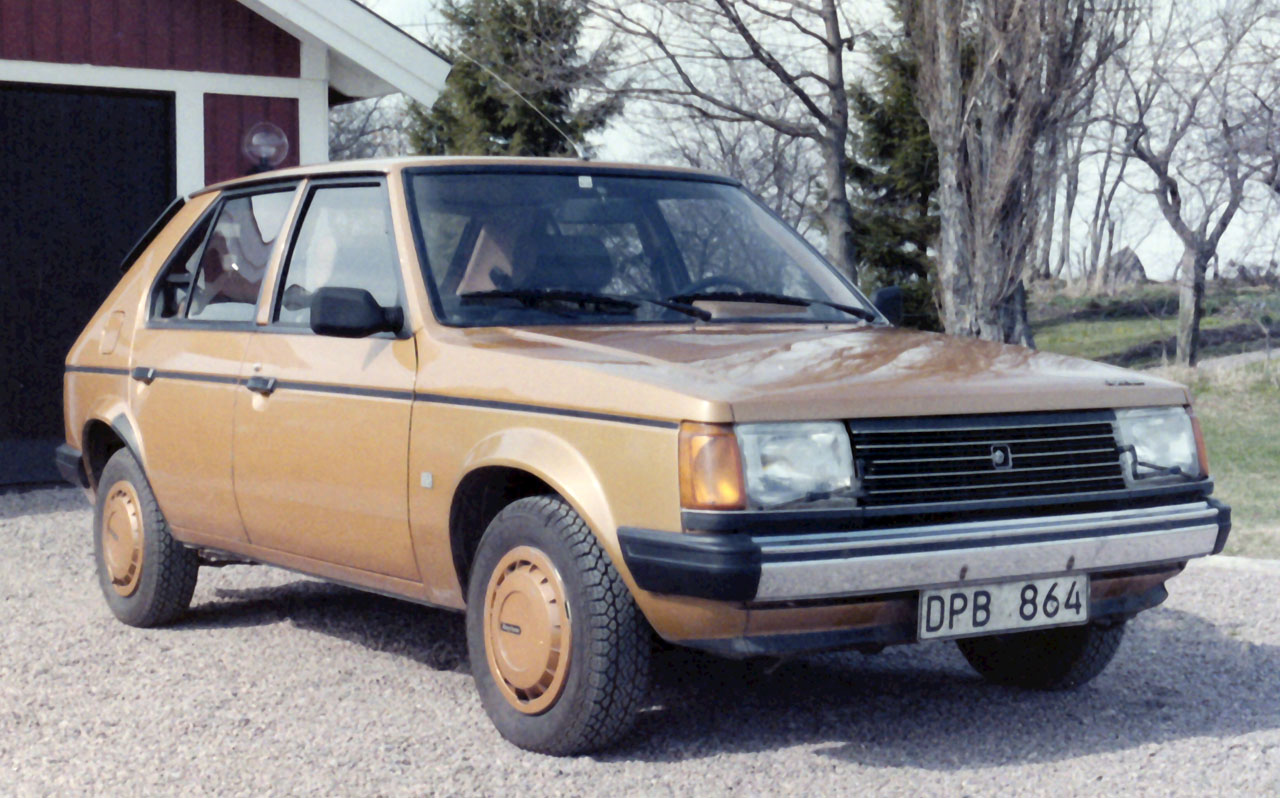
Simca-Talbot Horizon (1976)
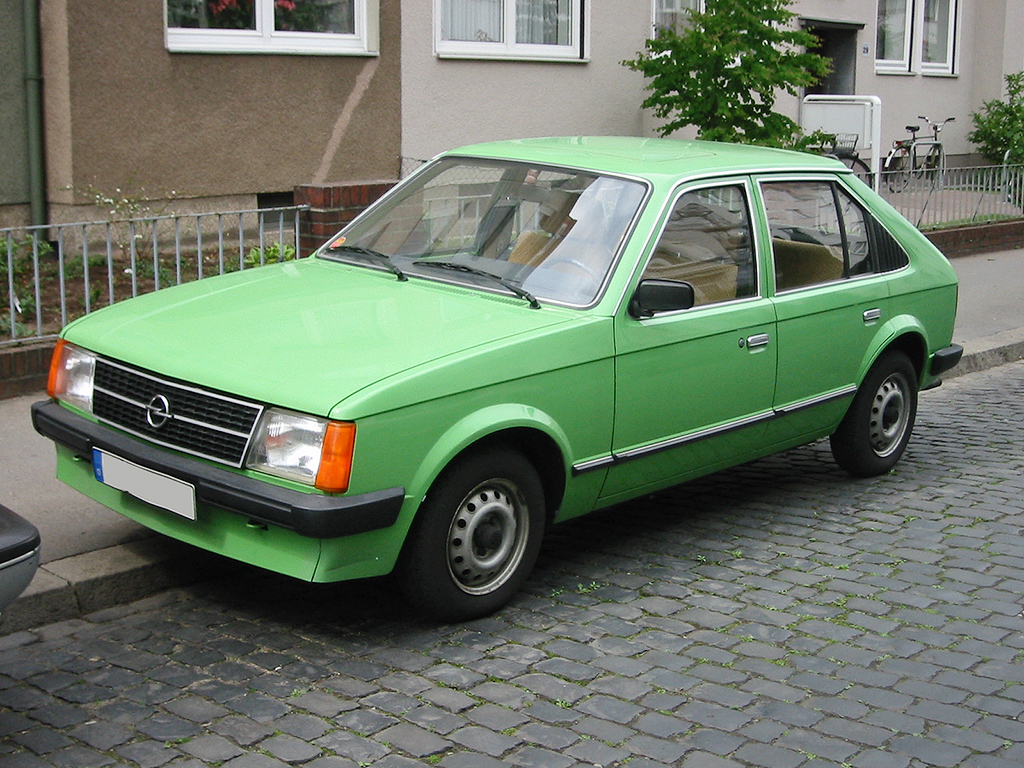
Opel Kadett D (1979)
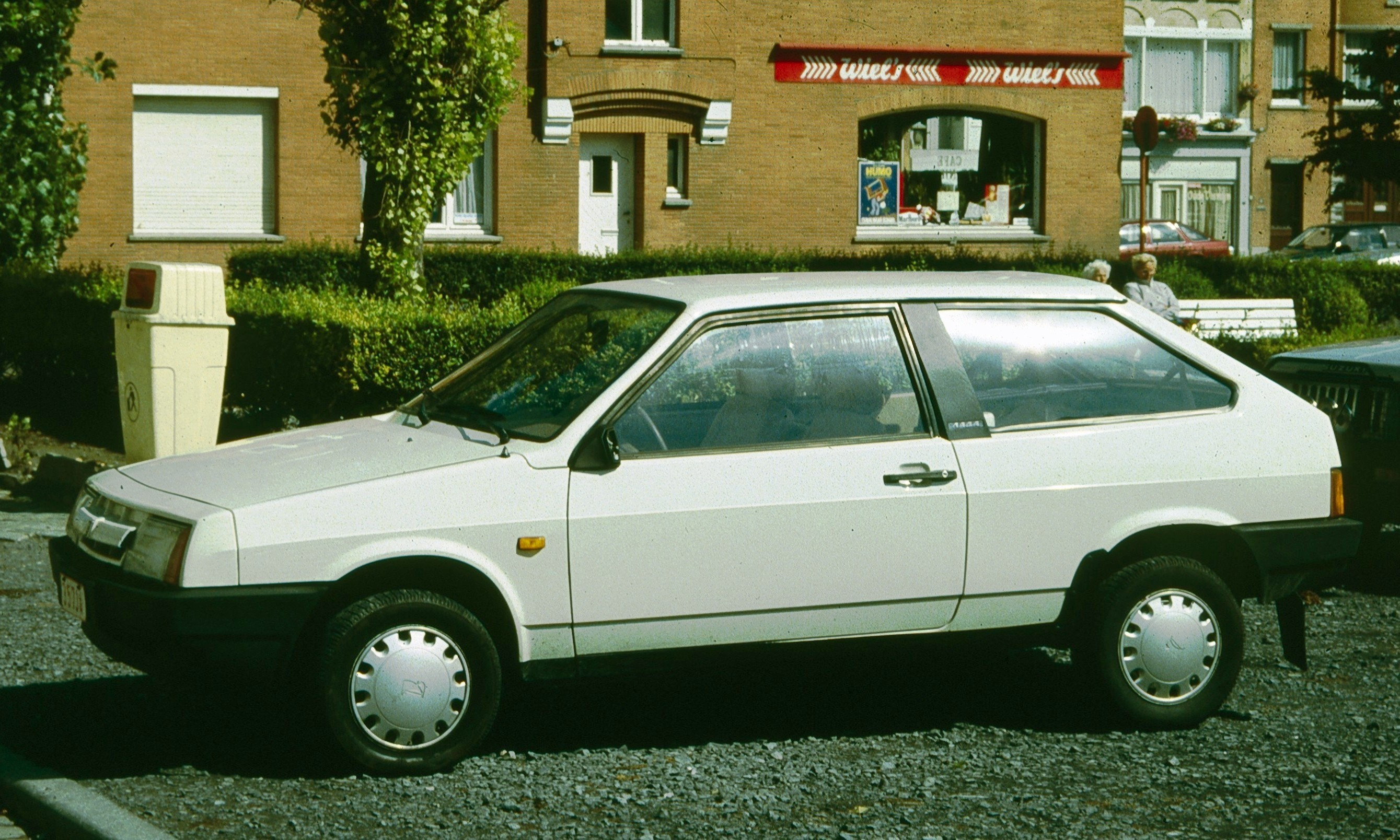
ВАЗ-2108 / LADA Samara (1984)

Этапной для европейского автомобилестроения семидесятых годов моделью оказался появившийся в 1974 году Volkswagen Golf, установивший новые стандарты в классе малолитражек. Хотя аналогичные конструктивные решения (передний привод с поперечным расположением силового агрегата, трёх- или пятидверный кузов типа «хетчбэк», подвеска «макферсон», реечное рулевое управление) уже применялись рядом фирм ещё в шестидесятые годы, именно «Фольксвагену», опиравшемуся на опыт вошедших в его состав фирм NSU и Audi, удалось свести их воедино в очень удачной конструкции и дать ей безупречное технологическое оформление, что позволило «Гольфу» стать достойной сменой предыдущему варианту «народного автомобиля» — «Жуку». Впоследствии основные элементы его концепции и даже конструкции были по сути скопированы конкурентами, так что сформировался целый новый тип автомобиля, в автомобильной журналистике вполне заслуженно получивший обозначение «гольф-класса». Также для этого автомобиля был характерен предельно рациональный, угловатый стиль, позволивший получить максимальный объём салона.

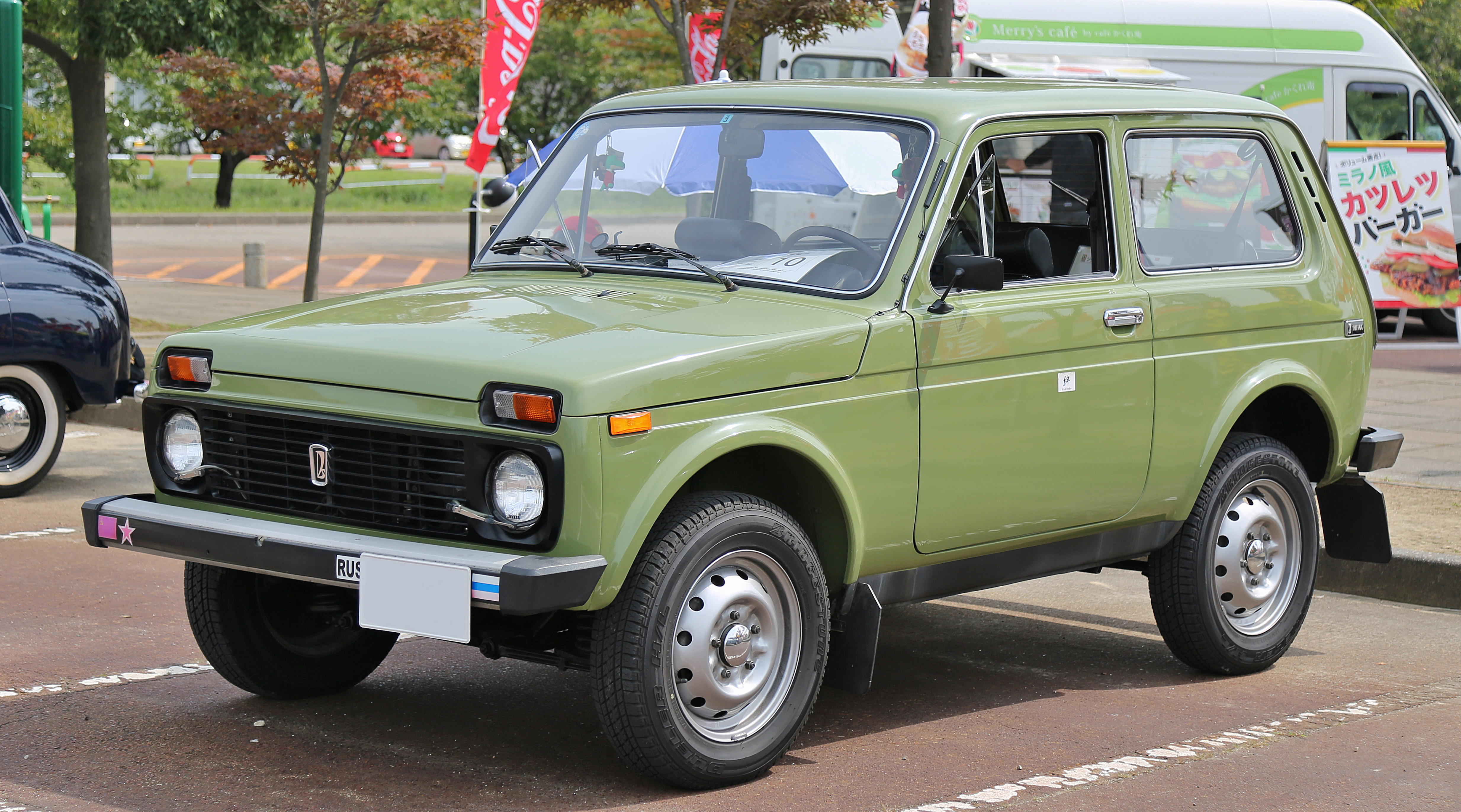
«Нива» ВАЗ-2121 (1977) стала первым бюджетным внедорожником, сочетающим великолепную проходимость с комфортом легкового автомобиля

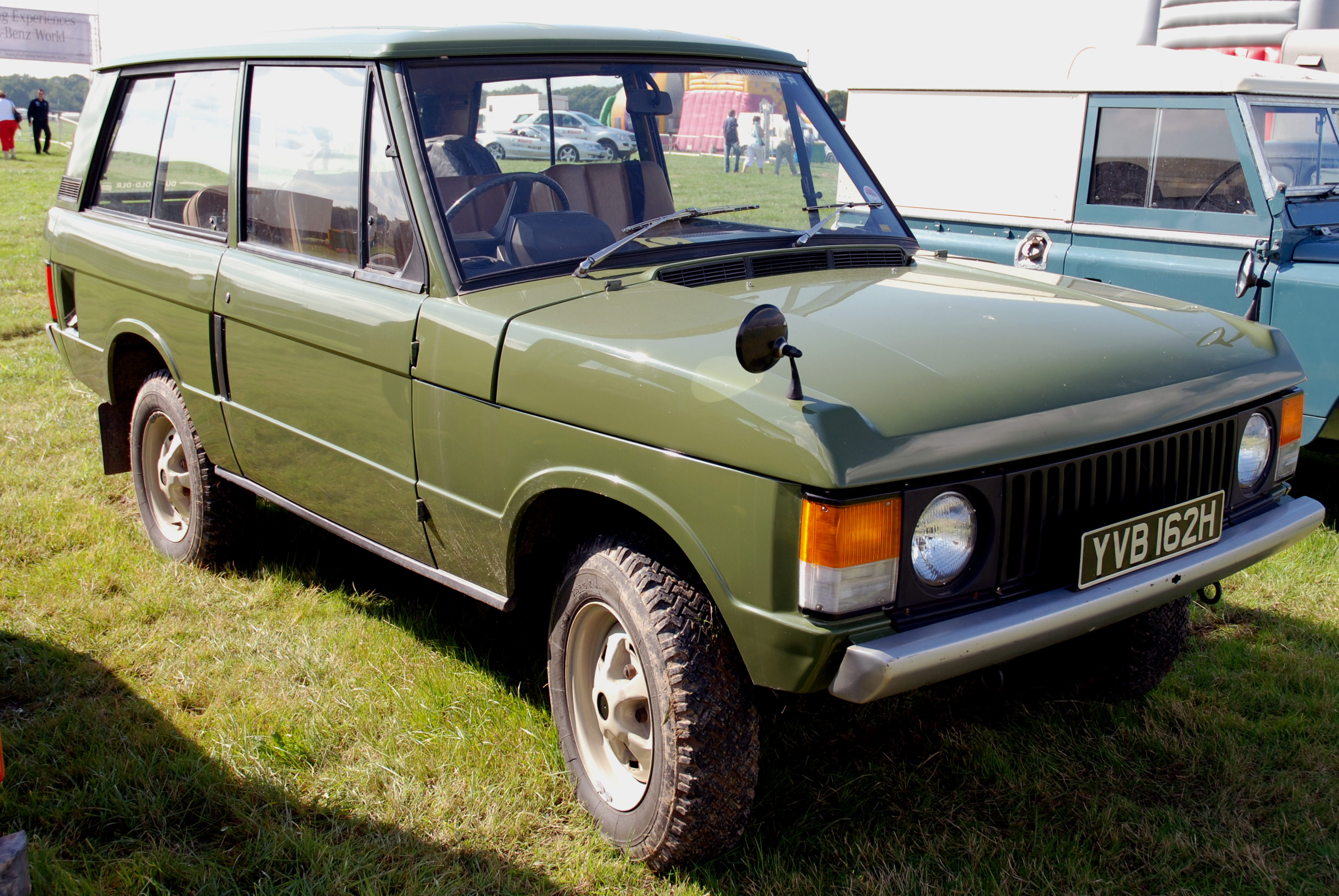
Range Rover (1970)
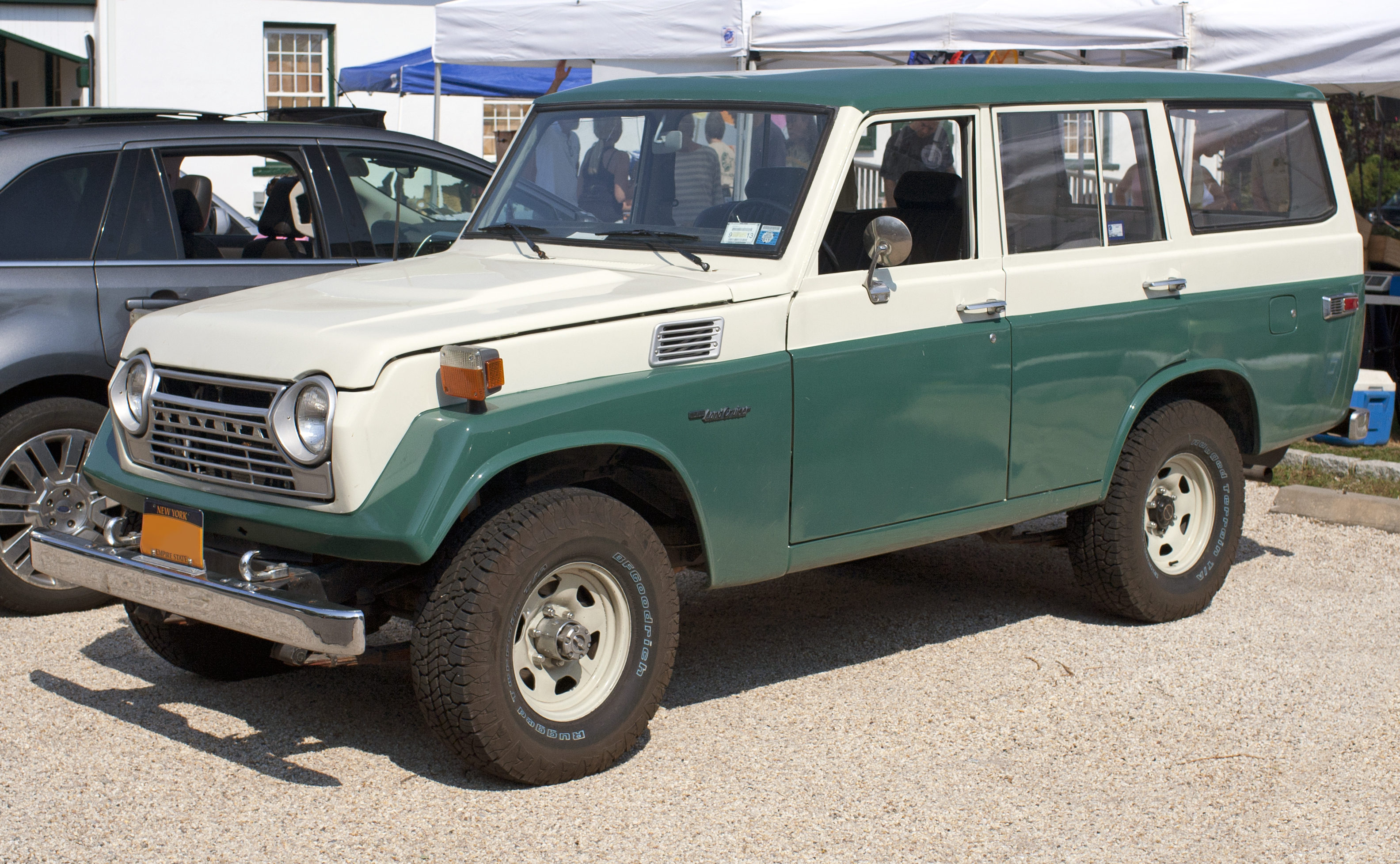
Toyota Land Cruiser FJ55 (1967)
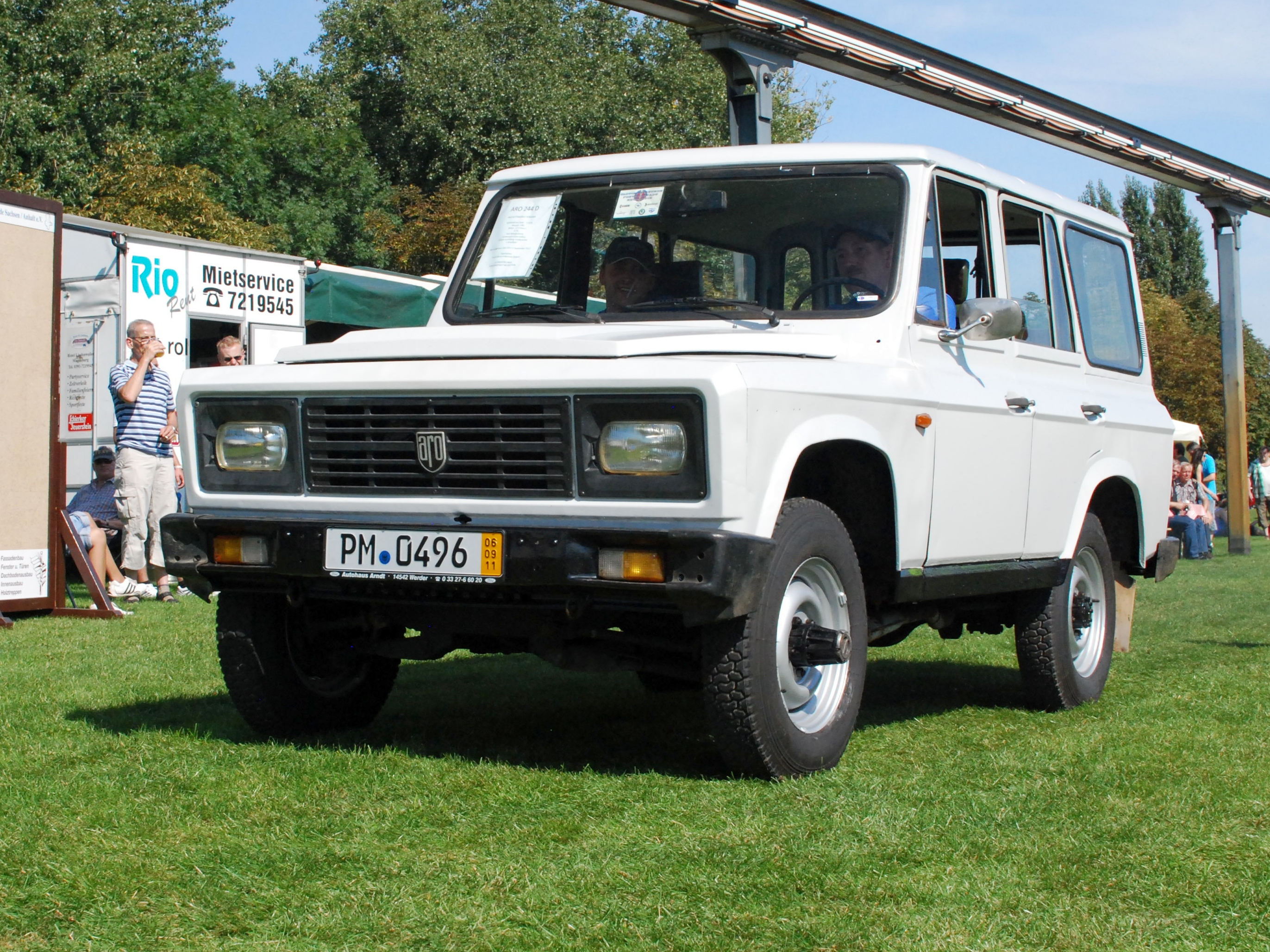
ARO 244

В середине семидесятых годов в Европе получает распространение новый тип автомобиля — комфортабельный внедорожник, совмещающий комфорт легкового универсала с полноприводной трансмиссией, как правило — несколько упрощённой, и повышенной проходимостью, а также — в случае использования постоянного полного привода — хорошей устойчивостью и управляемостью в условиях мокрого покрытия и гололёда.
Первые серийные автомобили такого типа были созданы ещё в середине 1950-х годов в СССР (М-72 и «Москвич-410») и Франции (Renault Colorale Prairie), но не получили распространения в мировом масштабе. Впоследствии в США было выпущено несколько моделей внедорожников повышенной комфортности (International Harvester Scout и Travelall, Jeep Wagoneer), имевших раму и зависимую подвеску, заимствованные у пикапов или лёгких грузовиков, но они, опять же, не завоевали популярности за пределами американского континента. В Западной Европе первым автомобилем такого рода был британский Range Rover 1970 года, имевший отдельную раму, алюминиевый кузов и трансмиссию, обеспечивающую постоянный полный привод.
В сегмент доступных автомобилей эту концепцию принесла советская «Нива» ВАЗ-2121 (1977 год), построенная на дешёвых агрегатах Fiat-124 и имевшая технологичный трёхдверный стальной несущий кузов. Другими особенностями этого автомобиля были независимая передняя подвеска и постоянный полный привод с блокируемым межосевым дифференциалом, делающим возможной эксплуатацию как на мягких грунтах, так и на асфальте без необходимости подключать и отключать передний мост. В отличие от создателей «Рейндж-Ровера», конструкторы АвтоВАЗа не имели опыта в проектировании внедорожников, поэтому применили в конструкции автомобиля привычные по легковому автомобилестроению решения и приёмы — в частности, несущий кузов и независимую переднюю подвеску. При этом, в отличие от создателей М-72 и полноприводных «Москвичей», они не стали использовать готовый кузов «легковушки», а спроектировали полностью новый, с высокой посадкой водителя и широким, просторным четырёхместным салоном, а также третьей дверью, обеспечивающей удобный доступ к багажу. В результате получилась машина, сочетающая не только комфорт и проходимость, но и вполне приемлемое поведение на асфальте.
Отчасти похожие по концепции внедорожники с повышенной комфортабельностью были выпущены также в Японии и Румынии — Toyota Land Cruiser 55 (1967) и ARO 24 (1972), которые, однако, отличались более примитивным шасси с отдельной рамой и передним мостом, подключаемым только для преодоления участков бездорожья.

#### Северная Америка

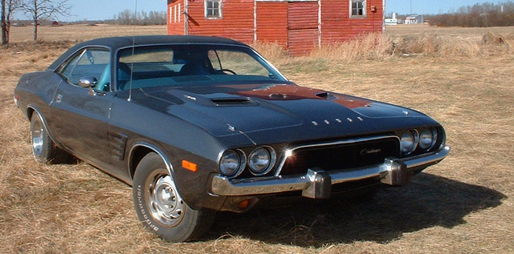
1973 Dodge Challenger — один из последних представителей своего стиля

Семидесятые годы в первую очередь являются периодом серьёзного кризиса американской автомобильной промышленности в целом.
В США основное обновление модельных рядов пришлось на 1968 модельный год, так что в самом начале семидесятых большинство автомобилей «донашивало» кузова именно этого поколения. Среди них были представители как направления, которое выше по тексту было условно обозначено как «псевдоспортивное / молодёжное», так и «консервативного».

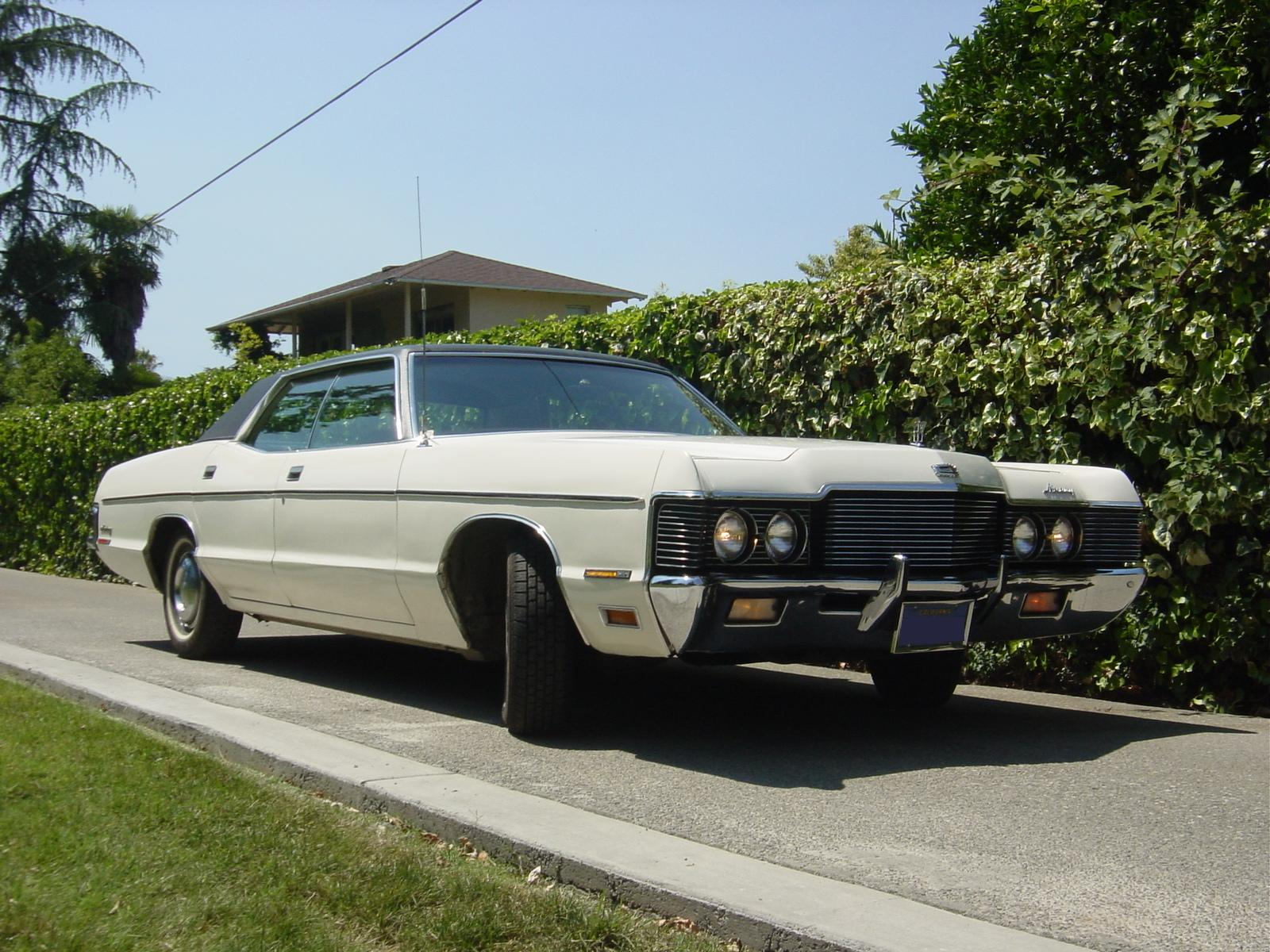
Американские автомобили начала 1970-х годов преимущественно выпускались в кузовах конца предыдущего десятилетия, отличаясь от них лишь незначительными деталями отделки

В силу целого ряда обстоятельств, как то: ужесточение экологических требований и последовавшая за ним конверсия двигателей серийных моделей для работы на низкооктановом неэтилированном бензине, что весьма резко снизило их мощность; повышенные требования покупателей к экономичности, вызванные существенно повысившейся во время нефтяного кризиса 1973 года цене на топливо и повлёкшие за собой потерю интереса к мощным моделям; общая усталость публики от доминировавших в предыдущий период тенденций и растущие опасения в обществе по поводу значительно увеличившегося количества ДТП, в том числе со смертельными исходами, и значительное увеличение стоимости страховки для молодых водителей и небольших, но мощных машин, — мода на скорость и связанные с ней стилистические мотивы в дизайне в начале семидесятых стала деградировать.
Последние настоящие «muscle cars» выпускались в 1973—1974 модельных годах, после чего адекватной замены им не последовало, и об этом типе автомобилей забыли на долгие годы. Некоторые из них сохранились как модели, но, как и большинство «pony cars», быстро превратились в относительно недорогие варианты люксовых купе, — этот сегмент рынка в семидесятые процветал. Например, один из наиболее известных среди «muscle cars», Dodge Charger, выпускался в старом кузове до 1974 года, после чего стал люксовой модификацией на базе модели Chrysler Cordoba.
На смену культу скорости приходит новый фетиш — роскошь и комфорт. В условиях невозможности завлечь покупателей мощными двигателями и выдающейся динамикой, автостроители Америки стали уделять основное внимание отделке салона и дополнительному оборудованию. Именно в эти годы на американских автомобилях стали привычными такие устройства, как ГУР, электроподъёмники стёкол, обивка салона велюром, круиз-контроль, системы кондиционирования воздуха. До этого всё это встречалось преимущественно на автомобилях среднего-высшего и высшего классов, да и то в наиболее дорогих комплектациях — например, автомобильные кондиционеры вплоть до второй половины шестидесятых годов устанавливались за доплату, сравнимую с четвёртой-пятой частью стоимости недорогого нового легкового автомобиля.
Во второй половине десятилетия производители пытались сделать ставку на индивидуализацию автомобиля, привлечь покупателей особыми «дизайнерскими сериями» (Designer Series) своих моделей, с окраской кузова и отделкой салона, разработанными известными дизайнерами, такими, как Билл Бласс, Юбер де Живанши и Эмилио Пуччи, или знаменитыми компаниями, такими, как Cartier.

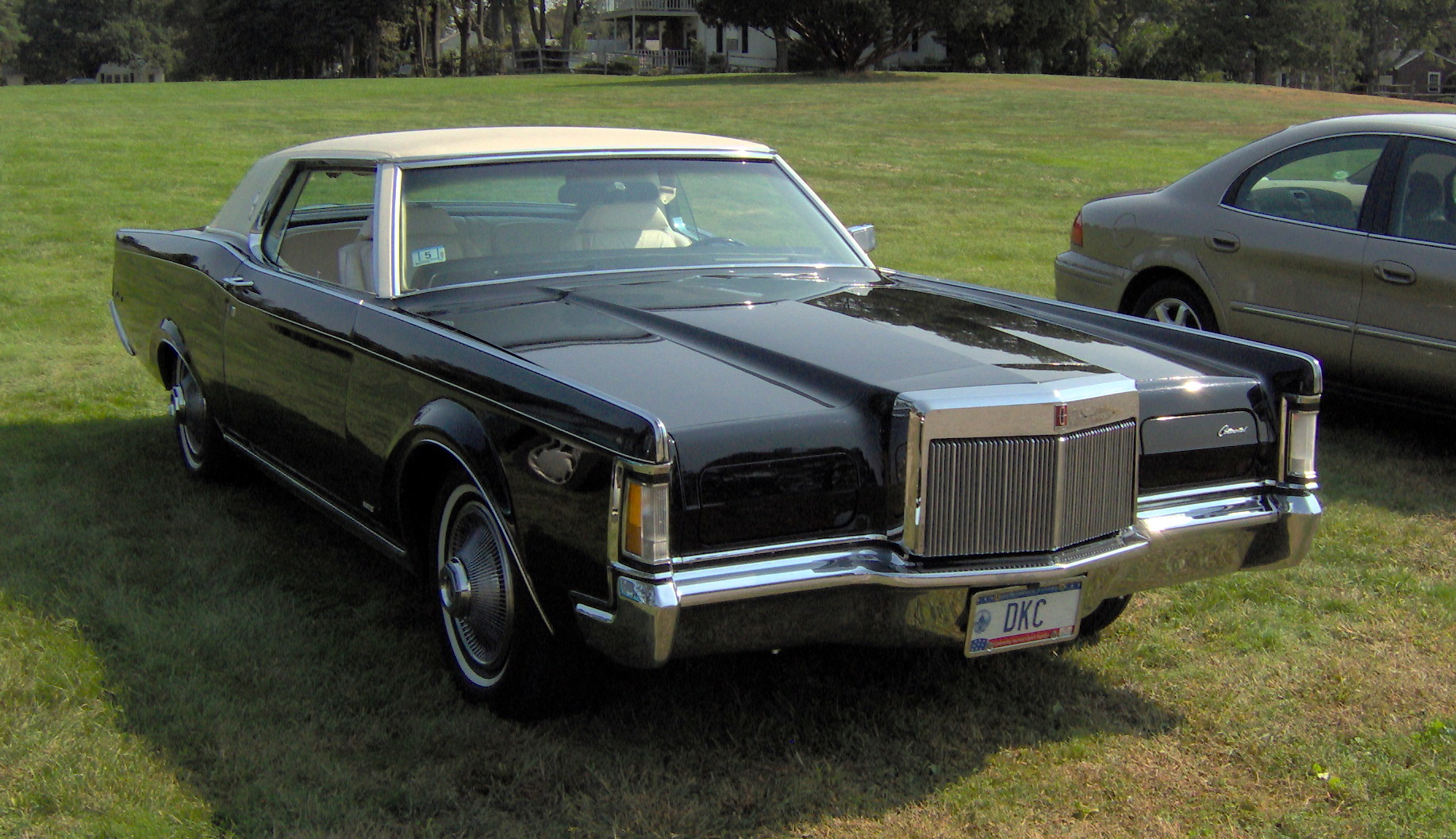
Lincoln Continental Mark III 1968 года оказался едва ли не прототипом всего американского стиля 1970-х годов

Что касается дизайна, в семидесятые годы в американском дизайне явно доминировали наследники «консервативного» направления. Знаковым для семидесятых годов оказался дизайн Lincoln Continental Mark III 1968 модельного года. Это был первый серийный американский автомобиль с темой фальшрадиаторной решётки, позаимствованной из фирменного стиля автомобилей Rolls-Royce, — узкой хромированной, выполненной в виде фронтона античного храма. Эта решётка настолько прижилась на американских автомобилях, что стала одной из характерных деталей стиля семидесятых и восьмидесятых годов. Остальные детали дизайна «Линколнов» этой эпохи также стали образцом для подражания. Вообще, для американского дизайна семидесятых годов была характерна большая схожесть автомобилей одинакового назначения различных производителей — вплоть до того, что различить их с первого взгляда было сложно.

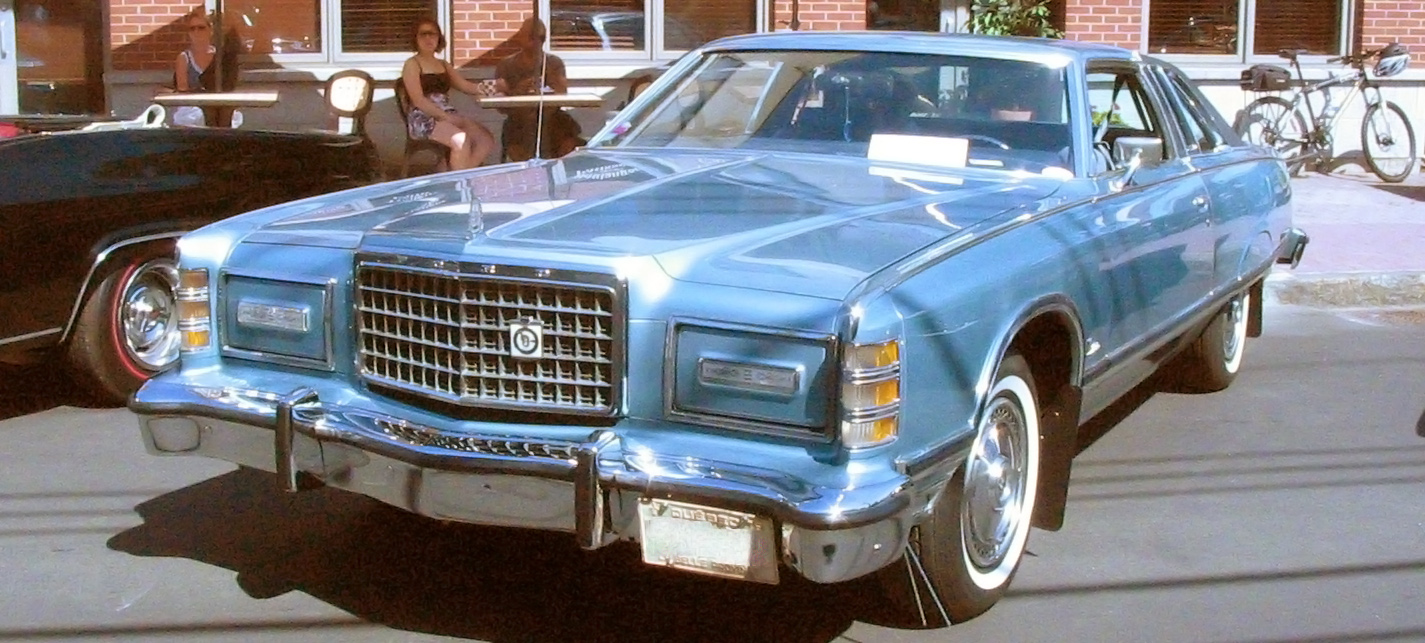
1975 Ford LTD 2-dr Pillared Hardtop. 1970-е годы в США стали эпохой расцвета огромных роскошных купе. За пределами Северной Америки таких машин никогда не делали

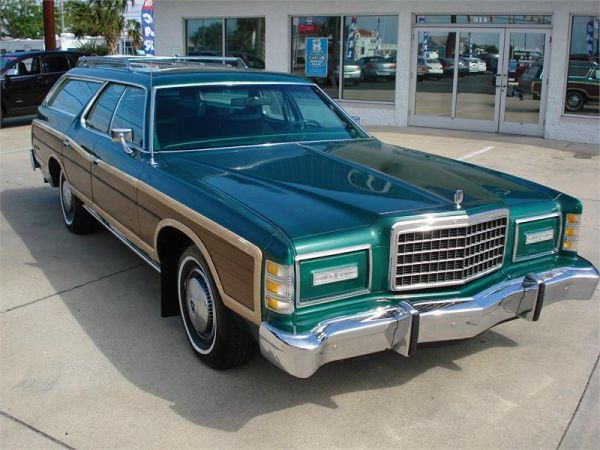
Ещё одной приметой этой эпохи в США были огромные универсалы на шасси полноразмерных седанов. Уже в 1980-х годах эти машины вымерли, не оставив потомства — их место в модельных рядах заняли намного более рациональные по компоновке полноразмерные минивэны

Хардтопы в первой половине семидесятых постепенно исчезают из модельных рядов, к середине десятилетия остаётся всего несколько моделей. При этом само название «хардтоп» часто сохраняется в названии модели, но уже не имеет технического смысла, так как обозначает вполне обычные стоечные купе и седаны.

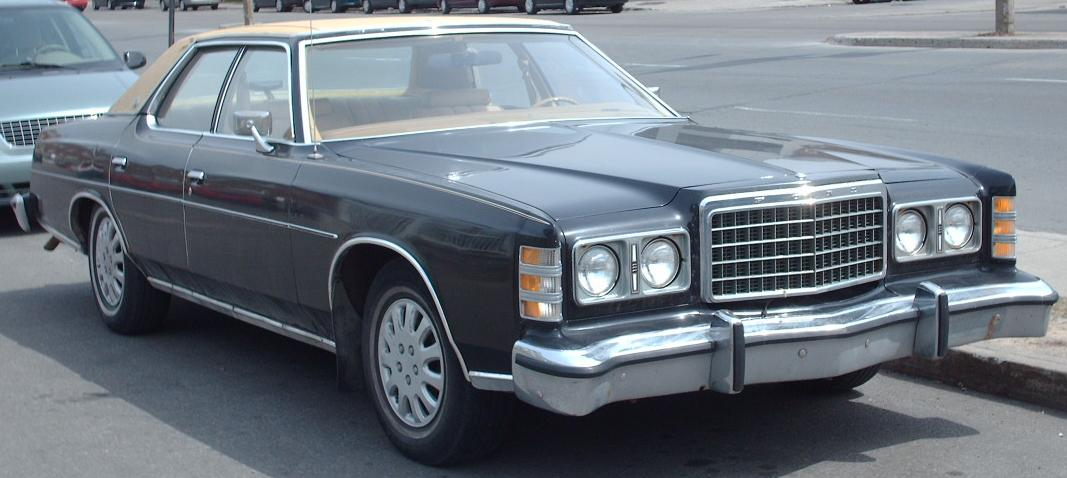
Ford LTD

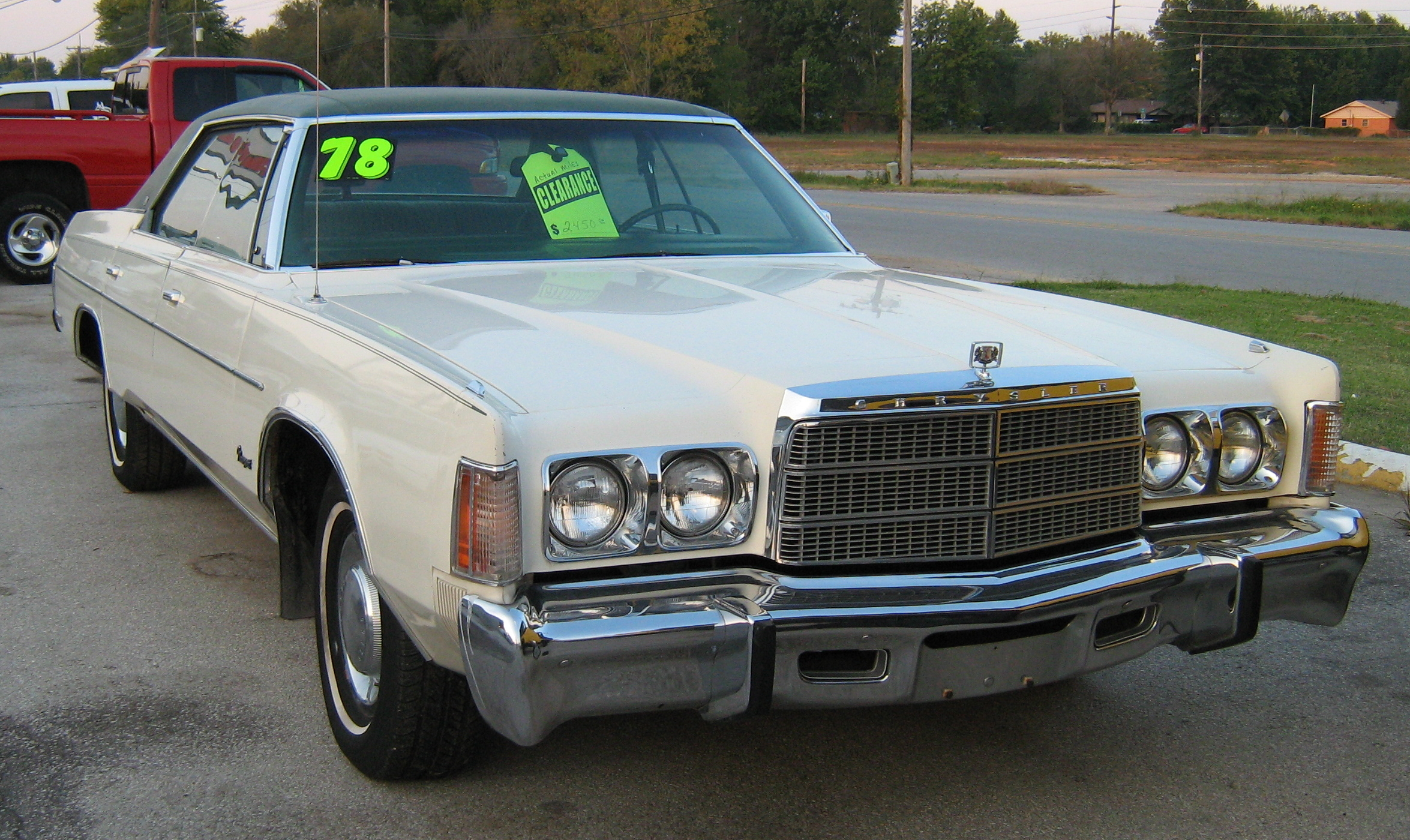
Chrysler Newport

Очень хорошо проиллюстрировать американский автомобиль семидесятых годов в целом позволяет Ford LTD 1973 модельного года. Это был очень крупный (5,8 метров длины) автомобиль с весьма консервативным дизайном. У него присутствовали все характерные детали американского стиля семидесятых: угловатые обводы; облицовка радиатора в стиле «Линколнов»; крупные поворотники по бокам от блоков спаренных по две круглых фар; задние фонари увеличенного размера; покрытая текстурированным винилом крыша; мощные бампера.

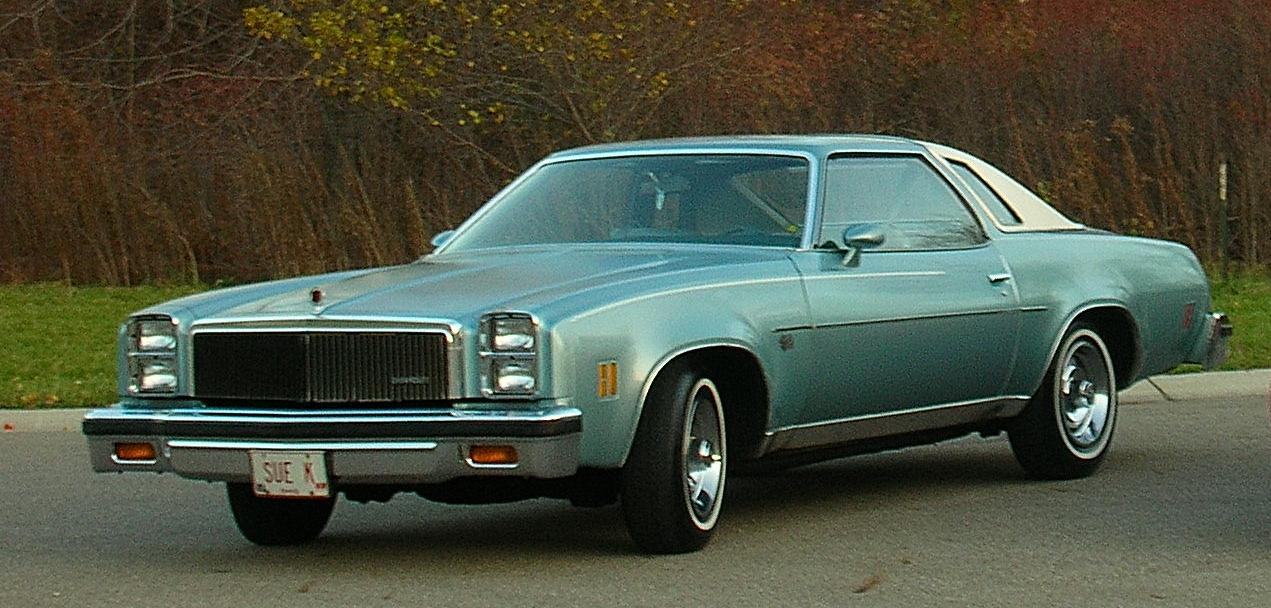
Chevrolet Chevelle Malibu. 1976

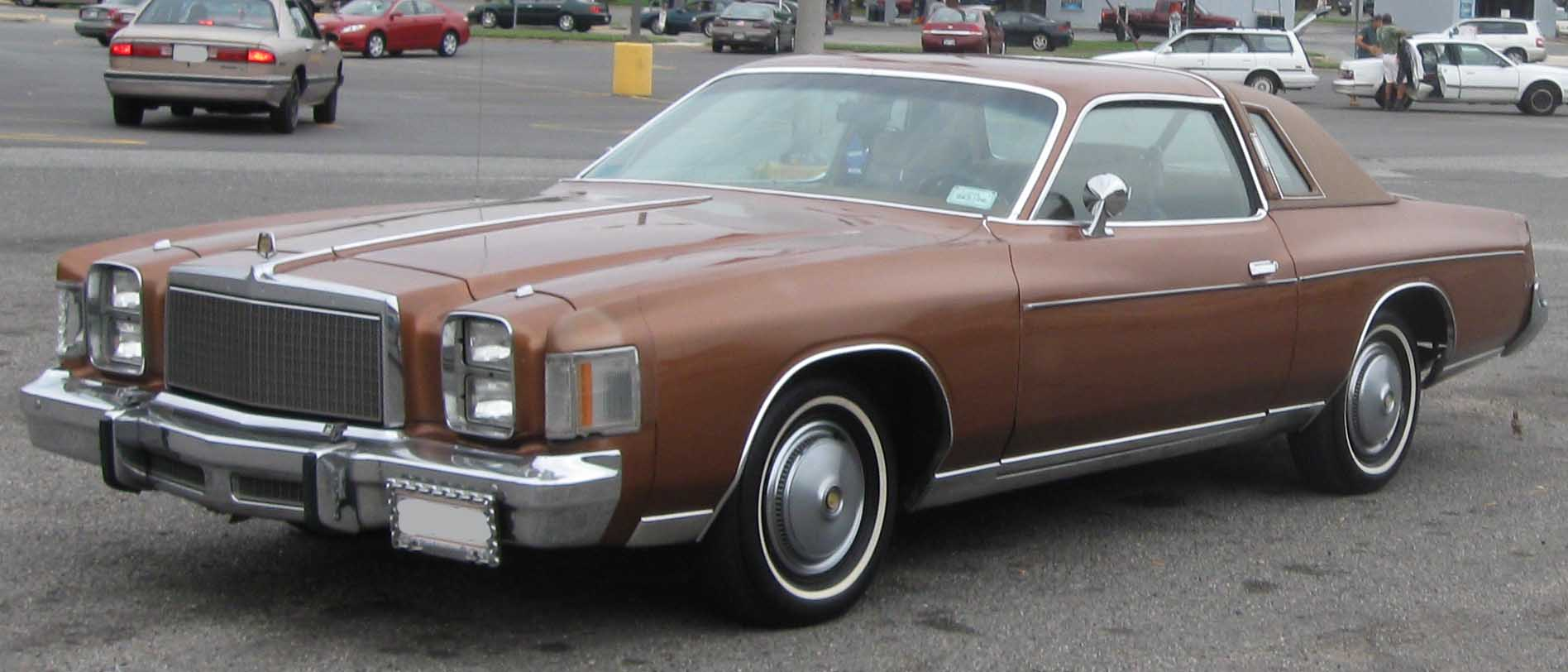
Chrysler Cordoba. 1978

Последним американские автомобили были обязаны новому федеральному закону, согласно которому с 1972 модельного года передний, а с 1973 — и задний бампера автомобилей были обязаны выдерживать столкновение на скорости не менее 5 миль в час, не допуская при этом повреждения чего либо, кроме самого бампера. Будучи во многом инициированным страховыми компаниями, обеспокоенными резким увеличением тяжести повреждений, получаемых новыми автомобилями в небольших столкновениях из-за недостаточных защитных свойств бамперов (которые на многих американских автомобилях конца шестидесятых играли почти исключительно декоративную роль, так как для защитной были недопустимо слабы конструктивно), этот закон весьма сильно повлиял на дизайн. Бамперы, выдерживающие такое столкновение, конструкторы были вынуждены делать очень массивными и квадратными, с гипертрофированными «клыками», что задавало общий тон дизайну этих лет и весьма способствовало унификации внешнего вида автомобилей разных марок. Для иллюстрации этого достаточно посмотреть на приведённое здесь изображение «Крайслера» тех же лет, и сравнить его с аналогичной моделью «Форда». Стилистические отличия между этими моделями были весьма незначительны.
Вышеупомянутый «Форд» был типичен для эпохи и в другом аспекте. После 1973 модельного года из-за кризиса в Северной Америке нарушился привычный ход обновления модельного ряда. В результате, вместо положенных согласно корпоративной политике корпорации «Форд» трёх лет, эта модель продержалась на конвейере полные шесть модельных годов — с 1973 по 1978 включительно. Хотя ежегодный рестайлинг всё ещё проводился, он сводился к очень незначительным изменениям, добавлявшимся исключительно для возможности визуального опознания автомобилей нового модельного года — что было важно для покупателей, желавших продемонстрировать окружающим новизну своего только что купленного автомобиля. Основные же кузовные панели менялись либо мало и редко, либо вообще никак.

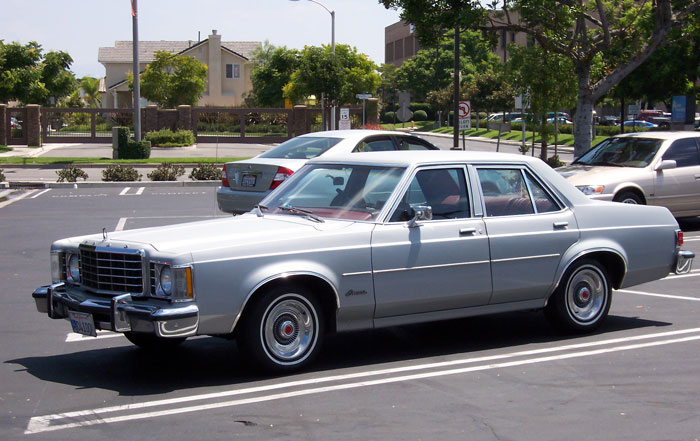
Ford Granada представлял собой «компактный» автомобиль повышенной комфортности, созданный на массовой платформе Ford Falcon / Ford Maverick

Вторая характерная особенность американских автомобилей семидесятых годов — повышенный интерес производителей к сегменту «компактных» (размерного класса советской «Волги») и «субкомпактных» (ещё менее крупных) автомобилей. Первые, получив массовое распространение в начале шестидесятых, долгое время либо воспринимались исключительно в качестве бюджетных моделей для наиболее экономных покупателей, либо позиционировались как автомобили молодёжно-спортивного типа, причём всю вторую половину десятилетия их сбыт постепенно ухудшался из-за конкуренции со стороны более крупных и комфортабельных «среднеразмерных» моделей — с одной стороны, так называемых pony cars — с другой. После начала бензинового кризиса они внезапно приобрели новую популярность, стали появляться их «люксовые» разновидности, такие, как Ford Granada, созданный на базе «бюджетника» Ford Maverick.

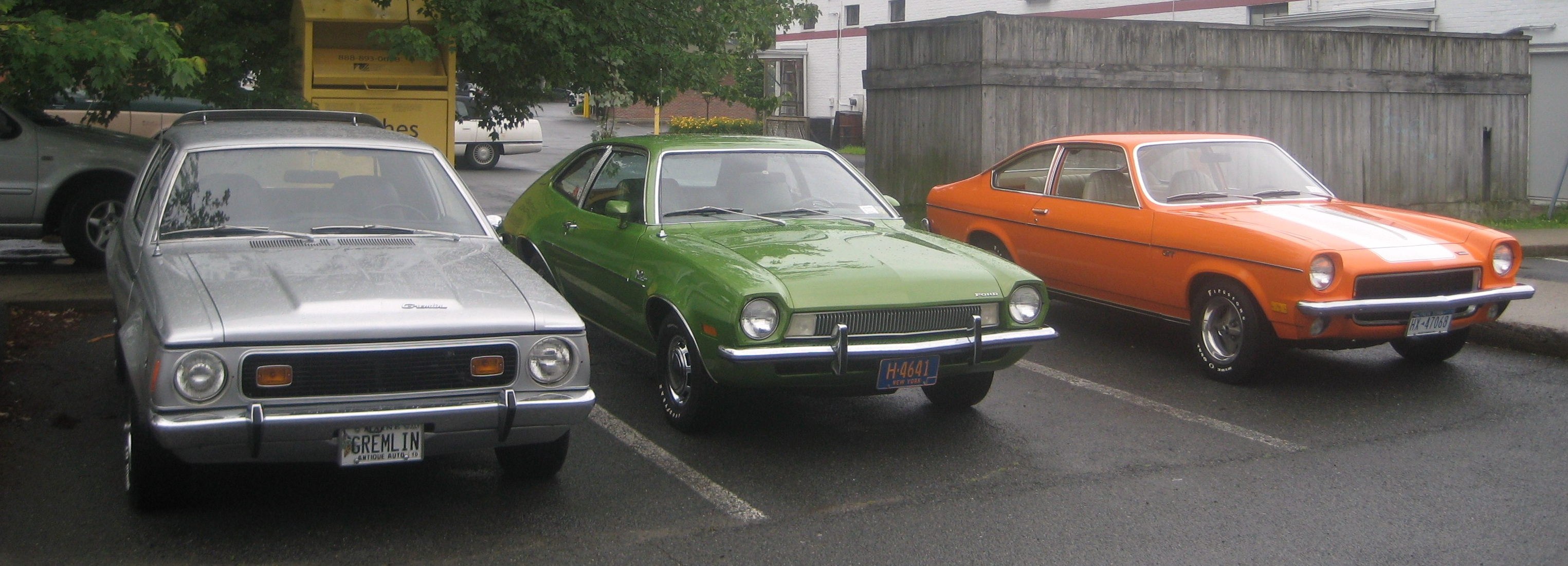
Слева направо: AMC Gremlin, Ford Pinto, Chevrolet Vega

«Субкомпактные» автомобили появились на рубеже шестидесятых и семидесятых годов как ответ на увеличение импорта японских и европейских малолитражных моделей, для них изначально были характерны молодёжный псевдоспортивный дизайн и ограниченная вместимость салона, причём для имитации привычной американскому водителю манеры поведения «субкомпакты» снабжались моторами отнюдь не европейских рабочих объёмов — порядка 2…3 литров — но при этом малофорсированными, как правило до 80—100 л. с. Ни один из «субкомпактов» первого поколения — Ford Pinto, Chevrolet Vega, AMC Gremlin — не был в полной мере успешным автомобилем, хотя в условиях бензинового кризиса и пользовались массовым спросом.

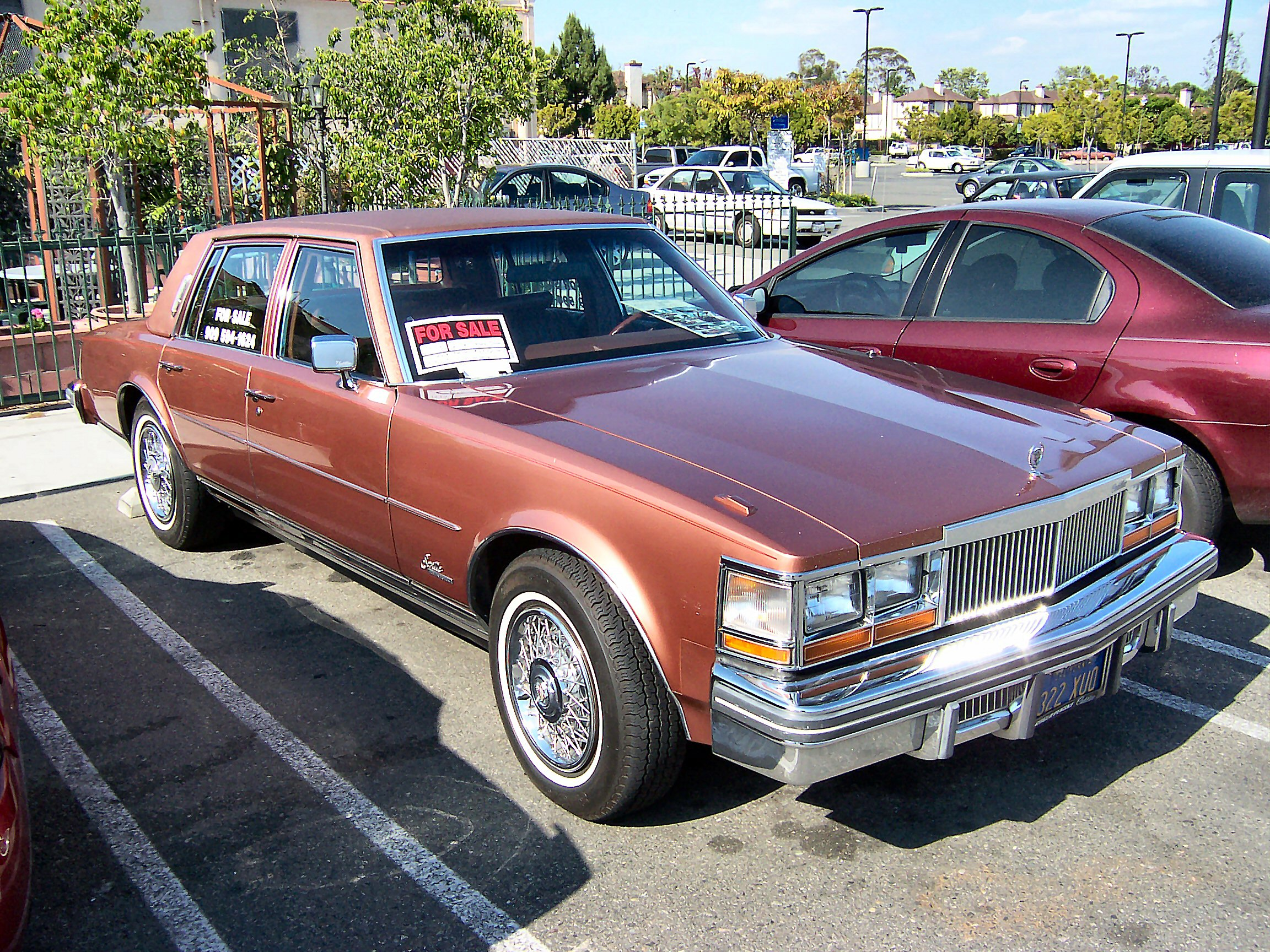
1975 Cadillac Seville — прообраз стиля второй половины 1970-х

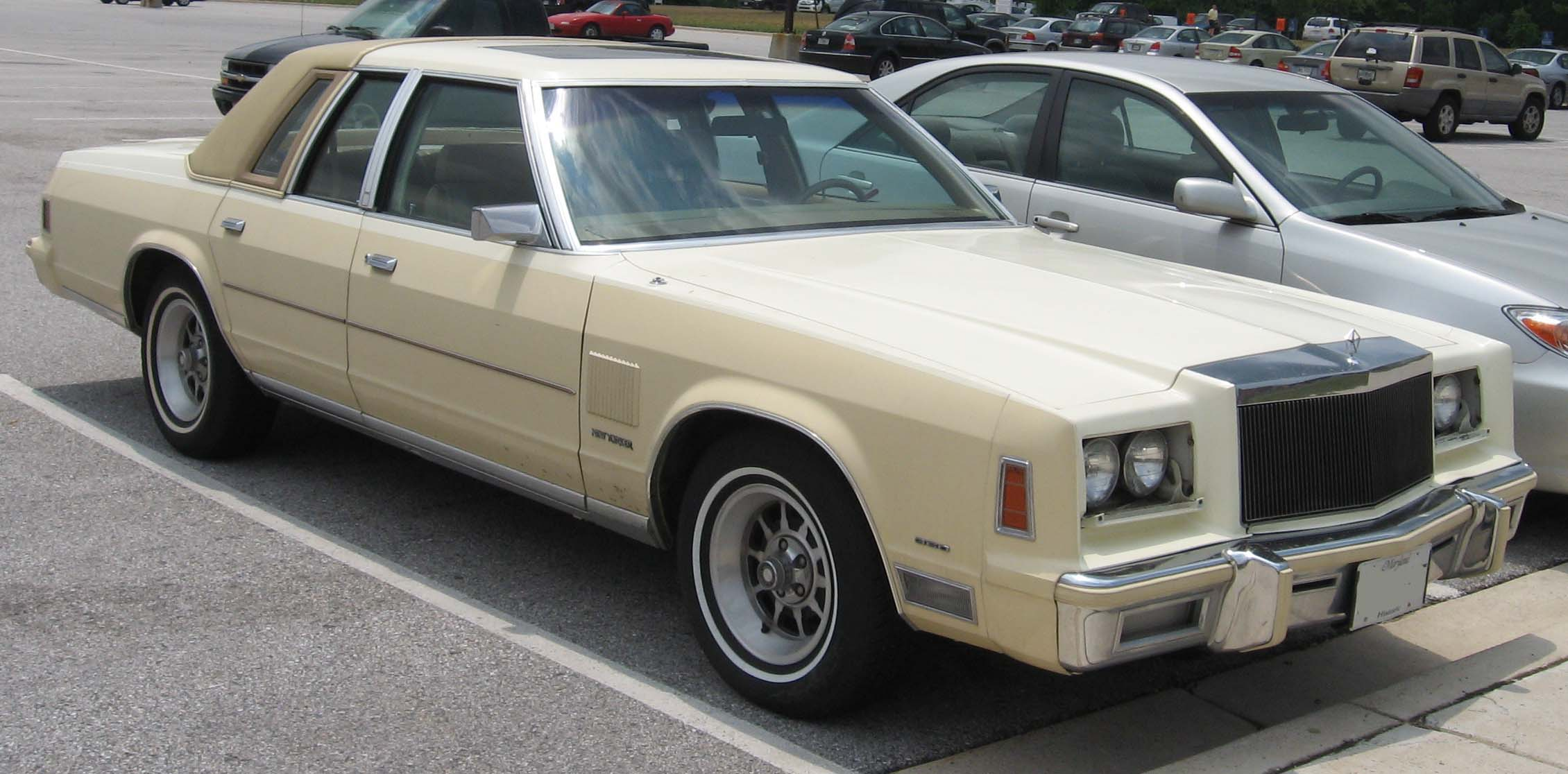
1979—1981 Chrysler New Yorker

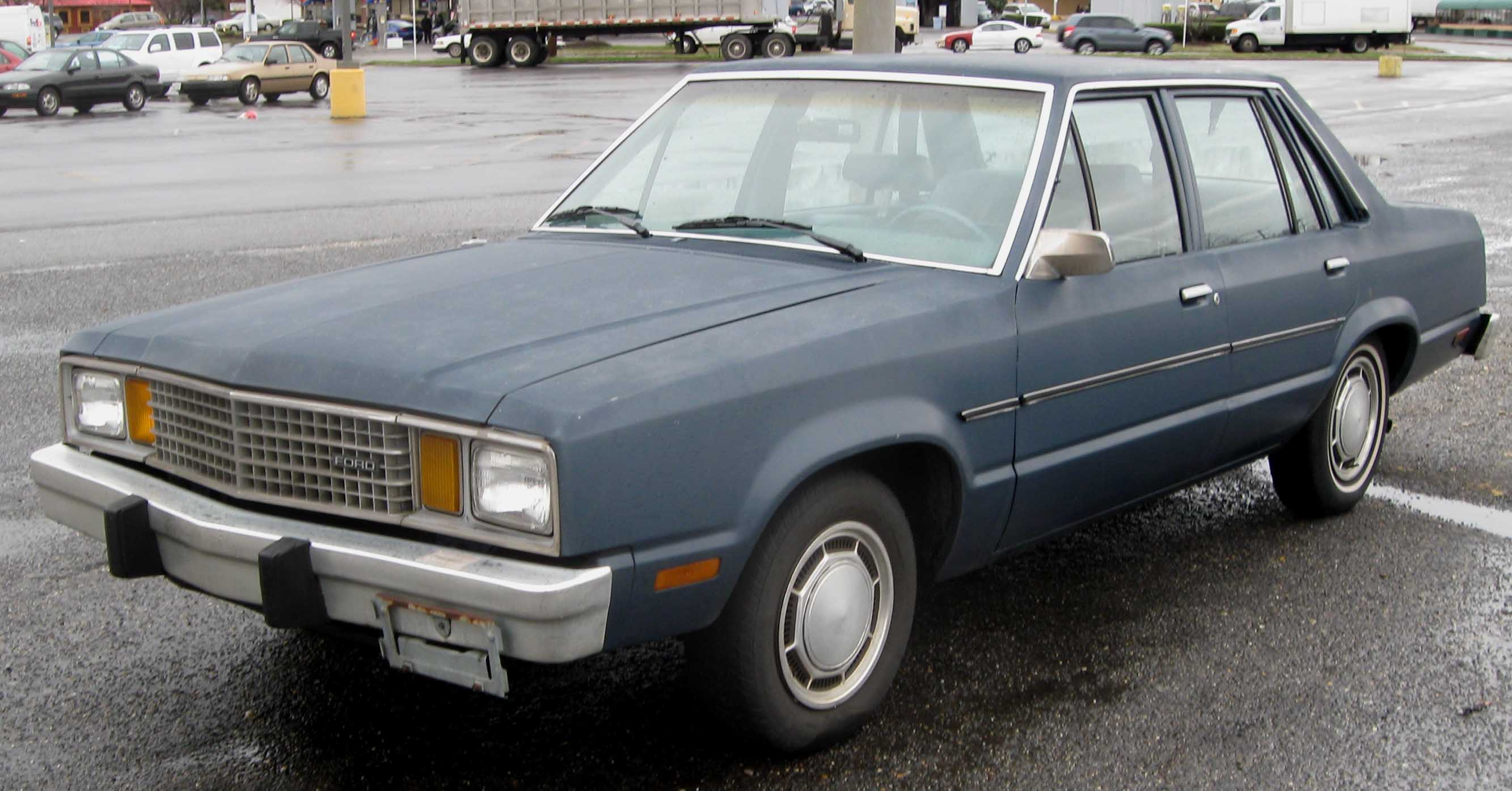
1978 Ford Fairmont

Серьёзные изменения в дизайне произошли только во второй половине семидесятых, ближе к концу десятилетия, причём, новые модели оказались намного компактнее по сравнению с предыдущими — этот процесс получил название Downsizing («уменьшение»). Первые «уменьшенные» модели корпорации General Motors появились в 1977 модельном году, Ford и Chrysler выпустили их в 1979.
Дизайн новых автомобилей оказался ещё более специфичен по сравнению с предыдущей эпохой. Постаравшись сохранить в ощутимо более компактных автомобилях привычные для покупателей габариты интерьера, дизайнеры были вынуждены изменить их пропорции. Свесы существенно укоротились, кузова стали несколько выше для овертикаливания посадки, углы наклона стёкол существенно уменьшились. Заднее стекло на некоторых моделях вообще стало вертикальным или почти вертикальным. Панели кузовов новых автомобилей пришлось сделать практически плоскими (для увеличения внутреннего объёма), толщина дверей существенно уменьшилась, что придало автомобилям этой эпохи очень специфический, «подсушенный» облик.
Если кузова автомобилей первой половины семидесятых ещё имели некоторое количество скруглений, то во второй половине десятилетия доминировали острые грани и прямые углы. Также важной деталью, составлявшей отличие новых моделей, стали прямоугольные фары, наконец разрешённые американским законодательством. Было два типоразмера таких фар — две крупные, 200 × 142 мм (7½ × 5½ дюйма) или четыре более мелкие, 165×100 мм (6½ × 4 дюйма).
Первым автомобилем, задавшим направление всему стилю, был Cadillac Seville 1975 года, что не случайно: это была первая «компактная» модель Cadillac, и фирма стремилась обеспечить в автомобиле нового для себя класса больший объём салона, чем у европейских автомобилей того же размера, в первую очередь — моделей Mercedes-Benz.

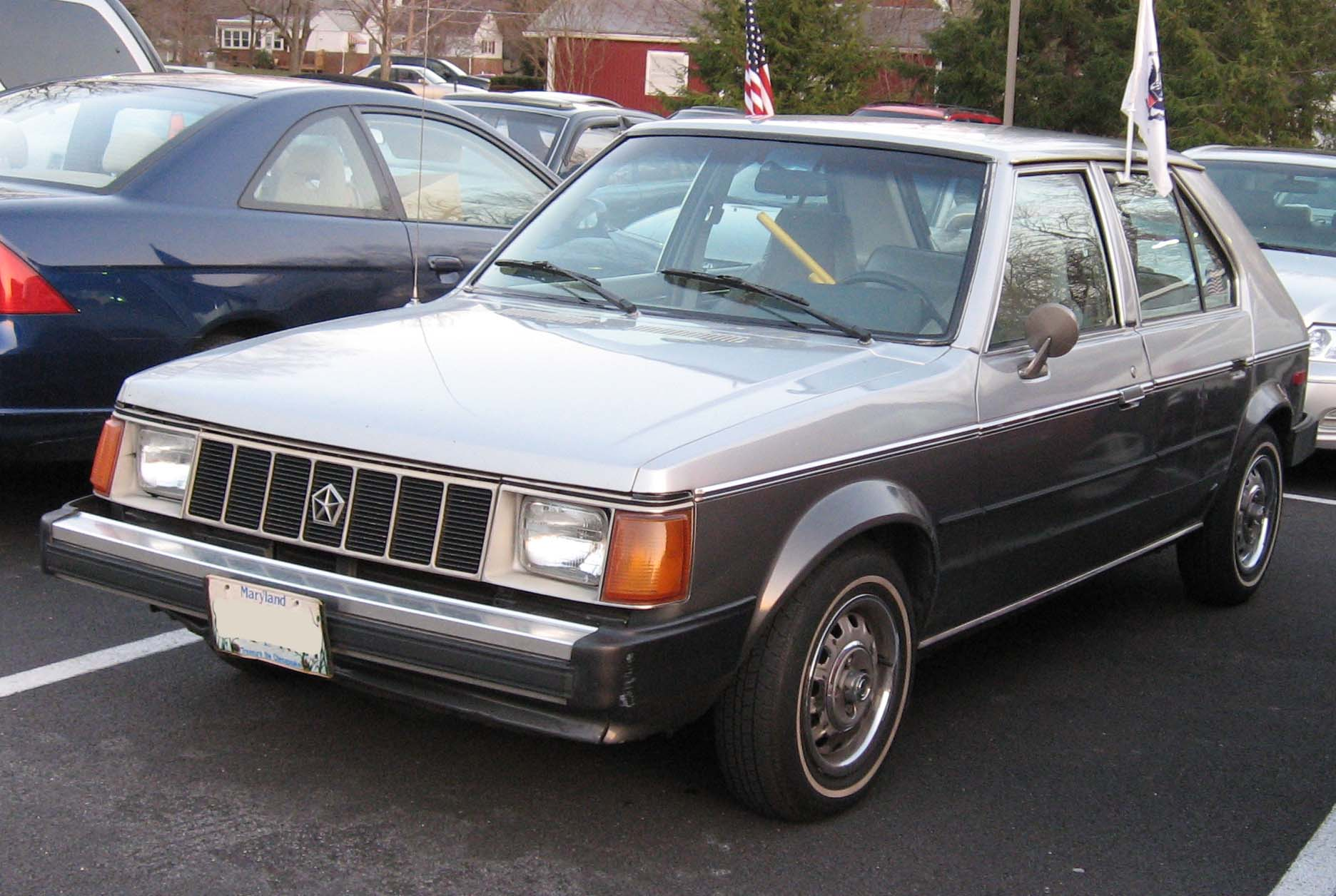
Plymouth Horizon

Во второй половине семидесятых годов на дороги США вышло и новое, более удачное поколение «субкомпактов». Это либо были автомобили европейского и японского производства «гольф-класса», либо американские, но аналогичного же типа; последние имели несколько «американизированный» дизайн, и все — массивные «пятимилевые» бампера. Типичным примером такого автомобиля был Dodge Omni / Plymouth Horizon (1978—1990), который представлял собой «американизированную» версию европейской модели Talbot Horizon, разработанной совместно американскими (Chrysler) и европейскими (Simca) специалистами. Старые модели заднеприводных псевдоспортивных «субкомпактов» оказались малоконкурентоспособны с новыми переднеприводными автомобилями того же класса и довольно быстро сошли со сцены.
Энергетический кризис заставил вновь обратить внимание на аэродинамику автомобилей. Исследование автомобиля в аэродинамической трубе позволяет выбрать оптимальную форму подкапотного пространства, улучшить работу системы охлаждения двигателя, вентиляции и отопления салона, снизить забрызгиваемость кузова. По мнению дизайнеров Ford, заднее стекло в будущем не будет иметь стеклоочистителя. От загрязнения его должны предохранять совершенные аэродинамические формы.

### Восьмидесятые годы
На восьмидесятые годы XX века пришлась очередная революция в дизайне и формообразовании кузовов легковых автомобилей. Теперь основным формообразующим фактором становятся законы аэродинамики.
Дизайнеры уже задолго до наступления восьмидесятых годов экспериментировали с новыми формами кузовов, так что уже к концу предыдущего десятилетия было ясно, что угловатые обводы автомобилей тех лет вскоре уступят место более обтекаемым и продуманным с аэродинамической точки зрения. Это позволило бы в первую очередь существенно понизить расход топлива — что в те годы было особенно актуально на фоне второй волны бензинового кризиса конца семидесятых годов.
Однако коммерческий риск непродуманного вывода на рынок модели со столь радикальным дизайнерским решением был бы весьма велик — привыкшая к угловатым формам публика тех лет могла его просто не понять и не принять.

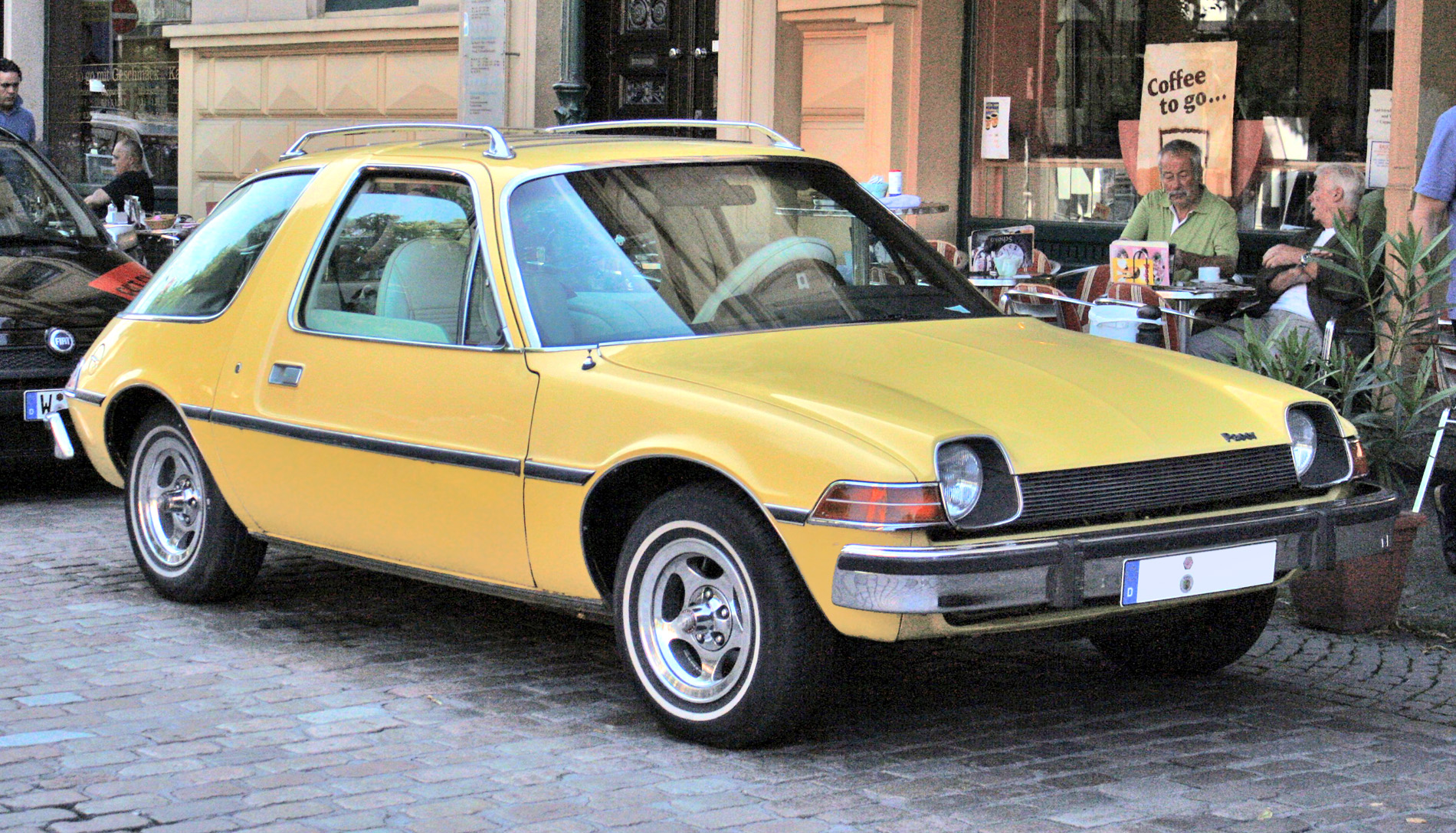
AMC Pacer (1975—1980) был одним из первых примеров нового, «аэродинамического» стайлинга, но массовой публикой принят не был

Собственно говоря, именно это случилось с революционным для своего времени американским автомобилем AMC Pacer 1975 года. Помимо резко выделявшегося на фоне бритвенно-острых граней, характерных для американских автомобилей тех лет, «леденцового» округлого дизайна, он имел предельно широкий (1 963 мм) для машины длиной 4 364 мм кузов типа «трёхдверный хетчбэк», клиновидной в плане формы, без выступающих водосточных желобков, с продуманной системой безопасности при столкновениях и огромной площадью остекления. По этим показателям он был близок к современным автомобилям этого класса — таким, как Toyota Auris или Peugeot 308. Тем не менее, американская публика тех лет в целом негативно отреагировала на такой нетрадиционный подход, посчитав автомобиль просто уродливым. «Пэйсер» явно появился намного раньше своего времени.
Между тем, начало нового десятилетия будто бы придало дизайнерам и производственникам смелости, и уже в самом начале восьмидесятых по обе стороны Атлантики были представлены автомобили, стиль которых на многие годы вперёд определит направление развития автомобильного дизайна.
«Форд» всю вторую половину семидесятых годов экспериментировал с «аэродинамическим» стайлингом. Ряд опытных автомобилей — Ford Probe I (1979 год), Probe II (1980) и Probe III (1981) — помог определить направление дальнейших разработок («Probe» — англ. «зонд»).
Результатом этих исследование стало появление в 1982 году европейской модели Ford Sierra практически копировавшей «Проуб III» с точки зрения внешнего вида, а несколько позже (1985 год) — более крупного Ford Scorpio для рынка Европы и ещё более крупного переднеприводного Ford Taurus для Северной Америки.

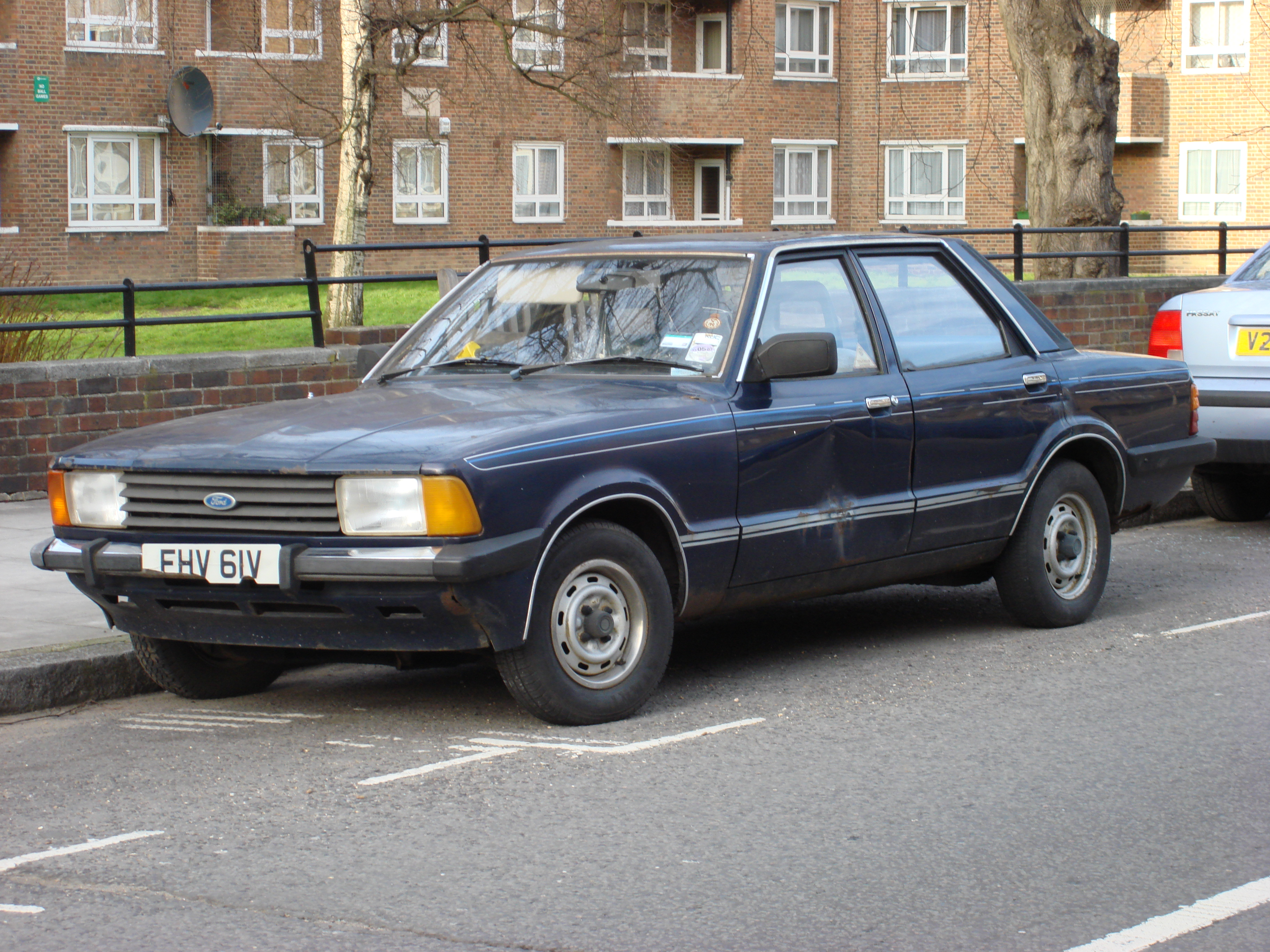
Ford Cortina Mk IV (1976—1982)

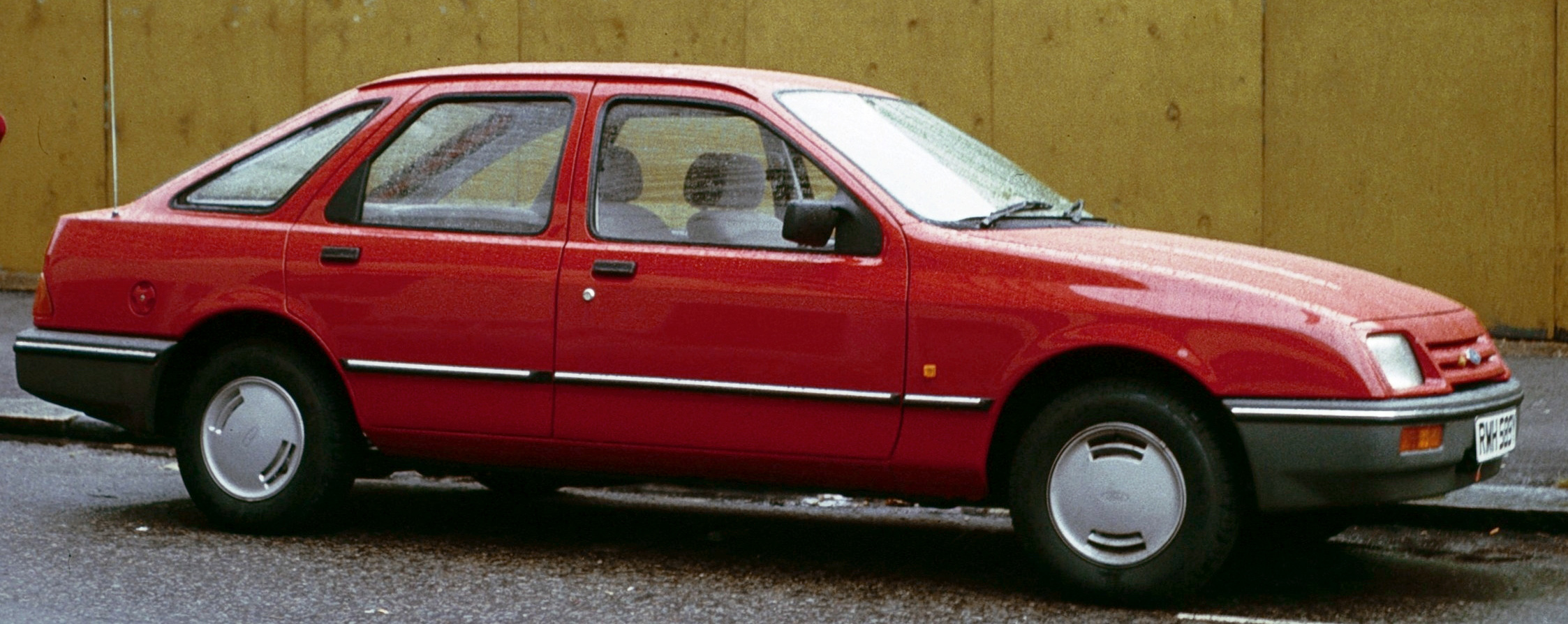
Ford Sierra (1982—1993)
Эти автомобили, выпущенные одной и той же фирмой, разделяет 6 лет — но их стиль различается. Быстрым изменениям автомобиль обязан вступлению в игру нового формообразующего фактора — законов аэродинамики

Чтобы увидеть всю революционную новизну «Сиерры» и её потомков, достаточно сравнить её с предыдущей модель — Ford Taunus TC/ Ford Cortina, выпускавшейся с 1976 года. Рубленые, напоминающие классические «Жигули» семейства 2105—2107, обводы трёхобъёмного кузова этой модели очень резко контрастируют с «замыленными» формами «Сиерры» и её кузовом типа «аэродинамический клин» с низким покатым капотом, плавно переходящим в передний интегральный бампер, и коротким высоким багажником со встроенным спойлером. Для тех лет такой дизайн выглядел очень смело и необычно, настолько, что многие покупатели изначально находили его как минимум сложным для восприятия, что тормозило продажи. Тем не менее со временем, по мере того, как новые веяния в дизайне распространялись всё шире и шире, «Сиерра» начала выглядеть всё более «нормально».

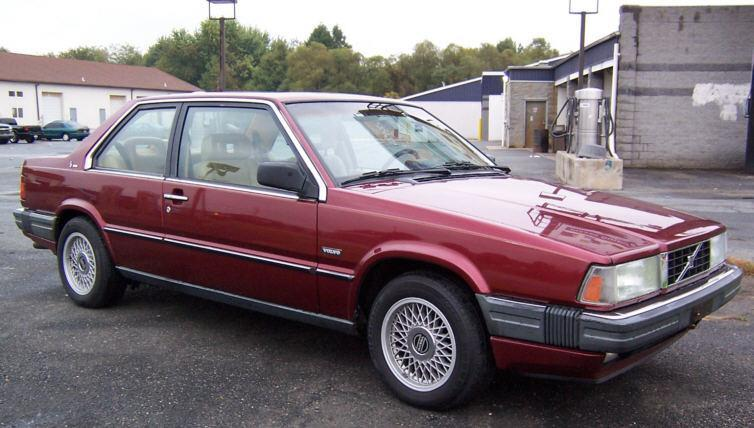
Некоторые фирмы, например «Вольво», на протяжении всех 1980-х годов продолжали использовать в дизайне рубленые формы, взяв от завоёвывавшего в те годы всё большую популярность нового стиля лишь отдельные элементы — например, не выступающие водосточные желобки

Ко второй половине восьмидесятых в европейском автомобилестроении такая форма стала скорее правилом, чем исключением. Некоторые фирмы, например Volvo, и даже признанные мастера дизайна вроде Джорджетто Джуджаро, на своих новых моделях продолжали и в те годы работать с характерными для предыдущего десятилетия гранёными формами, взяв от нового стиля лишь отдельные элементы, но со временем новый способ формообразования всё же победил повсеместно.

Ford Taurus первого поколения

Точно так же не сразу был принят и дизайн американского Ford Taurus, тем не менее ближе к концу десятилетия и в Северной Америке такие формы стали завоёвывать всё большую популярность, хотя и менее быстрыми темпами, чем по другую сторону Атлантики.

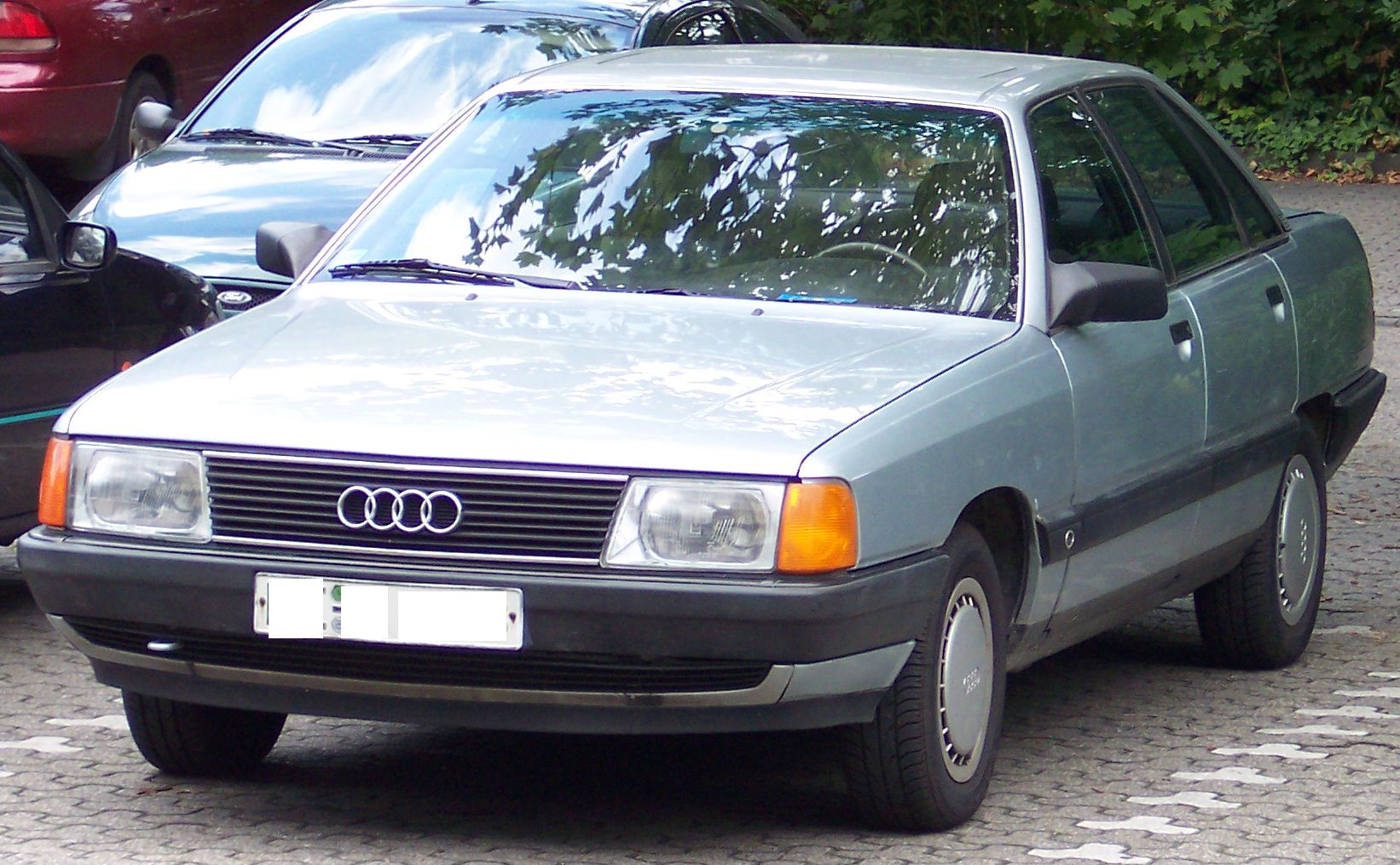
Audi 100 C3

Ещё одним пионером «аэродинамического» дизайна была немецкая фирма Audi, в том же 1982 году представившая модель Audi 100 C3
На примере этого автомобиля видны все основные характерные атрибуты нового стиля: клиновидный кузов с «зализанными» обводами и выпуклыми боковинами; отсутствие выступающих водосточных желобков (вместо них появляются интегрированные в рамки дверей, в виде продольных бороздок в уплотнителе, и водосточные канавки на крыше) и выраженных рельефных декоративных деталей; большие вклеенные лобовое и заднее стёкла; боковые стёкла заподлицо с рамками и боковиной; крупные блок-фары сложной формы; покатый, плавно переходящий в передний бампер капот; небольшая, сильно заваленная назад решётка радиатора; большие интегрированные пластмассовые бампера; основной воздухозаборник системы охлаждения в переднем бампере; высокий багажник с отвесной задней стенкой; встроенный спойлер-отсекатель под передним бампером; глухие плоские «аэродинамические» колпаки колёс; каплевидные, встроенные в рамки стёкол передних дверей зеркала заднего вида.
Впоследствии в схожем стиле была оформлена и младшая модель компании — Audi 80 (B3, 1987 год).
Аналогичный стиль стал по сути общепринятым на протяжении восьмидесятых годов, и к концу десятилетия в том или ином виде доминировал среди новых моделей практически всех ведущих автомобилестроительных компаний мира. В эту эпоху различие дизайна в Европе и Америке становится уже не столь актуальным. К концу восьмидесятых годов американские автомобили отличались от европейских особенностями комплектации, конструкции и размерами, но их дизайн уже не разнился в той степени, которая была характерна для шестидесятых и, тем более, семидесятых годов. Это и понятно, — законы аэродинамики действуют вне всякой зависимости от географии.
Эти меры позволили существенно улучшить аэродинамику серийных автомобилей. Теперь коэффициент аэродинамического сопротивления Сх достигал у них величин порядка 0,3—0,35, против 0,4 и более у автомобилей предшествующих поколений (например, ВАЗ-2106: 0,42). Это положительно сказалось на аэродинамике, а значит — на скоростных характеристиках автомобилей, экономичности, уровне акустического комфорта.

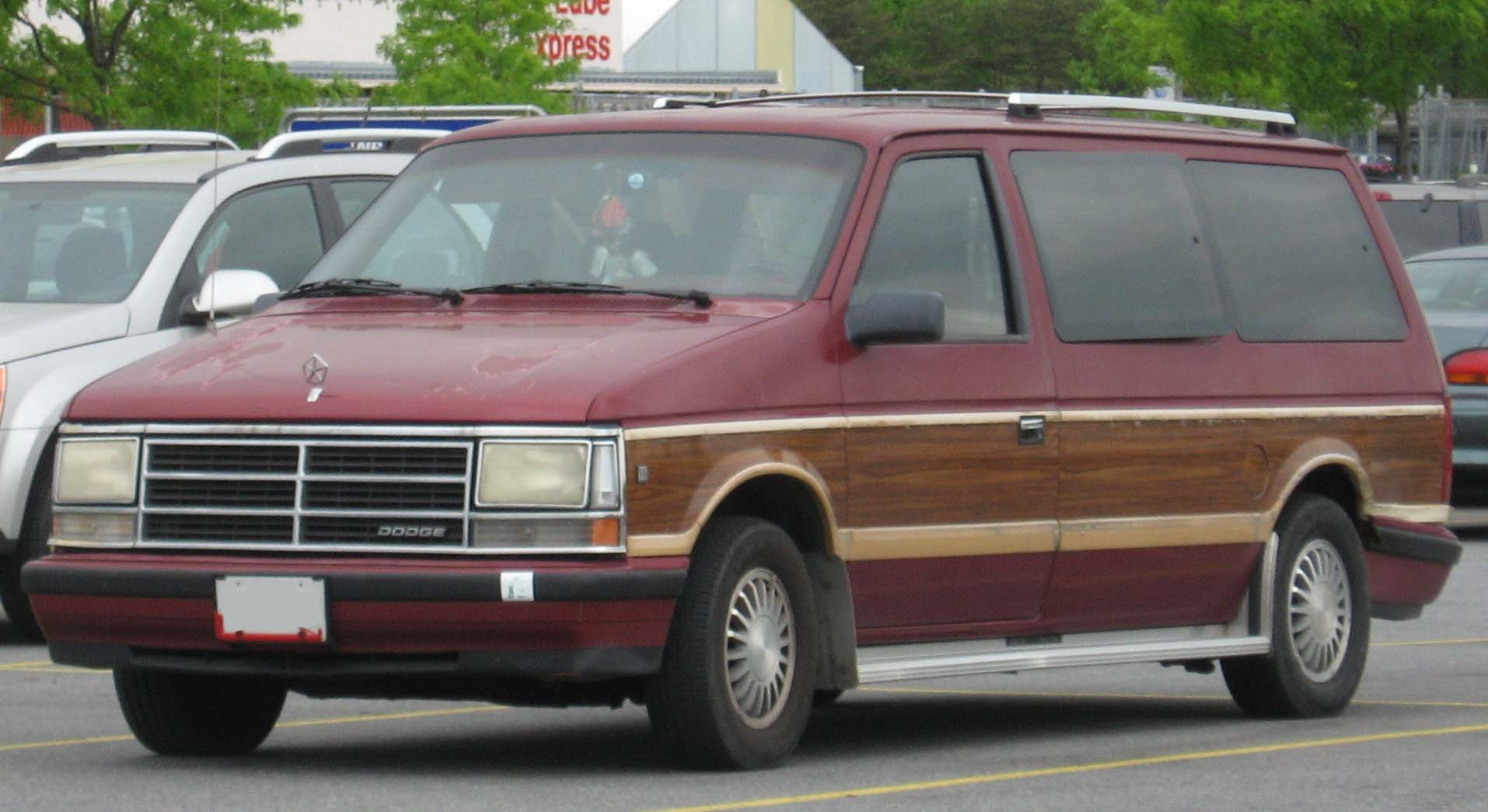
Dodge Grand Caravan

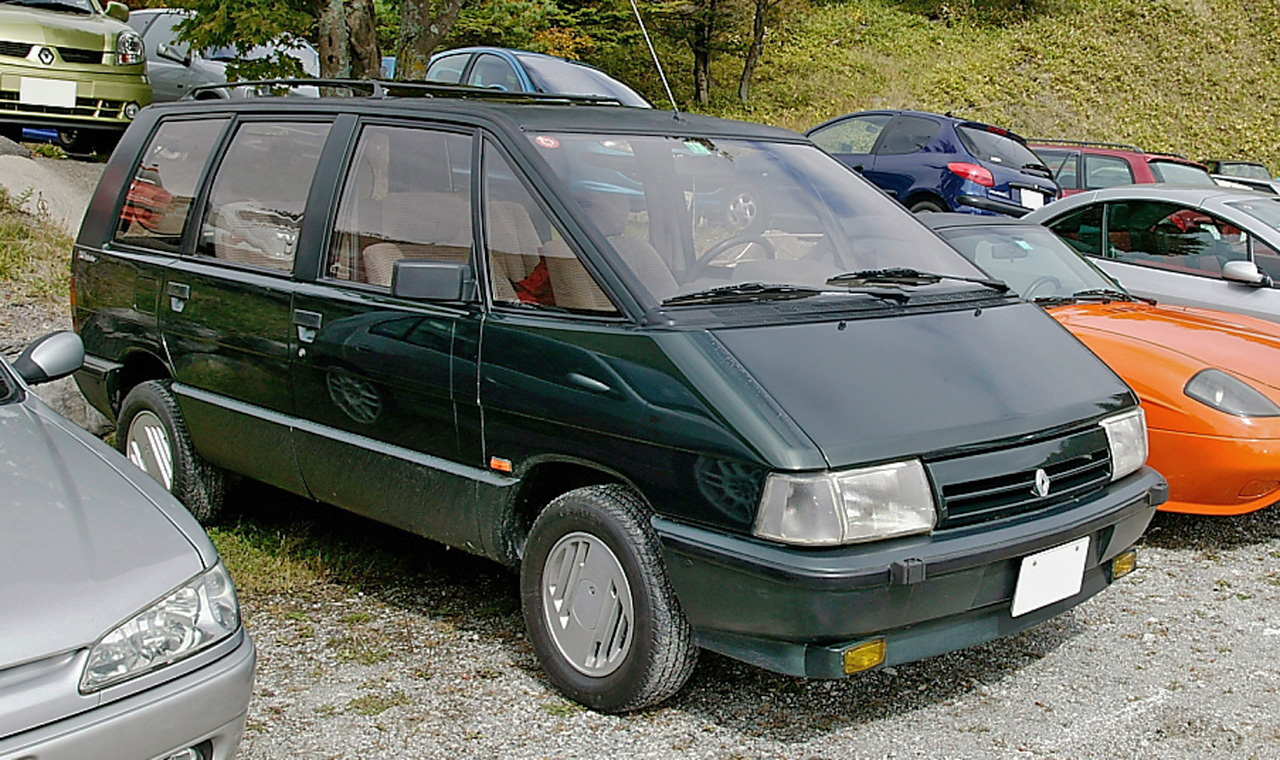
Renault Espace первого поколения

Главной новинкой восьмидесятых годов с точки зрения совершенствования формы кузова автомобиля стало появление минивэна — совершенно нового типа легкового автомобиля с однообъёмным кузовом (иногда полукапотной компоновки), рассчитанного на комфортную перевозку большого количества пассажиров. Минивэны современного типа практически одновременно появились в США (Plymouth Voyager / Dodge Caravan, 1984) и во Франции (Renault Espace, также 1984). Несмотря на сходство концепции, генезис и целевое назначение этих автомобилей были различны.
Американские минивэны создавались как замена ставшим нерентабельными в производстве из-за государственной политики в области экологии полноразмерных универсалов с трёхрядной планировкой салона. Низкая экономичность этих автомобилей вынуждала производителей платить государству значительные штрафы, однако выпуск их продолжатся, так как сохранялся значительный спрос на автомобили подобного типа. Благодаря «овертикаленной» посадке и переднеприводной компоновке с поперечным расположением силового агрегата американские минивэны при той же вместимости оказались намного компактнее полноразмерных универсалов, которым они пришли на смену, но при этом по европейским меркам оставались весьма крупными автомобилями и оснащались достаточно многолитражными моторами. Так как для обхода экологического законодательства минивэны были сертифицированы в США как лёгкие грузовые автомобили (light trucks), их выпуск оказался для производителя намного выгоднее, чем легковых универсалов той же вместимости. Покупатели также оказались под впечатлением от такого сочетания качеств, в результате чего близнецов от «Крайслера» ждал немедленный громкий успех.
Совершенно другая ситуация имела место в Европе, где универсалы имели намного меньшие размеры и традиционно рассматривались в качестве грузопассажирского, а не многоместного чисто-пассажирского автомобиля, ввиду чего трёхрядная компоновка салона практически не применялась. Европейцы из разработавшей Espace фирмы Matra пришли к концепции минивэна не отталкиваясь от задачи уменьшения габаритов и массы большого семи-восьмиместного универсала при сохранении вместимости, а противоположным путём — стремясь увеличить вместимость легкового автомобиля, не поступившись комфортом и не увеличивая чрезмерно его габаритов, массы и литража силового агрегата. Так как масштабы производства новой модели поначалу планировались скромными, производство кузовов велось по малосерийной технологии — пластиковые панели на каркасе из труб. Поначалу проект Espace показался провальным — за первый месяц после премьеры удалось продать лишь девять автомобилей. Однако впоследствии публика «распробовала» новинку, и продажи пошли в гору.

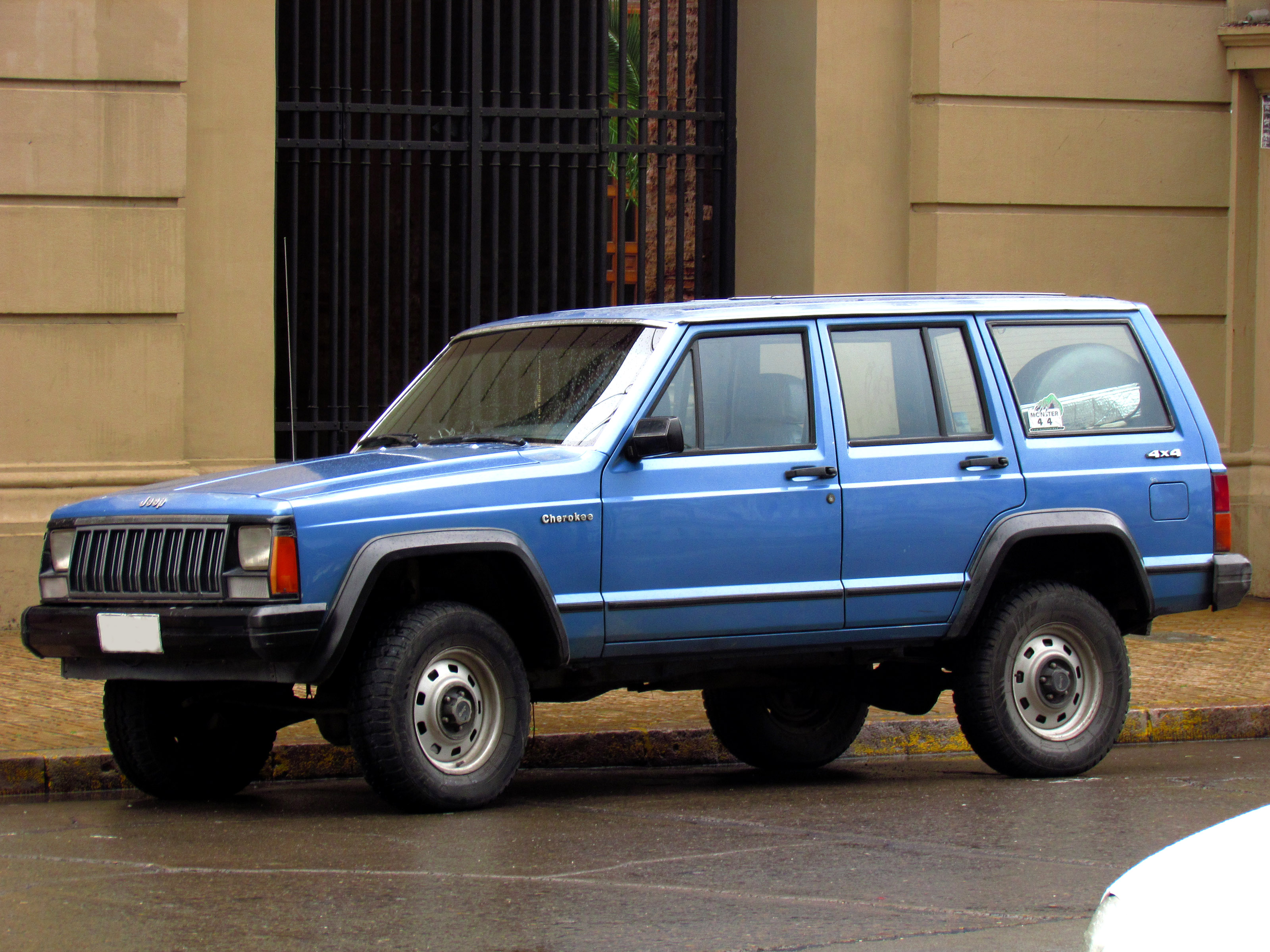
Jeep Cherokee XJ

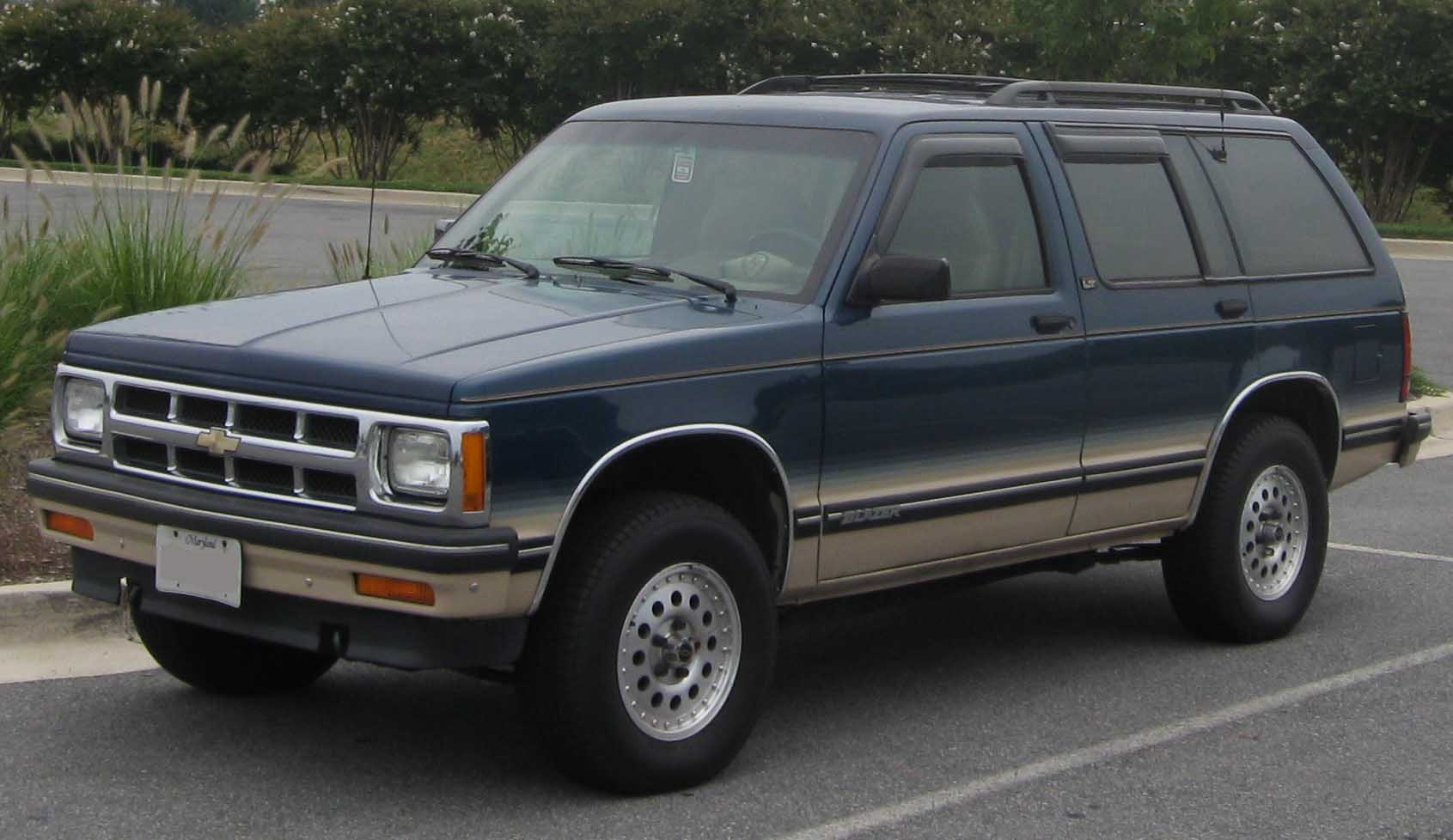
Chevrolet Blazer S-10 (1982)
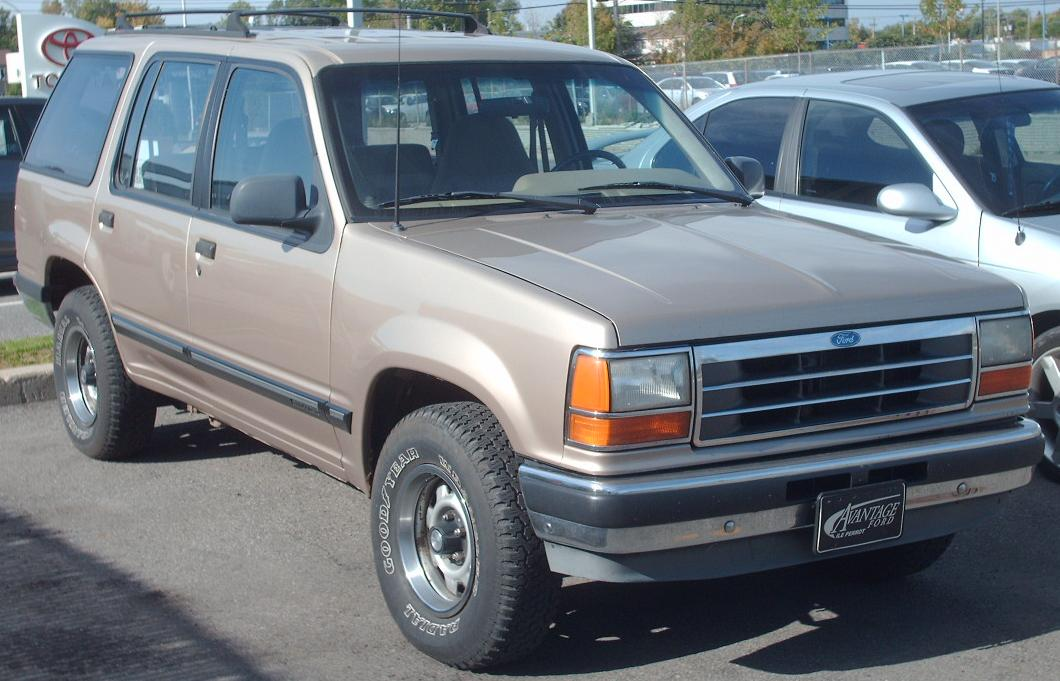
Ford Explorer (1990)

Ещё одна категория автомобилей, получивших в восьмидесятые годы широкое распространение, но на этот раз — уже чисто-американских — это SUV, Sport-Utility Vehicles, что может быть переведено на русский язык примерно как «спортивно-утилитарные автомобили». Несмотря на название, ничего общего со спорткарами эта категория автомобилей не имела, на самом деле это была «гражданские» версии фермерских пикапов, задняя часть кузова которых была переделана на манер легкового универсала. Такие автомобили выпускались ещё с конца шестидесятых — начала семидесятых (Ford Bronco, Chevrolet Blazer / GMC Jimmy и т. д.), однако в то время это были очень «грубые» машины с жёсткой зависимой подвеской всех колёс и примитивной отделкой, что резко ограничивало их популярность. Однако по той же самой причине, которая сделала популярными минивэны, SUV в конце семидесятых годов оказались очень выгодными для производителей, поскольку на них не распространялись требования к легковым автомобилям по вредным выбросам и экономии топлива. В результате в данном классе стали появляться всё более богато укомплектованные модели, а его популярность росла «не под дням, а по часам».
Первым современным SUV обычно считается Jeep Cherokee XJ 1984 года, который одним из первых стал активно продвигаться маркетологами в качестве альтернативы обычному легковому универсалу для средней американской семьи, а не специализированного автомобиля «для энтузиастов».
Большинство SUV тех лет имели привод только на заднюю ось и внедорожниками в обычном понимании этого слова не являлись, так как, в отличие от отчасти похожих на них европейских и японских комфортабельных внедорожников, своим происхождением были связаны не с внедорожными полноприводными автомобилями, а с пикапами (trucks), как правило имевшими задний привод. Пик популярности этого класса автомобилей пришёлся уже на 1990-е — 2000-е годы.

### Девяностые годы и начало двухтысячных

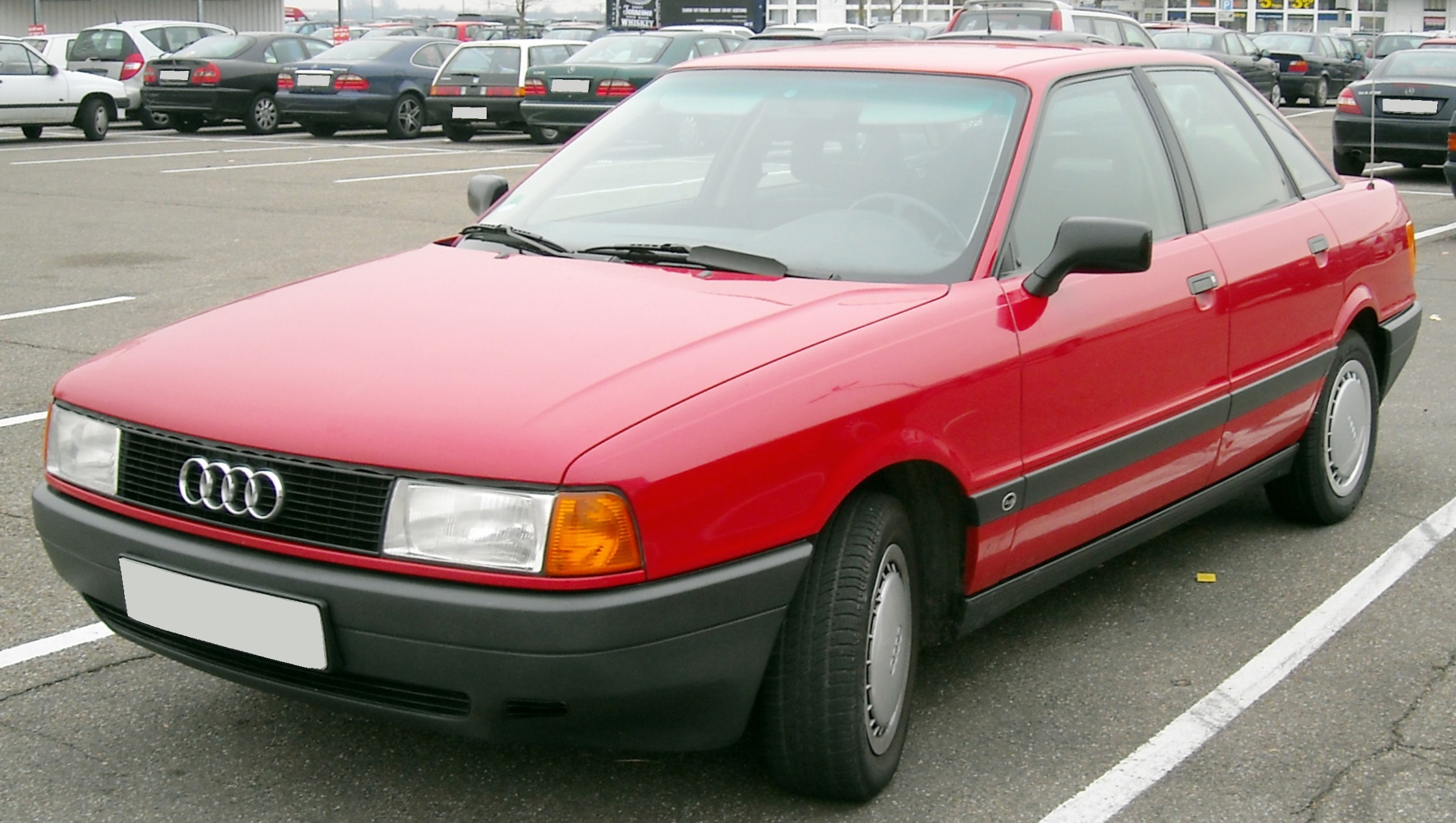
Audi 80 B3 (1987—1991)

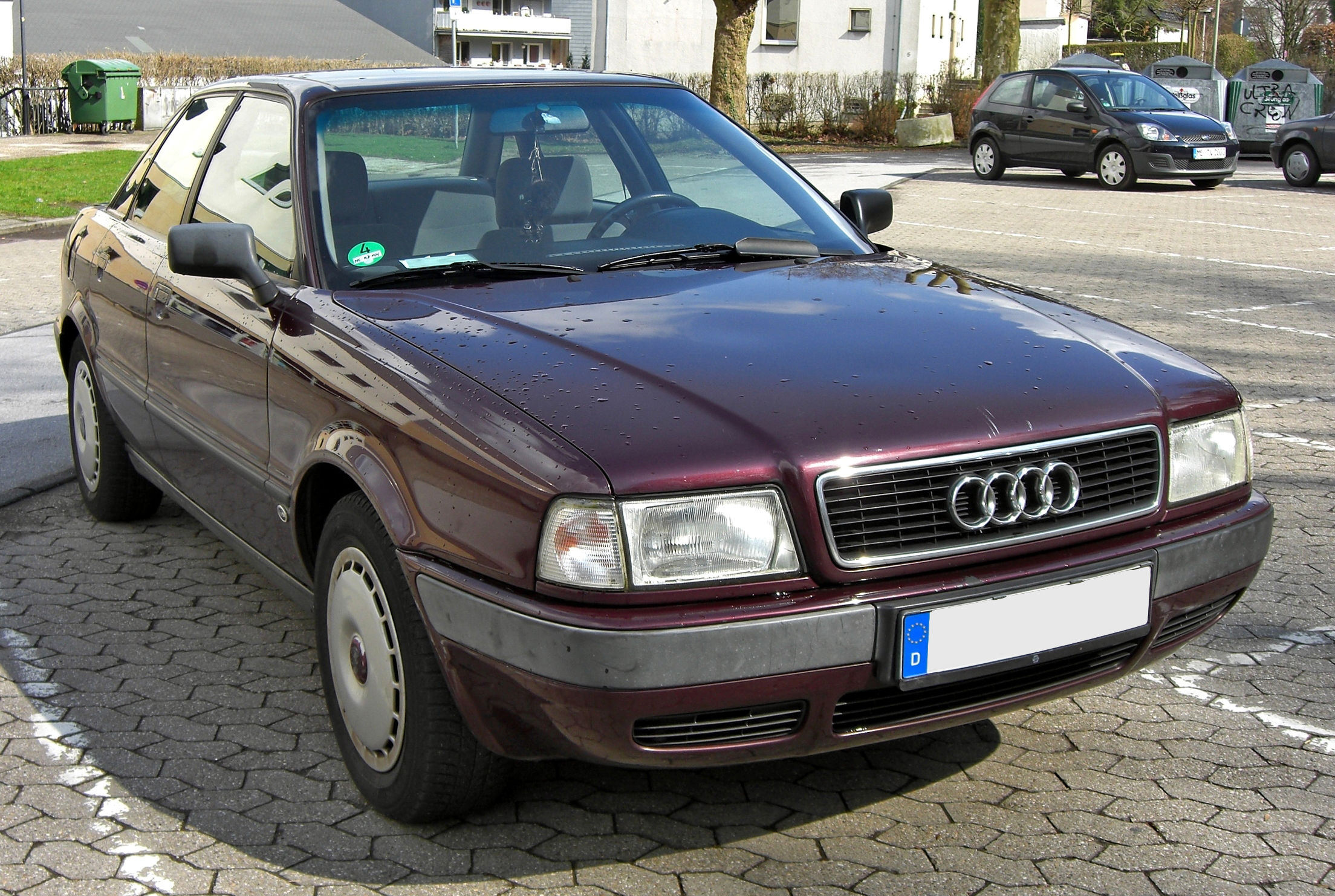
Audi 80 B4 (1991—1995)
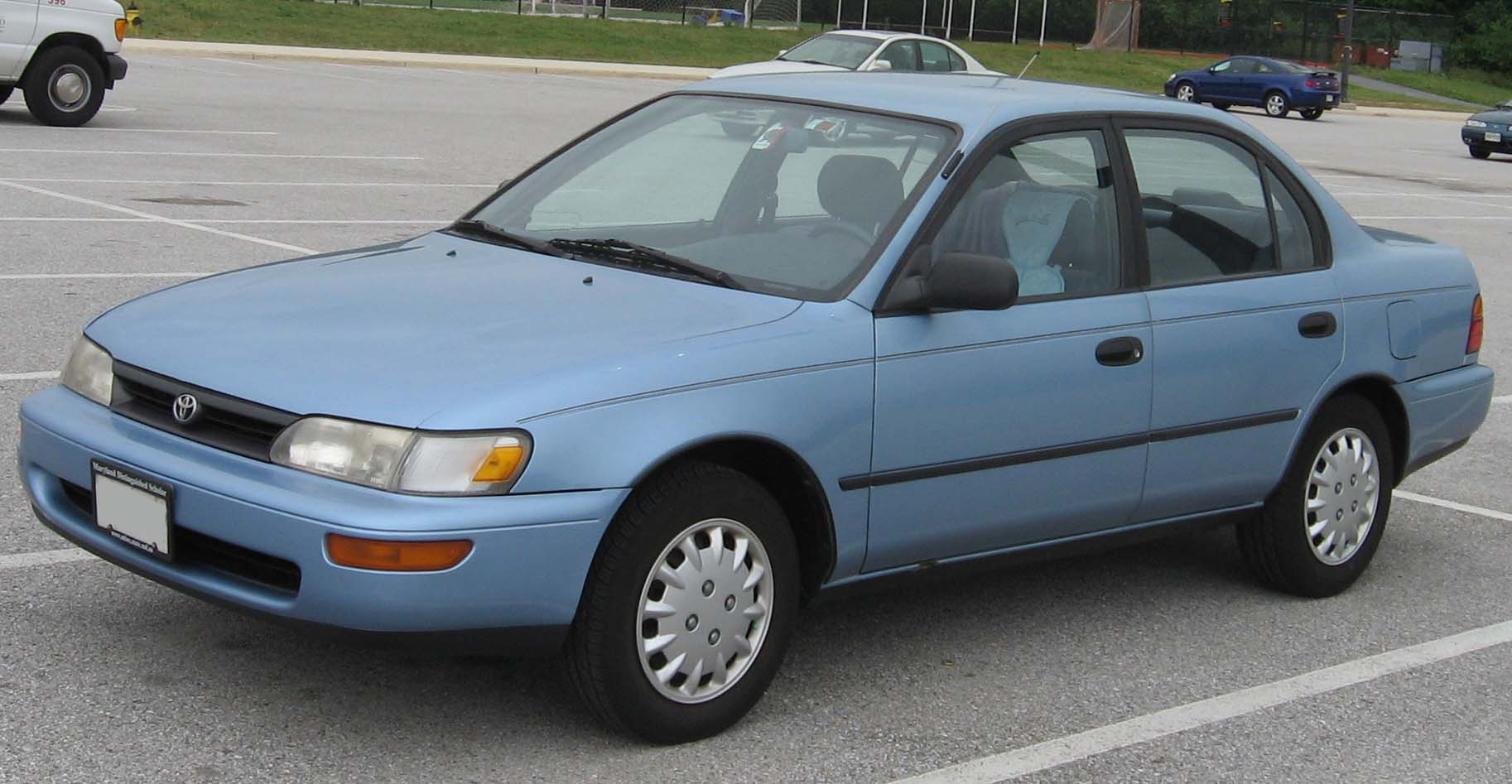
Toyota Corolla E100 (1991—1998)
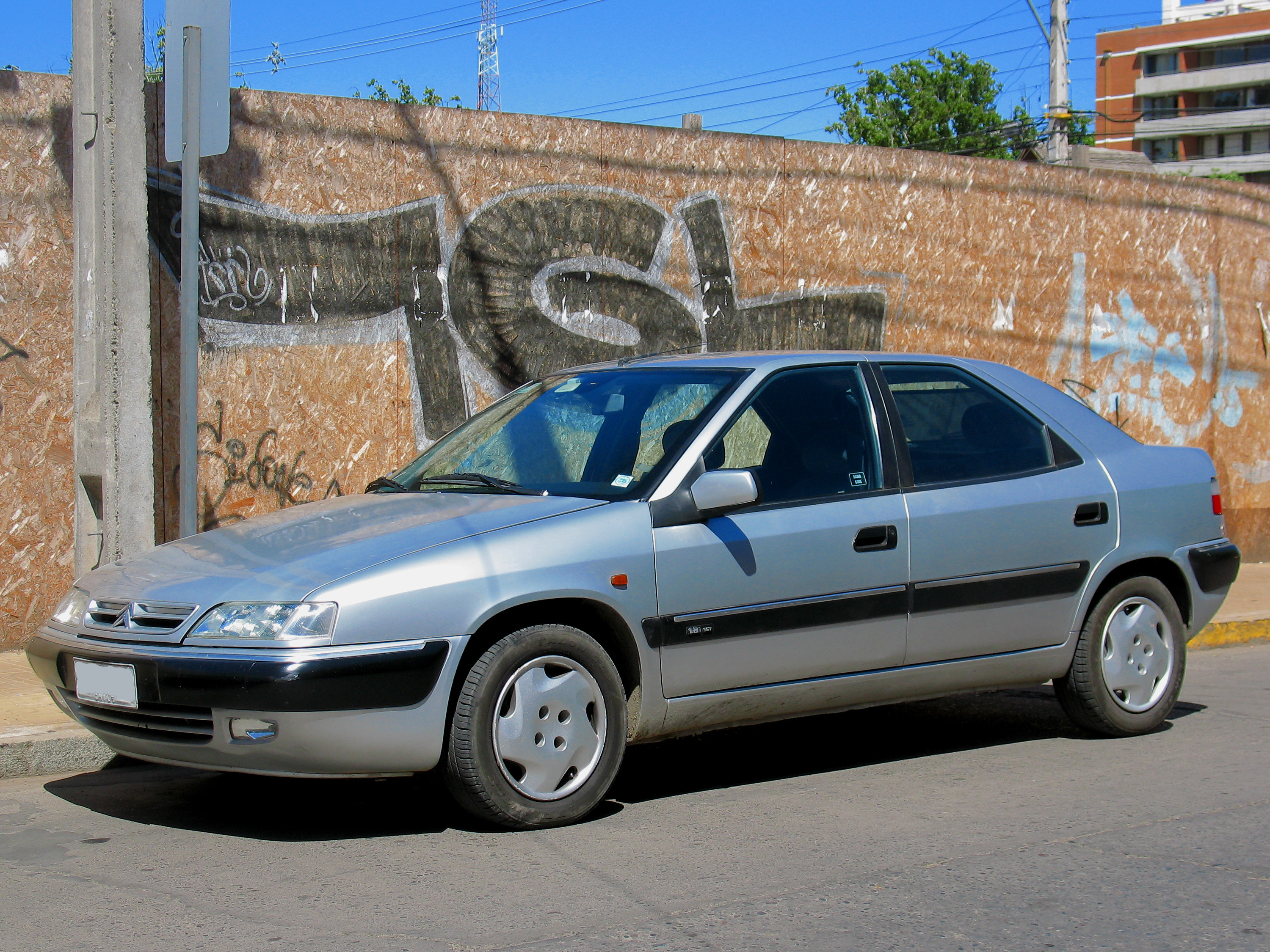
Citroёn Xantia (1993—2002)

В девяностые годы происходит дальнейшее развитие найденной в восьмидесятые годы стилистической темы оформления кузова. Автомобили самого начала девяностых годов по сути мало отличались от стиля конца предыдущего десятилетия. Основными отличиями становятся массовое распространение бамперов, окрашенных под цвет кузова — вместо используемых ранее чёрных или серых, мода на более узкую и сложную по форме головную оптику и утопленные плоские ручки дверей, а также окончательный отказ от использования блестящих деталей в отделке, полностью заменённых матовыми чёрными поверхностями.

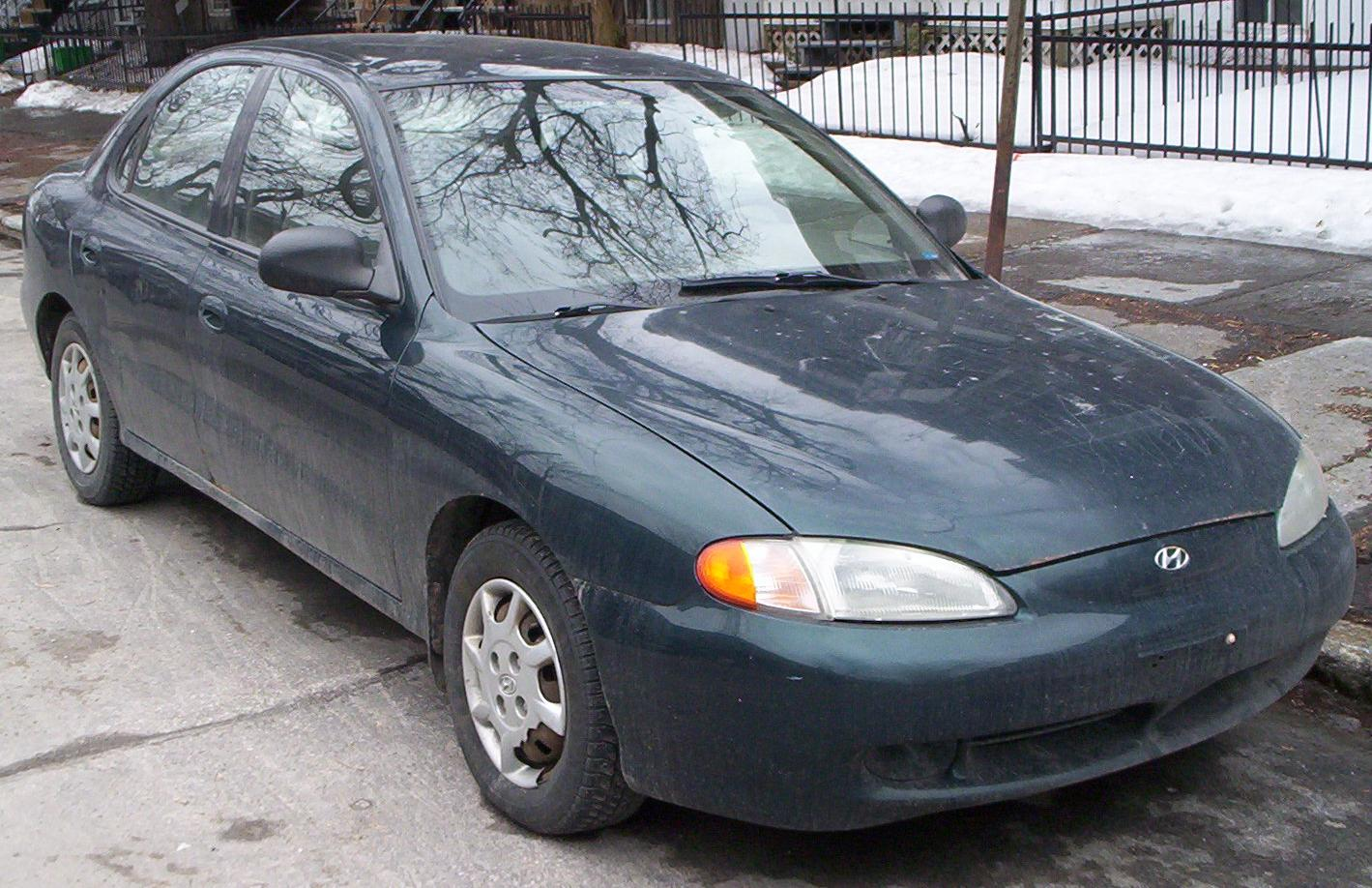
Hyundai Lantra модели 1995 года очень хорошо демонстрирует тенденции в автодизайне середины 1990-х

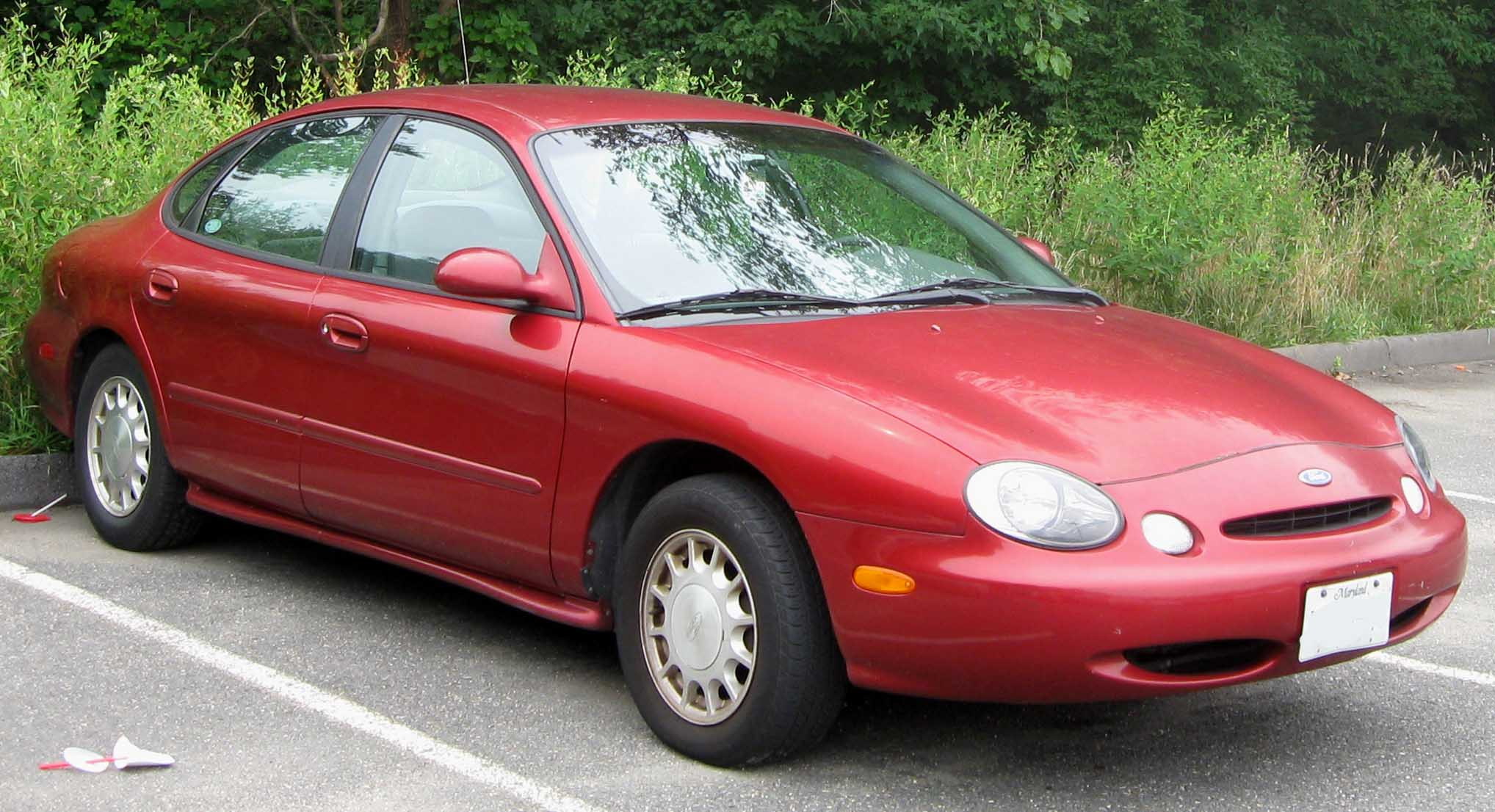
Ford Taurus 3-го поколения (1995—1999), одно из наиболее радикальных воплощений т. н. «биодизайна»

Середина девяностых годов характеризуется распространением так называемого «биодизайна», имитирующего характерные для живой природы обтекаемые формы. Существовавшие ранее тенденции к обтекаемости доводятся до крайности, и автомобили приобретают очень округлую, «зализанную» форму, похожую на окатанную гальку.
Широкое использование компьютерных технологий при проектировании кузовов позволило создавать поверхности куда более сложной формы, чем раньше, а использование промышленных роботов нового поколения позволило точно сопрягать такие сложные кузовные панели при сборке.
Те же компьютеры позволили создавать и фары практически произвольной формы, впервые отойдя от двух хорошо известных видов оптических элементов — круглых и прямоугольных или близких к ним по форме. Несмотря на сравнительно высокую себестоимость изготовления, блок-фары сложной формы сразу же получили большое распространения благодаря возможности при помощи формы фар индивидуализировать внешность автомобиля, сделать её более характерной. Появляются фары и задние фонари самых сложных конфигураций. Если до этого они были расположены как правило горизонтально, то начиная со второй половины девяностых годов получают широкое распространение фары и задние фонари, ориентированные по диагонали («раскосые»).

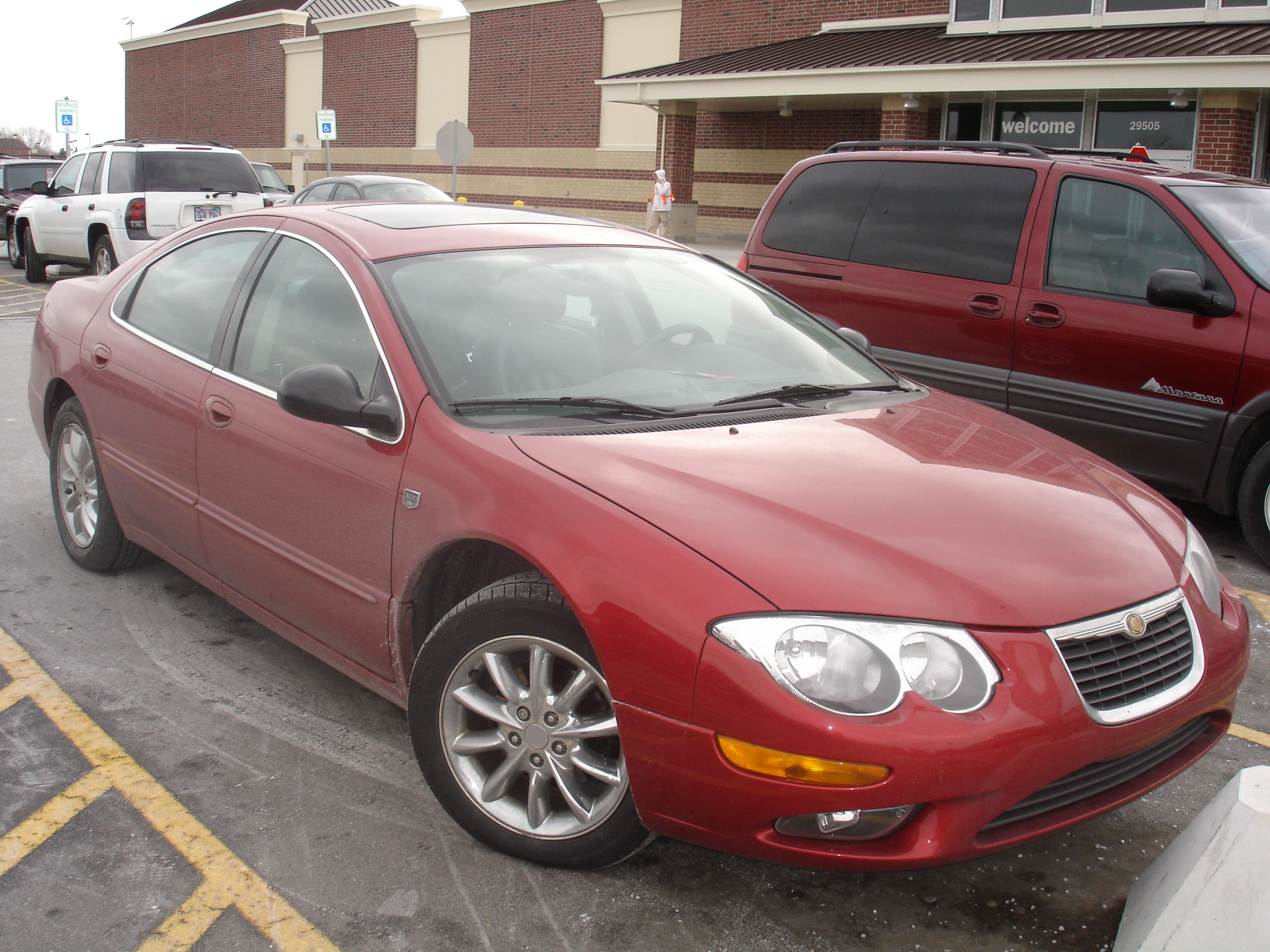
Продукция американской фирмы Chrysler хорошо демонстрировала характерную для середины и второй половины 1990-х годов тенденцию к сливанию объёмов кузова в один

Наблюдается тенденция к поглощению центральным объёмом пассажирского салона остальных — капота и багажника, и в пределе — превращения кузова в практически монолитную, однообъёмную клиновидную округлую форму. Особенно близки к этому были некоторые модели фирмы Chrysler с компоновкой, получившей фирменное обозначение «Cab-Forward» — с вынесенным вперёд пассажирским салоном. Однако, уже в конце девяностых годов стали появляться первые «ростки» следующего этапа в развитии формы кузова.

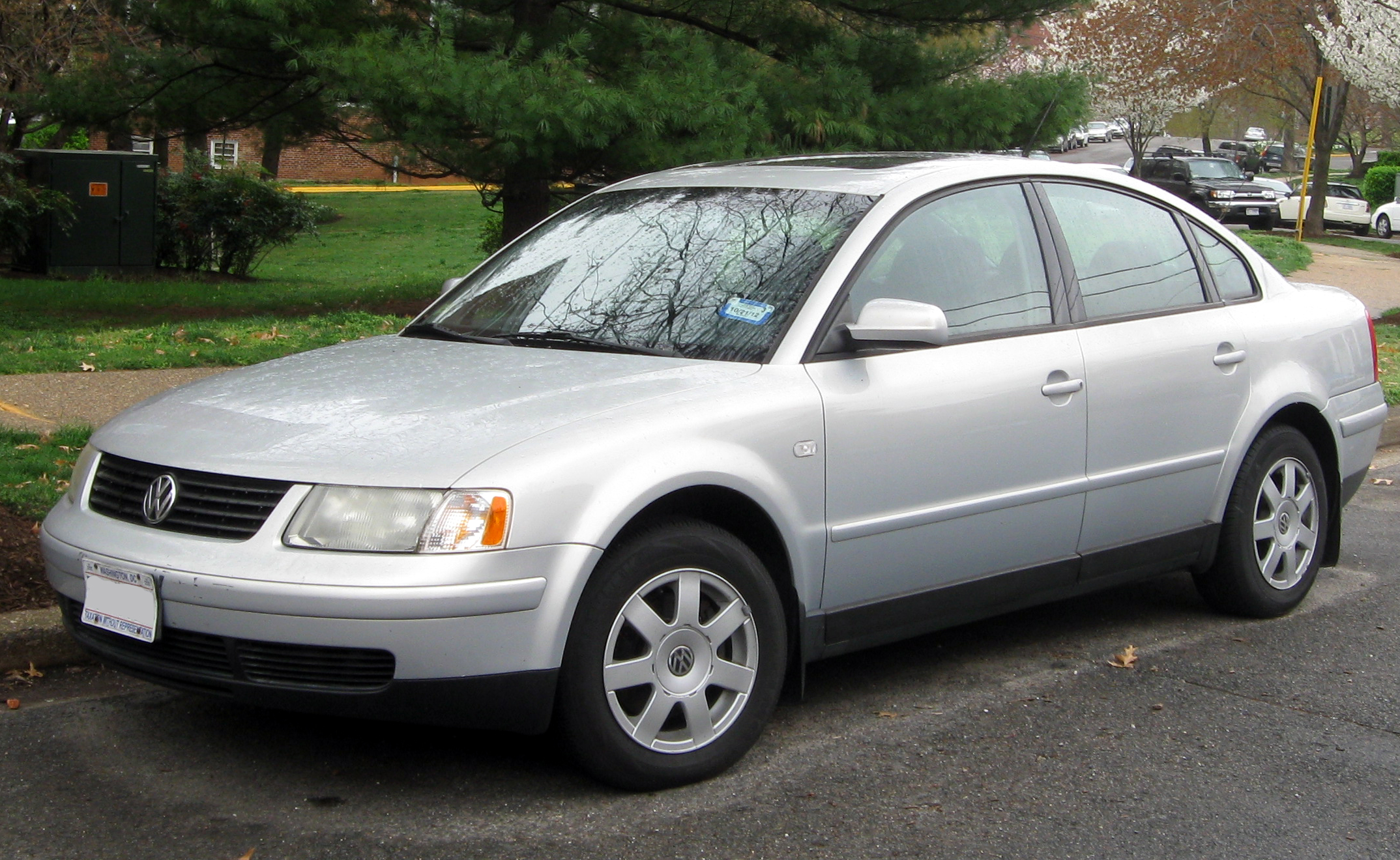
Volkswagen Passat B5 (1998)

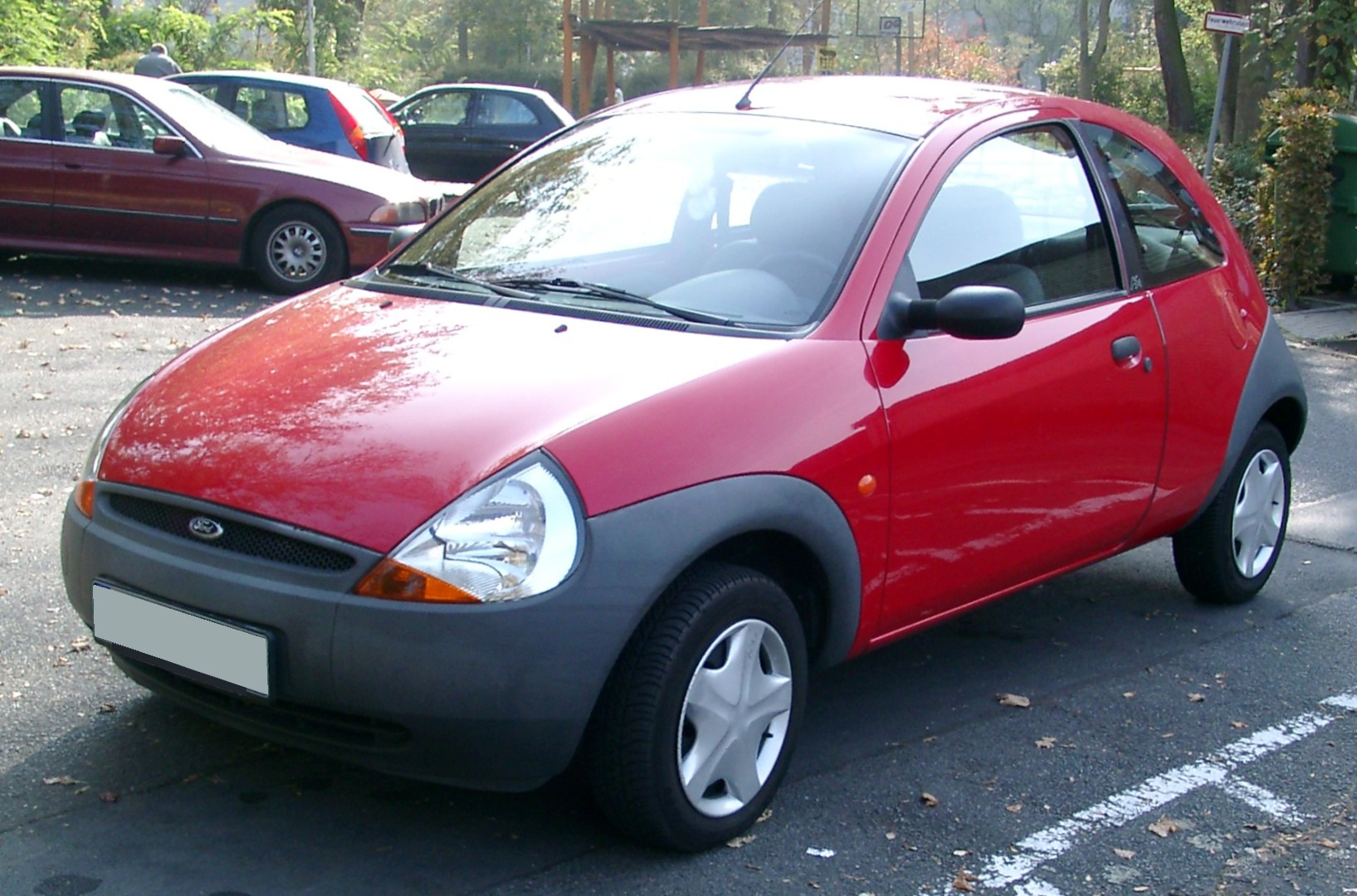
Ford Ka (1996—2008)
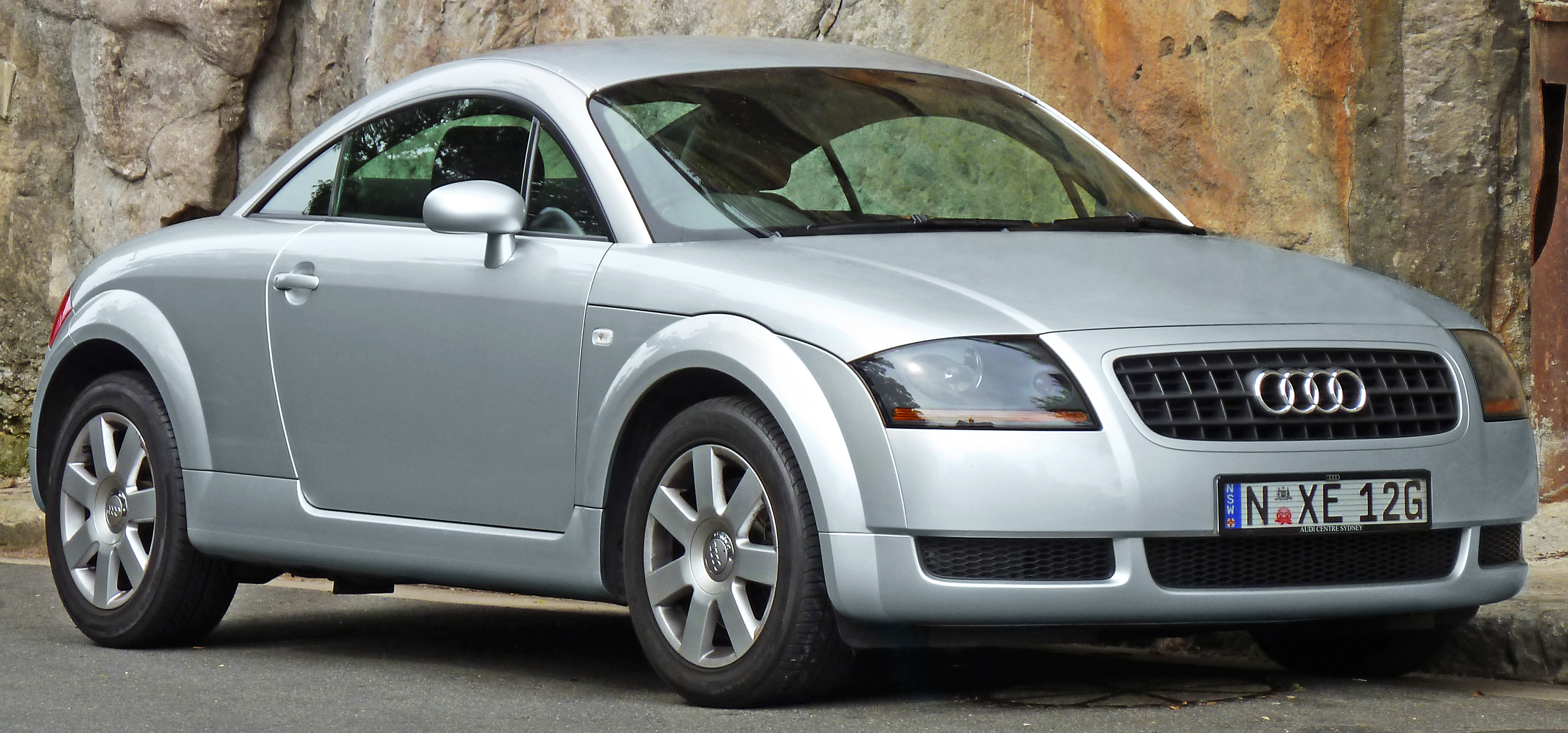
Audi TT 8N (1998—2006)
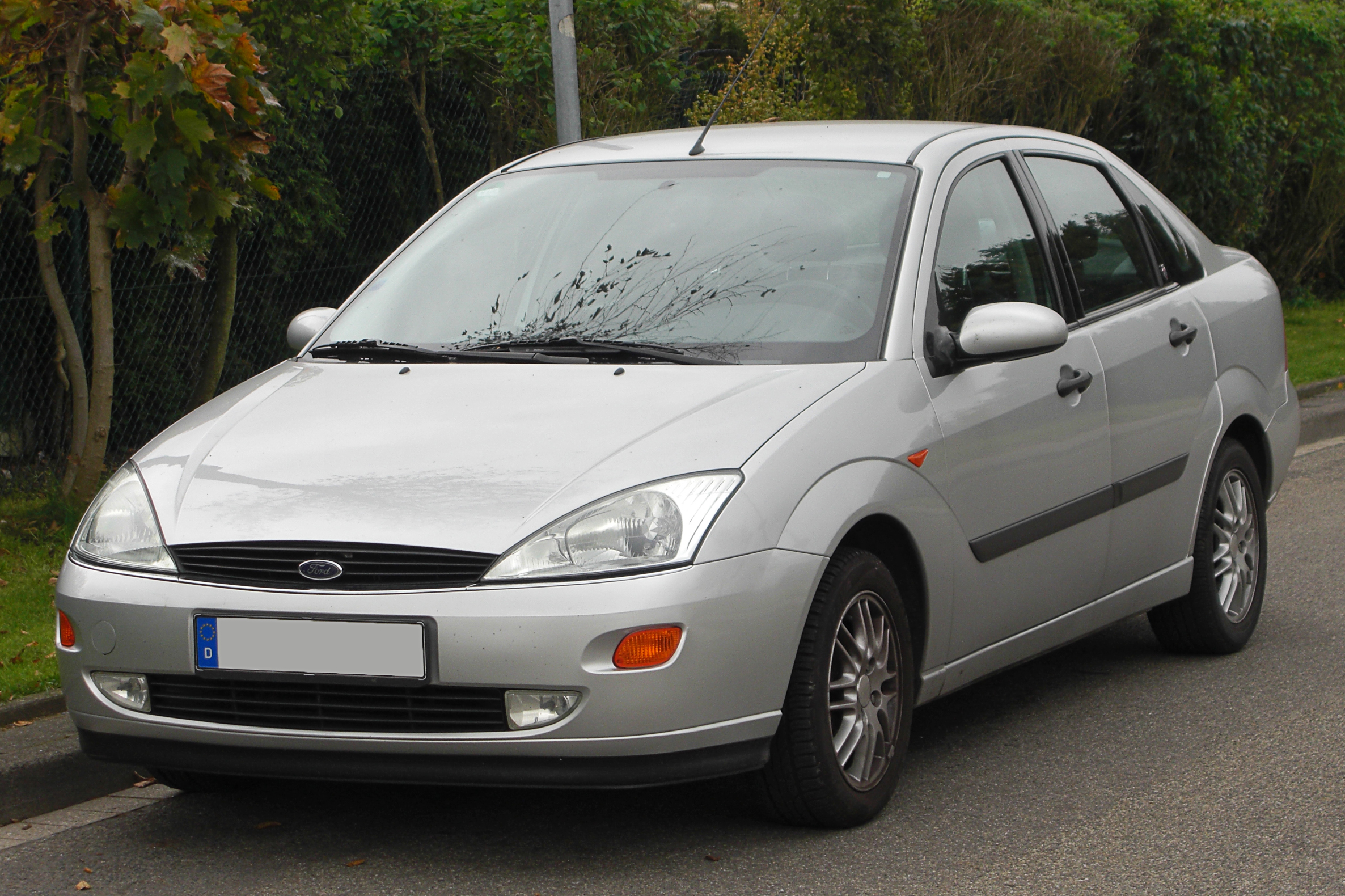
Ford Focus Mk I (1998—2004)

В 1996 году идёт в серию Volkswagen Passat B5, кузов которого имел непривычно большую для тех лет высоту — 1458 мм. Это позволило создать существенно более просторный салон, чем у конкурентов, с удобной и более свободной «высокой» посадкой водителя и пассажиров — эта черта широко распространилась впоследствии. Он же стал одним из пионеров в применении более удобных ручек дверей «под естественный хват».
В 1997 году появляется Ford Ka с революционно новым для того времени принципом формообразования. В нём впервые использовался «геометрический» стиль New Edge — «Новая грань», с характерной для него «компьютерной», «геометрической» формой кузова. В его внешности максимально использовались чистые геометрические фигуры — треугольники, дуги окружностей. Форма автомобиля определялась гранями на пересечениях этих фигур.
В 1998 году появляются массовый Ford Focus и Ford Cougar, использующие те же дизайнерские приёмы. Для Focus также была характерна высокая посадка водителя и пассажиров, позволившая разместить их максимально удобно и создать просторный салон в сравнительно компактном автомобиле. Позднее на основе тех же стилистических и компоновочных решений была создана модель среднего класса Ford Mondeo III.
В 1999 году была представлена публике модель Audi TT с рациональной «компьютерной» геометрией линий кузова. Вскоре такая же геометрия была положена в основу дизайна массовых моделей фирмы.
С этого времени округлость в чистом виде сменяется сочетанием округлых и гранёных элементов формы. Тенденции к сливанию трёх объёмов в один исчезают — современные седаны имеют как правило очень чётко очерченные три объёма.
Максимальное распространение этого стиля пришлось уже на 2000-е годы, когда он использовался большинством производителей современных легковых автомобилей в мире.
В конце 1990-х — начале 2000-х годов прошла волна «ностальгического» дизайна, возрождавшего черты автомобилей прошлого — как правило, тридцатых — пятидесятых годов. Типичные представители этого направления, особенно характерного для США — Chrysler PT Cruiser и Ford Thunderbird последнего поколения 2002—2005 годов. Впоследствии «ностальгические» тенденции пошли на спад, но отдельные элементы и тенденции, вроде более обильного, чем в предшествующую эпоху использования хрома — остались.

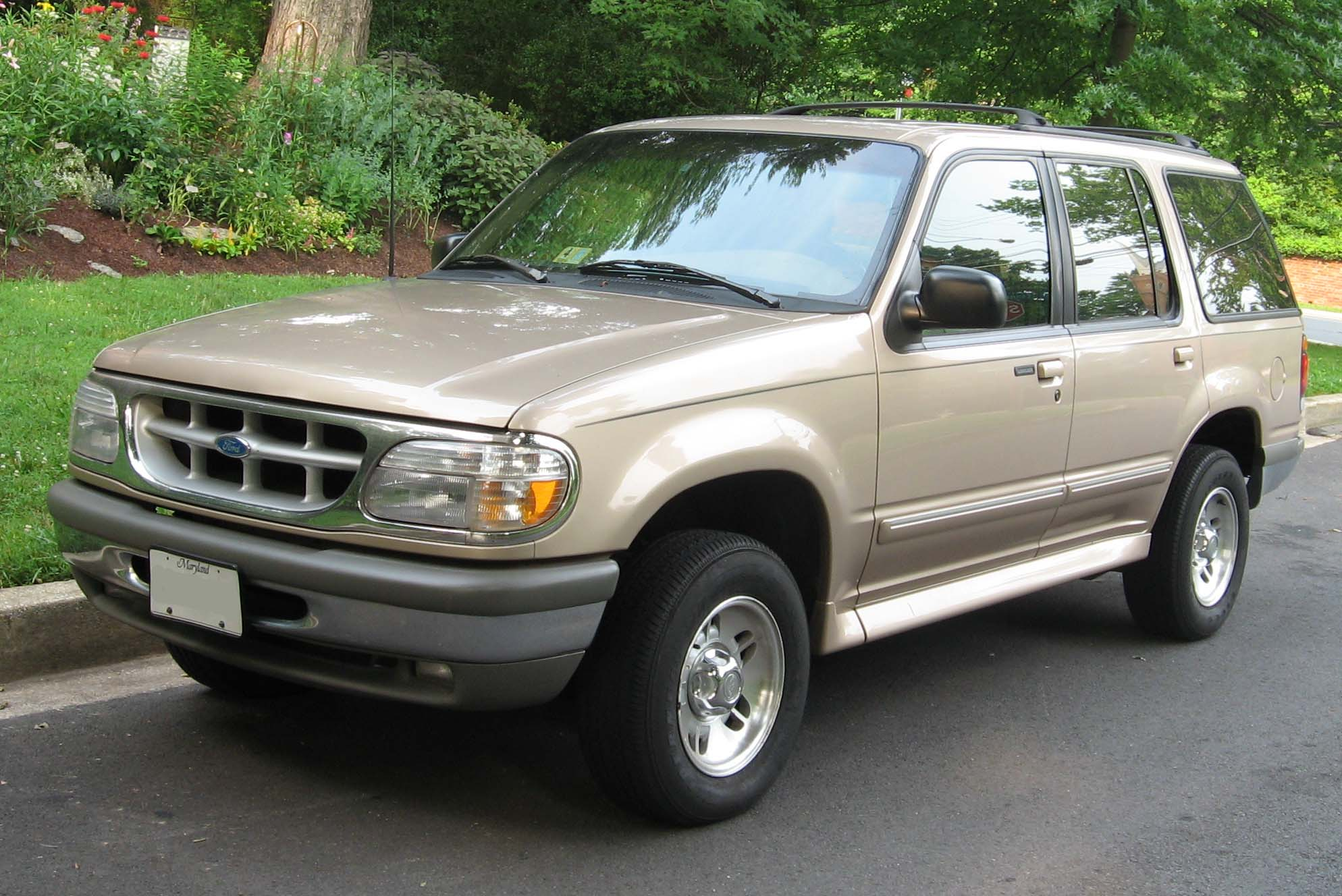
Ford Explorer (1994—2000)

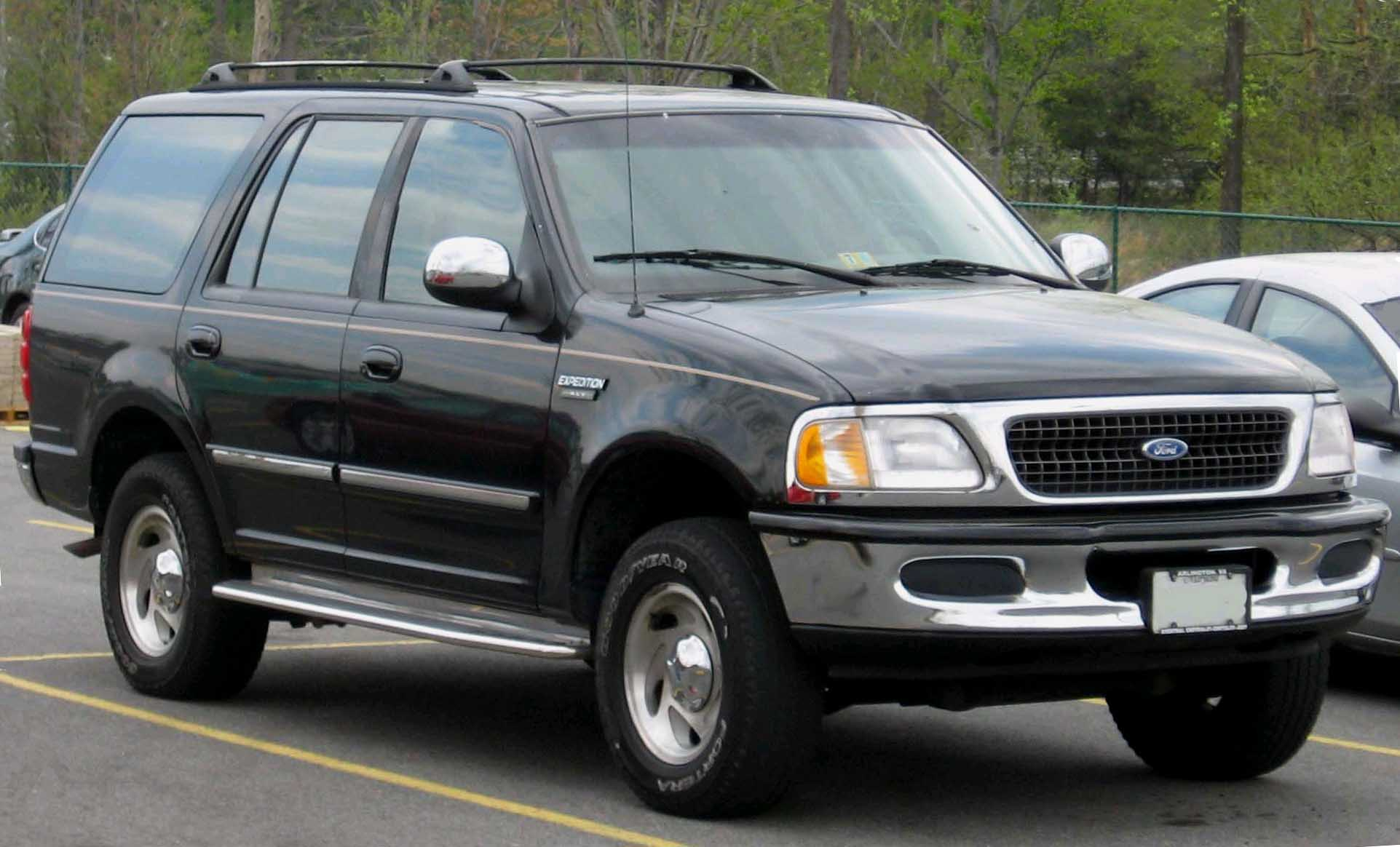
Ford Expedition (1996 - 2002)
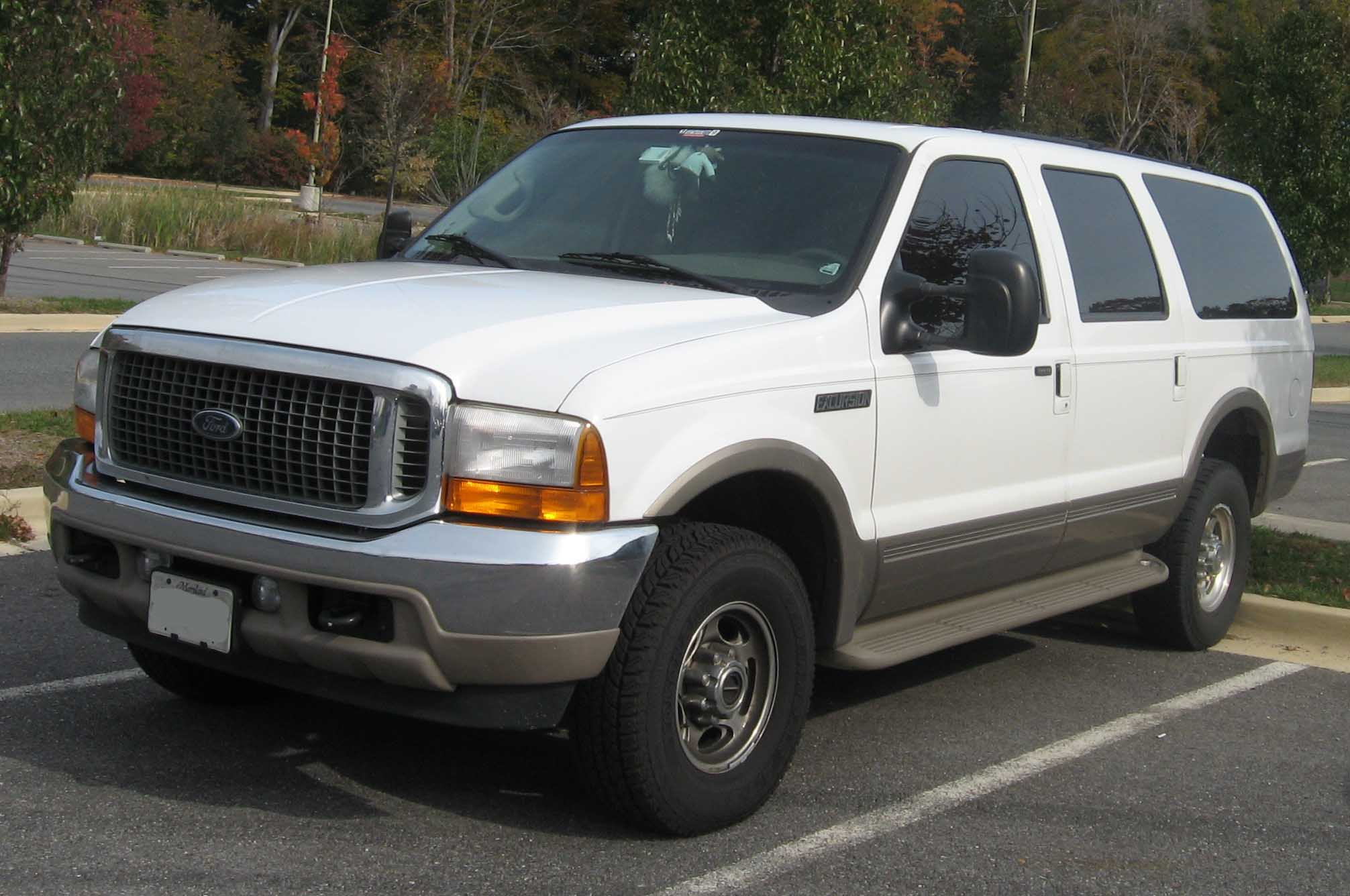
Ford Excursion (1999 - 2005)
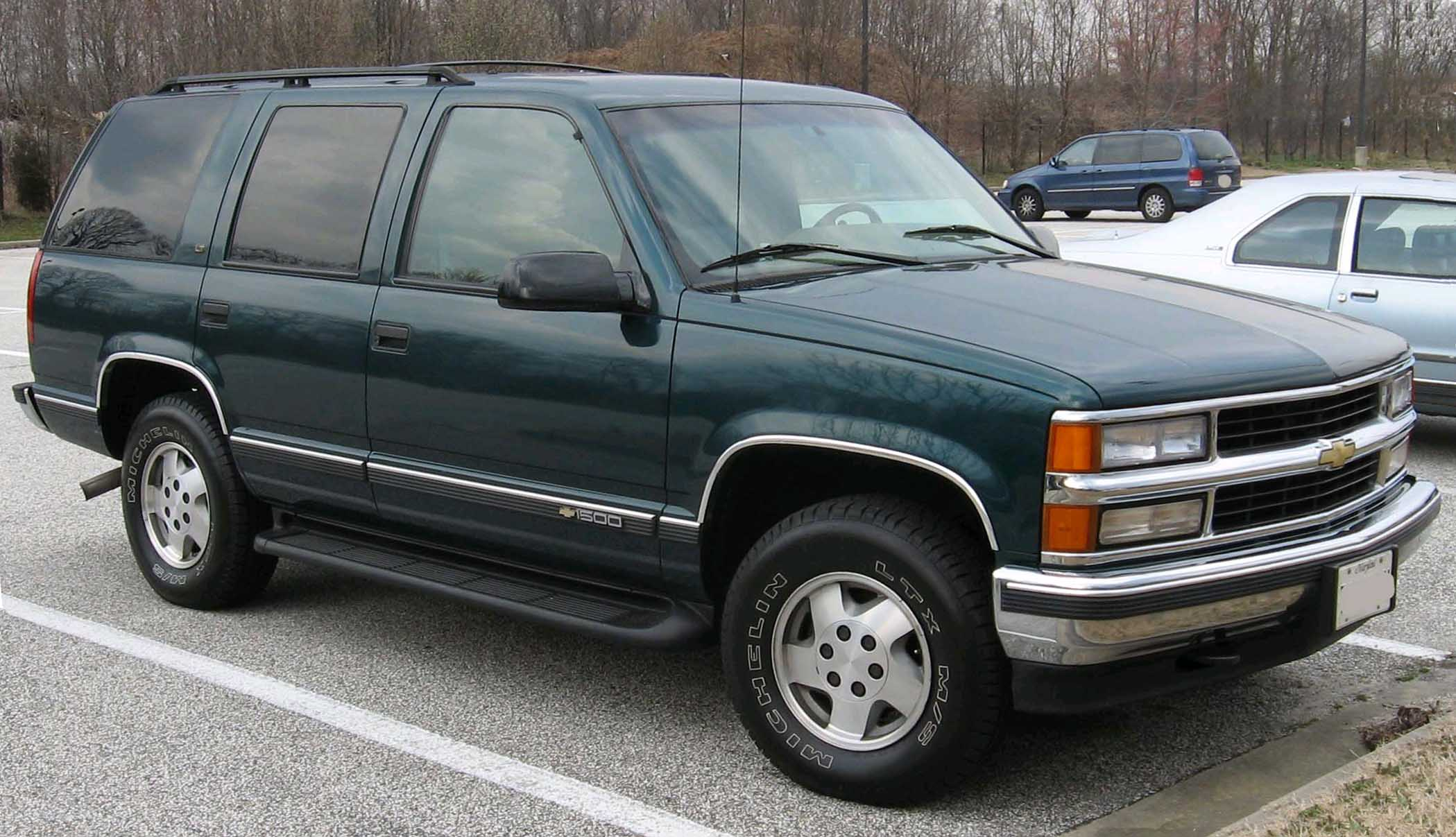
Chevrolet Tahoe (1992-1999)

В США к концу 1990-х годов обычные легковые седаны, а в особенности — универсалы, оказались в значительной степени вытеснены SUV, которые в условиях продержавшихся всё десятилетие низких цен на нефть достигли гигантских размеров (пример — Ford Excursion). Более просторные, комфортные и безопасные, чем сравнимые по массе легковые автомобили, они, несмотря на крайнюю непрактичность, оказались исключительно популярны у американских покупателей. Доля SUV, пикапов и минивэнов на рынке США к этому времени подошла к 50 %.

### Наши дни (с 2005)
Современные легковые автомобили делают сравнительно высокими — высота серийных седанов составляет порядка 1,5 метра, что позволяет оптимально разместить водителя и пассажиров, создать просторный салон без излишнего увеличения габаритов автомобиля. Некоторые автомобили делают ещё выше, например седан Nissan Tiida имеет высоту 1535 мм. Это является прямым следствием характерной для предыдущего десятилетия моды на высокие «паркетные» внедорожники и минивэны, в результате которой потребитель привык к высокой посадке и просторному салону, характерным для этих автомобилей.

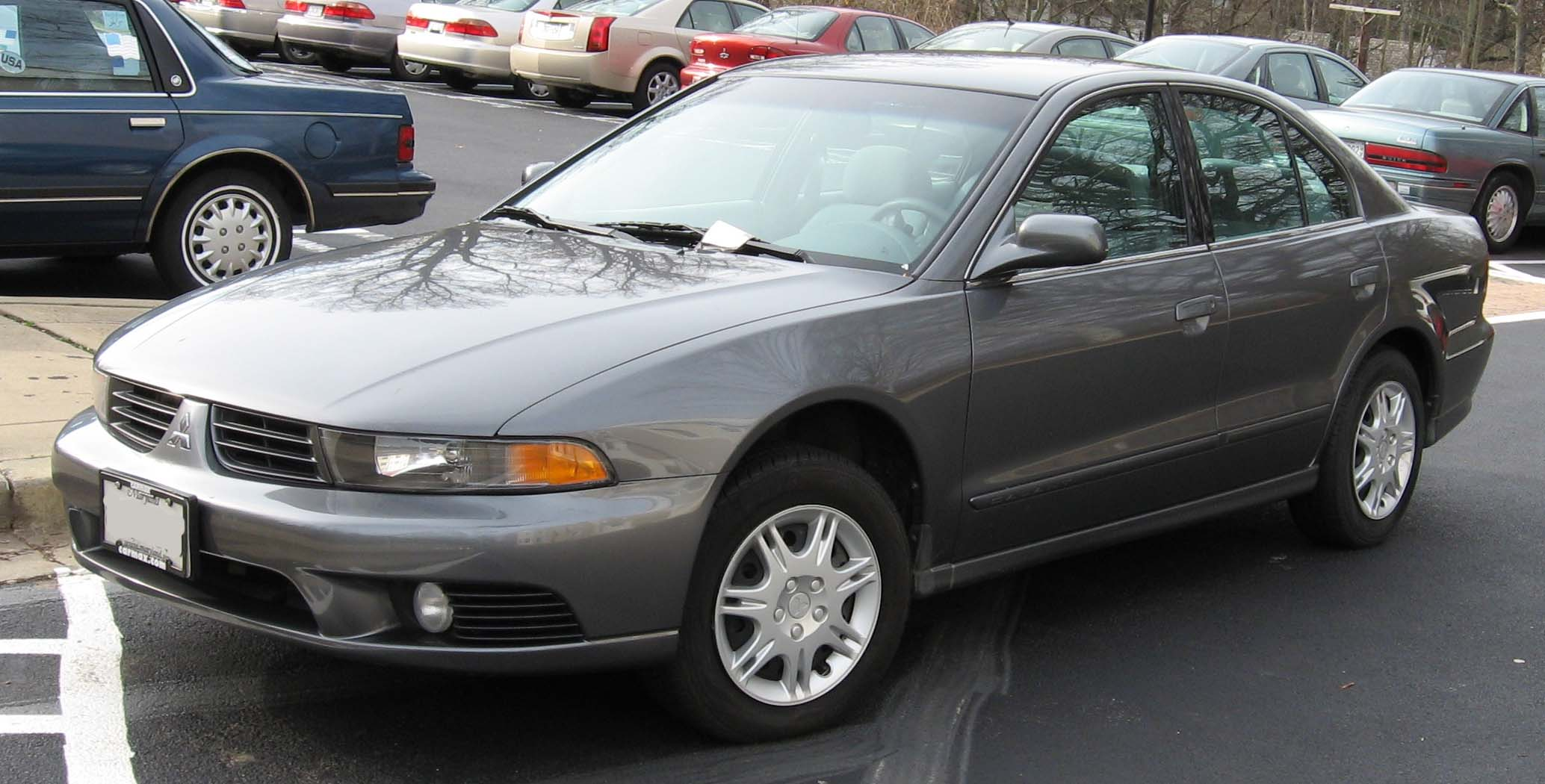
Благодаря высоким кузовам, повышенной поясной линии и высокой боковине, толстым стойкам «теплицы», более высоким капотам, массивной светотехнике и моде на «геометрический» стиль разработанные после середины 2000-х годов поколения многих моделей выглядят существенно более массивно по сравнению с предыдущими. Достаточно сравнить Mitsubishi Galant поколения 1996—2006-х…

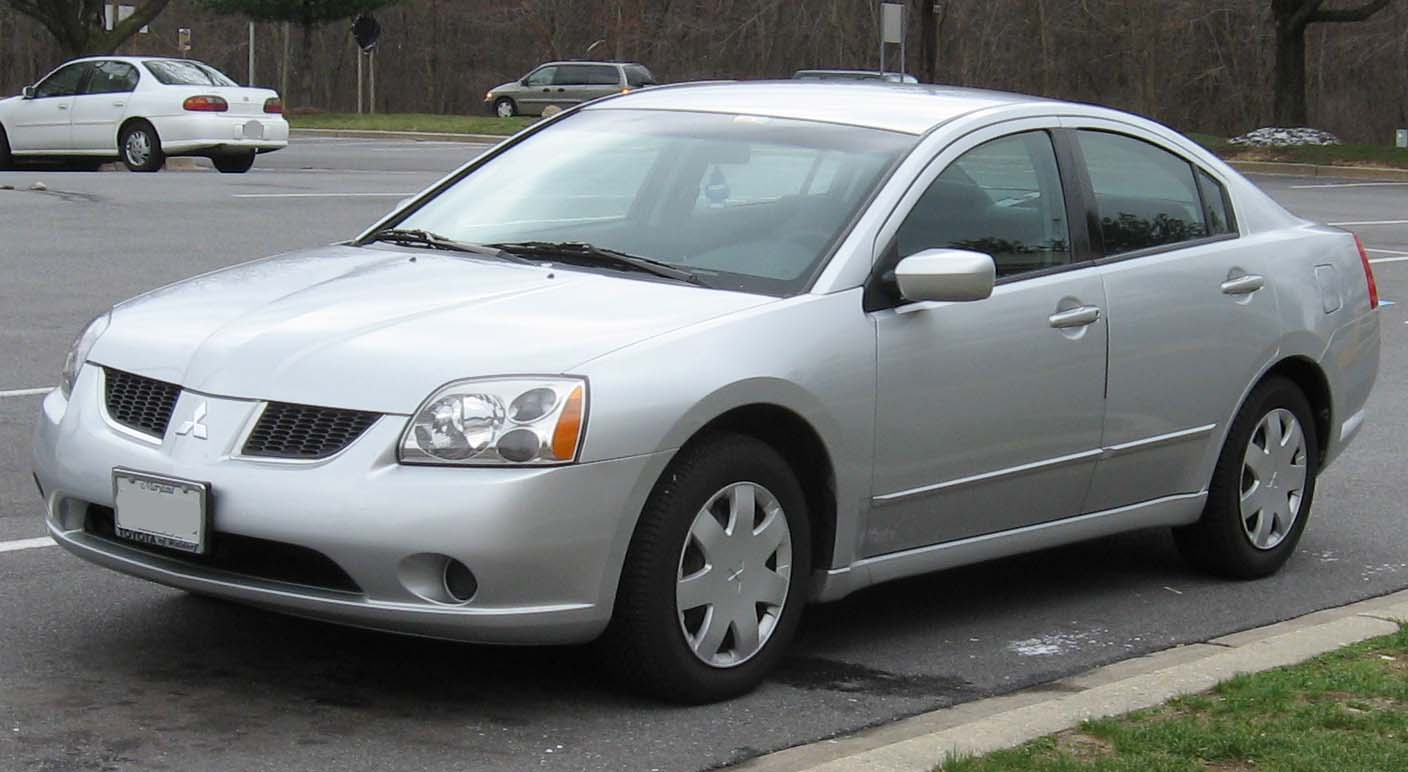
…и 2004—2012-х годов.

Поскольку такая массивная гладкая боковина стала выглядеть излишне громоздко, её стали визуально разбивать — сначала за счёт огромных отбортовок колёсных арок, как на Ford Focus Mk I, а затем и при помощи «мускулистых» выштамповок, напоминающих имитации отдельные передних и задних крыльев на послевоенных автомобилях (и имеющих то же назначение — коррекцию пропорций боковины кузова за счёт разбиения её на несколько участков), как, например, как на Nissan Juke:

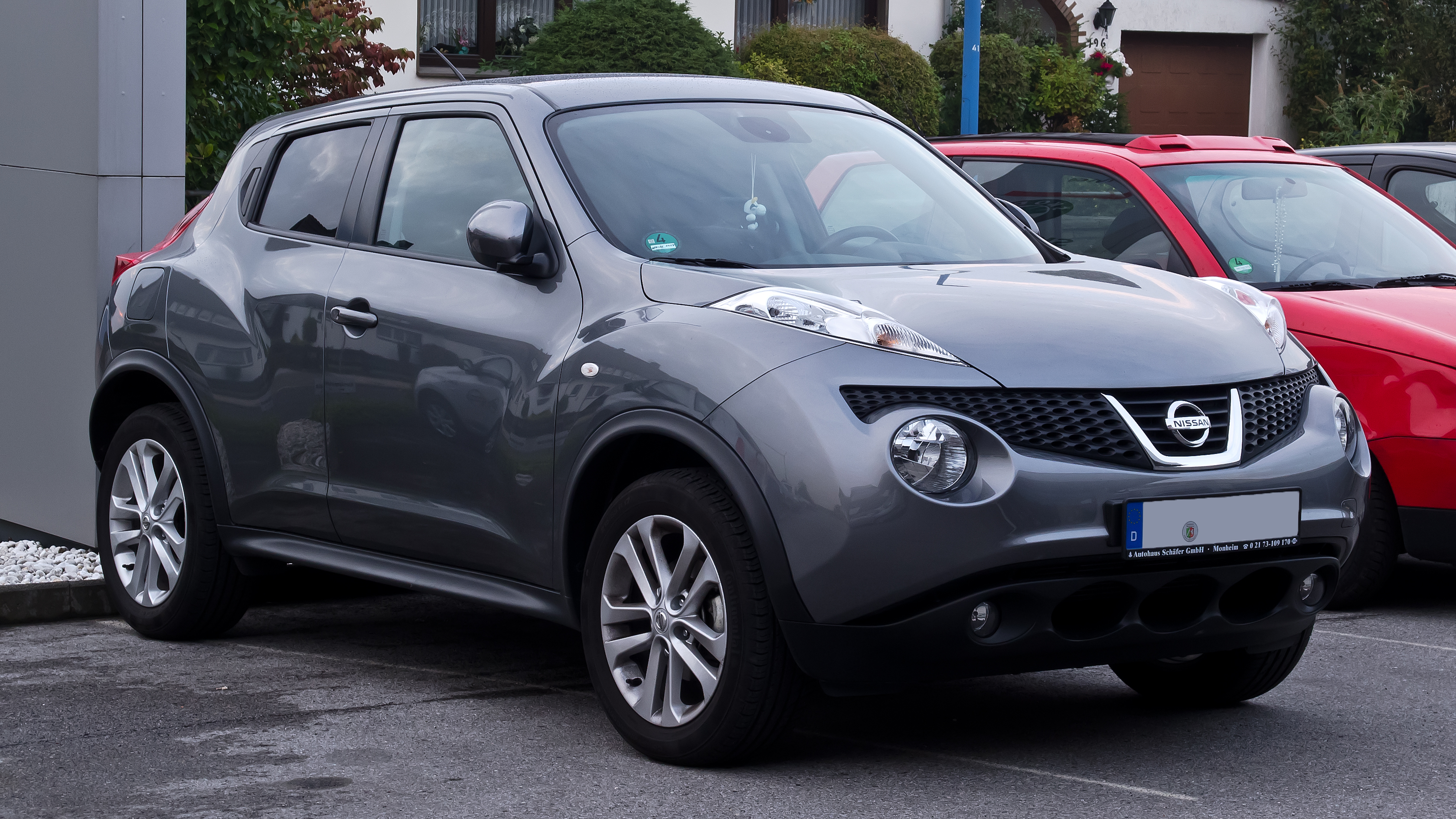
Nissan Juke (с 2010 года)

В целом, автомобили 2010-х годов начали развиваться в направлении усложнения формы кузова, сопряжённым с некоторым отходом от «холодной» рациональной «компьютерной» геометрии, свойственной стилю самого начала нового столетия.
Наблюдается тенденция ко всё большему увеличению диаметра колёс и размерности шин, при соответствующем снижении высоты их профиля. Это позволяет не только улучшить внешний вид сравнительно высоких автомобилей за счёт лучшего пропорционирования, но и разместить внутри колёс более мощные тормозные механизмы большого диаметра. Сегодня на серийных легковых автомобилях можно встретить и 18-дюймовые колёса, хотя ещё в восьмидесятые даже на больших седанах ставили как максимум 15-дюймовые. Для SUV не являются пределом и 20 дюймов.
Важное влияние на форму автомобилей начинают оказывать соображения пассивной безопасности, требования к которой существенно возросли после начала крэш-тестов по программе Euro NCAP во второй половине девяностых годов. Низкие результаты, показанные в них даже считавшимися безопасными моделей, вызвали широкий общественный резонанс и активную работу над созданием максимально безопасных автомобилей.
К настоящему времени все производители мирового класса вывели свою продукцию на уровень соответствия новым стандартам безопасности при фронтальном столкновении. Однако вскоре в программу испытаний были добавлены два новых — на безопасность при боковом ударе и при наезде на пешехода. Для улучшения этих характеристик автомобилей были приняты решения, непосредственно повлиявшие на их внешность.
Необходимость повышения безопасности при боковом ударе привела к появлению кузовов с высокой, хорошо защищающей боковиной и более толстыми дверьми. Теперь автомобили имеют высокую поясную линию и сравнительно низкую крышу с очень толстыми, массивными стойками. Линия крыши стала определяться ставшей с начала 2000-х годов практически общепринятой «арочной» силовой структурой боковины кузова, в чистом виде впервые появившейся на серийных «Ауди» конца 1990-х и обеспечивающей наивысшую жёсткость кузова.
Для обеспечения безопасности при наезде на пешехода необходимо увеличить расстояние между капотом двигателя и силовым агрегатом для обеспечения необходимой энергопоглощающей деформации — это приводит к появлению автомобилей с существенно более высоким капотом.
Аэродинамика при этом продолжает улучшаться: новейшие достижения в этой области позволяют ожидать появление в ближайшее время массовых автомобилей с коэффициентом обтекаемости Сх порядка 0,2. В 2010-х годах серийные машины уже имеют Сх порядка 0,25.
В последнее десятилетие наблюдается повсеместный переход к новым высокотехнологичным типам автомобильной оптики: обычные фары с классическими рефлектором и рассеивателем заменяются на «линзованную» оптику, дающую лучший свет, а задние фонари и прочие дополнительные осветительные приборы выполняют на основе светодиодов. При этом в моду вошли прозрачные бесцветные стёкла задних фонарей и поворотников, под которыми расположены цветные светодиоды или колбы ламп — вместо характерных для предшествующих эпох фонарей с цветными стёклами.
В США на протяжении 2000-х годов на смену классическим рамным SUV стали приходить более «легковые» по конструкции Crossover SUV (кроссоверы), сочетающие высокую посадку и увеличенный дорожный просвет с дешёвой легковой платформой с несущим кузовом. Выпуск таких автомобилей также стал возможен благодаря технологическим достижениям — большая гибкость производственных линий позволила на одной и той же платформе выпускать совершенно различные автомобили, от обычного седана или хетчбэка до имеющего совершенно иную компоновку салона минивэна или кроссовера, при этом унификация позволила минимизировать издержки и достичь низкой себестоимости. В отличие от SUV, бывших в своём исходном виде практически исключительно американским явлением, кроссоверы получили широкое международное распространение.
В классе минивэнов также произошли важные структурные изменения. В США минивэны оказались практически вытеснены большими SUV, а затем и кроссоверами, которые при той же вместимости предлагали более престижный и спортивный имидж, а также повышенную проходимость. В Европе и Японии же пальма первенства в значительной степени перешла от больших минивэнов, построенных на агрегатах автомобиля среднего класса, к построенным на базе малолитражек компактвэнам.

## Классическая компоновка
Автомобиль быстро развивался.

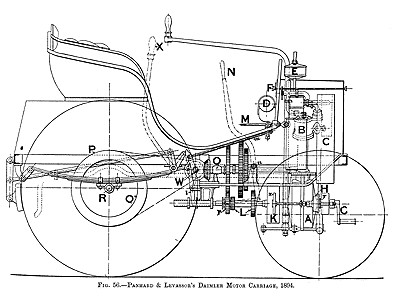
Panhard et Levassor «Systeme Panhard» — первый автомобиль, имевший классическую компоновку

Двигатель занял довольно неудобное для размещения пассажиров место — между большими кожухами передних управляемых колёс; радиатор разместился впереди — для охлаждения его встречным потоком воздуха; ведущие колёса — задние что выгодно для улучшения тяговых качеств автомобиля. С конструктивной точки зрения такая компоновочная схема оказалась вполне рациональной: совершенствуясь, она сохранилась до наших дней и получила название «классическая компоновка».
Двигатель, трансмиссия, ходовая часть крепились к раме. Всё это в целом называлось «шасси». Шасси могло двигаться и существовать без кузова. Кузов же устанавливался на шасси как отдельный и независимый для исполнения агрегат. С кузовом получался уже автомобиль, предназначенный для выполнения определённой функции.
Это позволяло создавать на базе одного и того же шасси самые различные автомобили, включая грузовые модификации, а также — отдавать заказы на кузова сторонним кузовщикам, что широко практиковалось в те годы: фирма-производитель делала только шасси и предлагала покупателям либо заказать у неё один из стандартных кузовов (для чего при ней имелась своя, фирменная, кузовная мастерская), либо обратиться в стороннее кузовное ателье с заказом на кузов индивидуальной работы, что обходилось намного дороже. Так часто поступали производители автомобилей категории «люкс» до конца тридцатых годов.

## Галерея

Развитие классической компоновки легкового авто
Схема композиционного построения формы авто № 2